# Fortezza (scacchi)
Negli scacchi, la fortezza è una tecnica per ottenere la patta nei finali nei quali il giocatore in inferiorità di materiale crea una zona di sicurezza attorno al proprio re che non può in alcun modo essere attaccata dall'avversario. Chiaramente, ciò funziona solo quando l'avversario non ha e non può creare un pedone passato, senza che tale pedone possa essere bloccato (ad esempio da un alfiere di colore opposto). Una fortezza elementare è una posizione teoricamente patta con ridotto materiale nella quale una difesa passiva manterrà la patta.
La fortezza comunemente ha quattro caratteristiche:
1. è impossibile creare pedoni passati utili.
2. se il giocatore in vantaggio di materiale ha dei pedoni, essi sono bloccati.
3. il re del giocatore in vantaggio di materiale non può penetrare, perché è tagliato fuori o vicino al bordo della scacchiera.
4. non possono essere forzate posizioni di zugzwang, perché per il giocatore in difesa sono possibili mosse di attesa.[2]

Le fortezze sono un problema per i motori scacchistici: i computer sono incapaci di ragionare sulle posizioni di fortezza, eccetto quelle contenute nei loro tablebase.

## Fortezza in un angolo
Forse il più comune tipo di fortezza, spesso vista nei finali di scacchi con solo pochi pezzi sulla scacchiera, è dove il re in difesa può rifugiarsi in un angolo e non può essere cacciato o subire scacco matto dall'avversario in vantaggio. I due diagrammi seguenti forniscono due esempi classici. In entrambi i casi, il Nero semplicemente sposta il suo re fra a8 e la casa adiacente disponibile (b8 o b7, a seconda del caso). Il Bianco non può allontanare il re Nero, e non può ottenere niente più che una patta.
È da notare che il finale con alfiere e pedone di torre sbagliato (quando la casa di promozione del pedone di torre è del colore opposto a quello dell'alfiere) nel diagramma 1 è sempre patta se il pedone è sulla settima traversa o dietro lungo la colonna a. Dirigersi verso un finale con alfiere e pedone di torre sbagliato è una risorsa di patta abbastanza comune disponibile per il giocatore in svantaggio.
La posizione del diagramma 2 di cavallo e pedone di torre, comunque, è patta solo se il pedone bianco è già sulla settima traversa, facendone una risorsa di patta disponibile al giocatore in svantaggio molto meno frequentemente. Se, per esempio, il pedone bianco fosse in a6, il Bianco vincerebbe subito con 1.Rb6! Rb8 2.a7+ ed il Bianco dà matto o promuove il suo pedone alla mossa successiva.
|   | a                                                                                | b                                                                                | c                                                                                | d                                                                                | e                                                                                | f                                                                                | g                                                                                | h                                                                                |   |
| 8 | a8 re del nero · a6 pedone del bianco · b6 re del bianco · e1 alfiere del bianco | a8 re del nero · a6 pedone del bianco · b6 re del bianco · e1 alfiere del bianco | a8 re del nero · a6 pedone del bianco · b6 re del bianco · e1 alfiere del bianco | a8 re del nero · a6 pedone del bianco · b6 re del bianco · e1 alfiere del bianco | a8 re del nero · a6 pedone del bianco · b6 re del bianco · e1 alfiere del bianco | a8 re del nero · a6 pedone del bianco · b6 re del bianco · e1 alfiere del bianco | a8 re del nero · a6 pedone del bianco · b6 re del bianco · e1 alfiere del bianco | a8 re del nero · a6 pedone del bianco · b6 re del bianco · e1 alfiere del bianco | 8 |
| 7 | a8 re del nero · a6 pedone del bianco · b6 re del bianco · e1 alfiere del bianco | a8 re del nero · a6 pedone del bianco · b6 re del bianco · e1 alfiere del bianco | a8 re del nero · a6 pedone del bianco · b6 re del bianco · e1 alfiere del bianco | a8 re del nero · a6 pedone del bianco · b6 re del bianco · e1 alfiere del bianco | a8 re del nero · a6 pedone del bianco · b6 re del bianco · e1 alfiere del bianco | a8 re del nero · a6 pedone del bianco · b6 re del bianco · e1 alfiere del bianco | a8 re del nero · a6 pedone del bianco · b6 re del bianco · e1 alfiere del bianco | a8 re del nero · a6 pedone del bianco · b6 re del bianco · e1 alfiere del bianco | 7 |
| 6 | a8 re del nero · a6 pedone del bianco · b6 re del bianco · e1 alfiere del bianco | a8 re del nero · a6 pedone del bianco · b6 re del bianco · e1 alfiere del bianco | a8 re del nero · a6 pedone del bianco · b6 re del bianco · e1 alfiere del bianco | a8 re del nero · a6 pedone del bianco · b6 re del bianco · e1 alfiere del bianco | a8 re del nero · a6 pedone del bianco · b6 re del bianco · e1 alfiere del bianco | a8 re del nero · a6 pedone del bianco · b6 re del bianco · e1 alfiere del bianco | a8 re del nero · a6 pedone del bianco · b6 re del bianco · e1 alfiere del bianco | a8 re del nero · a6 pedone del bianco · b6 re del bianco · e1 alfiere del bianco | 6 |
| 5 | a8 re del nero · a6 pedone del bianco · b6 re del bianco · e1 alfiere del bianco | a8 re del nero · a6 pedone del bianco · b6 re del bianco · e1 alfiere del bianco | a8 re del nero · a6 pedone del bianco · b6 re del bianco · e1 alfiere del bianco | a8 re del nero · a6 pedone del bianco · b6 re del bianco · e1 alfiere del bianco | a8 re del nero · a6 pedone del bianco · b6 re del bianco · e1 alfiere del bianco | a8 re del nero · a6 pedone del bianco · b6 re del bianco · e1 alfiere del bianco | a8 re del nero · a6 pedone del bianco · b6 re del bianco · e1 alfiere del bianco | a8 re del nero · a6 pedone del bianco · b6 re del bianco · e1 alfiere del bianco | 5 |
| 4 | a8 re del nero · a6 pedone del bianco · b6 re del bianco · e1 alfiere del bianco | a8 re del nero · a6 pedone del bianco · b6 re del bianco · e1 alfiere del bianco | a8 re del nero · a6 pedone del bianco · b6 re del bianco · e1 alfiere del bianco | a8 re del nero · a6 pedone del bianco · b6 re del bianco · e1 alfiere del bianco | a8 re del nero · a6 pedone del bianco · b6 re del bianco · e1 alfiere del bianco | a8 re del nero · a6 pedone del bianco · b6 re del bianco · e1 alfiere del bianco | a8 re del nero · a6 pedone del bianco · b6 re del bianco · e1 alfiere del bianco | a8 re del nero · a6 pedone del bianco · b6 re del bianco · e1 alfiere del bianco | 4 |
| 3 | a8 re del nero · a6 pedone del bianco · b6 re del bianco · e1 alfiere del bianco | a8 re del nero · a6 pedone del bianco · b6 re del bianco · e1 alfiere del bianco | a8 re del nero · a6 pedone del bianco · b6 re del bianco · e1 alfiere del bianco | a8 re del nero · a6 pedone del bianco · b6 re del bianco · e1 alfiere del bianco | a8 re del nero · a6 pedone del bianco · b6 re del bianco · e1 alfiere del bianco | a8 re del nero · a6 pedone del bianco · b6 re del bianco · e1 alfiere del bianco | a8 re del nero · a6 pedone del bianco · b6 re del bianco · e1 alfiere del bianco | a8 re del nero · a6 pedone del bianco · b6 re del bianco · e1 alfiere del bianco | 3 |
| 2 | a8 re del nero · a6 pedone del bianco · b6 re del bianco · e1 alfiere del bianco | a8 re del nero · a6 pedone del bianco · b6 re del bianco · e1 alfiere del bianco | a8 re del nero · a6 pedone del bianco · b6 re del bianco · e1 alfiere del bianco | a8 re del nero · a6 pedone del bianco · b6 re del bianco · e1 alfiere del bianco | a8 re del nero · a6 pedone del bianco · b6 re del bianco · e1 alfiere del bianco | a8 re del nero · a6 pedone del bianco · b6 re del bianco · e1 alfiere del bianco | a8 re del nero · a6 pedone del bianco · b6 re del bianco · e1 alfiere del bianco | a8 re del nero · a6 pedone del bianco · b6 re del bianco · e1 alfiere del bianco | 2 |
| 1 | a8 re del nero · a6 pedone del bianco · b6 re del bianco · e1 alfiere del bianco | a8 re del nero · a6 pedone del bianco · b6 re del bianco · e1 alfiere del bianco | a8 re del nero · a6 pedone del bianco · b6 re del bianco · e1 alfiere del bianco | a8 re del nero · a6 pedone del bianco · b6 re del bianco · e1 alfiere del bianco | a8 re del nero · a6 pedone del bianco · b6 re del bianco · e1 alfiere del bianco | a8 re del nero · a6 pedone del bianco · b6 re del bianco · e1 alfiere del bianco | a8 re del nero · a6 pedone del bianco · b6 re del bianco · e1 alfiere del bianco | a8 re del nero · a6 pedone del bianco · b6 re del bianco · e1 alfiere del bianco | 1 |
|   | a                                                                                | b                                                                                | c                                                                                | d                                                                                | e                                                                                | f                                                                                | g                                                                                | h                                                                                |   |

|   | a                                                                                | b                                                                                | c                                                                                | d                                                                                | e                                                                                | f                                                                                | g                                                                                | h                                                                                |   |
| 8 | a8 re del nero · a7 pedone del bianco · b5 cavallo del bianco · c5 re del bianco | a8 re del nero · a7 pedone del bianco · b5 cavallo del bianco · c5 re del bianco | a8 re del nero · a7 pedone del bianco · b5 cavallo del bianco · c5 re del bianco | a8 re del nero · a7 pedone del bianco · b5 cavallo del bianco · c5 re del bianco | a8 re del nero · a7 pedone del bianco · b5 cavallo del bianco · c5 re del bianco | a8 re del nero · a7 pedone del bianco · b5 cavallo del bianco · c5 re del bianco | a8 re del nero · a7 pedone del bianco · b5 cavallo del bianco · c5 re del bianco | a8 re del nero · a7 pedone del bianco · b5 cavallo del bianco · c5 re del bianco | 8 |
| 7 | a8 re del nero · a7 pedone del bianco · b5 cavallo del bianco · c5 re del bianco | a8 re del nero · a7 pedone del bianco · b5 cavallo del bianco · c5 re del bianco | a8 re del nero · a7 pedone del bianco · b5 cavallo del bianco · c5 re del bianco | a8 re del nero · a7 pedone del bianco · b5 cavallo del bianco · c5 re del bianco | a8 re del nero · a7 pedone del bianco · b5 cavallo del bianco · c5 re del bianco | a8 re del nero · a7 pedone del bianco · b5 cavallo del bianco · c5 re del bianco | a8 re del nero · a7 pedone del bianco · b5 cavallo del bianco · c5 re del bianco | a8 re del nero · a7 pedone del bianco · b5 cavallo del bianco · c5 re del bianco | 7 |
| 6 | a8 re del nero · a7 pedone del bianco · b5 cavallo del bianco · c5 re del bianco | a8 re del nero · a7 pedone del bianco · b5 cavallo del bianco · c5 re del bianco | a8 re del nero · a7 pedone del bianco · b5 cavallo del bianco · c5 re del bianco | a8 re del nero · a7 pedone del bianco · b5 cavallo del bianco · c5 re del bianco | a8 re del nero · a7 pedone del bianco · b5 cavallo del bianco · c5 re del bianco | a8 re del nero · a7 pedone del bianco · b5 cavallo del bianco · c5 re del bianco | a8 re del nero · a7 pedone del bianco · b5 cavallo del bianco · c5 re del bianco | a8 re del nero · a7 pedone del bianco · b5 cavallo del bianco · c5 re del bianco | 6 |
| 5 | a8 re del nero · a7 pedone del bianco · b5 cavallo del bianco · c5 re del bianco | a8 re del nero · a7 pedone del bianco · b5 cavallo del bianco · c5 re del bianco | a8 re del nero · a7 pedone del bianco · b5 cavallo del bianco · c5 re del bianco | a8 re del nero · a7 pedone del bianco · b5 cavallo del bianco · c5 re del bianco | a8 re del nero · a7 pedone del bianco · b5 cavallo del bianco · c5 re del bianco | a8 re del nero · a7 pedone del bianco · b5 cavallo del bianco · c5 re del bianco | a8 re del nero · a7 pedone del bianco · b5 cavallo del bianco · c5 re del bianco | a8 re del nero · a7 pedone del bianco · b5 cavallo del bianco · c5 re del bianco | 5 |
| 4 | a8 re del nero · a7 pedone del bianco · b5 cavallo del bianco · c5 re del bianco | a8 re del nero · a7 pedone del bianco · b5 cavallo del bianco · c5 re del bianco | a8 re del nero · a7 pedone del bianco · b5 cavallo del bianco · c5 re del bianco | a8 re del nero · a7 pedone del bianco · b5 cavallo del bianco · c5 re del bianco | a8 re del nero · a7 pedone del bianco · b5 cavallo del bianco · c5 re del bianco | a8 re del nero · a7 pedone del bianco · b5 cavallo del bianco · c5 re del bianco | a8 re del nero · a7 pedone del bianco · b5 cavallo del bianco · c5 re del bianco | a8 re del nero · a7 pedone del bianco · b5 cavallo del bianco · c5 re del bianco | 4 |
| 3 | a8 re del nero · a7 pedone del bianco · b5 cavallo del bianco · c5 re del bianco | a8 re del nero · a7 pedone del bianco · b5 cavallo del bianco · c5 re del bianco | a8 re del nero · a7 pedone del bianco · b5 cavallo del bianco · c5 re del bianco | a8 re del nero · a7 pedone del bianco · b5 cavallo del bianco · c5 re del bianco | a8 re del nero · a7 pedone del bianco · b5 cavallo del bianco · c5 re del bianco | a8 re del nero · a7 pedone del bianco · b5 cavallo del bianco · c5 re del bianco | a8 re del nero · a7 pedone del bianco · b5 cavallo del bianco · c5 re del bianco | a8 re del nero · a7 pedone del bianco · b5 cavallo del bianco · c5 re del bianco | 3 |
| 2 | a8 re del nero · a7 pedone del bianco · b5 cavallo del bianco · c5 re del bianco | a8 re del nero · a7 pedone del bianco · b5 cavallo del bianco · c5 re del bianco | a8 re del nero · a7 pedone del bianco · b5 cavallo del bianco · c5 re del bianco | a8 re del nero · a7 pedone del bianco · b5 cavallo del bianco · c5 re del bianco | a8 re del nero · a7 pedone del bianco · b5 cavallo del bianco · c5 re del bianco | a8 re del nero · a7 pedone del bianco · b5 cavallo del bianco · c5 re del bianco | a8 re del nero · a7 pedone del bianco · b5 cavallo del bianco · c5 re del bianco | a8 re del nero · a7 pedone del bianco · b5 cavallo del bianco · c5 re del bianco | 2 |
| 1 | a8 re del nero · a7 pedone del bianco · b5 cavallo del bianco · c5 re del bianco | a8 re del nero · a7 pedone del bianco · b5 cavallo del bianco · c5 re del bianco | a8 re del nero · a7 pedone del bianco · b5 cavallo del bianco · c5 re del bianco | a8 re del nero · a7 pedone del bianco · b5 cavallo del bianco · c5 re del bianco | a8 re del nero · a7 pedone del bianco · b5 cavallo del bianco · c5 re del bianco | a8 re del nero · a7 pedone del bianco · b5 cavallo del bianco · c5 re del bianco | a8 re del nero · a7 pedone del bianco · b5 cavallo del bianco · c5 re del bianco | a8 re del nero · a7 pedone del bianco · b5 cavallo del bianco · c5 re del bianco | 1 |
|   | a                                                                                | b                                                                                | c                                                                                | d                                                                                | e                                                                                | f                                                                                | g                                                                                | h                                                                                |   |

Una fortezza è spesso ottenuta grazie ad un sacrificio, come un pezzo in cambio di un pedone. Nella partita fra Gregory Serper e Hikaru Nakamura del campionato statunitense di scacchi 2004, nella posizione del diagramma 3, il Bianco poteva perdere dopo 1.Cd1 Rc4 o 1.Ch1 Ae5 o 1.Cg4 Ag7. Invece egli giocò:
1.Cxe4! Rxe4 2.Rf1
andando verso h1. Dopo altre 10 mosse si raggiunge la posizione nel diagramma 4. Il Nero non ha modo di forzare il re bianco via dall'angolo, così giocò:
12… Rf2
e dopo 13.h4 gxh4 la partita finì patta per stallo.
|   | a | b | c | d | e | f | g | h |   |
| 8 | d5 re del nero · g5 pedone del nero · e4 pedone del nero · c3 alfiere del nero · e3 pedone del bianco · g3 pedone del nero · h3 pedone del bianco · e2 re del bianco · f2 cavallo del bianco · g2 pedone del bianco | d5 re del nero · g5 pedone del nero · e4 pedone del nero · c3 alfiere del nero · e3 pedone del bianco · g3 pedone del nero · h3 pedone del bianco · e2 re del bianco · f2 cavallo del bianco · g2 pedone del bianco | d5 re del nero · g5 pedone del nero · e4 pedone del nero · c3 alfiere del nero · e3 pedone del bianco · g3 pedone del nero · h3 pedone del bianco · e2 re del bianco · f2 cavallo del bianco · g2 pedone del bianco | d5 re del nero · g5 pedone del nero · e4 pedone del nero · c3 alfiere del nero · e3 pedone del bianco · g3 pedone del nero · h3 pedone del bianco · e2 re del bianco · f2 cavallo del bianco · g2 pedone del bianco | d5 re del nero · g5 pedone del nero · e4 pedone del nero · c3 alfiere del nero · e3 pedone del bianco · g3 pedone del nero · h3 pedone del bianco · e2 re del bianco · f2 cavallo del bianco · g2 pedone del bianco | d5 re del nero · g5 pedone del nero · e4 pedone del nero · c3 alfiere del nero · e3 pedone del bianco · g3 pedone del nero · h3 pedone del bianco · e2 re del bianco · f2 cavallo del bianco · g2 pedone del bianco | d5 re del nero · g5 pedone del nero · e4 pedone del nero · c3 alfiere del nero · e3 pedone del bianco · g3 pedone del nero · h3 pedone del bianco · e2 re del bianco · f2 cavallo del bianco · g2 pedone del bianco | d5 re del nero · g5 pedone del nero · e4 pedone del nero · c3 alfiere del nero · e3 pedone del bianco · g3 pedone del nero · h3 pedone del bianco · e2 re del bianco · f2 cavallo del bianco · g2 pedone del bianco | 8 |
| 7 | d5 re del nero · g5 pedone del nero · e4 pedone del nero · c3 alfiere del nero · e3 pedone del bianco · g3 pedone del nero · h3 pedone del bianco · e2 re del bianco · f2 cavallo del bianco · g2 pedone del bianco | d5 re del nero · g5 pedone del nero · e4 pedone del nero · c3 alfiere del nero · e3 pedone del bianco · g3 pedone del nero · h3 pedone del bianco · e2 re del bianco · f2 cavallo del bianco · g2 pedone del bianco | d5 re del nero · g5 pedone del nero · e4 pedone del nero · c3 alfiere del nero · e3 pedone del bianco · g3 pedone del nero · h3 pedone del bianco · e2 re del bianco · f2 cavallo del bianco · g2 pedone del bianco | d5 re del nero · g5 pedone del nero · e4 pedone del nero · c3 alfiere del nero · e3 pedone del bianco · g3 pedone del nero · h3 pedone del bianco · e2 re del bianco · f2 cavallo del bianco · g2 pedone del bianco | d5 re del nero · g5 pedone del nero · e4 pedone del nero · c3 alfiere del nero · e3 pedone del bianco · g3 pedone del nero · h3 pedone del bianco · e2 re del bianco · f2 cavallo del bianco · g2 pedone del bianco | d5 re del nero · g5 pedone del nero · e4 pedone del nero · c3 alfiere del nero · e3 pedone del bianco · g3 pedone del nero · h3 pedone del bianco · e2 re del bianco · f2 cavallo del bianco · g2 pedone del bianco | d5 re del nero · g5 pedone del nero · e4 pedone del nero · c3 alfiere del nero · e3 pedone del bianco · g3 pedone del nero · h3 pedone del bianco · e2 re del bianco · f2 cavallo del bianco · g2 pedone del bianco | d5 re del nero · g5 pedone del nero · e4 pedone del nero · c3 alfiere del nero · e3 pedone del bianco · g3 pedone del nero · h3 pedone del bianco · e2 re del bianco · f2 cavallo del bianco · g2 pedone del bianco | 7 |
| 6 | d5 re del nero · g5 pedone del nero · e4 pedone del nero · c3 alfiere del nero · e3 pedone del bianco · g3 pedone del nero · h3 pedone del bianco · e2 re del bianco · f2 cavallo del bianco · g2 pedone del bianco | d5 re del nero · g5 pedone del nero · e4 pedone del nero · c3 alfiere del nero · e3 pedone del bianco · g3 pedone del nero · h3 pedone del bianco · e2 re del bianco · f2 cavallo del bianco · g2 pedone del bianco | d5 re del nero · g5 pedone del nero · e4 pedone del nero · c3 alfiere del nero · e3 pedone del bianco · g3 pedone del nero · h3 pedone del bianco · e2 re del bianco · f2 cavallo del bianco · g2 pedone del bianco | d5 re del nero · g5 pedone del nero · e4 pedone del nero · c3 alfiere del nero · e3 pedone del bianco · g3 pedone del nero · h3 pedone del bianco · e2 re del bianco · f2 cavallo del bianco · g2 pedone del bianco | d5 re del nero · g5 pedone del nero · e4 pedone del nero · c3 alfiere del nero · e3 pedone del bianco · g3 pedone del nero · h3 pedone del bianco · e2 re del bianco · f2 cavallo del bianco · g2 pedone del bianco | d5 re del nero · g5 pedone del nero · e4 pedone del nero · c3 alfiere del nero · e3 pedone del bianco · g3 pedone del nero · h3 pedone del bianco · e2 re del bianco · f2 cavallo del bianco · g2 pedone del bianco | d5 re del nero · g5 pedone del nero · e4 pedone del nero · c3 alfiere del nero · e3 pedone del bianco · g3 pedone del nero · h3 pedone del bianco · e2 re del bianco · f2 cavallo del bianco · g2 pedone del bianco | d5 re del nero · g5 pedone del nero · e4 pedone del nero · c3 alfiere del nero · e3 pedone del bianco · g3 pedone del nero · h3 pedone del bianco · e2 re del bianco · f2 cavallo del bianco · g2 pedone del bianco | 6 |
| 5 | d5 re del nero · g5 pedone del nero · e4 pedone del nero · c3 alfiere del nero · e3 pedone del bianco · g3 pedone del nero · h3 pedone del bianco · e2 re del bianco · f2 cavallo del bianco · g2 pedone del bianco | d5 re del nero · g5 pedone del nero · e4 pedone del nero · c3 alfiere del nero · e3 pedone del bianco · g3 pedone del nero · h3 pedone del bianco · e2 re del bianco · f2 cavallo del bianco · g2 pedone del bianco | d5 re del nero · g5 pedone del nero · e4 pedone del nero · c3 alfiere del nero · e3 pedone del bianco · g3 pedone del nero · h3 pedone del bianco · e2 re del bianco · f2 cavallo del bianco · g2 pedone del bianco | d5 re del nero · g5 pedone del nero · e4 pedone del nero · c3 alfiere del nero · e3 pedone del bianco · g3 pedone del nero · h3 pedone del bianco · e2 re del bianco · f2 cavallo del bianco · g2 pedone del bianco | d5 re del nero · g5 pedone del nero · e4 pedone del nero · c3 alfiere del nero · e3 pedone del bianco · g3 pedone del nero · h3 pedone del bianco · e2 re del bianco · f2 cavallo del bianco · g2 pedone del bianco | d5 re del nero · g5 pedone del nero · e4 pedone del nero · c3 alfiere del nero · e3 pedone del bianco · g3 pedone del nero · h3 pedone del bianco · e2 re del bianco · f2 cavallo del bianco · g2 pedone del bianco | d5 re del nero · g5 pedone del nero · e4 pedone del nero · c3 alfiere del nero · e3 pedone del bianco · g3 pedone del nero · h3 pedone del bianco · e2 re del bianco · f2 cavallo del bianco · g2 pedone del bianco | d5 re del nero · g5 pedone del nero · e4 pedone del nero · c3 alfiere del nero · e3 pedone del bianco · g3 pedone del nero · h3 pedone del bianco · e2 re del bianco · f2 cavallo del bianco · g2 pedone del bianco | 5 |
| 4 | d5 re del nero · g5 pedone del nero · e4 pedone del nero · c3 alfiere del nero · e3 pedone del bianco · g3 pedone del nero · h3 pedone del bianco · e2 re del bianco · f2 cavallo del bianco · g2 pedone del bianco | d5 re del nero · g5 pedone del nero · e4 pedone del nero · c3 alfiere del nero · e3 pedone del bianco · g3 pedone del nero · h3 pedone del bianco · e2 re del bianco · f2 cavallo del bianco · g2 pedone del bianco | d5 re del nero · g5 pedone del nero · e4 pedone del nero · c3 alfiere del nero · e3 pedone del bianco · g3 pedone del nero · h3 pedone del bianco · e2 re del bianco · f2 cavallo del bianco · g2 pedone del bianco | d5 re del nero · g5 pedone del nero · e4 pedone del nero · c3 alfiere del nero · e3 pedone del bianco · g3 pedone del nero · h3 pedone del bianco · e2 re del bianco · f2 cavallo del bianco · g2 pedone del bianco | d5 re del nero · g5 pedone del nero · e4 pedone del nero · c3 alfiere del nero · e3 pedone del bianco · g3 pedone del nero · h3 pedone del bianco · e2 re del bianco · f2 cavallo del bianco · g2 pedone del bianco | d5 re del nero · g5 pedone del nero · e4 pedone del nero · c3 alfiere del nero · e3 pedone del bianco · g3 pedone del nero · h3 pedone del bianco · e2 re del bianco · f2 cavallo del bianco · g2 pedone del bianco | d5 re del nero · g5 pedone del nero · e4 pedone del nero · c3 alfiere del nero · e3 pedone del bianco · g3 pedone del nero · h3 pedone del bianco · e2 re del bianco · f2 cavallo del bianco · g2 pedone del bianco | d5 re del nero · g5 pedone del nero · e4 pedone del nero · c3 alfiere del nero · e3 pedone del bianco · g3 pedone del nero · h3 pedone del bianco · e2 re del bianco · f2 cavallo del bianco · g2 pedone del bianco | 4 |
| 3 | d5 re del nero · g5 pedone del nero · e4 pedone del nero · c3 alfiere del nero · e3 pedone del bianco · g3 pedone del nero · h3 pedone del bianco · e2 re del bianco · f2 cavallo del bianco · g2 pedone del bianco | d5 re del nero · g5 pedone del nero · e4 pedone del nero · c3 alfiere del nero · e3 pedone del bianco · g3 pedone del nero · h3 pedone del bianco · e2 re del bianco · f2 cavallo del bianco · g2 pedone del bianco | d5 re del nero · g5 pedone del nero · e4 pedone del nero · c3 alfiere del nero · e3 pedone del bianco · g3 pedone del nero · h3 pedone del bianco · e2 re del bianco · f2 cavallo del bianco · g2 pedone del bianco | d5 re del nero · g5 pedone del nero · e4 pedone del nero · c3 alfiere del nero · e3 pedone del bianco · g3 pedone del nero · h3 pedone del bianco · e2 re del bianco · f2 cavallo del bianco · g2 pedone del bianco | d5 re del nero · g5 pedone del nero · e4 pedone del nero · c3 alfiere del nero · e3 pedone del bianco · g3 pedone del nero · h3 pedone del bianco · e2 re del bianco · f2 cavallo del bianco · g2 pedone del bianco | d5 re del nero · g5 pedone del nero · e4 pedone del nero · c3 alfiere del nero · e3 pedone del bianco · g3 pedone del nero · h3 pedone del bianco · e2 re del bianco · f2 cavallo del bianco · g2 pedone del bianco | d5 re del nero · g5 pedone del nero · e4 pedone del nero · c3 alfiere del nero · e3 pedone del bianco · g3 pedone del nero · h3 pedone del bianco · e2 re del bianco · f2 cavallo del bianco · g2 pedone del bianco | d5 re del nero · g5 pedone del nero · e4 pedone del nero · c3 alfiere del nero · e3 pedone del bianco · g3 pedone del nero · h3 pedone del bianco · e2 re del bianco · f2 cavallo del bianco · g2 pedone del bianco | 3 |
| 2 | d5 re del nero · g5 pedone del nero · e4 pedone del nero · c3 alfiere del nero · e3 pedone del bianco · g3 pedone del nero · h3 pedone del bianco · e2 re del bianco · f2 cavallo del bianco · g2 pedone del bianco | d5 re del nero · g5 pedone del nero · e4 pedone del nero · c3 alfiere del nero · e3 pedone del bianco · g3 pedone del nero · h3 pedone del bianco · e2 re del bianco · f2 cavallo del bianco · g2 pedone del bianco | d5 re del nero · g5 pedone del nero · e4 pedone del nero · c3 alfiere del nero · e3 pedone del bianco · g3 pedone del nero · h3 pedone del bianco · e2 re del bianco · f2 cavallo del bianco · g2 pedone del bianco | d5 re del nero · g5 pedone del nero · e4 pedone del nero · c3 alfiere del nero · e3 pedone del bianco · g3 pedone del nero · h3 pedone del bianco · e2 re del bianco · f2 cavallo del bianco · g2 pedone del bianco | d5 re del nero · g5 pedone del nero · e4 pedone del nero · c3 alfiere del nero · e3 pedone del bianco · g3 pedone del nero · h3 pedone del bianco · e2 re del bianco · f2 cavallo del bianco · g2 pedone del bianco | d5 re del nero · g5 pedone del nero · e4 pedone del nero · c3 alfiere del nero · e3 pedone del bianco · g3 pedone del nero · h3 pedone del bianco · e2 re del bianco · f2 cavallo del bianco · g2 pedone del bianco | d5 re del nero · g5 pedone del nero · e4 pedone del nero · c3 alfiere del nero · e3 pedone del bianco · g3 pedone del nero · h3 pedone del bianco · e2 re del bianco · f2 cavallo del bianco · g2 pedone del bianco | d5 re del nero · g5 pedone del nero · e4 pedone del nero · c3 alfiere del nero · e3 pedone del bianco · g3 pedone del nero · h3 pedone del bianco · e2 re del bianco · f2 cavallo del bianco · g2 pedone del bianco | 2 |
| 1 | d5 re del nero · g5 pedone del nero · e4 pedone del nero · c3 alfiere del nero · e3 pedone del bianco · g3 pedone del nero · h3 pedone del bianco · e2 re del bianco · f2 cavallo del bianco · g2 pedone del bianco | d5 re del nero · g5 pedone del nero · e4 pedone del nero · c3 alfiere del nero · e3 pedone del bianco · g3 pedone del nero · h3 pedone del bianco · e2 re del bianco · f2 cavallo del bianco · g2 pedone del bianco | d5 re del nero · g5 pedone del nero · e4 pedone del nero · c3 alfiere del nero · e3 pedone del bianco · g3 pedone del nero · h3 pedone del bianco · e2 re del bianco · f2 cavallo del bianco · g2 pedone del bianco | d5 re del nero · g5 pedone del nero · e4 pedone del nero · c3 alfiere del nero · e3 pedone del bianco · g3 pedone del nero · h3 pedone del bianco · e2 re del bianco · f2 cavallo del bianco · g2 pedone del bianco | d5 re del nero · g5 pedone del nero · e4 pedone del nero · c3 alfiere del nero · e3 pedone del bianco · g3 pedone del nero · h3 pedone del bianco · e2 re del bianco · f2 cavallo del bianco · g2 pedone del bianco | d5 re del nero · g5 pedone del nero · e4 pedone del nero · c3 alfiere del nero · e3 pedone del bianco · g3 pedone del nero · h3 pedone del bianco · e2 re del bianco · f2 cavallo del bianco · g2 pedone del bianco | d5 re del nero · g5 pedone del nero · e4 pedone del nero · c3 alfiere del nero · e3 pedone del bianco · g3 pedone del nero · h3 pedone del bianco · e2 re del bianco · f2 cavallo del bianco · g2 pedone del bianco | d5 re del nero · g5 pedone del nero · e4 pedone del nero · c3 alfiere del nero · e3 pedone del bianco · g3 pedone del nero · h3 pedone del bianco · e2 re del bianco · f2 cavallo del bianco · g2 pedone del bianco | 1 |
|   | a | b | c | d | e | f | g | h |   |

|   | a | b | c | d | e | f | g | h |   |
| 8 | e5 alfiere del nero · g5 pedone del nero · g3 pedone del nero · h3 pedone del bianco · g2 pedone del bianco · e1 re del nero · h1 re del bianco | e5 alfiere del nero · g5 pedone del nero · g3 pedone del nero · h3 pedone del bianco · g2 pedone del bianco · e1 re del nero · h1 re del bianco | e5 alfiere del nero · g5 pedone del nero · g3 pedone del nero · h3 pedone del bianco · g2 pedone del bianco · e1 re del nero · h1 re del bianco | e5 alfiere del nero · g5 pedone del nero · g3 pedone del nero · h3 pedone del bianco · g2 pedone del bianco · e1 re del nero · h1 re del bianco | e5 alfiere del nero · g5 pedone del nero · g3 pedone del nero · h3 pedone del bianco · g2 pedone del bianco · e1 re del nero · h1 re del bianco | e5 alfiere del nero · g5 pedone del nero · g3 pedone del nero · h3 pedone del bianco · g2 pedone del bianco · e1 re del nero · h1 re del bianco | e5 alfiere del nero · g5 pedone del nero · g3 pedone del nero · h3 pedone del bianco · g2 pedone del bianco · e1 re del nero · h1 re del bianco | e5 alfiere del nero · g5 pedone del nero · g3 pedone del nero · h3 pedone del bianco · g2 pedone del bianco · e1 re del nero · h1 re del bianco | 8 |
| 7 | e5 alfiere del nero · g5 pedone del nero · g3 pedone del nero · h3 pedone del bianco · g2 pedone del bianco · e1 re del nero · h1 re del bianco | e5 alfiere del nero · g5 pedone del nero · g3 pedone del nero · h3 pedone del bianco · g2 pedone del bianco · e1 re del nero · h1 re del bianco | e5 alfiere del nero · g5 pedone del nero · g3 pedone del nero · h3 pedone del bianco · g2 pedone del bianco · e1 re del nero · h1 re del bianco | e5 alfiere del nero · g5 pedone del nero · g3 pedone del nero · h3 pedone del bianco · g2 pedone del bianco · e1 re del nero · h1 re del bianco | e5 alfiere del nero · g5 pedone del nero · g3 pedone del nero · h3 pedone del bianco · g2 pedone del bianco · e1 re del nero · h1 re del bianco | e5 alfiere del nero · g5 pedone del nero · g3 pedone del nero · h3 pedone del bianco · g2 pedone del bianco · e1 re del nero · h1 re del bianco | e5 alfiere del nero · g5 pedone del nero · g3 pedone del nero · h3 pedone del bianco · g2 pedone del bianco · e1 re del nero · h1 re del bianco | e5 alfiere del nero · g5 pedone del nero · g3 pedone del nero · h3 pedone del bianco · g2 pedone del bianco · e1 re del nero · h1 re del bianco | 7 |
| 6 | e5 alfiere del nero · g5 pedone del nero · g3 pedone del nero · h3 pedone del bianco · g2 pedone del bianco · e1 re del nero · h1 re del bianco | e5 alfiere del nero · g5 pedone del nero · g3 pedone del nero · h3 pedone del bianco · g2 pedone del bianco · e1 re del nero · h1 re del bianco | e5 alfiere del nero · g5 pedone del nero · g3 pedone del nero · h3 pedone del bianco · g2 pedone del bianco · e1 re del nero · h1 re del bianco | e5 alfiere del nero · g5 pedone del nero · g3 pedone del nero · h3 pedone del bianco · g2 pedone del bianco · e1 re del nero · h1 re del bianco | e5 alfiere del nero · g5 pedone del nero · g3 pedone del nero · h3 pedone del bianco · g2 pedone del bianco · e1 re del nero · h1 re del bianco | e5 alfiere del nero · g5 pedone del nero · g3 pedone del nero · h3 pedone del bianco · g2 pedone del bianco · e1 re del nero · h1 re del bianco | e5 alfiere del nero · g5 pedone del nero · g3 pedone del nero · h3 pedone del bianco · g2 pedone del bianco · e1 re del nero · h1 re del bianco | e5 alfiere del nero · g5 pedone del nero · g3 pedone del nero · h3 pedone del bianco · g2 pedone del bianco · e1 re del nero · h1 re del bianco | 6 |
| 5 | e5 alfiere del nero · g5 pedone del nero · g3 pedone del nero · h3 pedone del bianco · g2 pedone del bianco · e1 re del nero · h1 re del bianco | e5 alfiere del nero · g5 pedone del nero · g3 pedone del nero · h3 pedone del bianco · g2 pedone del bianco · e1 re del nero · h1 re del bianco | e5 alfiere del nero · g5 pedone del nero · g3 pedone del nero · h3 pedone del bianco · g2 pedone del bianco · e1 re del nero · h1 re del bianco | e5 alfiere del nero · g5 pedone del nero · g3 pedone del nero · h3 pedone del bianco · g2 pedone del bianco · e1 re del nero · h1 re del bianco | e5 alfiere del nero · g5 pedone del nero · g3 pedone del nero · h3 pedone del bianco · g2 pedone del bianco · e1 re del nero · h1 re del bianco | e5 alfiere del nero · g5 pedone del nero · g3 pedone del nero · h3 pedone del bianco · g2 pedone del bianco · e1 re del nero · h1 re del bianco | e5 alfiere del nero · g5 pedone del nero · g3 pedone del nero · h3 pedone del bianco · g2 pedone del bianco · e1 re del nero · h1 re del bianco | e5 alfiere del nero · g5 pedone del nero · g3 pedone del nero · h3 pedone del bianco · g2 pedone del bianco · e1 re del nero · h1 re del bianco | 5 |
| 4 | e5 alfiere del nero · g5 pedone del nero · g3 pedone del nero · h3 pedone del bianco · g2 pedone del bianco · e1 re del nero · h1 re del bianco | e5 alfiere del nero · g5 pedone del nero · g3 pedone del nero · h3 pedone del bianco · g2 pedone del bianco · e1 re del nero · h1 re del bianco | e5 alfiere del nero · g5 pedone del nero · g3 pedone del nero · h3 pedone del bianco · g2 pedone del bianco · e1 re del nero · h1 re del bianco | e5 alfiere del nero · g5 pedone del nero · g3 pedone del nero · h3 pedone del bianco · g2 pedone del bianco · e1 re del nero · h1 re del bianco | e5 alfiere del nero · g5 pedone del nero · g3 pedone del nero · h3 pedone del bianco · g2 pedone del bianco · e1 re del nero · h1 re del bianco | e5 alfiere del nero · g5 pedone del nero · g3 pedone del nero · h3 pedone del bianco · g2 pedone del bianco · e1 re del nero · h1 re del bianco | e5 alfiere del nero · g5 pedone del nero · g3 pedone del nero · h3 pedone del bianco · g2 pedone del bianco · e1 re del nero · h1 re del bianco | e5 alfiere del nero · g5 pedone del nero · g3 pedone del nero · h3 pedone del bianco · g2 pedone del bianco · e1 re del nero · h1 re del bianco | 4 |
| 3 | e5 alfiere del nero · g5 pedone del nero · g3 pedone del nero · h3 pedone del bianco · g2 pedone del bianco · e1 re del nero · h1 re del bianco | e5 alfiere del nero · g5 pedone del nero · g3 pedone del nero · h3 pedone del bianco · g2 pedone del bianco · e1 re del nero · h1 re del bianco | e5 alfiere del nero · g5 pedone del nero · g3 pedone del nero · h3 pedone del bianco · g2 pedone del bianco · e1 re del nero · h1 re del bianco | e5 alfiere del nero · g5 pedone del nero · g3 pedone del nero · h3 pedone del bianco · g2 pedone del bianco · e1 re del nero · h1 re del bianco | e5 alfiere del nero · g5 pedone del nero · g3 pedone del nero · h3 pedone del bianco · g2 pedone del bianco · e1 re del nero · h1 re del bianco | e5 alfiere del nero · g5 pedone del nero · g3 pedone del nero · h3 pedone del bianco · g2 pedone del bianco · e1 re del nero · h1 re del bianco | e5 alfiere del nero · g5 pedone del nero · g3 pedone del nero · h3 pedone del bianco · g2 pedone del bianco · e1 re del nero · h1 re del bianco | e5 alfiere del nero · g5 pedone del nero · g3 pedone del nero · h3 pedone del bianco · g2 pedone del bianco · e1 re del nero · h1 re del bianco | 3 |
| 2 | e5 alfiere del nero · g5 pedone del nero · g3 pedone del nero · h3 pedone del bianco · g2 pedone del bianco · e1 re del nero · h1 re del bianco | e5 alfiere del nero · g5 pedone del nero · g3 pedone del nero · h3 pedone del bianco · g2 pedone del bianco · e1 re del nero · h1 re del bianco | e5 alfiere del nero · g5 pedone del nero · g3 pedone del nero · h3 pedone del bianco · g2 pedone del bianco · e1 re del nero · h1 re del bianco | e5 alfiere del nero · g5 pedone del nero · g3 pedone del nero · h3 pedone del bianco · g2 pedone del bianco · e1 re del nero · h1 re del bianco | e5 alfiere del nero · g5 pedone del nero · g3 pedone del nero · h3 pedone del bianco · g2 pedone del bianco · e1 re del nero · h1 re del bianco | e5 alfiere del nero · g5 pedone del nero · g3 pedone del nero · h3 pedone del bianco · g2 pedone del bianco · e1 re del nero · h1 re del bianco | e5 alfiere del nero · g5 pedone del nero · g3 pedone del nero · h3 pedone del bianco · g2 pedone del bianco · e1 re del nero · h1 re del bianco | e5 alfiere del nero · g5 pedone del nero · g3 pedone del nero · h3 pedone del bianco · g2 pedone del bianco · e1 re del nero · h1 re del bianco | 2 |
| 1 | e5 alfiere del nero · g5 pedone del nero · g3 pedone del nero · h3 pedone del bianco · g2 pedone del bianco · e1 re del nero · h1 re del bianco | e5 alfiere del nero · g5 pedone del nero · g3 pedone del nero · h3 pedone del bianco · g2 pedone del bianco · e1 re del nero · h1 re del bianco | e5 alfiere del nero · g5 pedone del nero · g3 pedone del nero · h3 pedone del bianco · g2 pedone del bianco · e1 re del nero · h1 re del bianco | e5 alfiere del nero · g5 pedone del nero · g3 pedone del nero · h3 pedone del bianco · g2 pedone del bianco · e1 re del nero · h1 re del bianco | e5 alfiere del nero · g5 pedone del nero · g3 pedone del nero · h3 pedone del bianco · g2 pedone del bianco · e1 re del nero · h1 re del bianco | e5 alfiere del nero · g5 pedone del nero · g3 pedone del nero · h3 pedone del bianco · g2 pedone del bianco · e1 re del nero · h1 re del bianco | e5 alfiere del nero · g5 pedone del nero · g3 pedone del nero · h3 pedone del bianco · g2 pedone del bianco · e1 re del nero · h1 re del bianco | e5 alfiere del nero · g5 pedone del nero · g3 pedone del nero · h3 pedone del bianco · g2 pedone del bianco · e1 re del nero · h1 re del bianco | 1 |
|   | a | b | c | d | e | f | g | h |   |

|   | a                                                                                                  | b                                                                                                  | c                                                                                                  | d                                                                                                  | e                                                                                                  | f                                                                                                  | g                                                                                                  | h                                                                                                  |   |
| 8 | b8 torre del nero · g8 re del nero · a7 torre del bianco · g6 pedone del bianco · h6 re del bianco | b8 torre del nero · g8 re del nero · a7 torre del bianco · g6 pedone del bianco · h6 re del bianco | b8 torre del nero · g8 re del nero · a7 torre del bianco · g6 pedone del bianco · h6 re del bianco | b8 torre del nero · g8 re del nero · a7 torre del bianco · g6 pedone del bianco · h6 re del bianco | b8 torre del nero · g8 re del nero · a7 torre del bianco · g6 pedone del bianco · h6 re del bianco | b8 torre del nero · g8 re del nero · a7 torre del bianco · g6 pedone del bianco · h6 re del bianco | b8 torre del nero · g8 re del nero · a7 torre del bianco · g6 pedone del bianco · h6 re del bianco | b8 torre del nero · g8 re del nero · a7 torre del bianco · g6 pedone del bianco · h6 re del bianco | 8 |
| 7 | b8 torre del nero · g8 re del nero · a7 torre del bianco · g6 pedone del bianco · h6 re del bianco | b8 torre del nero · g8 re del nero · a7 torre del bianco · g6 pedone del bianco · h6 re del bianco | b8 torre del nero · g8 re del nero · a7 torre del bianco · g6 pedone del bianco · h6 re del bianco | b8 torre del nero · g8 re del nero · a7 torre del bianco · g6 pedone del bianco · h6 re del bianco | b8 torre del nero · g8 re del nero · a7 torre del bianco · g6 pedone del bianco · h6 re del bianco | b8 torre del nero · g8 re del nero · a7 torre del bianco · g6 pedone del bianco · h6 re del bianco | b8 torre del nero · g8 re del nero · a7 torre del bianco · g6 pedone del bianco · h6 re del bianco | b8 torre del nero · g8 re del nero · a7 torre del bianco · g6 pedone del bianco · h6 re del bianco | 7 |
| 6 | b8 torre del nero · g8 re del nero · a7 torre del bianco · g6 pedone del bianco · h6 re del bianco | b8 torre del nero · g8 re del nero · a7 torre del bianco · g6 pedone del bianco · h6 re del bianco | b8 torre del nero · g8 re del nero · a7 torre del bianco · g6 pedone del bianco · h6 re del bianco | b8 torre del nero · g8 re del nero · a7 torre del bianco · g6 pedone del bianco · h6 re del bianco | b8 torre del nero · g8 re del nero · a7 torre del bianco · g6 pedone del bianco · h6 re del bianco | b8 torre del nero · g8 re del nero · a7 torre del bianco · g6 pedone del bianco · h6 re del bianco | b8 torre del nero · g8 re del nero · a7 torre del bianco · g6 pedone del bianco · h6 re del bianco | b8 torre del nero · g8 re del nero · a7 torre del bianco · g6 pedone del bianco · h6 re del bianco | 6 |
| 5 | b8 torre del nero · g8 re del nero · a7 torre del bianco · g6 pedone del bianco · h6 re del bianco | b8 torre del nero · g8 re del nero · a7 torre del bianco · g6 pedone del bianco · h6 re del bianco | b8 torre del nero · g8 re del nero · a7 torre del bianco · g6 pedone del bianco · h6 re del bianco | b8 torre del nero · g8 re del nero · a7 torre del bianco · g6 pedone del bianco · h6 re del bianco | b8 torre del nero · g8 re del nero · a7 torre del bianco · g6 pedone del bianco · h6 re del bianco | b8 torre del nero · g8 re del nero · a7 torre del bianco · g6 pedone del bianco · h6 re del bianco | b8 torre del nero · g8 re del nero · a7 torre del bianco · g6 pedone del bianco · h6 re del bianco | b8 torre del nero · g8 re del nero · a7 torre del bianco · g6 pedone del bianco · h6 re del bianco | 5 |
| 4 | b8 torre del nero · g8 re del nero · a7 torre del bianco · g6 pedone del bianco · h6 re del bianco | b8 torre del nero · g8 re del nero · a7 torre del bianco · g6 pedone del bianco · h6 re del bianco | b8 torre del nero · g8 re del nero · a7 torre del bianco · g6 pedone del bianco · h6 re del bianco | b8 torre del nero · g8 re del nero · a7 torre del bianco · g6 pedone del bianco · h6 re del bianco | b8 torre del nero · g8 re del nero · a7 torre del bianco · g6 pedone del bianco · h6 re del bianco | b8 torre del nero · g8 re del nero · a7 torre del bianco · g6 pedone del bianco · h6 re del bianco | b8 torre del nero · g8 re del nero · a7 torre del bianco · g6 pedone del bianco · h6 re del bianco | b8 torre del nero · g8 re del nero · a7 torre del bianco · g6 pedone del bianco · h6 re del bianco | 4 |
| 3 | b8 torre del nero · g8 re del nero · a7 torre del bianco · g6 pedone del bianco · h6 re del bianco | b8 torre del nero · g8 re del nero · a7 torre del bianco · g6 pedone del bianco · h6 re del bianco | b8 torre del nero · g8 re del nero · a7 torre del bianco · g6 pedone del bianco · h6 re del bianco | b8 torre del nero · g8 re del nero · a7 torre del bianco · g6 pedone del bianco · h6 re del bianco | b8 torre del nero · g8 re del nero · a7 torre del bianco · g6 pedone del bianco · h6 re del bianco | b8 torre del nero · g8 re del nero · a7 torre del bianco · g6 pedone del bianco · h6 re del bianco | b8 torre del nero · g8 re del nero · a7 torre del bianco · g6 pedone del bianco · h6 re del bianco | b8 torre del nero · g8 re del nero · a7 torre del bianco · g6 pedone del bianco · h6 re del bianco | 3 |
| 2 | b8 torre del nero · g8 re del nero · a7 torre del bianco · g6 pedone del bianco · h6 re del bianco | b8 torre del nero · g8 re del nero · a7 torre del bianco · g6 pedone del bianco · h6 re del bianco | b8 torre del nero · g8 re del nero · a7 torre del bianco · g6 pedone del bianco · h6 re del bianco | b8 torre del nero · g8 re del nero · a7 torre del bianco · g6 pedone del bianco · h6 re del bianco | b8 torre del nero · g8 re del nero · a7 torre del bianco · g6 pedone del bianco · h6 re del bianco | b8 torre del nero · g8 re del nero · a7 torre del bianco · g6 pedone del bianco · h6 re del bianco | b8 torre del nero · g8 re del nero · a7 torre del bianco · g6 pedone del bianco · h6 re del bianco | b8 torre del nero · g8 re del nero · a7 torre del bianco · g6 pedone del bianco · h6 re del bianco | 2 |
| 1 | b8 torre del nero · g8 re del nero · a7 torre del bianco · g6 pedone del bianco · h6 re del bianco | b8 torre del nero · g8 re del nero · a7 torre del bianco · g6 pedone del bianco · h6 re del bianco | b8 torre del nero · g8 re del nero · a7 torre del bianco · g6 pedone del bianco · h6 re del bianco | b8 torre del nero · g8 re del nero · a7 torre del bianco · g6 pedone del bianco · h6 re del bianco | b8 torre del nero · g8 re del nero · a7 torre del bianco · g6 pedone del bianco · h6 re del bianco | b8 torre del nero · g8 re del nero · a7 torre del bianco · g6 pedone del bianco · h6 re del bianco | b8 torre del nero · g8 re del nero · a7 torre del bianco · g6 pedone del bianco · h6 re del bianco | b8 torre del nero · g8 re del nero · a7 torre del bianco · g6 pedone del bianco · h6 re del bianco | 1 |
|   | a                                                                                                  | b                                                                                                  | c                                                                                                  | d                                                                                                  | e                                                                                                  | f                                                                                                  | g                                                                                                  | h                                                                                                  |   |

La difesa dietro la traversa in alcuni finali di torre e pedone contro torre è un altro tipo di fortezza in un angolo (diagramma 5). Il giocatore in svantaggio porta il suo re sulla casa di promozione del pedone, e manda la sua torre sulla traversa dietro (sul "lato lungo" del re, non ad esempio su h8 nella posizione del diagramma) per impedire scacchi orizzontali. Dopo 1.Tg7+ nella posizione del diagramma, il Nero si porta nell'angolo con 1…Rh8! Da notare che questa difesa funziona solo contro pedoni di torre e di alfiere.
|   | a                                                                             | b                                                                             | c                                                                             | d                                                                             | e                                                                             | f                                                                             | g                                                                             | h                                                                             |   |
| 8 | c8 torre del bianco · g8 alfiere del nero · h8 re del nero · h6 re del bianco | c8 torre del bianco · g8 alfiere del nero · h8 re del nero · h6 re del bianco | c8 torre del bianco · g8 alfiere del nero · h8 re del nero · h6 re del bianco | c8 torre del bianco · g8 alfiere del nero · h8 re del nero · h6 re del bianco | c8 torre del bianco · g8 alfiere del nero · h8 re del nero · h6 re del bianco | c8 torre del bianco · g8 alfiere del nero · h8 re del nero · h6 re del bianco | c8 torre del bianco · g8 alfiere del nero · h8 re del nero · h6 re del bianco | c8 torre del bianco · g8 alfiere del nero · h8 re del nero · h6 re del bianco | 8 |
| 7 | c8 torre del bianco · g8 alfiere del nero · h8 re del nero · h6 re del bianco | c8 torre del bianco · g8 alfiere del nero · h8 re del nero · h6 re del bianco | c8 torre del bianco · g8 alfiere del nero · h8 re del nero · h6 re del bianco | c8 torre del bianco · g8 alfiere del nero · h8 re del nero · h6 re del bianco | c8 torre del bianco · g8 alfiere del nero · h8 re del nero · h6 re del bianco | c8 torre del bianco · g8 alfiere del nero · h8 re del nero · h6 re del bianco | c8 torre del bianco · g8 alfiere del nero · h8 re del nero · h6 re del bianco | c8 torre del bianco · g8 alfiere del nero · h8 re del nero · h6 re del bianco | 7 |
| 6 | c8 torre del bianco · g8 alfiere del nero · h8 re del nero · h6 re del bianco | c8 torre del bianco · g8 alfiere del nero · h8 re del nero · h6 re del bianco | c8 torre del bianco · g8 alfiere del nero · h8 re del nero · h6 re del bianco | c8 torre del bianco · g8 alfiere del nero · h8 re del nero · h6 re del bianco | c8 torre del bianco · g8 alfiere del nero · h8 re del nero · h6 re del bianco | c8 torre del bianco · g8 alfiere del nero · h8 re del nero · h6 re del bianco | c8 torre del bianco · g8 alfiere del nero · h8 re del nero · h6 re del bianco | c8 torre del bianco · g8 alfiere del nero · h8 re del nero · h6 re del bianco | 6 |
| 5 | c8 torre del bianco · g8 alfiere del nero · h8 re del nero · h6 re del bianco | c8 torre del bianco · g8 alfiere del nero · h8 re del nero · h6 re del bianco | c8 torre del bianco · g8 alfiere del nero · h8 re del nero · h6 re del bianco | c8 torre del bianco · g8 alfiere del nero · h8 re del nero · h6 re del bianco | c8 torre del bianco · g8 alfiere del nero · h8 re del nero · h6 re del bianco | c8 torre del bianco · g8 alfiere del nero · h8 re del nero · h6 re del bianco | c8 torre del bianco · g8 alfiere del nero · h8 re del nero · h6 re del bianco | c8 torre del bianco · g8 alfiere del nero · h8 re del nero · h6 re del bianco | 5 |
| 4 | c8 torre del bianco · g8 alfiere del nero · h8 re del nero · h6 re del bianco | c8 torre del bianco · g8 alfiere del nero · h8 re del nero · h6 re del bianco | c8 torre del bianco · g8 alfiere del nero · h8 re del nero · h6 re del bianco | c8 torre del bianco · g8 alfiere del nero · h8 re del nero · h6 re del bianco | c8 torre del bianco · g8 alfiere del nero · h8 re del nero · h6 re del bianco | c8 torre del bianco · g8 alfiere del nero · h8 re del nero · h6 re del bianco | c8 torre del bianco · g8 alfiere del nero · h8 re del nero · h6 re del bianco | c8 torre del bianco · g8 alfiere del nero · h8 re del nero · h6 re del bianco | 4 |
| 3 | c8 torre del bianco · g8 alfiere del nero · h8 re del nero · h6 re del bianco | c8 torre del bianco · g8 alfiere del nero · h8 re del nero · h6 re del bianco | c8 torre del bianco · g8 alfiere del nero · h8 re del nero · h6 re del bianco | c8 torre del bianco · g8 alfiere del nero · h8 re del nero · h6 re del bianco | c8 torre del bianco · g8 alfiere del nero · h8 re del nero · h6 re del bianco | c8 torre del bianco · g8 alfiere del nero · h8 re del nero · h6 re del bianco | c8 torre del bianco · g8 alfiere del nero · h8 re del nero · h6 re del bianco | c8 torre del bianco · g8 alfiere del nero · h8 re del nero · h6 re del bianco | 3 |
| 2 | c8 torre del bianco · g8 alfiere del nero · h8 re del nero · h6 re del bianco | c8 torre del bianco · g8 alfiere del nero · h8 re del nero · h6 re del bianco | c8 torre del bianco · g8 alfiere del nero · h8 re del nero · h6 re del bianco | c8 torre del bianco · g8 alfiere del nero · h8 re del nero · h6 re del bianco | c8 torre del bianco · g8 alfiere del nero · h8 re del nero · h6 re del bianco | c8 torre del bianco · g8 alfiere del nero · h8 re del nero · h6 re del bianco | c8 torre del bianco · g8 alfiere del nero · h8 re del nero · h6 re del bianco | c8 torre del bianco · g8 alfiere del nero · h8 re del nero · h6 re del bianco | 2 |
| 1 | c8 torre del bianco · g8 alfiere del nero · h8 re del nero · h6 re del bianco | c8 torre del bianco · g8 alfiere del nero · h8 re del nero · h6 re del bianco | c8 torre del bianco · g8 alfiere del nero · h8 re del nero · h6 re del bianco | c8 torre del bianco · g8 alfiere del nero · h8 re del nero · h6 re del bianco | c8 torre del bianco · g8 alfiere del nero · h8 re del nero · h6 re del bianco | c8 torre del bianco · g8 alfiere del nero · h8 re del nero · h6 re del bianco | c8 torre del bianco · g8 alfiere del nero · h8 re del nero · h6 re del bianco | c8 torre del bianco · g8 alfiere del nero · h8 re del nero · h6 re del bianco | 1 |
|   | a                                                                             | b                                                                             | c                                                                             | d                                                                             | e                                                                             | f                                                                             | g                                                                             | h                                                                             |   |

Nel finale con torre contro alfiere, il giocatore in difesa può formare una fortezza nell'angolo "sicuro" (l'angolo di colore opposto a quello dell'alfiere residuo) (vedi il diagramma 6). Il Bianco deve lasciare il potenziale stallo, ma non può migliorare la sua posizione.
1. Tc3 Aa2
2. Tc2 Ab3
3. Tc7 Ag8
|   | a                                                                                                   | b                                                                                                   | c                                                                                                   | d                                                                                                   | e                                                                                                   | f                                                                                                   | g                                                                                                   | h                                                                                                   |   |
| 8 | b7 alfiere del nero · e3 re del nero · g3 pedone del nero · g2 pedone del bianco · f1 re del bianco | b7 alfiere del nero · e3 re del nero · g3 pedone del nero · g2 pedone del bianco · f1 re del bianco | b7 alfiere del nero · e3 re del nero · g3 pedone del nero · g2 pedone del bianco · f1 re del bianco | b7 alfiere del nero · e3 re del nero · g3 pedone del nero · g2 pedone del bianco · f1 re del bianco | b7 alfiere del nero · e3 re del nero · g3 pedone del nero · g2 pedone del bianco · f1 re del bianco | b7 alfiere del nero · e3 re del nero · g3 pedone del nero · g2 pedone del bianco · f1 re del bianco | b7 alfiere del nero · e3 re del nero · g3 pedone del nero · g2 pedone del bianco · f1 re del bianco | b7 alfiere del nero · e3 re del nero · g3 pedone del nero · g2 pedone del bianco · f1 re del bianco | 8 |
| 7 | b7 alfiere del nero · e3 re del nero · g3 pedone del nero · g2 pedone del bianco · f1 re del bianco | b7 alfiere del nero · e3 re del nero · g3 pedone del nero · g2 pedone del bianco · f1 re del bianco | b7 alfiere del nero · e3 re del nero · g3 pedone del nero · g2 pedone del bianco · f1 re del bianco | b7 alfiere del nero · e3 re del nero · g3 pedone del nero · g2 pedone del bianco · f1 re del bianco | b7 alfiere del nero · e3 re del nero · g3 pedone del nero · g2 pedone del bianco · f1 re del bianco | b7 alfiere del nero · e3 re del nero · g3 pedone del nero · g2 pedone del bianco · f1 re del bianco | b7 alfiere del nero · e3 re del nero · g3 pedone del nero · g2 pedone del bianco · f1 re del bianco | b7 alfiere del nero · e3 re del nero · g3 pedone del nero · g2 pedone del bianco · f1 re del bianco | 7 |
| 6 | b7 alfiere del nero · e3 re del nero · g3 pedone del nero · g2 pedone del bianco · f1 re del bianco | b7 alfiere del nero · e3 re del nero · g3 pedone del nero · g2 pedone del bianco · f1 re del bianco | b7 alfiere del nero · e3 re del nero · g3 pedone del nero · g2 pedone del bianco · f1 re del bianco | b7 alfiere del nero · e3 re del nero · g3 pedone del nero · g2 pedone del bianco · f1 re del bianco | b7 alfiere del nero · e3 re del nero · g3 pedone del nero · g2 pedone del bianco · f1 re del bianco | b7 alfiere del nero · e3 re del nero · g3 pedone del nero · g2 pedone del bianco · f1 re del bianco | b7 alfiere del nero · e3 re del nero · g3 pedone del nero · g2 pedone del bianco · f1 re del bianco | b7 alfiere del nero · e3 re del nero · g3 pedone del nero · g2 pedone del bianco · f1 re del bianco | 6 |
| 5 | b7 alfiere del nero · e3 re del nero · g3 pedone del nero · g2 pedone del bianco · f1 re del bianco | b7 alfiere del nero · e3 re del nero · g3 pedone del nero · g2 pedone del bianco · f1 re del bianco | b7 alfiere del nero · e3 re del nero · g3 pedone del nero · g2 pedone del bianco · f1 re del bianco | b7 alfiere del nero · e3 re del nero · g3 pedone del nero · g2 pedone del bianco · f1 re del bianco | b7 alfiere del nero · e3 re del nero · g3 pedone del nero · g2 pedone del bianco · f1 re del bianco | b7 alfiere del nero · e3 re del nero · g3 pedone del nero · g2 pedone del bianco · f1 re del bianco | b7 alfiere del nero · e3 re del nero · g3 pedone del nero · g2 pedone del bianco · f1 re del bianco | b7 alfiere del nero · e3 re del nero · g3 pedone del nero · g2 pedone del bianco · f1 re del bianco | 5 |
| 4 | b7 alfiere del nero · e3 re del nero · g3 pedone del nero · g2 pedone del bianco · f1 re del bianco | b7 alfiere del nero · e3 re del nero · g3 pedone del nero · g2 pedone del bianco · f1 re del bianco | b7 alfiere del nero · e3 re del nero · g3 pedone del nero · g2 pedone del bianco · f1 re del bianco | b7 alfiere del nero · e3 re del nero · g3 pedone del nero · g2 pedone del bianco · f1 re del bianco | b7 alfiere del nero · e3 re del nero · g3 pedone del nero · g2 pedone del bianco · f1 re del bianco | b7 alfiere del nero · e3 re del nero · g3 pedone del nero · g2 pedone del bianco · f1 re del bianco | b7 alfiere del nero · e3 re del nero · g3 pedone del nero · g2 pedone del bianco · f1 re del bianco | b7 alfiere del nero · e3 re del nero · g3 pedone del nero · g2 pedone del bianco · f1 re del bianco | 4 |
| 3 | b7 alfiere del nero · e3 re del nero · g3 pedone del nero · g2 pedone del bianco · f1 re del bianco | b7 alfiere del nero · e3 re del nero · g3 pedone del nero · g2 pedone del bianco · f1 re del bianco | b7 alfiere del nero · e3 re del nero · g3 pedone del nero · g2 pedone del bianco · f1 re del bianco | b7 alfiere del nero · e3 re del nero · g3 pedone del nero · g2 pedone del bianco · f1 re del bianco | b7 alfiere del nero · e3 re del nero · g3 pedone del nero · g2 pedone del bianco · f1 re del bianco | b7 alfiere del nero · e3 re del nero · g3 pedone del nero · g2 pedone del bianco · f1 re del bianco | b7 alfiere del nero · e3 re del nero · g3 pedone del nero · g2 pedone del bianco · f1 re del bianco | b7 alfiere del nero · e3 re del nero · g3 pedone del nero · g2 pedone del bianco · f1 re del bianco | 3 |
| 2 | b7 alfiere del nero · e3 re del nero · g3 pedone del nero · g2 pedone del bianco · f1 re del bianco | b7 alfiere del nero · e3 re del nero · g3 pedone del nero · g2 pedone del bianco · f1 re del bianco | b7 alfiere del nero · e3 re del nero · g3 pedone del nero · g2 pedone del bianco · f1 re del bianco | b7 alfiere del nero · e3 re del nero · g3 pedone del nero · g2 pedone del bianco · f1 re del bianco | b7 alfiere del nero · e3 re del nero · g3 pedone del nero · g2 pedone del bianco · f1 re del bianco | b7 alfiere del nero · e3 re del nero · g3 pedone del nero · g2 pedone del bianco · f1 re del bianco | b7 alfiere del nero · e3 re del nero · g3 pedone del nero · g2 pedone del bianco · f1 re del bianco | b7 alfiere del nero · e3 re del nero · g3 pedone del nero · g2 pedone del bianco · f1 re del bianco | 2 |
| 1 | b7 alfiere del nero · e3 re del nero · g3 pedone del nero · g2 pedone del bianco · f1 re del bianco | b7 alfiere del nero · e3 re del nero · g3 pedone del nero · g2 pedone del bianco · f1 re del bianco | b7 alfiere del nero · e3 re del nero · g3 pedone del nero · g2 pedone del bianco · f1 re del bianco | b7 alfiere del nero · e3 re del nero · g3 pedone del nero · g2 pedone del bianco · f1 re del bianco | b7 alfiere del nero · e3 re del nero · g3 pedone del nero · g2 pedone del bianco · f1 re del bianco | b7 alfiere del nero · e3 re del nero · g3 pedone del nero · g2 pedone del bianco · f1 re del bianco | b7 alfiere del nero · e3 re del nero · g3 pedone del nero · g2 pedone del bianco · f1 re del bianco | b7 alfiere del nero · e3 re del nero · g3 pedone del nero · g2 pedone del bianco · f1 re del bianco | 1 |
|   | a                                                                                                   | b                                                                                                   | c                                                                                                   | d                                                                                                   | e                                                                                                   | f                                                                                                   | g                                                                                                   | h                                                                                                   |   |

Nella posizione del diagramma 7, il Bianco patta se il suo re non lascia l'angolo. È una patta anche se l'alfiere è di un altro campo, quindi non è un caso di alfiere sbagliato.

## Torre e pedone contro donna
|   | a                                                                                                | b                                                                                                | c                                                                                                | d                                                                                                | e                                                                                                | f                                                                                                | g                                                                                                | h                                                                                                |   |
| 8 | g8 donna del bianco · d7 re del nero · e7 pedone del nero · f6 torre del nero · e5 re del bianco | g8 donna del bianco · d7 re del nero · e7 pedone del nero · f6 torre del nero · e5 re del bianco | g8 donna del bianco · d7 re del nero · e7 pedone del nero · f6 torre del nero · e5 re del bianco | g8 donna del bianco · d7 re del nero · e7 pedone del nero · f6 torre del nero · e5 re del bianco | g8 donna del bianco · d7 re del nero · e7 pedone del nero · f6 torre del nero · e5 re del bianco | g8 donna del bianco · d7 re del nero · e7 pedone del nero · f6 torre del nero · e5 re del bianco | g8 donna del bianco · d7 re del nero · e7 pedone del nero · f6 torre del nero · e5 re del bianco | g8 donna del bianco · d7 re del nero · e7 pedone del nero · f6 torre del nero · e5 re del bianco | 8 |
| 7 | g8 donna del bianco · d7 re del nero · e7 pedone del nero · f6 torre del nero · e5 re del bianco | g8 donna del bianco · d7 re del nero · e7 pedone del nero · f6 torre del nero · e5 re del bianco | g8 donna del bianco · d7 re del nero · e7 pedone del nero · f6 torre del nero · e5 re del bianco | g8 donna del bianco · d7 re del nero · e7 pedone del nero · f6 torre del nero · e5 re del bianco | g8 donna del bianco · d7 re del nero · e7 pedone del nero · f6 torre del nero · e5 re del bianco | g8 donna del bianco · d7 re del nero · e7 pedone del nero · f6 torre del nero · e5 re del bianco | g8 donna del bianco · d7 re del nero · e7 pedone del nero · f6 torre del nero · e5 re del bianco | g8 donna del bianco · d7 re del nero · e7 pedone del nero · f6 torre del nero · e5 re del bianco | 7 |
| 6 | g8 donna del bianco · d7 re del nero · e7 pedone del nero · f6 torre del nero · e5 re del bianco | g8 donna del bianco · d7 re del nero · e7 pedone del nero · f6 torre del nero · e5 re del bianco | g8 donna del bianco · d7 re del nero · e7 pedone del nero · f6 torre del nero · e5 re del bianco | g8 donna del bianco · d7 re del nero · e7 pedone del nero · f6 torre del nero · e5 re del bianco | g8 donna del bianco · d7 re del nero · e7 pedone del nero · f6 torre del nero · e5 re del bianco | g8 donna del bianco · d7 re del nero · e7 pedone del nero · f6 torre del nero · e5 re del bianco | g8 donna del bianco · d7 re del nero · e7 pedone del nero · f6 torre del nero · e5 re del bianco | g8 donna del bianco · d7 re del nero · e7 pedone del nero · f6 torre del nero · e5 re del bianco | 6 |
| 5 | g8 donna del bianco · d7 re del nero · e7 pedone del nero · f6 torre del nero · e5 re del bianco | g8 donna del bianco · d7 re del nero · e7 pedone del nero · f6 torre del nero · e5 re del bianco | g8 donna del bianco · d7 re del nero · e7 pedone del nero · f6 torre del nero · e5 re del bianco | g8 donna del bianco · d7 re del nero · e7 pedone del nero · f6 torre del nero · e5 re del bianco | g8 donna del bianco · d7 re del nero · e7 pedone del nero · f6 torre del nero · e5 re del bianco | g8 donna del bianco · d7 re del nero · e7 pedone del nero · f6 torre del nero · e5 re del bianco | g8 donna del bianco · d7 re del nero · e7 pedone del nero · f6 torre del nero · e5 re del bianco | g8 donna del bianco · d7 re del nero · e7 pedone del nero · f6 torre del nero · e5 re del bianco | 5 |
| 4 | g8 donna del bianco · d7 re del nero · e7 pedone del nero · f6 torre del nero · e5 re del bianco | g8 donna del bianco · d7 re del nero · e7 pedone del nero · f6 torre del nero · e5 re del bianco | g8 donna del bianco · d7 re del nero · e7 pedone del nero · f6 torre del nero · e5 re del bianco | g8 donna del bianco · d7 re del nero · e7 pedone del nero · f6 torre del nero · e5 re del bianco | g8 donna del bianco · d7 re del nero · e7 pedone del nero · f6 torre del nero · e5 re del bianco | g8 donna del bianco · d7 re del nero · e7 pedone del nero · f6 torre del nero · e5 re del bianco | g8 donna del bianco · d7 re del nero · e7 pedone del nero · f6 torre del nero · e5 re del bianco | g8 donna del bianco · d7 re del nero · e7 pedone del nero · f6 torre del nero · e5 re del bianco | 4 |
| 3 | g8 donna del bianco · d7 re del nero · e7 pedone del nero · f6 torre del nero · e5 re del bianco | g8 donna del bianco · d7 re del nero · e7 pedone del nero · f6 torre del nero · e5 re del bianco | g8 donna del bianco · d7 re del nero · e7 pedone del nero · f6 torre del nero · e5 re del bianco | g8 donna del bianco · d7 re del nero · e7 pedone del nero · f6 torre del nero · e5 re del bianco | g8 donna del bianco · d7 re del nero · e7 pedone del nero · f6 torre del nero · e5 re del bianco | g8 donna del bianco · d7 re del nero · e7 pedone del nero · f6 torre del nero · e5 re del bianco | g8 donna del bianco · d7 re del nero · e7 pedone del nero · f6 torre del nero · e5 re del bianco | g8 donna del bianco · d7 re del nero · e7 pedone del nero · f6 torre del nero · e5 re del bianco | 3 |
| 2 | g8 donna del bianco · d7 re del nero · e7 pedone del nero · f6 torre del nero · e5 re del bianco | g8 donna del bianco · d7 re del nero · e7 pedone del nero · f6 torre del nero · e5 re del bianco | g8 donna del bianco · d7 re del nero · e7 pedone del nero · f6 torre del nero · e5 re del bianco | g8 donna del bianco · d7 re del nero · e7 pedone del nero · f6 torre del nero · e5 re del bianco | g8 donna del bianco · d7 re del nero · e7 pedone del nero · f6 torre del nero · e5 re del bianco | g8 donna del bianco · d7 re del nero · e7 pedone del nero · f6 torre del nero · e5 re del bianco | g8 donna del bianco · d7 re del nero · e7 pedone del nero · f6 torre del nero · e5 re del bianco | g8 donna del bianco · d7 re del nero · e7 pedone del nero · f6 torre del nero · e5 re del bianco | 2 |
| 1 | g8 donna del bianco · d7 re del nero · e7 pedone del nero · f6 torre del nero · e5 re del bianco | g8 donna del bianco · d7 re del nero · e7 pedone del nero · f6 torre del nero · e5 re del bianco | g8 donna del bianco · d7 re del nero · e7 pedone del nero · f6 torre del nero · e5 re del bianco | g8 donna del bianco · d7 re del nero · e7 pedone del nero · f6 torre del nero · e5 re del bianco | g8 donna del bianco · d7 re del nero · e7 pedone del nero · f6 torre del nero · e5 re del bianco | g8 donna del bianco · d7 re del nero · e7 pedone del nero · f6 torre del nero · e5 re del bianco | g8 donna del bianco · d7 re del nero · e7 pedone del nero · f6 torre del nero · e5 re del bianco | g8 donna del bianco · d7 re del nero · e7 pedone del nero · f6 torre del nero · e5 re del bianco | 1 |
|   | a                                                                                                | b                                                                                                | c                                                                                                | d                                                                                                | e                                                                                                | f                                                                                                | g                                                                                                | h                                                                                                |   |

Nel diagramma a destra, il Nero patta muovendo la propria torre avanti e indietro tra d6 e f6 o muovendo il re (se sotto scacco) dietro la torre e accanto al pedone. Perché la fortezza funzioni bisogna che:
1. il pedone sia ancora sulla seconda traversa
2. il pedone sia su una delle colonne tra b e g
3. il pedone protegga la propria torre che sta sulla terza traversa
4. il re avversario sia oltre la terza traversa del difendente
5. il re difendente difenda il proprio pedone[8]

Il re bianco non sarà in grado di attraversare la traversa occupata dalla torre nera e la donna bianca non può fare niente di utile. Ad esempio:
1.Dd5+ Td6
2.Db5+ Rd8
3.Db8+ Rd7
4.Db5+ patta
|   | a | b | c | d | e | f | g | h |   |
| 8 | a7 croce nera · b7 croce nera · c7 croce nera · d7 croce nera · e7 croce nera · f7 croce nera · g7 croce nera · h7 croce nera · b6 croce nera · c6 croce nera · d6 croce nera · e6 croce nera · f6 croce nera · g6 croce nera · b5 croce nera · g5 croce nera · b4 croce nera · g4 croce nera · a3 croce nera · b3 croce nera · g3 croce nera · h3 croce nera · b2 croce nera · c2 croce nera · d2 croce nera · e2 croce nera · f2 croce nera · g2 croce nera | a7 croce nera · b7 croce nera · c7 croce nera · d7 croce nera · e7 croce nera · f7 croce nera · g7 croce nera · h7 croce nera · b6 croce nera · c6 croce nera · d6 croce nera · e6 croce nera · f6 croce nera · g6 croce nera · b5 croce nera · g5 croce nera · b4 croce nera · g4 croce nera · a3 croce nera · b3 croce nera · g3 croce nera · h3 croce nera · b2 croce nera · c2 croce nera · d2 croce nera · e2 croce nera · f2 croce nera · g2 croce nera | a7 croce nera · b7 croce nera · c7 croce nera · d7 croce nera · e7 croce nera · f7 croce nera · g7 croce nera · h7 croce nera · b6 croce nera · c6 croce nera · d6 croce nera · e6 croce nera · f6 croce nera · g6 croce nera · b5 croce nera · g5 croce nera · b4 croce nera · g4 croce nera · a3 croce nera · b3 croce nera · g3 croce nera · h3 croce nera · b2 croce nera · c2 croce nera · d2 croce nera · e2 croce nera · f2 croce nera · g2 croce nera | a7 croce nera · b7 croce nera · c7 croce nera · d7 croce nera · e7 croce nera · f7 croce nera · g7 croce nera · h7 croce nera · b6 croce nera · c6 croce nera · d6 croce nera · e6 croce nera · f6 croce nera · g6 croce nera · b5 croce nera · g5 croce nera · b4 croce nera · g4 croce nera · a3 croce nera · b3 croce nera · g3 croce nera · h3 croce nera · b2 croce nera · c2 croce nera · d2 croce nera · e2 croce nera · f2 croce nera · g2 croce nera | a7 croce nera · b7 croce nera · c7 croce nera · d7 croce nera · e7 croce nera · f7 croce nera · g7 croce nera · h7 croce nera · b6 croce nera · c6 croce nera · d6 croce nera · e6 croce nera · f6 croce nera · g6 croce nera · b5 croce nera · g5 croce nera · b4 croce nera · g4 croce nera · a3 croce nera · b3 croce nera · g3 croce nera · h3 croce nera · b2 croce nera · c2 croce nera · d2 croce nera · e2 croce nera · f2 croce nera · g2 croce nera | a7 croce nera · b7 croce nera · c7 croce nera · d7 croce nera · e7 croce nera · f7 croce nera · g7 croce nera · h7 croce nera · b6 croce nera · c6 croce nera · d6 croce nera · e6 croce nera · f6 croce nera · g6 croce nera · b5 croce nera · g5 croce nera · b4 croce nera · g4 croce nera · a3 croce nera · b3 croce nera · g3 croce nera · h3 croce nera · b2 croce nera · c2 croce nera · d2 croce nera · e2 croce nera · f2 croce nera · g2 croce nera | a7 croce nera · b7 croce nera · c7 croce nera · d7 croce nera · e7 croce nera · f7 croce nera · g7 croce nera · h7 croce nera · b6 croce nera · c6 croce nera · d6 croce nera · e6 croce nera · f6 croce nera · g6 croce nera · b5 croce nera · g5 croce nera · b4 croce nera · g4 croce nera · a3 croce nera · b3 croce nera · g3 croce nera · h3 croce nera · b2 croce nera · c2 croce nera · d2 croce nera · e2 croce nera · f2 croce nera · g2 croce nera | a7 croce nera · b7 croce nera · c7 croce nera · d7 croce nera · e7 croce nera · f7 croce nera · g7 croce nera · h7 croce nera · b6 croce nera · c6 croce nera · d6 croce nera · e6 croce nera · f6 croce nera · g6 croce nera · b5 croce nera · g5 croce nera · b4 croce nera · g4 croce nera · a3 croce nera · b3 croce nera · g3 croce nera · h3 croce nera · b2 croce nera · c2 croce nera · d2 croce nera · e2 croce nera · f2 croce nera · g2 croce nera | 8 |
| 7 | a7 croce nera · b7 croce nera · c7 croce nera · d7 croce nera · e7 croce nera · f7 croce nera · g7 croce nera · h7 croce nera · b6 croce nera · c6 croce nera · d6 croce nera · e6 croce nera · f6 croce nera · g6 croce nera · b5 croce nera · g5 croce nera · b4 croce nera · g4 croce nera · a3 croce nera · b3 croce nera · g3 croce nera · h3 croce nera · b2 croce nera · c2 croce nera · d2 croce nera · e2 croce nera · f2 croce nera · g2 croce nera | a7 croce nera · b7 croce nera · c7 croce nera · d7 croce nera · e7 croce nera · f7 croce nera · g7 croce nera · h7 croce nera · b6 croce nera · c6 croce nera · d6 croce nera · e6 croce nera · f6 croce nera · g6 croce nera · b5 croce nera · g5 croce nera · b4 croce nera · g4 croce nera · a3 croce nera · b3 croce nera · g3 croce nera · h3 croce nera · b2 croce nera · c2 croce nera · d2 croce nera · e2 croce nera · f2 croce nera · g2 croce nera | a7 croce nera · b7 croce nera · c7 croce nera · d7 croce nera · e7 croce nera · f7 croce nera · g7 croce nera · h7 croce nera · b6 croce nera · c6 croce nera · d6 croce nera · e6 croce nera · f6 croce nera · g6 croce nera · b5 croce nera · g5 croce nera · b4 croce nera · g4 croce nera · a3 croce nera · b3 croce nera · g3 croce nera · h3 croce nera · b2 croce nera · c2 croce nera · d2 croce nera · e2 croce nera · f2 croce nera · g2 croce nera | a7 croce nera · b7 croce nera · c7 croce nera · d7 croce nera · e7 croce nera · f7 croce nera · g7 croce nera · h7 croce nera · b6 croce nera · c6 croce nera · d6 croce nera · e6 croce nera · f6 croce nera · g6 croce nera · b5 croce nera · g5 croce nera · b4 croce nera · g4 croce nera · a3 croce nera · b3 croce nera · g3 croce nera · h3 croce nera · b2 croce nera · c2 croce nera · d2 croce nera · e2 croce nera · f2 croce nera · g2 croce nera | a7 croce nera · b7 croce nera · c7 croce nera · d7 croce nera · e7 croce nera · f7 croce nera · g7 croce nera · h7 croce nera · b6 croce nera · c6 croce nera · d6 croce nera · e6 croce nera · f6 croce nera · g6 croce nera · b5 croce nera · g5 croce nera · b4 croce nera · g4 croce nera · a3 croce nera · b3 croce nera · g3 croce nera · h3 croce nera · b2 croce nera · c2 croce nera · d2 croce nera · e2 croce nera · f2 croce nera · g2 croce nera | a7 croce nera · b7 croce nera · c7 croce nera · d7 croce nera · e7 croce nera · f7 croce nera · g7 croce nera · h7 croce nera · b6 croce nera · c6 croce nera · d6 croce nera · e6 croce nera · f6 croce nera · g6 croce nera · b5 croce nera · g5 croce nera · b4 croce nera · g4 croce nera · a3 croce nera · b3 croce nera · g3 croce nera · h3 croce nera · b2 croce nera · c2 croce nera · d2 croce nera · e2 croce nera · f2 croce nera · g2 croce nera | a7 croce nera · b7 croce nera · c7 croce nera · d7 croce nera · e7 croce nera · f7 croce nera · g7 croce nera · h7 croce nera · b6 croce nera · c6 croce nera · d6 croce nera · e6 croce nera · f6 croce nera · g6 croce nera · b5 croce nera · g5 croce nera · b4 croce nera · g4 croce nera · a3 croce nera · b3 croce nera · g3 croce nera · h3 croce nera · b2 croce nera · c2 croce nera · d2 croce nera · e2 croce nera · f2 croce nera · g2 croce nera | a7 croce nera · b7 croce nera · c7 croce nera · d7 croce nera · e7 croce nera · f7 croce nera · g7 croce nera · h7 croce nera · b6 croce nera · c6 croce nera · d6 croce nera · e6 croce nera · f6 croce nera · g6 croce nera · b5 croce nera · g5 croce nera · b4 croce nera · g4 croce nera · a3 croce nera · b3 croce nera · g3 croce nera · h3 croce nera · b2 croce nera · c2 croce nera · d2 croce nera · e2 croce nera · f2 croce nera · g2 croce nera | 7 |
| 6 | a7 croce nera · b7 croce nera · c7 croce nera · d7 croce nera · e7 croce nera · f7 croce nera · g7 croce nera · h7 croce nera · b6 croce nera · c6 croce nera · d6 croce nera · e6 croce nera · f6 croce nera · g6 croce nera · b5 croce nera · g5 croce nera · b4 croce nera · g4 croce nera · a3 croce nera · b3 croce nera · g3 croce nera · h3 croce nera · b2 croce nera · c2 croce nera · d2 croce nera · e2 croce nera · f2 croce nera · g2 croce nera | a7 croce nera · b7 croce nera · c7 croce nera · d7 croce nera · e7 croce nera · f7 croce nera · g7 croce nera · h7 croce nera · b6 croce nera · c6 croce nera · d6 croce nera · e6 croce nera · f6 croce nera · g6 croce nera · b5 croce nera · g5 croce nera · b4 croce nera · g4 croce nera · a3 croce nera · b3 croce nera · g3 croce nera · h3 croce nera · b2 croce nera · c2 croce nera · d2 croce nera · e2 croce nera · f2 croce nera · g2 croce nera | a7 croce nera · b7 croce nera · c7 croce nera · d7 croce nera · e7 croce nera · f7 croce nera · g7 croce nera · h7 croce nera · b6 croce nera · c6 croce nera · d6 croce nera · e6 croce nera · f6 croce nera · g6 croce nera · b5 croce nera · g5 croce nera · b4 croce nera · g4 croce nera · a3 croce nera · b3 croce nera · g3 croce nera · h3 croce nera · b2 croce nera · c2 croce nera · d2 croce nera · e2 croce nera · f2 croce nera · g2 croce nera | a7 croce nera · b7 croce nera · c7 croce nera · d7 croce nera · e7 croce nera · f7 croce nera · g7 croce nera · h7 croce nera · b6 croce nera · c6 croce nera · d6 croce nera · e6 croce nera · f6 croce nera · g6 croce nera · b5 croce nera · g5 croce nera · b4 croce nera · g4 croce nera · a3 croce nera · b3 croce nera · g3 croce nera · h3 croce nera · b2 croce nera · c2 croce nera · d2 croce nera · e2 croce nera · f2 croce nera · g2 croce nera | a7 croce nera · b7 croce nera · c7 croce nera · d7 croce nera · e7 croce nera · f7 croce nera · g7 croce nera · h7 croce nera · b6 croce nera · c6 croce nera · d6 croce nera · e6 croce nera · f6 croce nera · g6 croce nera · b5 croce nera · g5 croce nera · b4 croce nera · g4 croce nera · a3 croce nera · b3 croce nera · g3 croce nera · h3 croce nera · b2 croce nera · c2 croce nera · d2 croce nera · e2 croce nera · f2 croce nera · g2 croce nera | a7 croce nera · b7 croce nera · c7 croce nera · d7 croce nera · e7 croce nera · f7 croce nera · g7 croce nera · h7 croce nera · b6 croce nera · c6 croce nera · d6 croce nera · e6 croce nera · f6 croce nera · g6 croce nera · b5 croce nera · g5 croce nera · b4 croce nera · g4 croce nera · a3 croce nera · b3 croce nera · g3 croce nera · h3 croce nera · b2 croce nera · c2 croce nera · d2 croce nera · e2 croce nera · f2 croce nera · g2 croce nera | a7 croce nera · b7 croce nera · c7 croce nera · d7 croce nera · e7 croce nera · f7 croce nera · g7 croce nera · h7 croce nera · b6 croce nera · c6 croce nera · d6 croce nera · e6 croce nera · f6 croce nera · g6 croce nera · b5 croce nera · g5 croce nera · b4 croce nera · g4 croce nera · a3 croce nera · b3 croce nera · g3 croce nera · h3 croce nera · b2 croce nera · c2 croce nera · d2 croce nera · e2 croce nera · f2 croce nera · g2 croce nera | a7 croce nera · b7 croce nera · c7 croce nera · d7 croce nera · e7 croce nera · f7 croce nera · g7 croce nera · h7 croce nera · b6 croce nera · c6 croce nera · d6 croce nera · e6 croce nera · f6 croce nera · g6 croce nera · b5 croce nera · g5 croce nera · b4 croce nera · g4 croce nera · a3 croce nera · b3 croce nera · g3 croce nera · h3 croce nera · b2 croce nera · c2 croce nera · d2 croce nera · e2 croce nera · f2 croce nera · g2 croce nera | 6 |
| 5 | a7 croce nera · b7 croce nera · c7 croce nera · d7 croce nera · e7 croce nera · f7 croce nera · g7 croce nera · h7 croce nera · b6 croce nera · c6 croce nera · d6 croce nera · e6 croce nera · f6 croce nera · g6 croce nera · b5 croce nera · g5 croce nera · b4 croce nera · g4 croce nera · a3 croce nera · b3 croce nera · g3 croce nera · h3 croce nera · b2 croce nera · c2 croce nera · d2 croce nera · e2 croce nera · f2 croce nera · g2 croce nera | a7 croce nera · b7 croce nera · c7 croce nera · d7 croce nera · e7 croce nera · f7 croce nera · g7 croce nera · h7 croce nera · b6 croce nera · c6 croce nera · d6 croce nera · e6 croce nera · f6 croce nera · g6 croce nera · b5 croce nera · g5 croce nera · b4 croce nera · g4 croce nera · a3 croce nera · b3 croce nera · g3 croce nera · h3 croce nera · b2 croce nera · c2 croce nera · d2 croce nera · e2 croce nera · f2 croce nera · g2 croce nera | a7 croce nera · b7 croce nera · c7 croce nera · d7 croce nera · e7 croce nera · f7 croce nera · g7 croce nera · h7 croce nera · b6 croce nera · c6 croce nera · d6 croce nera · e6 croce nera · f6 croce nera · g6 croce nera · b5 croce nera · g5 croce nera · b4 croce nera · g4 croce nera · a3 croce nera · b3 croce nera · g3 croce nera · h3 croce nera · b2 croce nera · c2 croce nera · d2 croce nera · e2 croce nera · f2 croce nera · g2 croce nera | a7 croce nera · b7 croce nera · c7 croce nera · d7 croce nera · e7 croce nera · f7 croce nera · g7 croce nera · h7 croce nera · b6 croce nera · c6 croce nera · d6 croce nera · e6 croce nera · f6 croce nera · g6 croce nera · b5 croce nera · g5 croce nera · b4 croce nera · g4 croce nera · a3 croce nera · b3 croce nera · g3 croce nera · h3 croce nera · b2 croce nera · c2 croce nera · d2 croce nera · e2 croce nera · f2 croce nera · g2 croce nera | a7 croce nera · b7 croce nera · c7 croce nera · d7 croce nera · e7 croce nera · f7 croce nera · g7 croce nera · h7 croce nera · b6 croce nera · c6 croce nera · d6 croce nera · e6 croce nera · f6 croce nera · g6 croce nera · b5 croce nera · g5 croce nera · b4 croce nera · g4 croce nera · a3 croce nera · b3 croce nera · g3 croce nera · h3 croce nera · b2 croce nera · c2 croce nera · d2 croce nera · e2 croce nera · f2 croce nera · g2 croce nera | a7 croce nera · b7 croce nera · c7 croce nera · d7 croce nera · e7 croce nera · f7 croce nera · g7 croce nera · h7 croce nera · b6 croce nera · c6 croce nera · d6 croce nera · e6 croce nera · f6 croce nera · g6 croce nera · b5 croce nera · g5 croce nera · b4 croce nera · g4 croce nera · a3 croce nera · b3 croce nera · g3 croce nera · h3 croce nera · b2 croce nera · c2 croce nera · d2 croce nera · e2 croce nera · f2 croce nera · g2 croce nera | a7 croce nera · b7 croce nera · c7 croce nera · d7 croce nera · e7 croce nera · f7 croce nera · g7 croce nera · h7 croce nera · b6 croce nera · c6 croce nera · d6 croce nera · e6 croce nera · f6 croce nera · g6 croce nera · b5 croce nera · g5 croce nera · b4 croce nera · g4 croce nera · a3 croce nera · b3 croce nera · g3 croce nera · h3 croce nera · b2 croce nera · c2 croce nera · d2 croce nera · e2 croce nera · f2 croce nera · g2 croce nera | a7 croce nera · b7 croce nera · c7 croce nera · d7 croce nera · e7 croce nera · f7 croce nera · g7 croce nera · h7 croce nera · b6 croce nera · c6 croce nera · d6 croce nera · e6 croce nera · f6 croce nera · g6 croce nera · b5 croce nera · g5 croce nera · b4 croce nera · g4 croce nera · a3 croce nera · b3 croce nera · g3 croce nera · h3 croce nera · b2 croce nera · c2 croce nera · d2 croce nera · e2 croce nera · f2 croce nera · g2 croce nera | 5 |
| 4 | a7 croce nera · b7 croce nera · c7 croce nera · d7 croce nera · e7 croce nera · f7 croce nera · g7 croce nera · h7 croce nera · b6 croce nera · c6 croce nera · d6 croce nera · e6 croce nera · f6 croce nera · g6 croce nera · b5 croce nera · g5 croce nera · b4 croce nera · g4 croce nera · a3 croce nera · b3 croce nera · g3 croce nera · h3 croce nera · b2 croce nera · c2 croce nera · d2 croce nera · e2 croce nera · f2 croce nera · g2 croce nera | a7 croce nera · b7 croce nera · c7 croce nera · d7 croce nera · e7 croce nera · f7 croce nera · g7 croce nera · h7 croce nera · b6 croce nera · c6 croce nera · d6 croce nera · e6 croce nera · f6 croce nera · g6 croce nera · b5 croce nera · g5 croce nera · b4 croce nera · g4 croce nera · a3 croce nera · b3 croce nera · g3 croce nera · h3 croce nera · b2 croce nera · c2 croce nera · d2 croce nera · e2 croce nera · f2 croce nera · g2 croce nera | a7 croce nera · b7 croce nera · c7 croce nera · d7 croce nera · e7 croce nera · f7 croce nera · g7 croce nera · h7 croce nera · b6 croce nera · c6 croce nera · d6 croce nera · e6 croce nera · f6 croce nera · g6 croce nera · b5 croce nera · g5 croce nera · b4 croce nera · g4 croce nera · a3 croce nera · b3 croce nera · g3 croce nera · h3 croce nera · b2 croce nera · c2 croce nera · d2 croce nera · e2 croce nera · f2 croce nera · g2 croce nera | a7 croce nera · b7 croce nera · c7 croce nera · d7 croce nera · e7 croce nera · f7 croce nera · g7 croce nera · h7 croce nera · b6 croce nera · c6 croce nera · d6 croce nera · e6 croce nera · f6 croce nera · g6 croce nera · b5 croce nera · g5 croce nera · b4 croce nera · g4 croce nera · a3 croce nera · b3 croce nera · g3 croce nera · h3 croce nera · b2 croce nera · c2 croce nera · d2 croce nera · e2 croce nera · f2 croce nera · g2 croce nera | a7 croce nera · b7 croce nera · c7 croce nera · d7 croce nera · e7 croce nera · f7 croce nera · g7 croce nera · h7 croce nera · b6 croce nera · c6 croce nera · d6 croce nera · e6 croce nera · f6 croce nera · g6 croce nera · b5 croce nera · g5 croce nera · b4 croce nera · g4 croce nera · a3 croce nera · b3 croce nera · g3 croce nera · h3 croce nera · b2 croce nera · c2 croce nera · d2 croce nera · e2 croce nera · f2 croce nera · g2 croce nera | a7 croce nera · b7 croce nera · c7 croce nera · d7 croce nera · e7 croce nera · f7 croce nera · g7 croce nera · h7 croce nera · b6 croce nera · c6 croce nera · d6 croce nera · e6 croce nera · f6 croce nera · g6 croce nera · b5 croce nera · g5 croce nera · b4 croce nera · g4 croce nera · a3 croce nera · b3 croce nera · g3 croce nera · h3 croce nera · b2 croce nera · c2 croce nera · d2 croce nera · e2 croce nera · f2 croce nera · g2 croce nera | a7 croce nera · b7 croce nera · c7 croce nera · d7 croce nera · e7 croce nera · f7 croce nera · g7 croce nera · h7 croce nera · b6 croce nera · c6 croce nera · d6 croce nera · e6 croce nera · f6 croce nera · g6 croce nera · b5 croce nera · g5 croce nera · b4 croce nera · g4 croce nera · a3 croce nera · b3 croce nera · g3 croce nera · h3 croce nera · b2 croce nera · c2 croce nera · d2 croce nera · e2 croce nera · f2 croce nera · g2 croce nera | a7 croce nera · b7 croce nera · c7 croce nera · d7 croce nera · e7 croce nera · f7 croce nera · g7 croce nera · h7 croce nera · b6 croce nera · c6 croce nera · d6 croce nera · e6 croce nera · f6 croce nera · g6 croce nera · b5 croce nera · g5 croce nera · b4 croce nera · g4 croce nera · a3 croce nera · b3 croce nera · g3 croce nera · h3 croce nera · b2 croce nera · c2 croce nera · d2 croce nera · e2 croce nera · f2 croce nera · g2 croce nera | 4 |
| 3 | a7 croce nera · b7 croce nera · c7 croce nera · d7 croce nera · e7 croce nera · f7 croce nera · g7 croce nera · h7 croce nera · b6 croce nera · c6 croce nera · d6 croce nera · e6 croce nera · f6 croce nera · g6 croce nera · b5 croce nera · g5 croce nera · b4 croce nera · g4 croce nera · a3 croce nera · b3 croce nera · g3 croce nera · h3 croce nera · b2 croce nera · c2 croce nera · d2 croce nera · e2 croce nera · f2 croce nera · g2 croce nera | a7 croce nera · b7 croce nera · c7 croce nera · d7 croce nera · e7 croce nera · f7 croce nera · g7 croce nera · h7 croce nera · b6 croce nera · c6 croce nera · d6 croce nera · e6 croce nera · f6 croce nera · g6 croce nera · b5 croce nera · g5 croce nera · b4 croce nera · g4 croce nera · a3 croce nera · b3 croce nera · g3 croce nera · h3 croce nera · b2 croce nera · c2 croce nera · d2 croce nera · e2 croce nera · f2 croce nera · g2 croce nera | a7 croce nera · b7 croce nera · c7 croce nera · d7 croce nera · e7 croce nera · f7 croce nera · g7 croce nera · h7 croce nera · b6 croce nera · c6 croce nera · d6 croce nera · e6 croce nera · f6 croce nera · g6 croce nera · b5 croce nera · g5 croce nera · b4 croce nera · g4 croce nera · a3 croce nera · b3 croce nera · g3 croce nera · h3 croce nera · b2 croce nera · c2 croce nera · d2 croce nera · e2 croce nera · f2 croce nera · g2 croce nera | a7 croce nera · b7 croce nera · c7 croce nera · d7 croce nera · e7 croce nera · f7 croce nera · g7 croce nera · h7 croce nera · b6 croce nera · c6 croce nera · d6 croce nera · e6 croce nera · f6 croce nera · g6 croce nera · b5 croce nera · g5 croce nera · b4 croce nera · g4 croce nera · a3 croce nera · b3 croce nera · g3 croce nera · h3 croce nera · b2 croce nera · c2 croce nera · d2 croce nera · e2 croce nera · f2 croce nera · g2 croce nera | a7 croce nera · b7 croce nera · c7 croce nera · d7 croce nera · e7 croce nera · f7 croce nera · g7 croce nera · h7 croce nera · b6 croce nera · c6 croce nera · d6 croce nera · e6 croce nera · f6 croce nera · g6 croce nera · b5 croce nera · g5 croce nera · b4 croce nera · g4 croce nera · a3 croce nera · b3 croce nera · g3 croce nera · h3 croce nera · b2 croce nera · c2 croce nera · d2 croce nera · e2 croce nera · f2 croce nera · g2 croce nera | a7 croce nera · b7 croce nera · c7 croce nera · d7 croce nera · e7 croce nera · f7 croce nera · g7 croce nera · h7 croce nera · b6 croce nera · c6 croce nera · d6 croce nera · e6 croce nera · f6 croce nera · g6 croce nera · b5 croce nera · g5 croce nera · b4 croce nera · g4 croce nera · a3 croce nera · b3 croce nera · g3 croce nera · h3 croce nera · b2 croce nera · c2 croce nera · d2 croce nera · e2 croce nera · f2 croce nera · g2 croce nera | a7 croce nera · b7 croce nera · c7 croce nera · d7 croce nera · e7 croce nera · f7 croce nera · g7 croce nera · h7 croce nera · b6 croce nera · c6 croce nera · d6 croce nera · e6 croce nera · f6 croce nera · g6 croce nera · b5 croce nera · g5 croce nera · b4 croce nera · g4 croce nera · a3 croce nera · b3 croce nera · g3 croce nera · h3 croce nera · b2 croce nera · c2 croce nera · d2 croce nera · e2 croce nera · f2 croce nera · g2 croce nera | a7 croce nera · b7 croce nera · c7 croce nera · d7 croce nera · e7 croce nera · f7 croce nera · g7 croce nera · h7 croce nera · b6 croce nera · c6 croce nera · d6 croce nera · e6 croce nera · f6 croce nera · g6 croce nera · b5 croce nera · g5 croce nera · b4 croce nera · g4 croce nera · a3 croce nera · b3 croce nera · g3 croce nera · h3 croce nera · b2 croce nera · c2 croce nera · d2 croce nera · e2 croce nera · f2 croce nera · g2 croce nera | 3 |
| 2 | a7 croce nera · b7 croce nera · c7 croce nera · d7 croce nera · e7 croce nera · f7 croce nera · g7 croce nera · h7 croce nera · b6 croce nera · c6 croce nera · d6 croce nera · e6 croce nera · f6 croce nera · g6 croce nera · b5 croce nera · g5 croce nera · b4 croce nera · g4 croce nera · a3 croce nera · b3 croce nera · g3 croce nera · h3 croce nera · b2 croce nera · c2 croce nera · d2 croce nera · e2 croce nera · f2 croce nera · g2 croce nera | a7 croce nera · b7 croce nera · c7 croce nera · d7 croce nera · e7 croce nera · f7 croce nera · g7 croce nera · h7 croce nera · b6 croce nera · c6 croce nera · d6 croce nera · e6 croce nera · f6 croce nera · g6 croce nera · b5 croce nera · g5 croce nera · b4 croce nera · g4 croce nera · a3 croce nera · b3 croce nera · g3 croce nera · h3 croce nera · b2 croce nera · c2 croce nera · d2 croce nera · e2 croce nera · f2 croce nera · g2 croce nera | a7 croce nera · b7 croce nera · c7 croce nera · d7 croce nera · e7 croce nera · f7 croce nera · g7 croce nera · h7 croce nera · b6 croce nera · c6 croce nera · d6 croce nera · e6 croce nera · f6 croce nera · g6 croce nera · b5 croce nera · g5 croce nera · b4 croce nera · g4 croce nera · a3 croce nera · b3 croce nera · g3 croce nera · h3 croce nera · b2 croce nera · c2 croce nera · d2 croce nera · e2 croce nera · f2 croce nera · g2 croce nera | a7 croce nera · b7 croce nera · c7 croce nera · d7 croce nera · e7 croce nera · f7 croce nera · g7 croce nera · h7 croce nera · b6 croce nera · c6 croce nera · d6 croce nera · e6 croce nera · f6 croce nera · g6 croce nera · b5 croce nera · g5 croce nera · b4 croce nera · g4 croce nera · a3 croce nera · b3 croce nera · g3 croce nera · h3 croce nera · b2 croce nera · c2 croce nera · d2 croce nera · e2 croce nera · f2 croce nera · g2 croce nera | a7 croce nera · b7 croce nera · c7 croce nera · d7 croce nera · e7 croce nera · f7 croce nera · g7 croce nera · h7 croce nera · b6 croce nera · c6 croce nera · d6 croce nera · e6 croce nera · f6 croce nera · g6 croce nera · b5 croce nera · g5 croce nera · b4 croce nera · g4 croce nera · a3 croce nera · b3 croce nera · g3 croce nera · h3 croce nera · b2 croce nera · c2 croce nera · d2 croce nera · e2 croce nera · f2 croce nera · g2 croce nera | a7 croce nera · b7 croce nera · c7 croce nera · d7 croce nera · e7 croce nera · f7 croce nera · g7 croce nera · h7 croce nera · b6 croce nera · c6 croce nera · d6 croce nera · e6 croce nera · f6 croce nera · g6 croce nera · b5 croce nera · g5 croce nera · b4 croce nera · g4 croce nera · a3 croce nera · b3 croce nera · g3 croce nera · h3 croce nera · b2 croce nera · c2 croce nera · d2 croce nera · e2 croce nera · f2 croce nera · g2 croce nera | a7 croce nera · b7 croce nera · c7 croce nera · d7 croce nera · e7 croce nera · f7 croce nera · g7 croce nera · h7 croce nera · b6 croce nera · c6 croce nera · d6 croce nera · e6 croce nera · f6 croce nera · g6 croce nera · b5 croce nera · g5 croce nera · b4 croce nera · g4 croce nera · a3 croce nera · b3 croce nera · g3 croce nera · h3 croce nera · b2 croce nera · c2 croce nera · d2 croce nera · e2 croce nera · f2 croce nera · g2 croce nera | a7 croce nera · b7 croce nera · c7 croce nera · d7 croce nera · e7 croce nera · f7 croce nera · g7 croce nera · h7 croce nera · b6 croce nera · c6 croce nera · d6 croce nera · e6 croce nera · f6 croce nera · g6 croce nera · b5 croce nera · g5 croce nera · b4 croce nera · g4 croce nera · a3 croce nera · b3 croce nera · g3 croce nera · h3 croce nera · b2 croce nera · c2 croce nera · d2 croce nera · e2 croce nera · f2 croce nera · g2 croce nera | 2 |
| 1 | a7 croce nera · b7 croce nera · c7 croce nera · d7 croce nera · e7 croce nera · f7 croce nera · g7 croce nera · h7 croce nera · b6 croce nera · c6 croce nera · d6 croce nera · e6 croce nera · f6 croce nera · g6 croce nera · b5 croce nera · g5 croce nera · b4 croce nera · g4 croce nera · a3 croce nera · b3 croce nera · g3 croce nera · h3 croce nera · b2 croce nera · c2 croce nera · d2 croce nera · e2 croce nera · f2 croce nera · g2 croce nera | a7 croce nera · b7 croce nera · c7 croce nera · d7 croce nera · e7 croce nera · f7 croce nera · g7 croce nera · h7 croce nera · b6 croce nera · c6 croce nera · d6 croce nera · e6 croce nera · f6 croce nera · g6 croce nera · b5 croce nera · g5 croce nera · b4 croce nera · g4 croce nera · a3 croce nera · b3 croce nera · g3 croce nera · h3 croce nera · b2 croce nera · c2 croce nera · d2 croce nera · e2 croce nera · f2 croce nera · g2 croce nera | a7 croce nera · b7 croce nera · c7 croce nera · d7 croce nera · e7 croce nera · f7 croce nera · g7 croce nera · h7 croce nera · b6 croce nera · c6 croce nera · d6 croce nera · e6 croce nera · f6 croce nera · g6 croce nera · b5 croce nera · g5 croce nera · b4 croce nera · g4 croce nera · a3 croce nera · b3 croce nera · g3 croce nera · h3 croce nera · b2 croce nera · c2 croce nera · d2 croce nera · e2 croce nera · f2 croce nera · g2 croce nera | a7 croce nera · b7 croce nera · c7 croce nera · d7 croce nera · e7 croce nera · f7 croce nera · g7 croce nera · h7 croce nera · b6 croce nera · c6 croce nera · d6 croce nera · e6 croce nera · f6 croce nera · g6 croce nera · b5 croce nera · g5 croce nera · b4 croce nera · g4 croce nera · a3 croce nera · b3 croce nera · g3 croce nera · h3 croce nera · b2 croce nera · c2 croce nera · d2 croce nera · e2 croce nera · f2 croce nera · g2 croce nera | a7 croce nera · b7 croce nera · c7 croce nera · d7 croce nera · e7 croce nera · f7 croce nera · g7 croce nera · h7 croce nera · b6 croce nera · c6 croce nera · d6 croce nera · e6 croce nera · f6 croce nera · g6 croce nera · b5 croce nera · g5 croce nera · b4 croce nera · g4 croce nera · a3 croce nera · b3 croce nera · g3 croce nera · h3 croce nera · b2 croce nera · c2 croce nera · d2 croce nera · e2 croce nera · f2 croce nera · g2 croce nera | a7 croce nera · b7 croce nera · c7 croce nera · d7 croce nera · e7 croce nera · f7 croce nera · g7 croce nera · h7 croce nera · b6 croce nera · c6 croce nera · d6 croce nera · e6 croce nera · f6 croce nera · g6 croce nera · b5 croce nera · g5 croce nera · b4 croce nera · g4 croce nera · a3 croce nera · b3 croce nera · g3 croce nera · h3 croce nera · b2 croce nera · c2 croce nera · d2 croce nera · e2 croce nera · f2 croce nera · g2 croce nera | a7 croce nera · b7 croce nera · c7 croce nera · d7 croce nera · e7 croce nera · f7 croce nera · g7 croce nera · h7 croce nera · b6 croce nera · c6 croce nera · d6 croce nera · e6 croce nera · f6 croce nera · g6 croce nera · b5 croce nera · g5 croce nera · b4 croce nera · g4 croce nera · a3 croce nera · b3 croce nera · g3 croce nera · h3 croce nera · b2 croce nera · c2 croce nera · d2 croce nera · e2 croce nera · f2 croce nera · g2 croce nera | a7 croce nera · b7 croce nera · c7 croce nera · d7 croce nera · e7 croce nera · f7 croce nera · g7 croce nera · h7 croce nera · b6 croce nera · c6 croce nera · d6 croce nera · e6 croce nera · f6 croce nera · g6 croce nera · b5 croce nera · g5 croce nera · b4 croce nera · g4 croce nera · a3 croce nera · b3 croce nera · g3 croce nera · h3 croce nera · b2 croce nera · c2 croce nera · d2 croce nera · e2 croce nera · f2 croce nera · g2 croce nera | 1 |
|   | a | b | c | d | e | f | g | h |   |

In posizioni simili (quando la torre ed il re del difendente sono vicini al pedone e il re avversario non lo può attaccare da dietro) sono patte se:
- il pedone è sulle colonne da c a f e in seconda, sesta o settima traversa
- il pedone è in qualsiasi posizione delle colonne b o g
- il pedone è sulle colonne a o h e sulla terza o settima traversa.

In tutti gli altri casi la donna vince.

### Esempio da una partita
|   | a                                                                                                | b                                                                                                | c                                                                                                | d                                                                                                | e                                                                                                | f                                                                                                | g                                                                                                | h                                                                                                |   |
| 8 | h8 donna del bianco · c7 torre del nero · e6 re del bianco · b5 pedone del nero · b3 re del nero | h8 donna del bianco · c7 torre del nero · e6 re del bianco · b5 pedone del nero · b3 re del nero | h8 donna del bianco · c7 torre del nero · e6 re del bianco · b5 pedone del nero · b3 re del nero | h8 donna del bianco · c7 torre del nero · e6 re del bianco · b5 pedone del nero · b3 re del nero | h8 donna del bianco · c7 torre del nero · e6 re del bianco · b5 pedone del nero · b3 re del nero | h8 donna del bianco · c7 torre del nero · e6 re del bianco · b5 pedone del nero · b3 re del nero | h8 donna del bianco · c7 torre del nero · e6 re del bianco · b5 pedone del nero · b3 re del nero | h8 donna del bianco · c7 torre del nero · e6 re del bianco · b5 pedone del nero · b3 re del nero | 8 |
| 7 | h8 donna del bianco · c7 torre del nero · e6 re del bianco · b5 pedone del nero · b3 re del nero | h8 donna del bianco · c7 torre del nero · e6 re del bianco · b5 pedone del nero · b3 re del nero | h8 donna del bianco · c7 torre del nero · e6 re del bianco · b5 pedone del nero · b3 re del nero | h8 donna del bianco · c7 torre del nero · e6 re del bianco · b5 pedone del nero · b3 re del nero | h8 donna del bianco · c7 torre del nero · e6 re del bianco · b5 pedone del nero · b3 re del nero | h8 donna del bianco · c7 torre del nero · e6 re del bianco · b5 pedone del nero · b3 re del nero | h8 donna del bianco · c7 torre del nero · e6 re del bianco · b5 pedone del nero · b3 re del nero | h8 donna del bianco · c7 torre del nero · e6 re del bianco · b5 pedone del nero · b3 re del nero | 7 |
| 6 | h8 donna del bianco · c7 torre del nero · e6 re del bianco · b5 pedone del nero · b3 re del nero | h8 donna del bianco · c7 torre del nero · e6 re del bianco · b5 pedone del nero · b3 re del nero | h8 donna del bianco · c7 torre del nero · e6 re del bianco · b5 pedone del nero · b3 re del nero | h8 donna del bianco · c7 torre del nero · e6 re del bianco · b5 pedone del nero · b3 re del nero | h8 donna del bianco · c7 torre del nero · e6 re del bianco · b5 pedone del nero · b3 re del nero | h8 donna del bianco · c7 torre del nero · e6 re del bianco · b5 pedone del nero · b3 re del nero | h8 donna del bianco · c7 torre del nero · e6 re del bianco · b5 pedone del nero · b3 re del nero | h8 donna del bianco · c7 torre del nero · e6 re del bianco · b5 pedone del nero · b3 re del nero | 6 |
| 5 | h8 donna del bianco · c7 torre del nero · e6 re del bianco · b5 pedone del nero · b3 re del nero | h8 donna del bianco · c7 torre del nero · e6 re del bianco · b5 pedone del nero · b3 re del nero | h8 donna del bianco · c7 torre del nero · e6 re del bianco · b5 pedone del nero · b3 re del nero | h8 donna del bianco · c7 torre del nero · e6 re del bianco · b5 pedone del nero · b3 re del nero | h8 donna del bianco · c7 torre del nero · e6 re del bianco · b5 pedone del nero · b3 re del nero | h8 donna del bianco · c7 torre del nero · e6 re del bianco · b5 pedone del nero · b3 re del nero | h8 donna del bianco · c7 torre del nero · e6 re del bianco · b5 pedone del nero · b3 re del nero | h8 donna del bianco · c7 torre del nero · e6 re del bianco · b5 pedone del nero · b3 re del nero | 5 |
| 4 | h8 donna del bianco · c7 torre del nero · e6 re del bianco · b5 pedone del nero · b3 re del nero | h8 donna del bianco · c7 torre del nero · e6 re del bianco · b5 pedone del nero · b3 re del nero | h8 donna del bianco · c7 torre del nero · e6 re del bianco · b5 pedone del nero · b3 re del nero | h8 donna del bianco · c7 torre del nero · e6 re del bianco · b5 pedone del nero · b3 re del nero | h8 donna del bianco · c7 torre del nero · e6 re del bianco · b5 pedone del nero · b3 re del nero | h8 donna del bianco · c7 torre del nero · e6 re del bianco · b5 pedone del nero · b3 re del nero | h8 donna del bianco · c7 torre del nero · e6 re del bianco · b5 pedone del nero · b3 re del nero | h8 donna del bianco · c7 torre del nero · e6 re del bianco · b5 pedone del nero · b3 re del nero | 4 |
| 3 | h8 donna del bianco · c7 torre del nero · e6 re del bianco · b5 pedone del nero · b3 re del nero | h8 donna del bianco · c7 torre del nero · e6 re del bianco · b5 pedone del nero · b3 re del nero | h8 donna del bianco · c7 torre del nero · e6 re del bianco · b5 pedone del nero · b3 re del nero | h8 donna del bianco · c7 torre del nero · e6 re del bianco · b5 pedone del nero · b3 re del nero | h8 donna del bianco · c7 torre del nero · e6 re del bianco · b5 pedone del nero · b3 re del nero | h8 donna del bianco · c7 torre del nero · e6 re del bianco · b5 pedone del nero · b3 re del nero | h8 donna del bianco · c7 torre del nero · e6 re del bianco · b5 pedone del nero · b3 re del nero | h8 donna del bianco · c7 torre del nero · e6 re del bianco · b5 pedone del nero · b3 re del nero | 3 |
| 2 | h8 donna del bianco · c7 torre del nero · e6 re del bianco · b5 pedone del nero · b3 re del nero | h8 donna del bianco · c7 torre del nero · e6 re del bianco · b5 pedone del nero · b3 re del nero | h8 donna del bianco · c7 torre del nero · e6 re del bianco · b5 pedone del nero · b3 re del nero | h8 donna del bianco · c7 torre del nero · e6 re del bianco · b5 pedone del nero · b3 re del nero | h8 donna del bianco · c7 torre del nero · e6 re del bianco · b5 pedone del nero · b3 re del nero | h8 donna del bianco · c7 torre del nero · e6 re del bianco · b5 pedone del nero · b3 re del nero | h8 donna del bianco · c7 torre del nero · e6 re del bianco · b5 pedone del nero · b3 re del nero | h8 donna del bianco · c7 torre del nero · e6 re del bianco · b5 pedone del nero · b3 re del nero | 2 |
| 1 | h8 donna del bianco · c7 torre del nero · e6 re del bianco · b5 pedone del nero · b3 re del nero | h8 donna del bianco · c7 torre del nero · e6 re del bianco · b5 pedone del nero · b3 re del nero | h8 donna del bianco · c7 torre del nero · e6 re del bianco · b5 pedone del nero · b3 re del nero | h8 donna del bianco · c7 torre del nero · e6 re del bianco · b5 pedone del nero · b3 re del nero | h8 donna del bianco · c7 torre del nero · e6 re del bianco · b5 pedone del nero · b3 re del nero | h8 donna del bianco · c7 torre del nero · e6 re del bianco · b5 pedone del nero · b3 re del nero | h8 donna del bianco · c7 torre del nero · e6 re del bianco · b5 pedone del nero · b3 re del nero | h8 donna del bianco · c7 torre del nero · e6 re del bianco · b5 pedone del nero · b3 re del nero | 1 |
|   | a                                                                                                | b                                                                                                | c                                                                                                | d                                                                                                | e                                                                                                | f                                                                                                | g                                                                                                | h                                                                                                |   |

In questa posizione, con il Nero che muove, il Nero può ottenere una fortezza per pareggiare.
1...b4
2. Rd6 Tc3
3. Rd7
e adesso 3...Ra3 e numerose altre mosse creano la fortezza. Nella partita vera, il Nero fece la debole mossa 3...Td3? e perse.

### Esempio simile
|   | a | b | c | d | e | f | g | h |   |
| 8 | a5 donna del nero · f5 re del nero · h5 pedone del nero · e3 torre del bianco · g2 pedone del bianco · h2 re del bianco | a5 donna del nero · f5 re del nero · h5 pedone del nero · e3 torre del bianco · g2 pedone del bianco · h2 re del bianco | a5 donna del nero · f5 re del nero · h5 pedone del nero · e3 torre del bianco · g2 pedone del bianco · h2 re del bianco | a5 donna del nero · f5 re del nero · h5 pedone del nero · e3 torre del bianco · g2 pedone del bianco · h2 re del bianco | a5 donna del nero · f5 re del nero · h5 pedone del nero · e3 torre del bianco · g2 pedone del bianco · h2 re del bianco | a5 donna del nero · f5 re del nero · h5 pedone del nero · e3 torre del bianco · g2 pedone del bianco · h2 re del bianco | a5 donna del nero · f5 re del nero · h5 pedone del nero · e3 torre del bianco · g2 pedone del bianco · h2 re del bianco | a5 donna del nero · f5 re del nero · h5 pedone del nero · e3 torre del bianco · g2 pedone del bianco · h2 re del bianco | 8 |
| 7 | a5 donna del nero · f5 re del nero · h5 pedone del nero · e3 torre del bianco · g2 pedone del bianco · h2 re del bianco | a5 donna del nero · f5 re del nero · h5 pedone del nero · e3 torre del bianco · g2 pedone del bianco · h2 re del bianco | a5 donna del nero · f5 re del nero · h5 pedone del nero · e3 torre del bianco · g2 pedone del bianco · h2 re del bianco | a5 donna del nero · f5 re del nero · h5 pedone del nero · e3 torre del bianco · g2 pedone del bianco · h2 re del bianco | a5 donna del nero · f5 re del nero · h5 pedone del nero · e3 torre del bianco · g2 pedone del bianco · h2 re del bianco | a5 donna del nero · f5 re del nero · h5 pedone del nero · e3 torre del bianco · g2 pedone del bianco · h2 re del bianco | a5 donna del nero · f5 re del nero · h5 pedone del nero · e3 torre del bianco · g2 pedone del bianco · h2 re del bianco | a5 donna del nero · f5 re del nero · h5 pedone del nero · e3 torre del bianco · g2 pedone del bianco · h2 re del bianco | 7 |
| 6 | a5 donna del nero · f5 re del nero · h5 pedone del nero · e3 torre del bianco · g2 pedone del bianco · h2 re del bianco | a5 donna del nero · f5 re del nero · h5 pedone del nero · e3 torre del bianco · g2 pedone del bianco · h2 re del bianco | a5 donna del nero · f5 re del nero · h5 pedone del nero · e3 torre del bianco · g2 pedone del bianco · h2 re del bianco | a5 donna del nero · f5 re del nero · h5 pedone del nero · e3 torre del bianco · g2 pedone del bianco · h2 re del bianco | a5 donna del nero · f5 re del nero · h5 pedone del nero · e3 torre del bianco · g2 pedone del bianco · h2 re del bianco | a5 donna del nero · f5 re del nero · h5 pedone del nero · e3 torre del bianco · g2 pedone del bianco · h2 re del bianco | a5 donna del nero · f5 re del nero · h5 pedone del nero · e3 torre del bianco · g2 pedone del bianco · h2 re del bianco | a5 donna del nero · f5 re del nero · h5 pedone del nero · e3 torre del bianco · g2 pedone del bianco · h2 re del bianco | 6 |
| 5 | a5 donna del nero · f5 re del nero · h5 pedone del nero · e3 torre del bianco · g2 pedone del bianco · h2 re del bianco | a5 donna del nero · f5 re del nero · h5 pedone del nero · e3 torre del bianco · g2 pedone del bianco · h2 re del bianco | a5 donna del nero · f5 re del nero · h5 pedone del nero · e3 torre del bianco · g2 pedone del bianco · h2 re del bianco | a5 donna del nero · f5 re del nero · h5 pedone del nero · e3 torre del bianco · g2 pedone del bianco · h2 re del bianco | a5 donna del nero · f5 re del nero · h5 pedone del nero · e3 torre del bianco · g2 pedone del bianco · h2 re del bianco | a5 donna del nero · f5 re del nero · h5 pedone del nero · e3 torre del bianco · g2 pedone del bianco · h2 re del bianco | a5 donna del nero · f5 re del nero · h5 pedone del nero · e3 torre del bianco · g2 pedone del bianco · h2 re del bianco | a5 donna del nero · f5 re del nero · h5 pedone del nero · e3 torre del bianco · g2 pedone del bianco · h2 re del bianco | 5 |
| 4 | a5 donna del nero · f5 re del nero · h5 pedone del nero · e3 torre del bianco · g2 pedone del bianco · h2 re del bianco | a5 donna del nero · f5 re del nero · h5 pedone del nero · e3 torre del bianco · g2 pedone del bianco · h2 re del bianco | a5 donna del nero · f5 re del nero · h5 pedone del nero · e3 torre del bianco · g2 pedone del bianco · h2 re del bianco | a5 donna del nero · f5 re del nero · h5 pedone del nero · e3 torre del bianco · g2 pedone del bianco · h2 re del bianco | a5 donna del nero · f5 re del nero · h5 pedone del nero · e3 torre del bianco · g2 pedone del bianco · h2 re del bianco | a5 donna del nero · f5 re del nero · h5 pedone del nero · e3 torre del bianco · g2 pedone del bianco · h2 re del bianco | a5 donna del nero · f5 re del nero · h5 pedone del nero · e3 torre del bianco · g2 pedone del bianco · h2 re del bianco | a5 donna del nero · f5 re del nero · h5 pedone del nero · e3 torre del bianco · g2 pedone del bianco · h2 re del bianco | 4 |
| 3 | a5 donna del nero · f5 re del nero · h5 pedone del nero · e3 torre del bianco · g2 pedone del bianco · h2 re del bianco | a5 donna del nero · f5 re del nero · h5 pedone del nero · e3 torre del bianco · g2 pedone del bianco · h2 re del bianco | a5 donna del nero · f5 re del nero · h5 pedone del nero · e3 torre del bianco · g2 pedone del bianco · h2 re del bianco | a5 donna del nero · f5 re del nero · h5 pedone del nero · e3 torre del bianco · g2 pedone del bianco · h2 re del bianco | a5 donna del nero · f5 re del nero · h5 pedone del nero · e3 torre del bianco · g2 pedone del bianco · h2 re del bianco | a5 donna del nero · f5 re del nero · h5 pedone del nero · e3 torre del bianco · g2 pedone del bianco · h2 re del bianco | a5 donna del nero · f5 re del nero · h5 pedone del nero · e3 torre del bianco · g2 pedone del bianco · h2 re del bianco | a5 donna del nero · f5 re del nero · h5 pedone del nero · e3 torre del bianco · g2 pedone del bianco · h2 re del bianco | 3 |
| 2 | a5 donna del nero · f5 re del nero · h5 pedone del nero · e3 torre del bianco · g2 pedone del bianco · h2 re del bianco | a5 donna del nero · f5 re del nero · h5 pedone del nero · e3 torre del bianco · g2 pedone del bianco · h2 re del bianco | a5 donna del nero · f5 re del nero · h5 pedone del nero · e3 torre del bianco · g2 pedone del bianco · h2 re del bianco | a5 donna del nero · f5 re del nero · h5 pedone del nero · e3 torre del bianco · g2 pedone del bianco · h2 re del bianco | a5 donna del nero · f5 re del nero · h5 pedone del nero · e3 torre del bianco · g2 pedone del bianco · h2 re del bianco | a5 donna del nero · f5 re del nero · h5 pedone del nero · e3 torre del bianco · g2 pedone del bianco · h2 re del bianco | a5 donna del nero · f5 re del nero · h5 pedone del nero · e3 torre del bianco · g2 pedone del bianco · h2 re del bianco | a5 donna del nero · f5 re del nero · h5 pedone del nero · e3 torre del bianco · g2 pedone del bianco · h2 re del bianco | 2 |
| 1 | a5 donna del nero · f5 re del nero · h5 pedone del nero · e3 torre del bianco · g2 pedone del bianco · h2 re del bianco | a5 donna del nero · f5 re del nero · h5 pedone del nero · e3 torre del bianco · g2 pedone del bianco · h2 re del bianco | a5 donna del nero · f5 re del nero · h5 pedone del nero · e3 torre del bianco · g2 pedone del bianco · h2 re del bianco | a5 donna del nero · f5 re del nero · h5 pedone del nero · e3 torre del bianco · g2 pedone del bianco · h2 re del bianco | a5 donna del nero · f5 re del nero · h5 pedone del nero · e3 torre del bianco · g2 pedone del bianco · h2 re del bianco | a5 donna del nero · f5 re del nero · h5 pedone del nero · e3 torre del bianco · g2 pedone del bianco · h2 re del bianco | a5 donna del nero · f5 re del nero · h5 pedone del nero · e3 torre del bianco · g2 pedone del bianco · h2 re del bianco | a5 donna del nero · f5 re del nero · h5 pedone del nero · e3 torre del bianco · g2 pedone del bianco · h2 re del bianco | 1 |
|   | a | b | c | d | e | f | g | h |   |

In questa partita del 1959 tra Norman Whitaker e Ferriz, il Bianco sacrificò una torre per un cavallo per poter scambiare una coppia di pedoni e raggiungere questa posizione, al che annunciò la patta perché:
1. la donna non può dare matto da sola
2. il re ed il pedone neri non possono avvicinarsi per aiutarla.[11]

In realtà, le tablebase mostrano che la posizione nel diagramma a destra è effettivamente patta se la mossa sta al bianco, ad esempio cominciando con Tf3+. Viceversa, il nero vince forzatamente in 19 mosse con 50...Dc7+ (unica mossa vincente, tutte le altre conducono alla patta). Infatti, 51.Tg3 perde subito dopo 51...h4. Anche 51.Rh1 è immediatamente perdente, perché segue 51...Dc1+ e il bianco perde la torre. Se 51. Rg2, il nero inchioda la torre con 51...Dc5, seguono 52. Rf2 (forzata) Rg4 53. Re2 (per schiodare la torre) Dxe3! 54. Rxe3 Rg3 e il bianco non può difendere il pedone in g2, con finale perso. La risposta migliore del bianco è dunque 51. Rh3, ma dopo 51...h4! il re bianco non può giocare 52. Rxh4, perché dopo 52...Df4+ la torre cade. Seguono quindi 52. Tf3+ Rg5 53. g4 hxg3 54. Txg3+ Rf4 e il finale di donna contro torre è perso per il bianco.

### Esempio con più pedoni
|   | a | b | c | d | e | f | g | h |   |
| 8 | f7 pedone del nero · h7 re del nero · h6 pedone del nero · f5 torre del bianco · g4 pedone del bianco · f3 pedone del bianco · e1 donna del nero · g1 re del bianco | f7 pedone del nero · h7 re del nero · h6 pedone del nero · f5 torre del bianco · g4 pedone del bianco · f3 pedone del bianco · e1 donna del nero · g1 re del bianco | f7 pedone del nero · h7 re del nero · h6 pedone del nero · f5 torre del bianco · g4 pedone del bianco · f3 pedone del bianco · e1 donna del nero · g1 re del bianco | f7 pedone del nero · h7 re del nero · h6 pedone del nero · f5 torre del bianco · g4 pedone del bianco · f3 pedone del bianco · e1 donna del nero · g1 re del bianco | f7 pedone del nero · h7 re del nero · h6 pedone del nero · f5 torre del bianco · g4 pedone del bianco · f3 pedone del bianco · e1 donna del nero · g1 re del bianco | f7 pedone del nero · h7 re del nero · h6 pedone del nero · f5 torre del bianco · g4 pedone del bianco · f3 pedone del bianco · e1 donna del nero · g1 re del bianco | f7 pedone del nero · h7 re del nero · h6 pedone del nero · f5 torre del bianco · g4 pedone del bianco · f3 pedone del bianco · e1 donna del nero · g1 re del bianco | f7 pedone del nero · h7 re del nero · h6 pedone del nero · f5 torre del bianco · g4 pedone del bianco · f3 pedone del bianco · e1 donna del nero · g1 re del bianco | 8 |
| 7 | f7 pedone del nero · h7 re del nero · h6 pedone del nero · f5 torre del bianco · g4 pedone del bianco · f3 pedone del bianco · e1 donna del nero · g1 re del bianco | f7 pedone del nero · h7 re del nero · h6 pedone del nero · f5 torre del bianco · g4 pedone del bianco · f3 pedone del bianco · e1 donna del nero · g1 re del bianco | f7 pedone del nero · h7 re del nero · h6 pedone del nero · f5 torre del bianco · g4 pedone del bianco · f3 pedone del bianco · e1 donna del nero · g1 re del bianco | f7 pedone del nero · h7 re del nero · h6 pedone del nero · f5 torre del bianco · g4 pedone del bianco · f3 pedone del bianco · e1 donna del nero · g1 re del bianco | f7 pedone del nero · h7 re del nero · h6 pedone del nero · f5 torre del bianco · g4 pedone del bianco · f3 pedone del bianco · e1 donna del nero · g1 re del bianco | f7 pedone del nero · h7 re del nero · h6 pedone del nero · f5 torre del bianco · g4 pedone del bianco · f3 pedone del bianco · e1 donna del nero · g1 re del bianco | f7 pedone del nero · h7 re del nero · h6 pedone del nero · f5 torre del bianco · g4 pedone del bianco · f3 pedone del bianco · e1 donna del nero · g1 re del bianco | f7 pedone del nero · h7 re del nero · h6 pedone del nero · f5 torre del bianco · g4 pedone del bianco · f3 pedone del bianco · e1 donna del nero · g1 re del bianco | 7 |
| 6 | f7 pedone del nero · h7 re del nero · h6 pedone del nero · f5 torre del bianco · g4 pedone del bianco · f3 pedone del bianco · e1 donna del nero · g1 re del bianco | f7 pedone del nero · h7 re del nero · h6 pedone del nero · f5 torre del bianco · g4 pedone del bianco · f3 pedone del bianco · e1 donna del nero · g1 re del bianco | f7 pedone del nero · h7 re del nero · h6 pedone del nero · f5 torre del bianco · g4 pedone del bianco · f3 pedone del bianco · e1 donna del nero · g1 re del bianco | f7 pedone del nero · h7 re del nero · h6 pedone del nero · f5 torre del bianco · g4 pedone del bianco · f3 pedone del bianco · e1 donna del nero · g1 re del bianco | f7 pedone del nero · h7 re del nero · h6 pedone del nero · f5 torre del bianco · g4 pedone del bianco · f3 pedone del bianco · e1 donna del nero · g1 re del bianco | f7 pedone del nero · h7 re del nero · h6 pedone del nero · f5 torre del bianco · g4 pedone del bianco · f3 pedone del bianco · e1 donna del nero · g1 re del bianco | f7 pedone del nero · h7 re del nero · h6 pedone del nero · f5 torre del bianco · g4 pedone del bianco · f3 pedone del bianco · e1 donna del nero · g1 re del bianco | f7 pedone del nero · h7 re del nero · h6 pedone del nero · f5 torre del bianco · g4 pedone del bianco · f3 pedone del bianco · e1 donna del nero · g1 re del bianco | 6 |
| 5 | f7 pedone del nero · h7 re del nero · h6 pedone del nero · f5 torre del bianco · g4 pedone del bianco · f3 pedone del bianco · e1 donna del nero · g1 re del bianco | f7 pedone del nero · h7 re del nero · h6 pedone del nero · f5 torre del bianco · g4 pedone del bianco · f3 pedone del bianco · e1 donna del nero · g1 re del bianco | f7 pedone del nero · h7 re del nero · h6 pedone del nero · f5 torre del bianco · g4 pedone del bianco · f3 pedone del bianco · e1 donna del nero · g1 re del bianco | f7 pedone del nero · h7 re del nero · h6 pedone del nero · f5 torre del bianco · g4 pedone del bianco · f3 pedone del bianco · e1 donna del nero · g1 re del bianco | f7 pedone del nero · h7 re del nero · h6 pedone del nero · f5 torre del bianco · g4 pedone del bianco · f3 pedone del bianco · e1 donna del nero · g1 re del bianco | f7 pedone del nero · h7 re del nero · h6 pedone del nero · f5 torre del bianco · g4 pedone del bianco · f3 pedone del bianco · e1 donna del nero · g1 re del bianco | f7 pedone del nero · h7 re del nero · h6 pedone del nero · f5 torre del bianco · g4 pedone del bianco · f3 pedone del bianco · e1 donna del nero · g1 re del bianco | f7 pedone del nero · h7 re del nero · h6 pedone del nero · f5 torre del bianco · g4 pedone del bianco · f3 pedone del bianco · e1 donna del nero · g1 re del bianco | 5 |
| 4 | f7 pedone del nero · h7 re del nero · h6 pedone del nero · f5 torre del bianco · g4 pedone del bianco · f3 pedone del bianco · e1 donna del nero · g1 re del bianco | f7 pedone del nero · h7 re del nero · h6 pedone del nero · f5 torre del bianco · g4 pedone del bianco · f3 pedone del bianco · e1 donna del nero · g1 re del bianco | f7 pedone del nero · h7 re del nero · h6 pedone del nero · f5 torre del bianco · g4 pedone del bianco · f3 pedone del bianco · e1 donna del nero · g1 re del bianco | f7 pedone del nero · h7 re del nero · h6 pedone del nero · f5 torre del bianco · g4 pedone del bianco · f3 pedone del bianco · e1 donna del nero · g1 re del bianco | f7 pedone del nero · h7 re del nero · h6 pedone del nero · f5 torre del bianco · g4 pedone del bianco · f3 pedone del bianco · e1 donna del nero · g1 re del bianco | f7 pedone del nero · h7 re del nero · h6 pedone del nero · f5 torre del bianco · g4 pedone del bianco · f3 pedone del bianco · e1 donna del nero · g1 re del bianco | f7 pedone del nero · h7 re del nero · h6 pedone del nero · f5 torre del bianco · g4 pedone del bianco · f3 pedone del bianco · e1 donna del nero · g1 re del bianco | f7 pedone del nero · h7 re del nero · h6 pedone del nero · f5 torre del bianco · g4 pedone del bianco · f3 pedone del bianco · e1 donna del nero · g1 re del bianco | 4 |
| 3 | f7 pedone del nero · h7 re del nero · h6 pedone del nero · f5 torre del bianco · g4 pedone del bianco · f3 pedone del bianco · e1 donna del nero · g1 re del bianco | f7 pedone del nero · h7 re del nero · h6 pedone del nero · f5 torre del bianco · g4 pedone del bianco · f3 pedone del bianco · e1 donna del nero · g1 re del bianco | f7 pedone del nero · h7 re del nero · h6 pedone del nero · f5 torre del bianco · g4 pedone del bianco · f3 pedone del bianco · e1 donna del nero · g1 re del bianco | f7 pedone del nero · h7 re del nero · h6 pedone del nero · f5 torre del bianco · g4 pedone del bianco · f3 pedone del bianco · e1 donna del nero · g1 re del bianco | f7 pedone del nero · h7 re del nero · h6 pedone del nero · f5 torre del bianco · g4 pedone del bianco · f3 pedone del bianco · e1 donna del nero · g1 re del bianco | f7 pedone del nero · h7 re del nero · h6 pedone del nero · f5 torre del bianco · g4 pedone del bianco · f3 pedone del bianco · e1 donna del nero · g1 re del bianco | f7 pedone del nero · h7 re del nero · h6 pedone del nero · f5 torre del bianco · g4 pedone del bianco · f3 pedone del bianco · e1 donna del nero · g1 re del bianco | f7 pedone del nero · h7 re del nero · h6 pedone del nero · f5 torre del bianco · g4 pedone del bianco · f3 pedone del bianco · e1 donna del nero · g1 re del bianco | 3 |
| 2 | f7 pedone del nero · h7 re del nero · h6 pedone del nero · f5 torre del bianco · g4 pedone del bianco · f3 pedone del bianco · e1 donna del nero · g1 re del bianco | f7 pedone del nero · h7 re del nero · h6 pedone del nero · f5 torre del bianco · g4 pedone del bianco · f3 pedone del bianco · e1 donna del nero · g1 re del bianco | f7 pedone del nero · h7 re del nero · h6 pedone del nero · f5 torre del bianco · g4 pedone del bianco · f3 pedone del bianco · e1 donna del nero · g1 re del bianco | f7 pedone del nero · h7 re del nero · h6 pedone del nero · f5 torre del bianco · g4 pedone del bianco · f3 pedone del bianco · e1 donna del nero · g1 re del bianco | f7 pedone del nero · h7 re del nero · h6 pedone del nero · f5 torre del bianco · g4 pedone del bianco · f3 pedone del bianco · e1 donna del nero · g1 re del bianco | f7 pedone del nero · h7 re del nero · h6 pedone del nero · f5 torre del bianco · g4 pedone del bianco · f3 pedone del bianco · e1 donna del nero · g1 re del bianco | f7 pedone del nero · h7 re del nero · h6 pedone del nero · f5 torre del bianco · g4 pedone del bianco · f3 pedone del bianco · e1 donna del nero · g1 re del bianco | f7 pedone del nero · h7 re del nero · h6 pedone del nero · f5 torre del bianco · g4 pedone del bianco · f3 pedone del bianco · e1 donna del nero · g1 re del bianco | 2 |
| 1 | f7 pedone del nero · h7 re del nero · h6 pedone del nero · f5 torre del bianco · g4 pedone del bianco · f3 pedone del bianco · e1 donna del nero · g1 re del bianco | f7 pedone del nero · h7 re del nero · h6 pedone del nero · f5 torre del bianco · g4 pedone del bianco · f3 pedone del bianco · e1 donna del nero · g1 re del bianco | f7 pedone del nero · h7 re del nero · h6 pedone del nero · f5 torre del bianco · g4 pedone del bianco · f3 pedone del bianco · e1 donna del nero · g1 re del bianco | f7 pedone del nero · h7 re del nero · h6 pedone del nero · f5 torre del bianco · g4 pedone del bianco · f3 pedone del bianco · e1 donna del nero · g1 re del bianco | f7 pedone del nero · h7 re del nero · h6 pedone del nero · f5 torre del bianco · g4 pedone del bianco · f3 pedone del bianco · e1 donna del nero · g1 re del bianco | f7 pedone del nero · h7 re del nero · h6 pedone del nero · f5 torre del bianco · g4 pedone del bianco · f3 pedone del bianco · e1 donna del nero · g1 re del bianco | f7 pedone del nero · h7 re del nero · h6 pedone del nero · f5 torre del bianco · g4 pedone del bianco · f3 pedone del bianco · e1 donna del nero · g1 re del bianco | f7 pedone del nero · h7 re del nero · h6 pedone del nero · f5 torre del bianco · g4 pedone del bianco · f3 pedone del bianco · e1 donna del nero · g1 re del bianco | 1 |
|   | a | b | c | d | e | f | g | h |   |

Nel diagramma a sinistra, Valerij Salov-Viktor Korčnoj, il Bianco riuscì a pattare con una torre contro la donna, anche a parità di pedoni, mantenendo la torre sulla quinta traversa a bloccare il re nero, stando attento a non subire forchette o a permettere alla donna avversaria di sacrificarsi in cambio della torre in una condizione favorevole per il Nero. I giocatori si accordarono per la patta dopo:
48.Rg2 Rg6 49.Th5 De2+ 50.Rg3 Df1 51.Rf4 De1 52.Td5 Dc1+ 53.Rg3 Dc7+ 54.Rg2 Df4 55.Th5 Rf6 56.Td5 Re6 57.Th5 Dd2+ 58.Rg3 f6 59.Tf5 Dc1 60.Th5 Dg1+ 61.Rf4 De1 62.Tb5 Dc1+ 63.Rg3 Dg1+ 64.Rf4 Dh2+ 65.Re3 Rf7 66.Th5 Dg1+ 67.Rf4 Rg6 68.Td5 Dh2+ 69.Re3 Rf7 70.Th5 Dg1+ 71.Rf4 Re6 72.Tb5 Dh2+ 73.Re3 Rd6 74.Tf5 Db2 75.Th5 Re6 76.Rf4 Dc3 77.Rg3 Dc7+ 78.Rg2 Df7 79.Tb5 De8 80.Tf5 Dg6 81.Tb5 patta.

## Alfieri di campo opposto
|   | a | b | c | d | e | f | g | h |   |
| 8 | c7 re del nero · e6 alfiere del bianco · f6 pedone del nero · c5 alfiere del nero · e5 pedone del nero · g5 pedone del nero · e4 re del bianco · h4 pedone del nero · h3 pedone del bianco | c7 re del nero · e6 alfiere del bianco · f6 pedone del nero · c5 alfiere del nero · e5 pedone del nero · g5 pedone del nero · e4 re del bianco · h4 pedone del nero · h3 pedone del bianco | c7 re del nero · e6 alfiere del bianco · f6 pedone del nero · c5 alfiere del nero · e5 pedone del nero · g5 pedone del nero · e4 re del bianco · h4 pedone del nero · h3 pedone del bianco | c7 re del nero · e6 alfiere del bianco · f6 pedone del nero · c5 alfiere del nero · e5 pedone del nero · g5 pedone del nero · e4 re del bianco · h4 pedone del nero · h3 pedone del bianco | c7 re del nero · e6 alfiere del bianco · f6 pedone del nero · c5 alfiere del nero · e5 pedone del nero · g5 pedone del nero · e4 re del bianco · h4 pedone del nero · h3 pedone del bianco | c7 re del nero · e6 alfiere del bianco · f6 pedone del nero · c5 alfiere del nero · e5 pedone del nero · g5 pedone del nero · e4 re del bianco · h4 pedone del nero · h3 pedone del bianco | c7 re del nero · e6 alfiere del bianco · f6 pedone del nero · c5 alfiere del nero · e5 pedone del nero · g5 pedone del nero · e4 re del bianco · h4 pedone del nero · h3 pedone del bianco | c7 re del nero · e6 alfiere del bianco · f6 pedone del nero · c5 alfiere del nero · e5 pedone del nero · g5 pedone del nero · e4 re del bianco · h4 pedone del nero · h3 pedone del bianco | 8 |
| 7 | c7 re del nero · e6 alfiere del bianco · f6 pedone del nero · c5 alfiere del nero · e5 pedone del nero · g5 pedone del nero · e4 re del bianco · h4 pedone del nero · h3 pedone del bianco | c7 re del nero · e6 alfiere del bianco · f6 pedone del nero · c5 alfiere del nero · e5 pedone del nero · g5 pedone del nero · e4 re del bianco · h4 pedone del nero · h3 pedone del bianco | c7 re del nero · e6 alfiere del bianco · f6 pedone del nero · c5 alfiere del nero · e5 pedone del nero · g5 pedone del nero · e4 re del bianco · h4 pedone del nero · h3 pedone del bianco | c7 re del nero · e6 alfiere del bianco · f6 pedone del nero · c5 alfiere del nero · e5 pedone del nero · g5 pedone del nero · e4 re del bianco · h4 pedone del nero · h3 pedone del bianco | c7 re del nero · e6 alfiere del bianco · f6 pedone del nero · c5 alfiere del nero · e5 pedone del nero · g5 pedone del nero · e4 re del bianco · h4 pedone del nero · h3 pedone del bianco | c7 re del nero · e6 alfiere del bianco · f6 pedone del nero · c5 alfiere del nero · e5 pedone del nero · g5 pedone del nero · e4 re del bianco · h4 pedone del nero · h3 pedone del bianco | c7 re del nero · e6 alfiere del bianco · f6 pedone del nero · c5 alfiere del nero · e5 pedone del nero · g5 pedone del nero · e4 re del bianco · h4 pedone del nero · h3 pedone del bianco | c7 re del nero · e6 alfiere del bianco · f6 pedone del nero · c5 alfiere del nero · e5 pedone del nero · g5 pedone del nero · e4 re del bianco · h4 pedone del nero · h3 pedone del bianco | 7 |
| 6 | c7 re del nero · e6 alfiere del bianco · f6 pedone del nero · c5 alfiere del nero · e5 pedone del nero · g5 pedone del nero · e4 re del bianco · h4 pedone del nero · h3 pedone del bianco | c7 re del nero · e6 alfiere del bianco · f6 pedone del nero · c5 alfiere del nero · e5 pedone del nero · g5 pedone del nero · e4 re del bianco · h4 pedone del nero · h3 pedone del bianco | c7 re del nero · e6 alfiere del bianco · f6 pedone del nero · c5 alfiere del nero · e5 pedone del nero · g5 pedone del nero · e4 re del bianco · h4 pedone del nero · h3 pedone del bianco | c7 re del nero · e6 alfiere del bianco · f6 pedone del nero · c5 alfiere del nero · e5 pedone del nero · g5 pedone del nero · e4 re del bianco · h4 pedone del nero · h3 pedone del bianco | c7 re del nero · e6 alfiere del bianco · f6 pedone del nero · c5 alfiere del nero · e5 pedone del nero · g5 pedone del nero · e4 re del bianco · h4 pedone del nero · h3 pedone del bianco | c7 re del nero · e6 alfiere del bianco · f6 pedone del nero · c5 alfiere del nero · e5 pedone del nero · g5 pedone del nero · e4 re del bianco · h4 pedone del nero · h3 pedone del bianco | c7 re del nero · e6 alfiere del bianco · f6 pedone del nero · c5 alfiere del nero · e5 pedone del nero · g5 pedone del nero · e4 re del bianco · h4 pedone del nero · h3 pedone del bianco | c7 re del nero · e6 alfiere del bianco · f6 pedone del nero · c5 alfiere del nero · e5 pedone del nero · g5 pedone del nero · e4 re del bianco · h4 pedone del nero · h3 pedone del bianco | 6 |
| 5 | c7 re del nero · e6 alfiere del bianco · f6 pedone del nero · c5 alfiere del nero · e5 pedone del nero · g5 pedone del nero · e4 re del bianco · h4 pedone del nero · h3 pedone del bianco | c7 re del nero · e6 alfiere del bianco · f6 pedone del nero · c5 alfiere del nero · e5 pedone del nero · g5 pedone del nero · e4 re del bianco · h4 pedone del nero · h3 pedone del bianco | c7 re del nero · e6 alfiere del bianco · f6 pedone del nero · c5 alfiere del nero · e5 pedone del nero · g5 pedone del nero · e4 re del bianco · h4 pedone del nero · h3 pedone del bianco | c7 re del nero · e6 alfiere del bianco · f6 pedone del nero · c5 alfiere del nero · e5 pedone del nero · g5 pedone del nero · e4 re del bianco · h4 pedone del nero · h3 pedone del bianco | c7 re del nero · e6 alfiere del bianco · f6 pedone del nero · c5 alfiere del nero · e5 pedone del nero · g5 pedone del nero · e4 re del bianco · h4 pedone del nero · h3 pedone del bianco | c7 re del nero · e6 alfiere del bianco · f6 pedone del nero · c5 alfiere del nero · e5 pedone del nero · g5 pedone del nero · e4 re del bianco · h4 pedone del nero · h3 pedone del bianco | c7 re del nero · e6 alfiere del bianco · f6 pedone del nero · c5 alfiere del nero · e5 pedone del nero · g5 pedone del nero · e4 re del bianco · h4 pedone del nero · h3 pedone del bianco | c7 re del nero · e6 alfiere del bianco · f6 pedone del nero · c5 alfiere del nero · e5 pedone del nero · g5 pedone del nero · e4 re del bianco · h4 pedone del nero · h3 pedone del bianco | 5 |
| 4 | c7 re del nero · e6 alfiere del bianco · f6 pedone del nero · c5 alfiere del nero · e5 pedone del nero · g5 pedone del nero · e4 re del bianco · h4 pedone del nero · h3 pedone del bianco | c7 re del nero · e6 alfiere del bianco · f6 pedone del nero · c5 alfiere del nero · e5 pedone del nero · g5 pedone del nero · e4 re del bianco · h4 pedone del nero · h3 pedone del bianco | c7 re del nero · e6 alfiere del bianco · f6 pedone del nero · c5 alfiere del nero · e5 pedone del nero · g5 pedone del nero · e4 re del bianco · h4 pedone del nero · h3 pedone del bianco | c7 re del nero · e6 alfiere del bianco · f6 pedone del nero · c5 alfiere del nero · e5 pedone del nero · g5 pedone del nero · e4 re del bianco · h4 pedone del nero · h3 pedone del bianco | c7 re del nero · e6 alfiere del bianco · f6 pedone del nero · c5 alfiere del nero · e5 pedone del nero · g5 pedone del nero · e4 re del bianco · h4 pedone del nero · h3 pedone del bianco | c7 re del nero · e6 alfiere del bianco · f6 pedone del nero · c5 alfiere del nero · e5 pedone del nero · g5 pedone del nero · e4 re del bianco · h4 pedone del nero · h3 pedone del bianco | c7 re del nero · e6 alfiere del bianco · f6 pedone del nero · c5 alfiere del nero · e5 pedone del nero · g5 pedone del nero · e4 re del bianco · h4 pedone del nero · h3 pedone del bianco | c7 re del nero · e6 alfiere del bianco · f6 pedone del nero · c5 alfiere del nero · e5 pedone del nero · g5 pedone del nero · e4 re del bianco · h4 pedone del nero · h3 pedone del bianco | 4 |
| 3 | c7 re del nero · e6 alfiere del bianco · f6 pedone del nero · c5 alfiere del nero · e5 pedone del nero · g5 pedone del nero · e4 re del bianco · h4 pedone del nero · h3 pedone del bianco | c7 re del nero · e6 alfiere del bianco · f6 pedone del nero · c5 alfiere del nero · e5 pedone del nero · g5 pedone del nero · e4 re del bianco · h4 pedone del nero · h3 pedone del bianco | c7 re del nero · e6 alfiere del bianco · f6 pedone del nero · c5 alfiere del nero · e5 pedone del nero · g5 pedone del nero · e4 re del bianco · h4 pedone del nero · h3 pedone del bianco | c7 re del nero · e6 alfiere del bianco · f6 pedone del nero · c5 alfiere del nero · e5 pedone del nero · g5 pedone del nero · e4 re del bianco · h4 pedone del nero · h3 pedone del bianco | c7 re del nero · e6 alfiere del bianco · f6 pedone del nero · c5 alfiere del nero · e5 pedone del nero · g5 pedone del nero · e4 re del bianco · h4 pedone del nero · h3 pedone del bianco | c7 re del nero · e6 alfiere del bianco · f6 pedone del nero · c5 alfiere del nero · e5 pedone del nero · g5 pedone del nero · e4 re del bianco · h4 pedone del nero · h3 pedone del bianco | c7 re del nero · e6 alfiere del bianco · f6 pedone del nero · c5 alfiere del nero · e5 pedone del nero · g5 pedone del nero · e4 re del bianco · h4 pedone del nero · h3 pedone del bianco | c7 re del nero · e6 alfiere del bianco · f6 pedone del nero · c5 alfiere del nero · e5 pedone del nero · g5 pedone del nero · e4 re del bianco · h4 pedone del nero · h3 pedone del bianco | 3 |
| 2 | c7 re del nero · e6 alfiere del bianco · f6 pedone del nero · c5 alfiere del nero · e5 pedone del nero · g5 pedone del nero · e4 re del bianco · h4 pedone del nero · h3 pedone del bianco | c7 re del nero · e6 alfiere del bianco · f6 pedone del nero · c5 alfiere del nero · e5 pedone del nero · g5 pedone del nero · e4 re del bianco · h4 pedone del nero · h3 pedone del bianco | c7 re del nero · e6 alfiere del bianco · f6 pedone del nero · c5 alfiere del nero · e5 pedone del nero · g5 pedone del nero · e4 re del bianco · h4 pedone del nero · h3 pedone del bianco | c7 re del nero · e6 alfiere del bianco · f6 pedone del nero · c5 alfiere del nero · e5 pedone del nero · g5 pedone del nero · e4 re del bianco · h4 pedone del nero · h3 pedone del bianco | c7 re del nero · e6 alfiere del bianco · f6 pedone del nero · c5 alfiere del nero · e5 pedone del nero · g5 pedone del nero · e4 re del bianco · h4 pedone del nero · h3 pedone del bianco | c7 re del nero · e6 alfiere del bianco · f6 pedone del nero · c5 alfiere del nero · e5 pedone del nero · g5 pedone del nero · e4 re del bianco · h4 pedone del nero · h3 pedone del bianco | c7 re del nero · e6 alfiere del bianco · f6 pedone del nero · c5 alfiere del nero · e5 pedone del nero · g5 pedone del nero · e4 re del bianco · h4 pedone del nero · h3 pedone del bianco | c7 re del nero · e6 alfiere del bianco · f6 pedone del nero · c5 alfiere del nero · e5 pedone del nero · g5 pedone del nero · e4 re del bianco · h4 pedone del nero · h3 pedone del bianco | 2 |
| 1 | c7 re del nero · e6 alfiere del bianco · f6 pedone del nero · c5 alfiere del nero · e5 pedone del nero · g5 pedone del nero · e4 re del bianco · h4 pedone del nero · h3 pedone del bianco | c7 re del nero · e6 alfiere del bianco · f6 pedone del nero · c5 alfiere del nero · e5 pedone del nero · g5 pedone del nero · e4 re del bianco · h4 pedone del nero · h3 pedone del bianco | c7 re del nero · e6 alfiere del bianco · f6 pedone del nero · c5 alfiere del nero · e5 pedone del nero · g5 pedone del nero · e4 re del bianco · h4 pedone del nero · h3 pedone del bianco | c7 re del nero · e6 alfiere del bianco · f6 pedone del nero · c5 alfiere del nero · e5 pedone del nero · g5 pedone del nero · e4 re del bianco · h4 pedone del nero · h3 pedone del bianco | c7 re del nero · e6 alfiere del bianco · f6 pedone del nero · c5 alfiere del nero · e5 pedone del nero · g5 pedone del nero · e4 re del bianco · h4 pedone del nero · h3 pedone del bianco | c7 re del nero · e6 alfiere del bianco · f6 pedone del nero · c5 alfiere del nero · e5 pedone del nero · g5 pedone del nero · e4 re del bianco · h4 pedone del nero · h3 pedone del bianco | c7 re del nero · e6 alfiere del bianco · f6 pedone del nero · c5 alfiere del nero · e5 pedone del nero · g5 pedone del nero · e4 re del bianco · h4 pedone del nero · h3 pedone del bianco | c7 re del nero · e6 alfiere del bianco · f6 pedone del nero · c5 alfiere del nero · e5 pedone del nero · g5 pedone del nero · e4 re del bianco · h4 pedone del nero · h3 pedone del bianco | 1 |
|   | a | b | c | d | e | f | g | h |   |

Nei finali di alfieri di campo opposto, è spesso possibile costruire una fortezza, ottenendo così la patta, anche con uno, due o a volte persino tre pedoni in meno. Un tipico esempio è visibile nel diagramma qui a destra. Il Bianco, anche se con tre pedoni in meno, ha costruito una fortezza, dato che il Nero non può in nessun modo contendergli il possesso delle case bianche. Il Bianco mantiene semplicemente il suo alfiere sulla diagonale h3-c8 e patta.

### Esempio
|   | a | b | c | d | e | f | g | h |   |
| 8 | f7 pedone del nero · g7 re del bianco · e6 re del nero · g5 alfiere del bianco · f4 pedone del bianco · g4 alfiere del nero · h4 pedone del bianco · g3 pedone del bianco | f7 pedone del nero · g7 re del bianco · e6 re del nero · g5 alfiere del bianco · f4 pedone del bianco · g4 alfiere del nero · h4 pedone del bianco · g3 pedone del bianco | f7 pedone del nero · g7 re del bianco · e6 re del nero · g5 alfiere del bianco · f4 pedone del bianco · g4 alfiere del nero · h4 pedone del bianco · g3 pedone del bianco | f7 pedone del nero · g7 re del bianco · e6 re del nero · g5 alfiere del bianco · f4 pedone del bianco · g4 alfiere del nero · h4 pedone del bianco · g3 pedone del bianco | f7 pedone del nero · g7 re del bianco · e6 re del nero · g5 alfiere del bianco · f4 pedone del bianco · g4 alfiere del nero · h4 pedone del bianco · g3 pedone del bianco | f7 pedone del nero · g7 re del bianco · e6 re del nero · g5 alfiere del bianco · f4 pedone del bianco · g4 alfiere del nero · h4 pedone del bianco · g3 pedone del bianco | f7 pedone del nero · g7 re del bianco · e6 re del nero · g5 alfiere del bianco · f4 pedone del bianco · g4 alfiere del nero · h4 pedone del bianco · g3 pedone del bianco | f7 pedone del nero · g7 re del bianco · e6 re del nero · g5 alfiere del bianco · f4 pedone del bianco · g4 alfiere del nero · h4 pedone del bianco · g3 pedone del bianco | 8 |
| 7 | f7 pedone del nero · g7 re del bianco · e6 re del nero · g5 alfiere del bianco · f4 pedone del bianco · g4 alfiere del nero · h4 pedone del bianco · g3 pedone del bianco | f7 pedone del nero · g7 re del bianco · e6 re del nero · g5 alfiere del bianco · f4 pedone del bianco · g4 alfiere del nero · h4 pedone del bianco · g3 pedone del bianco | f7 pedone del nero · g7 re del bianco · e6 re del nero · g5 alfiere del bianco · f4 pedone del bianco · g4 alfiere del nero · h4 pedone del bianco · g3 pedone del bianco | f7 pedone del nero · g7 re del bianco · e6 re del nero · g5 alfiere del bianco · f4 pedone del bianco · g4 alfiere del nero · h4 pedone del bianco · g3 pedone del bianco | f7 pedone del nero · g7 re del bianco · e6 re del nero · g5 alfiere del bianco · f4 pedone del bianco · g4 alfiere del nero · h4 pedone del bianco · g3 pedone del bianco | f7 pedone del nero · g7 re del bianco · e6 re del nero · g5 alfiere del bianco · f4 pedone del bianco · g4 alfiere del nero · h4 pedone del bianco · g3 pedone del bianco | f7 pedone del nero · g7 re del bianco · e6 re del nero · g5 alfiere del bianco · f4 pedone del bianco · g4 alfiere del nero · h4 pedone del bianco · g3 pedone del bianco | f7 pedone del nero · g7 re del bianco · e6 re del nero · g5 alfiere del bianco · f4 pedone del bianco · g4 alfiere del nero · h4 pedone del bianco · g3 pedone del bianco | 7 |
| 6 | f7 pedone del nero · g7 re del bianco · e6 re del nero · g5 alfiere del bianco · f4 pedone del bianco · g4 alfiere del nero · h4 pedone del bianco · g3 pedone del bianco | f7 pedone del nero · g7 re del bianco · e6 re del nero · g5 alfiere del bianco · f4 pedone del bianco · g4 alfiere del nero · h4 pedone del bianco · g3 pedone del bianco | f7 pedone del nero · g7 re del bianco · e6 re del nero · g5 alfiere del bianco · f4 pedone del bianco · g4 alfiere del nero · h4 pedone del bianco · g3 pedone del bianco | f7 pedone del nero · g7 re del bianco · e6 re del nero · g5 alfiere del bianco · f4 pedone del bianco · g4 alfiere del nero · h4 pedone del bianco · g3 pedone del bianco | f7 pedone del nero · g7 re del bianco · e6 re del nero · g5 alfiere del bianco · f4 pedone del bianco · g4 alfiere del nero · h4 pedone del bianco · g3 pedone del bianco | f7 pedone del nero · g7 re del bianco · e6 re del nero · g5 alfiere del bianco · f4 pedone del bianco · g4 alfiere del nero · h4 pedone del bianco · g3 pedone del bianco | f7 pedone del nero · g7 re del bianco · e6 re del nero · g5 alfiere del bianco · f4 pedone del bianco · g4 alfiere del nero · h4 pedone del bianco · g3 pedone del bianco | f7 pedone del nero · g7 re del bianco · e6 re del nero · g5 alfiere del bianco · f4 pedone del bianco · g4 alfiere del nero · h4 pedone del bianco · g3 pedone del bianco | 6 |
| 5 | f7 pedone del nero · g7 re del bianco · e6 re del nero · g5 alfiere del bianco · f4 pedone del bianco · g4 alfiere del nero · h4 pedone del bianco · g3 pedone del bianco | f7 pedone del nero · g7 re del bianco · e6 re del nero · g5 alfiere del bianco · f4 pedone del bianco · g4 alfiere del nero · h4 pedone del bianco · g3 pedone del bianco | f7 pedone del nero · g7 re del bianco · e6 re del nero · g5 alfiere del bianco · f4 pedone del bianco · g4 alfiere del nero · h4 pedone del bianco · g3 pedone del bianco | f7 pedone del nero · g7 re del bianco · e6 re del nero · g5 alfiere del bianco · f4 pedone del bianco · g4 alfiere del nero · h4 pedone del bianco · g3 pedone del bianco | f7 pedone del nero · g7 re del bianco · e6 re del nero · g5 alfiere del bianco · f4 pedone del bianco · g4 alfiere del nero · h4 pedone del bianco · g3 pedone del bianco | f7 pedone del nero · g7 re del bianco · e6 re del nero · g5 alfiere del bianco · f4 pedone del bianco · g4 alfiere del nero · h4 pedone del bianco · g3 pedone del bianco | f7 pedone del nero · g7 re del bianco · e6 re del nero · g5 alfiere del bianco · f4 pedone del bianco · g4 alfiere del nero · h4 pedone del bianco · g3 pedone del bianco | f7 pedone del nero · g7 re del bianco · e6 re del nero · g5 alfiere del bianco · f4 pedone del bianco · g4 alfiere del nero · h4 pedone del bianco · g3 pedone del bianco | 5 |
| 4 | f7 pedone del nero · g7 re del bianco · e6 re del nero · g5 alfiere del bianco · f4 pedone del bianco · g4 alfiere del nero · h4 pedone del bianco · g3 pedone del bianco | f7 pedone del nero · g7 re del bianco · e6 re del nero · g5 alfiere del bianco · f4 pedone del bianco · g4 alfiere del nero · h4 pedone del bianco · g3 pedone del bianco | f7 pedone del nero · g7 re del bianco · e6 re del nero · g5 alfiere del bianco · f4 pedone del bianco · g4 alfiere del nero · h4 pedone del bianco · g3 pedone del bianco | f7 pedone del nero · g7 re del bianco · e6 re del nero · g5 alfiere del bianco · f4 pedone del bianco · g4 alfiere del nero · h4 pedone del bianco · g3 pedone del bianco | f7 pedone del nero · g7 re del bianco · e6 re del nero · g5 alfiere del bianco · f4 pedone del bianco · g4 alfiere del nero · h4 pedone del bianco · g3 pedone del bianco | f7 pedone del nero · g7 re del bianco · e6 re del nero · g5 alfiere del bianco · f4 pedone del bianco · g4 alfiere del nero · h4 pedone del bianco · g3 pedone del bianco | f7 pedone del nero · g7 re del bianco · e6 re del nero · g5 alfiere del bianco · f4 pedone del bianco · g4 alfiere del nero · h4 pedone del bianco · g3 pedone del bianco | f7 pedone del nero · g7 re del bianco · e6 re del nero · g5 alfiere del bianco · f4 pedone del bianco · g4 alfiere del nero · h4 pedone del bianco · g3 pedone del bianco | 4 |
| 3 | f7 pedone del nero · g7 re del bianco · e6 re del nero · g5 alfiere del bianco · f4 pedone del bianco · g4 alfiere del nero · h4 pedone del bianco · g3 pedone del bianco | f7 pedone del nero · g7 re del bianco · e6 re del nero · g5 alfiere del bianco · f4 pedone del bianco · g4 alfiere del nero · h4 pedone del bianco · g3 pedone del bianco | f7 pedone del nero · g7 re del bianco · e6 re del nero · g5 alfiere del bianco · f4 pedone del bianco · g4 alfiere del nero · h4 pedone del bianco · g3 pedone del bianco | f7 pedone del nero · g7 re del bianco · e6 re del nero · g5 alfiere del bianco · f4 pedone del bianco · g4 alfiere del nero · h4 pedone del bianco · g3 pedone del bianco | f7 pedone del nero · g7 re del bianco · e6 re del nero · g5 alfiere del bianco · f4 pedone del bianco · g4 alfiere del nero · h4 pedone del bianco · g3 pedone del bianco | f7 pedone del nero · g7 re del bianco · e6 re del nero · g5 alfiere del bianco · f4 pedone del bianco · g4 alfiere del nero · h4 pedone del bianco · g3 pedone del bianco | f7 pedone del nero · g7 re del bianco · e6 re del nero · g5 alfiere del bianco · f4 pedone del bianco · g4 alfiere del nero · h4 pedone del bianco · g3 pedone del bianco | f7 pedone del nero · g7 re del bianco · e6 re del nero · g5 alfiere del bianco · f4 pedone del bianco · g4 alfiere del nero · h4 pedone del bianco · g3 pedone del bianco | 3 |
| 2 | f7 pedone del nero · g7 re del bianco · e6 re del nero · g5 alfiere del bianco · f4 pedone del bianco · g4 alfiere del nero · h4 pedone del bianco · g3 pedone del bianco | f7 pedone del nero · g7 re del bianco · e6 re del nero · g5 alfiere del bianco · f4 pedone del bianco · g4 alfiere del nero · h4 pedone del bianco · g3 pedone del bianco | f7 pedone del nero · g7 re del bianco · e6 re del nero · g5 alfiere del bianco · f4 pedone del bianco · g4 alfiere del nero · h4 pedone del bianco · g3 pedone del bianco | f7 pedone del nero · g7 re del bianco · e6 re del nero · g5 alfiere del bianco · f4 pedone del bianco · g4 alfiere del nero · h4 pedone del bianco · g3 pedone del bianco | f7 pedone del nero · g7 re del bianco · e6 re del nero · g5 alfiere del bianco · f4 pedone del bianco · g4 alfiere del nero · h4 pedone del bianco · g3 pedone del bianco | f7 pedone del nero · g7 re del bianco · e6 re del nero · g5 alfiere del bianco · f4 pedone del bianco · g4 alfiere del nero · h4 pedone del bianco · g3 pedone del bianco | f7 pedone del nero · g7 re del bianco · e6 re del nero · g5 alfiere del bianco · f4 pedone del bianco · g4 alfiere del nero · h4 pedone del bianco · g3 pedone del bianco | f7 pedone del nero · g7 re del bianco · e6 re del nero · g5 alfiere del bianco · f4 pedone del bianco · g4 alfiere del nero · h4 pedone del bianco · g3 pedone del bianco | 2 |
| 1 | f7 pedone del nero · g7 re del bianco · e6 re del nero · g5 alfiere del bianco · f4 pedone del bianco · g4 alfiere del nero · h4 pedone del bianco · g3 pedone del bianco | f7 pedone del nero · g7 re del bianco · e6 re del nero · g5 alfiere del bianco · f4 pedone del bianco · g4 alfiere del nero · h4 pedone del bianco · g3 pedone del bianco | f7 pedone del nero · g7 re del bianco · e6 re del nero · g5 alfiere del bianco · f4 pedone del bianco · g4 alfiere del nero · h4 pedone del bianco · g3 pedone del bianco | f7 pedone del nero · g7 re del bianco · e6 re del nero · g5 alfiere del bianco · f4 pedone del bianco · g4 alfiere del nero · h4 pedone del bianco · g3 pedone del bianco | f7 pedone del nero · g7 re del bianco · e6 re del nero · g5 alfiere del bianco · f4 pedone del bianco · g4 alfiere del nero · h4 pedone del bianco · g3 pedone del bianco | f7 pedone del nero · g7 re del bianco · e6 re del nero · g5 alfiere del bianco · f4 pedone del bianco · g4 alfiere del nero · h4 pedone del bianco · g3 pedone del bianco | f7 pedone del nero · g7 re del bianco · e6 re del nero · g5 alfiere del bianco · f4 pedone del bianco · g4 alfiere del nero · h4 pedone del bianco · g3 pedone del bianco | f7 pedone del nero · g7 re del bianco · e6 re del nero · g5 alfiere del bianco · f4 pedone del bianco · g4 alfiere del nero · h4 pedone del bianco · g3 pedone del bianco | 1 |
|   | a | b | c | d | e | f | g | h |   |

In un finale con alfieri di campi opposti, i fattori posizionali diventano più importanti del vantaggio di materiale. Nella posizione del diagramma, il Nero sacrificò un pedone per costruirsi una fortezza.
1…Rf5!
2.Rxf7 Ah5+
3.Rg7 Ad1
4.Ae7 patta.
Dopo 4…Ae2 5.Rh6 Ad1 6.h5 il Nero attende semplicemente giocando 6…Ae2.

## Donna contro due pezzi minori
Esistono diversi tipi di fortezza di due pezzi leggeri contro una donna. Solitamente il difendente non riesce però ad attuare queste posizioni.

### Alfiere e cavallo
|   | a                                                                                                   | b                                                                                                   | c                                                                                                   | d                                                                                                   | e                                                                                                   | f                                                                                                   | g                                                                                                   | h                                                                                                   |   |
| 8 | a8 re del nero · b7 alfiere del nero · d6 donna del bianco · c5 re del bianco · d5 cavallo del nero | a8 re del nero · b7 alfiere del nero · d6 donna del bianco · c5 re del bianco · d5 cavallo del nero | a8 re del nero · b7 alfiere del nero · d6 donna del bianco · c5 re del bianco · d5 cavallo del nero | a8 re del nero · b7 alfiere del nero · d6 donna del bianco · c5 re del bianco · d5 cavallo del nero | a8 re del nero · b7 alfiere del nero · d6 donna del bianco · c5 re del bianco · d5 cavallo del nero | a8 re del nero · b7 alfiere del nero · d6 donna del bianco · c5 re del bianco · d5 cavallo del nero | a8 re del nero · b7 alfiere del nero · d6 donna del bianco · c5 re del bianco · d5 cavallo del nero | a8 re del nero · b7 alfiere del nero · d6 donna del bianco · c5 re del bianco · d5 cavallo del nero | 8 |
| 7 | a8 re del nero · b7 alfiere del nero · d6 donna del bianco · c5 re del bianco · d5 cavallo del nero | a8 re del nero · b7 alfiere del nero · d6 donna del bianco · c5 re del bianco · d5 cavallo del nero | a8 re del nero · b7 alfiere del nero · d6 donna del bianco · c5 re del bianco · d5 cavallo del nero | a8 re del nero · b7 alfiere del nero · d6 donna del bianco · c5 re del bianco · d5 cavallo del nero | a8 re del nero · b7 alfiere del nero · d6 donna del bianco · c5 re del bianco · d5 cavallo del nero | a8 re del nero · b7 alfiere del nero · d6 donna del bianco · c5 re del bianco · d5 cavallo del nero | a8 re del nero · b7 alfiere del nero · d6 donna del bianco · c5 re del bianco · d5 cavallo del nero | a8 re del nero · b7 alfiere del nero · d6 donna del bianco · c5 re del bianco · d5 cavallo del nero | 7 |
| 6 | a8 re del nero · b7 alfiere del nero · d6 donna del bianco · c5 re del bianco · d5 cavallo del nero | a8 re del nero · b7 alfiere del nero · d6 donna del bianco · c5 re del bianco · d5 cavallo del nero | a8 re del nero · b7 alfiere del nero · d6 donna del bianco · c5 re del bianco · d5 cavallo del nero | a8 re del nero · b7 alfiere del nero · d6 donna del bianco · c5 re del bianco · d5 cavallo del nero | a8 re del nero · b7 alfiere del nero · d6 donna del bianco · c5 re del bianco · d5 cavallo del nero | a8 re del nero · b7 alfiere del nero · d6 donna del bianco · c5 re del bianco · d5 cavallo del nero | a8 re del nero · b7 alfiere del nero · d6 donna del bianco · c5 re del bianco · d5 cavallo del nero | a8 re del nero · b7 alfiere del nero · d6 donna del bianco · c5 re del bianco · d5 cavallo del nero | 6 |
| 5 | a8 re del nero · b7 alfiere del nero · d6 donna del bianco · c5 re del bianco · d5 cavallo del nero | a8 re del nero · b7 alfiere del nero · d6 donna del bianco · c5 re del bianco · d5 cavallo del nero | a8 re del nero · b7 alfiere del nero · d6 donna del bianco · c5 re del bianco · d5 cavallo del nero | a8 re del nero · b7 alfiere del nero · d6 donna del bianco · c5 re del bianco · d5 cavallo del nero | a8 re del nero · b7 alfiere del nero · d6 donna del bianco · c5 re del bianco · d5 cavallo del nero | a8 re del nero · b7 alfiere del nero · d6 donna del bianco · c5 re del bianco · d5 cavallo del nero | a8 re del nero · b7 alfiere del nero · d6 donna del bianco · c5 re del bianco · d5 cavallo del nero | a8 re del nero · b7 alfiere del nero · d6 donna del bianco · c5 re del bianco · d5 cavallo del nero | 5 |
| 4 | a8 re del nero · b7 alfiere del nero · d6 donna del bianco · c5 re del bianco · d5 cavallo del nero | a8 re del nero · b7 alfiere del nero · d6 donna del bianco · c5 re del bianco · d5 cavallo del nero | a8 re del nero · b7 alfiere del nero · d6 donna del bianco · c5 re del bianco · d5 cavallo del nero | a8 re del nero · b7 alfiere del nero · d6 donna del bianco · c5 re del bianco · d5 cavallo del nero | a8 re del nero · b7 alfiere del nero · d6 donna del bianco · c5 re del bianco · d5 cavallo del nero | a8 re del nero · b7 alfiere del nero · d6 donna del bianco · c5 re del bianco · d5 cavallo del nero | a8 re del nero · b7 alfiere del nero · d6 donna del bianco · c5 re del bianco · d5 cavallo del nero | a8 re del nero · b7 alfiere del nero · d6 donna del bianco · c5 re del bianco · d5 cavallo del nero | 4 |
| 3 | a8 re del nero · b7 alfiere del nero · d6 donna del bianco · c5 re del bianco · d5 cavallo del nero | a8 re del nero · b7 alfiere del nero · d6 donna del bianco · c5 re del bianco · d5 cavallo del nero | a8 re del nero · b7 alfiere del nero · d6 donna del bianco · c5 re del bianco · d5 cavallo del nero | a8 re del nero · b7 alfiere del nero · d6 donna del bianco · c5 re del bianco · d5 cavallo del nero | a8 re del nero · b7 alfiere del nero · d6 donna del bianco · c5 re del bianco · d5 cavallo del nero | a8 re del nero · b7 alfiere del nero · d6 donna del bianco · c5 re del bianco · d5 cavallo del nero | a8 re del nero · b7 alfiere del nero · d6 donna del bianco · c5 re del bianco · d5 cavallo del nero | a8 re del nero · b7 alfiere del nero · d6 donna del bianco · c5 re del bianco · d5 cavallo del nero | 3 |
| 2 | a8 re del nero · b7 alfiere del nero · d6 donna del bianco · c5 re del bianco · d5 cavallo del nero | a8 re del nero · b7 alfiere del nero · d6 donna del bianco · c5 re del bianco · d5 cavallo del nero | a8 re del nero · b7 alfiere del nero · d6 donna del bianco · c5 re del bianco · d5 cavallo del nero | a8 re del nero · b7 alfiere del nero · d6 donna del bianco · c5 re del bianco · d5 cavallo del nero | a8 re del nero · b7 alfiere del nero · d6 donna del bianco · c5 re del bianco · d5 cavallo del nero | a8 re del nero · b7 alfiere del nero · d6 donna del bianco · c5 re del bianco · d5 cavallo del nero | a8 re del nero · b7 alfiere del nero · d6 donna del bianco · c5 re del bianco · d5 cavallo del nero | a8 re del nero · b7 alfiere del nero · d6 donna del bianco · c5 re del bianco · d5 cavallo del nero | 2 |
| 1 | a8 re del nero · b7 alfiere del nero · d6 donna del bianco · c5 re del bianco · d5 cavallo del nero | a8 re del nero · b7 alfiere del nero · d6 donna del bianco · c5 re del bianco · d5 cavallo del nero | a8 re del nero · b7 alfiere del nero · d6 donna del bianco · c5 re del bianco · d5 cavallo del nero | a8 re del nero · b7 alfiere del nero · d6 donna del bianco · c5 re del bianco · d5 cavallo del nero | a8 re del nero · b7 alfiere del nero · d6 donna del bianco · c5 re del bianco · d5 cavallo del nero | a8 re del nero · b7 alfiere del nero · d6 donna del bianco · c5 re del bianco · d5 cavallo del nero | a8 re del nero · b7 alfiere del nero · d6 donna del bianco · c5 re del bianco · d5 cavallo del nero | a8 re del nero · b7 alfiere del nero · d6 donna del bianco · c5 re del bianco · d5 cavallo del nero | 1 |
|   | a                                                                                                   | b                                                                                                   | c                                                                                                   | d                                                                                                   | e                                                                                                   | f                                                                                                   | g                                                                                                   | h                                                                                                   |   |

La fortezza di alfiere e cavallo è un tipo particolare di fortezza nell'angolo. Se necessario il re può muovere in una delle case adiacenti all'angolo e l'alfiere o può ritirarsi in esso. Ciò dà al difendente abbastanza tempo di evitare lo zugzwang. Ad esempio:
1.Rb5 Ra7
2.Dd8 Aa8
3.Ra5 Ab7

### Coppia di alfieri
|   | a                                                                                                   | b                                                                                                   | c                                                                                                   | d                                                                                                   | e                                                                                                   | f                                                                                                   | g                                                                                                   | h                                                                                                   |   |
| 8 | b7 re del nero · b6 alfiere del nero · c6 alfiere del nero · e6 donna del bianco · b4 re del bianco | b7 re del nero · b6 alfiere del nero · c6 alfiere del nero · e6 donna del bianco · b4 re del bianco | b7 re del nero · b6 alfiere del nero · c6 alfiere del nero · e6 donna del bianco · b4 re del bianco | b7 re del nero · b6 alfiere del nero · c6 alfiere del nero · e6 donna del bianco · b4 re del bianco | b7 re del nero · b6 alfiere del nero · c6 alfiere del nero · e6 donna del bianco · b4 re del bianco | b7 re del nero · b6 alfiere del nero · c6 alfiere del nero · e6 donna del bianco · b4 re del bianco | b7 re del nero · b6 alfiere del nero · c6 alfiere del nero · e6 donna del bianco · b4 re del bianco | b7 re del nero · b6 alfiere del nero · c6 alfiere del nero · e6 donna del bianco · b4 re del bianco | 8 |
| 7 | b7 re del nero · b6 alfiere del nero · c6 alfiere del nero · e6 donna del bianco · b4 re del bianco | b7 re del nero · b6 alfiere del nero · c6 alfiere del nero · e6 donna del bianco · b4 re del bianco | b7 re del nero · b6 alfiere del nero · c6 alfiere del nero · e6 donna del bianco · b4 re del bianco | b7 re del nero · b6 alfiere del nero · c6 alfiere del nero · e6 donna del bianco · b4 re del bianco | b7 re del nero · b6 alfiere del nero · c6 alfiere del nero · e6 donna del bianco · b4 re del bianco | b7 re del nero · b6 alfiere del nero · c6 alfiere del nero · e6 donna del bianco · b4 re del bianco | b7 re del nero · b6 alfiere del nero · c6 alfiere del nero · e6 donna del bianco · b4 re del bianco | b7 re del nero · b6 alfiere del nero · c6 alfiere del nero · e6 donna del bianco · b4 re del bianco | 7 |
| 6 | b7 re del nero · b6 alfiere del nero · c6 alfiere del nero · e6 donna del bianco · b4 re del bianco | b7 re del nero · b6 alfiere del nero · c6 alfiere del nero · e6 donna del bianco · b4 re del bianco | b7 re del nero · b6 alfiere del nero · c6 alfiere del nero · e6 donna del bianco · b4 re del bianco | b7 re del nero · b6 alfiere del nero · c6 alfiere del nero · e6 donna del bianco · b4 re del bianco | b7 re del nero · b6 alfiere del nero · c6 alfiere del nero · e6 donna del bianco · b4 re del bianco | b7 re del nero · b6 alfiere del nero · c6 alfiere del nero · e6 donna del bianco · b4 re del bianco | b7 re del nero · b6 alfiere del nero · c6 alfiere del nero · e6 donna del bianco · b4 re del bianco | b7 re del nero · b6 alfiere del nero · c6 alfiere del nero · e6 donna del bianco · b4 re del bianco | 6 |
| 5 | b7 re del nero · b6 alfiere del nero · c6 alfiere del nero · e6 donna del bianco · b4 re del bianco | b7 re del nero · b6 alfiere del nero · c6 alfiere del nero · e6 donna del bianco · b4 re del bianco | b7 re del nero · b6 alfiere del nero · c6 alfiere del nero · e6 donna del bianco · b4 re del bianco | b7 re del nero · b6 alfiere del nero · c6 alfiere del nero · e6 donna del bianco · b4 re del bianco | b7 re del nero · b6 alfiere del nero · c6 alfiere del nero · e6 donna del bianco · b4 re del bianco | b7 re del nero · b6 alfiere del nero · c6 alfiere del nero · e6 donna del bianco · b4 re del bianco | b7 re del nero · b6 alfiere del nero · c6 alfiere del nero · e6 donna del bianco · b4 re del bianco | b7 re del nero · b6 alfiere del nero · c6 alfiere del nero · e6 donna del bianco · b4 re del bianco | 5 |
| 4 | b7 re del nero · b6 alfiere del nero · c6 alfiere del nero · e6 donna del bianco · b4 re del bianco | b7 re del nero · b6 alfiere del nero · c6 alfiere del nero · e6 donna del bianco · b4 re del bianco | b7 re del nero · b6 alfiere del nero · c6 alfiere del nero · e6 donna del bianco · b4 re del bianco | b7 re del nero · b6 alfiere del nero · c6 alfiere del nero · e6 donna del bianco · b4 re del bianco | b7 re del nero · b6 alfiere del nero · c6 alfiere del nero · e6 donna del bianco · b4 re del bianco | b7 re del nero · b6 alfiere del nero · c6 alfiere del nero · e6 donna del bianco · b4 re del bianco | b7 re del nero · b6 alfiere del nero · c6 alfiere del nero · e6 donna del bianco · b4 re del bianco | b7 re del nero · b6 alfiere del nero · c6 alfiere del nero · e6 donna del bianco · b4 re del bianco | 4 |
| 3 | b7 re del nero · b6 alfiere del nero · c6 alfiere del nero · e6 donna del bianco · b4 re del bianco | b7 re del nero · b6 alfiere del nero · c6 alfiere del nero · e6 donna del bianco · b4 re del bianco | b7 re del nero · b6 alfiere del nero · c6 alfiere del nero · e6 donna del bianco · b4 re del bianco | b7 re del nero · b6 alfiere del nero · c6 alfiere del nero · e6 donna del bianco · b4 re del bianco | b7 re del nero · b6 alfiere del nero · c6 alfiere del nero · e6 donna del bianco · b4 re del bianco | b7 re del nero · b6 alfiere del nero · c6 alfiere del nero · e6 donna del bianco · b4 re del bianco | b7 re del nero · b6 alfiere del nero · c6 alfiere del nero · e6 donna del bianco · b4 re del bianco | b7 re del nero · b6 alfiere del nero · c6 alfiere del nero · e6 donna del bianco · b4 re del bianco | 3 |
| 2 | b7 re del nero · b6 alfiere del nero · c6 alfiere del nero · e6 donna del bianco · b4 re del bianco | b7 re del nero · b6 alfiere del nero · c6 alfiere del nero · e6 donna del bianco · b4 re del bianco | b7 re del nero · b6 alfiere del nero · c6 alfiere del nero · e6 donna del bianco · b4 re del bianco | b7 re del nero · b6 alfiere del nero · c6 alfiere del nero · e6 donna del bianco · b4 re del bianco | b7 re del nero · b6 alfiere del nero · c6 alfiere del nero · e6 donna del bianco · b4 re del bianco | b7 re del nero · b6 alfiere del nero · c6 alfiere del nero · e6 donna del bianco · b4 re del bianco | b7 re del nero · b6 alfiere del nero · c6 alfiere del nero · e6 donna del bianco · b4 re del bianco | b7 re del nero · b6 alfiere del nero · c6 alfiere del nero · e6 donna del bianco · b4 re del bianco | 2 |
| 1 | b7 re del nero · b6 alfiere del nero · c6 alfiere del nero · e6 donna del bianco · b4 re del bianco | b7 re del nero · b6 alfiere del nero · c6 alfiere del nero · e6 donna del bianco · b4 re del bianco | b7 re del nero · b6 alfiere del nero · c6 alfiere del nero · e6 donna del bianco · b4 re del bianco | b7 re del nero · b6 alfiere del nero · c6 alfiere del nero · e6 donna del bianco · b4 re del bianco | b7 re del nero · b6 alfiere del nero · c6 alfiere del nero · e6 donna del bianco · b4 re del bianco | b7 re del nero · b6 alfiere del nero · c6 alfiere del nero · e6 donna del bianco · b4 re del bianco | b7 re del nero · b6 alfiere del nero · c6 alfiere del nero · e6 donna del bianco · b4 re del bianco | b7 re del nero · b6 alfiere del nero · c6 alfiere del nero · e6 donna del bianco · b4 re del bianco | 1 |
|   | a                                                                                                   | b                                                                                                   | c                                                                                                   | d                                                                                                   | e                                                                                                   | f                                                                                                   | g                                                                                                   | h                                                                                                   |   |

Nel finale di due alfieri contro donna, la donna vince se non si raggiunge la posizione di Lolli. Nell'esempio del diagramma:
1.De7+ Rc8
2.De6+ Rb7
3.Dd6 Aa7
4.De7+ Rb6!
5.Dd8+ Rb7!
6.Ra5 Ac5!
ed il Bianco non può evitare …Ab6 che riporta alla posizione di Lolli.

### Coppia di cavalli
|   | a                                                                                                   | b                                                                                                   | c                                                                                                   | d                                                                                                   | e                                                                                                   | f                                                                                                   | g                                                                                                   | h                                                                                                   |   |
| 8 | e6 cavallo del nero · f6 cavallo del nero · e5 re del nero · e3 re del bianco · a2 donna del bianco | e6 cavallo del nero · f6 cavallo del nero · e5 re del nero · e3 re del bianco · a2 donna del bianco | e6 cavallo del nero · f6 cavallo del nero · e5 re del nero · e3 re del bianco · a2 donna del bianco | e6 cavallo del nero · f6 cavallo del nero · e5 re del nero · e3 re del bianco · a2 donna del bianco | e6 cavallo del nero · f6 cavallo del nero · e5 re del nero · e3 re del bianco · a2 donna del bianco | e6 cavallo del nero · f6 cavallo del nero · e5 re del nero · e3 re del bianco · a2 donna del bianco | e6 cavallo del nero · f6 cavallo del nero · e5 re del nero · e3 re del bianco · a2 donna del bianco | e6 cavallo del nero · f6 cavallo del nero · e5 re del nero · e3 re del bianco · a2 donna del bianco | 8 |
| 7 | e6 cavallo del nero · f6 cavallo del nero · e5 re del nero · e3 re del bianco · a2 donna del bianco | e6 cavallo del nero · f6 cavallo del nero · e5 re del nero · e3 re del bianco · a2 donna del bianco | e6 cavallo del nero · f6 cavallo del nero · e5 re del nero · e3 re del bianco · a2 donna del bianco | e6 cavallo del nero · f6 cavallo del nero · e5 re del nero · e3 re del bianco · a2 donna del bianco | e6 cavallo del nero · f6 cavallo del nero · e5 re del nero · e3 re del bianco · a2 donna del bianco | e6 cavallo del nero · f6 cavallo del nero · e5 re del nero · e3 re del bianco · a2 donna del bianco | e6 cavallo del nero · f6 cavallo del nero · e5 re del nero · e3 re del bianco · a2 donna del bianco | e6 cavallo del nero · f6 cavallo del nero · e5 re del nero · e3 re del bianco · a2 donna del bianco | 7 |
| 6 | e6 cavallo del nero · f6 cavallo del nero · e5 re del nero · e3 re del bianco · a2 donna del bianco | e6 cavallo del nero · f6 cavallo del nero · e5 re del nero · e3 re del bianco · a2 donna del bianco | e6 cavallo del nero · f6 cavallo del nero · e5 re del nero · e3 re del bianco · a2 donna del bianco | e6 cavallo del nero · f6 cavallo del nero · e5 re del nero · e3 re del bianco · a2 donna del bianco | e6 cavallo del nero · f6 cavallo del nero · e5 re del nero · e3 re del bianco · a2 donna del bianco | e6 cavallo del nero · f6 cavallo del nero · e5 re del nero · e3 re del bianco · a2 donna del bianco | e6 cavallo del nero · f6 cavallo del nero · e5 re del nero · e3 re del bianco · a2 donna del bianco | e6 cavallo del nero · f6 cavallo del nero · e5 re del nero · e3 re del bianco · a2 donna del bianco | 6 |
| 5 | e6 cavallo del nero · f6 cavallo del nero · e5 re del nero · e3 re del bianco · a2 donna del bianco | e6 cavallo del nero · f6 cavallo del nero · e5 re del nero · e3 re del bianco · a2 donna del bianco | e6 cavallo del nero · f6 cavallo del nero · e5 re del nero · e3 re del bianco · a2 donna del bianco | e6 cavallo del nero · f6 cavallo del nero · e5 re del nero · e3 re del bianco · a2 donna del bianco | e6 cavallo del nero · f6 cavallo del nero · e5 re del nero · e3 re del bianco · a2 donna del bianco | e6 cavallo del nero · f6 cavallo del nero · e5 re del nero · e3 re del bianco · a2 donna del bianco | e6 cavallo del nero · f6 cavallo del nero · e5 re del nero · e3 re del bianco · a2 donna del bianco | e6 cavallo del nero · f6 cavallo del nero · e5 re del nero · e3 re del bianco · a2 donna del bianco | 5 |
| 4 | e6 cavallo del nero · f6 cavallo del nero · e5 re del nero · e3 re del bianco · a2 donna del bianco | e6 cavallo del nero · f6 cavallo del nero · e5 re del nero · e3 re del bianco · a2 donna del bianco | e6 cavallo del nero · f6 cavallo del nero · e5 re del nero · e3 re del bianco · a2 donna del bianco | e6 cavallo del nero · f6 cavallo del nero · e5 re del nero · e3 re del bianco · a2 donna del bianco | e6 cavallo del nero · f6 cavallo del nero · e5 re del nero · e3 re del bianco · a2 donna del bianco | e6 cavallo del nero · f6 cavallo del nero · e5 re del nero · e3 re del bianco · a2 donna del bianco | e6 cavallo del nero · f6 cavallo del nero · e5 re del nero · e3 re del bianco · a2 donna del bianco | e6 cavallo del nero · f6 cavallo del nero · e5 re del nero · e3 re del bianco · a2 donna del bianco | 4 |
| 3 | e6 cavallo del nero · f6 cavallo del nero · e5 re del nero · e3 re del bianco · a2 donna del bianco | e6 cavallo del nero · f6 cavallo del nero · e5 re del nero · e3 re del bianco · a2 donna del bianco | e6 cavallo del nero · f6 cavallo del nero · e5 re del nero · e3 re del bianco · a2 donna del bianco | e6 cavallo del nero · f6 cavallo del nero · e5 re del nero · e3 re del bianco · a2 donna del bianco | e6 cavallo del nero · f6 cavallo del nero · e5 re del nero · e3 re del bianco · a2 donna del bianco | e6 cavallo del nero · f6 cavallo del nero · e5 re del nero · e3 re del bianco · a2 donna del bianco | e6 cavallo del nero · f6 cavallo del nero · e5 re del nero · e3 re del bianco · a2 donna del bianco | e6 cavallo del nero · f6 cavallo del nero · e5 re del nero · e3 re del bianco · a2 donna del bianco | 3 |
| 2 | e6 cavallo del nero · f6 cavallo del nero · e5 re del nero · e3 re del bianco · a2 donna del bianco | e6 cavallo del nero · f6 cavallo del nero · e5 re del nero · e3 re del bianco · a2 donna del bianco | e6 cavallo del nero · f6 cavallo del nero · e5 re del nero · e3 re del bianco · a2 donna del bianco | e6 cavallo del nero · f6 cavallo del nero · e5 re del nero · e3 re del bianco · a2 donna del bianco | e6 cavallo del nero · f6 cavallo del nero · e5 re del nero · e3 re del bianco · a2 donna del bianco | e6 cavallo del nero · f6 cavallo del nero · e5 re del nero · e3 re del bianco · a2 donna del bianco | e6 cavallo del nero · f6 cavallo del nero · e5 re del nero · e3 re del bianco · a2 donna del bianco | e6 cavallo del nero · f6 cavallo del nero · e5 re del nero · e3 re del bianco · a2 donna del bianco | 2 |
| 1 | e6 cavallo del nero · f6 cavallo del nero · e5 re del nero · e3 re del bianco · a2 donna del bianco | e6 cavallo del nero · f6 cavallo del nero · e5 re del nero · e3 re del bianco · a2 donna del bianco | e6 cavallo del nero · f6 cavallo del nero · e5 re del nero · e3 re del bianco · a2 donna del bianco | e6 cavallo del nero · f6 cavallo del nero · e5 re del nero · e3 re del bianco · a2 donna del bianco | e6 cavallo del nero · f6 cavallo del nero · e5 re del nero · e3 re del bianco · a2 donna del bianco | e6 cavallo del nero · f6 cavallo del nero · e5 re del nero · e3 re del bianco · a2 donna del bianco | e6 cavallo del nero · f6 cavallo del nero · e5 re del nero · e3 re del bianco · a2 donna del bianco | e6 cavallo del nero · f6 cavallo del nero · e5 re del nero · e3 re del bianco · a2 donna del bianco | 1 |
|   | a                                                                                                   | b                                                                                                   | c                                                                                                   | d                                                                                                   | e                                                                                                   | f                                                                                                   | g                                                                                                   | h                                                                                                   |   |

In questo tipo di fortezza, i cavalli sono uno accanto all'altro e il loro re dovrebbe stare tra essi ed il re attaccante. Il difendente deve comunque giocare con precisione.
Esistono diverse posizioni di patta di due cavalli contro donna. La migliore situazione è avere i cavalli uno accanto all'altro in una fila o in una traversa, con il loro re tra loro e il re nemico. In questo caso la definizione di fortezza non è completamente corretta perché non si tratta di situazioni statiche, ma dinamiche. La posizione dei cavalli può variare in base alle mosse dell'avversario. Nell'esempio del diagramma 1 (Lolli, 1763), dopo
1.Dd1 Cd2+
2.Re2 Cb3
il Nero si trova in posizione ideale per difendersi.
Se i cavalli non possono essere adiacenti l'uno all'altro, la seconda migliore scelta per il difendente è che siano adiacenti in diagonale come mostrato nel diagramma 2.
Il terzo tipo di fortezza si ottiene se i cavalli si proteggono a vicenda come ad esempio nel diagramma 3, anche se questo è il metodo più rischioso.
|   | a                                                                                                   | b                                                                                                   | c                                                                                                   | d                                                                                                   | e                                                                                                   | f                                                                                                   | g                                                                                                   | h                                                                                                   |   |
| 8 | d5 donna del bianco · b4 cavallo del nero · c4 cavallo del nero · c3 re del nero · f3 re del bianco | d5 donna del bianco · b4 cavallo del nero · c4 cavallo del nero · c3 re del nero · f3 re del bianco | d5 donna del bianco · b4 cavallo del nero · c4 cavallo del nero · c3 re del nero · f3 re del bianco | d5 donna del bianco · b4 cavallo del nero · c4 cavallo del nero · c3 re del nero · f3 re del bianco | d5 donna del bianco · b4 cavallo del nero · c4 cavallo del nero · c3 re del nero · f3 re del bianco | d5 donna del bianco · b4 cavallo del nero · c4 cavallo del nero · c3 re del nero · f3 re del bianco | d5 donna del bianco · b4 cavallo del nero · c4 cavallo del nero · c3 re del nero · f3 re del bianco | d5 donna del bianco · b4 cavallo del nero · c4 cavallo del nero · c3 re del nero · f3 re del bianco | 8 |
| 7 | d5 donna del bianco · b4 cavallo del nero · c4 cavallo del nero · c3 re del nero · f3 re del bianco | d5 donna del bianco · b4 cavallo del nero · c4 cavallo del nero · c3 re del nero · f3 re del bianco | d5 donna del bianco · b4 cavallo del nero · c4 cavallo del nero · c3 re del nero · f3 re del bianco | d5 donna del bianco · b4 cavallo del nero · c4 cavallo del nero · c3 re del nero · f3 re del bianco | d5 donna del bianco · b4 cavallo del nero · c4 cavallo del nero · c3 re del nero · f3 re del bianco | d5 donna del bianco · b4 cavallo del nero · c4 cavallo del nero · c3 re del nero · f3 re del bianco | d5 donna del bianco · b4 cavallo del nero · c4 cavallo del nero · c3 re del nero · f3 re del bianco | d5 donna del bianco · b4 cavallo del nero · c4 cavallo del nero · c3 re del nero · f3 re del bianco | 7 |
| 6 | d5 donna del bianco · b4 cavallo del nero · c4 cavallo del nero · c3 re del nero · f3 re del bianco | d5 donna del bianco · b4 cavallo del nero · c4 cavallo del nero · c3 re del nero · f3 re del bianco | d5 donna del bianco · b4 cavallo del nero · c4 cavallo del nero · c3 re del nero · f3 re del bianco | d5 donna del bianco · b4 cavallo del nero · c4 cavallo del nero · c3 re del nero · f3 re del bianco | d5 donna del bianco · b4 cavallo del nero · c4 cavallo del nero · c3 re del nero · f3 re del bianco | d5 donna del bianco · b4 cavallo del nero · c4 cavallo del nero · c3 re del nero · f3 re del bianco | d5 donna del bianco · b4 cavallo del nero · c4 cavallo del nero · c3 re del nero · f3 re del bianco | d5 donna del bianco · b4 cavallo del nero · c4 cavallo del nero · c3 re del nero · f3 re del bianco | 6 |
| 5 | d5 donna del bianco · b4 cavallo del nero · c4 cavallo del nero · c3 re del nero · f3 re del bianco | d5 donna del bianco · b4 cavallo del nero · c4 cavallo del nero · c3 re del nero · f3 re del bianco | d5 donna del bianco · b4 cavallo del nero · c4 cavallo del nero · c3 re del nero · f3 re del bianco | d5 donna del bianco · b4 cavallo del nero · c4 cavallo del nero · c3 re del nero · f3 re del bianco | d5 donna del bianco · b4 cavallo del nero · c4 cavallo del nero · c3 re del nero · f3 re del bianco | d5 donna del bianco · b4 cavallo del nero · c4 cavallo del nero · c3 re del nero · f3 re del bianco | d5 donna del bianco · b4 cavallo del nero · c4 cavallo del nero · c3 re del nero · f3 re del bianco | d5 donna del bianco · b4 cavallo del nero · c4 cavallo del nero · c3 re del nero · f3 re del bianco | 5 |
| 4 | d5 donna del bianco · b4 cavallo del nero · c4 cavallo del nero · c3 re del nero · f3 re del bianco | d5 donna del bianco · b4 cavallo del nero · c4 cavallo del nero · c3 re del nero · f3 re del bianco | d5 donna del bianco · b4 cavallo del nero · c4 cavallo del nero · c3 re del nero · f3 re del bianco | d5 donna del bianco · b4 cavallo del nero · c4 cavallo del nero · c3 re del nero · f3 re del bianco | d5 donna del bianco · b4 cavallo del nero · c4 cavallo del nero · c3 re del nero · f3 re del bianco | d5 donna del bianco · b4 cavallo del nero · c4 cavallo del nero · c3 re del nero · f3 re del bianco | d5 donna del bianco · b4 cavallo del nero · c4 cavallo del nero · c3 re del nero · f3 re del bianco | d5 donna del bianco · b4 cavallo del nero · c4 cavallo del nero · c3 re del nero · f3 re del bianco | 4 |
| 3 | d5 donna del bianco · b4 cavallo del nero · c4 cavallo del nero · c3 re del nero · f3 re del bianco | d5 donna del bianco · b4 cavallo del nero · c4 cavallo del nero · c3 re del nero · f3 re del bianco | d5 donna del bianco · b4 cavallo del nero · c4 cavallo del nero · c3 re del nero · f3 re del bianco | d5 donna del bianco · b4 cavallo del nero · c4 cavallo del nero · c3 re del nero · f3 re del bianco | d5 donna del bianco · b4 cavallo del nero · c4 cavallo del nero · c3 re del nero · f3 re del bianco | d5 donna del bianco · b4 cavallo del nero · c4 cavallo del nero · c3 re del nero · f3 re del bianco | d5 donna del bianco · b4 cavallo del nero · c4 cavallo del nero · c3 re del nero · f3 re del bianco | d5 donna del bianco · b4 cavallo del nero · c4 cavallo del nero · c3 re del nero · f3 re del bianco | 3 |
| 2 | d5 donna del bianco · b4 cavallo del nero · c4 cavallo del nero · c3 re del nero · f3 re del bianco | d5 donna del bianco · b4 cavallo del nero · c4 cavallo del nero · c3 re del nero · f3 re del bianco | d5 donna del bianco · b4 cavallo del nero · c4 cavallo del nero · c3 re del nero · f3 re del bianco | d5 donna del bianco · b4 cavallo del nero · c4 cavallo del nero · c3 re del nero · f3 re del bianco | d5 donna del bianco · b4 cavallo del nero · c4 cavallo del nero · c3 re del nero · f3 re del bianco | d5 donna del bianco · b4 cavallo del nero · c4 cavallo del nero · c3 re del nero · f3 re del bianco | d5 donna del bianco · b4 cavallo del nero · c4 cavallo del nero · c3 re del nero · f3 re del bianco | d5 donna del bianco · b4 cavallo del nero · c4 cavallo del nero · c3 re del nero · f3 re del bianco | 2 |
| 1 | d5 donna del bianco · b4 cavallo del nero · c4 cavallo del nero · c3 re del nero · f3 re del bianco | d5 donna del bianco · b4 cavallo del nero · c4 cavallo del nero · c3 re del nero · f3 re del bianco | d5 donna del bianco · b4 cavallo del nero · c4 cavallo del nero · c3 re del nero · f3 re del bianco | d5 donna del bianco · b4 cavallo del nero · c4 cavallo del nero · c3 re del nero · f3 re del bianco | d5 donna del bianco · b4 cavallo del nero · c4 cavallo del nero · c3 re del nero · f3 re del bianco | d5 donna del bianco · b4 cavallo del nero · c4 cavallo del nero · c3 re del nero · f3 re del bianco | d5 donna del bianco · b4 cavallo del nero · c4 cavallo del nero · c3 re del nero · f3 re del bianco | d5 donna del bianco · b4 cavallo del nero · c4 cavallo del nero · c3 re del nero · f3 re del bianco | 1 |
|   | a                                                                                                   | b                                                                                                   | c                                                                                                   | d                                                                                                   | e                                                                                                   | f                                                                                                   | g                                                                                                   | h                                                                                                   |   |

|   | a | b | c | d | e | f | g | h |   |
| 8 | e7 cavallo del nero · a6 croce nera · b6 croce nera · d6 cavallo del nero · e6 re del nero · f4 donna del bianco · d3 re del bianco | e7 cavallo del nero · a6 croce nera · b6 croce nera · d6 cavallo del nero · e6 re del nero · f4 donna del bianco · d3 re del bianco | e7 cavallo del nero · a6 croce nera · b6 croce nera · d6 cavallo del nero · e6 re del nero · f4 donna del bianco · d3 re del bianco | e7 cavallo del nero · a6 croce nera · b6 croce nera · d6 cavallo del nero · e6 re del nero · f4 donna del bianco · d3 re del bianco | e7 cavallo del nero · a6 croce nera · b6 croce nera · d6 cavallo del nero · e6 re del nero · f4 donna del bianco · d3 re del bianco | e7 cavallo del nero · a6 croce nera · b6 croce nera · d6 cavallo del nero · e6 re del nero · f4 donna del bianco · d3 re del bianco | e7 cavallo del nero · a6 croce nera · b6 croce nera · d6 cavallo del nero · e6 re del nero · f4 donna del bianco · d3 re del bianco | e7 cavallo del nero · a6 croce nera · b6 croce nera · d6 cavallo del nero · e6 re del nero · f4 donna del bianco · d3 re del bianco | 8 |
| 7 | e7 cavallo del nero · a6 croce nera · b6 croce nera · d6 cavallo del nero · e6 re del nero · f4 donna del bianco · d3 re del bianco | e7 cavallo del nero · a6 croce nera · b6 croce nera · d6 cavallo del nero · e6 re del nero · f4 donna del bianco · d3 re del bianco | e7 cavallo del nero · a6 croce nera · b6 croce nera · d6 cavallo del nero · e6 re del nero · f4 donna del bianco · d3 re del bianco | e7 cavallo del nero · a6 croce nera · b6 croce nera · d6 cavallo del nero · e6 re del nero · f4 donna del bianco · d3 re del bianco | e7 cavallo del nero · a6 croce nera · b6 croce nera · d6 cavallo del nero · e6 re del nero · f4 donna del bianco · d3 re del bianco | e7 cavallo del nero · a6 croce nera · b6 croce nera · d6 cavallo del nero · e6 re del nero · f4 donna del bianco · d3 re del bianco | e7 cavallo del nero · a6 croce nera · b6 croce nera · d6 cavallo del nero · e6 re del nero · f4 donna del bianco · d3 re del bianco | e7 cavallo del nero · a6 croce nera · b6 croce nera · d6 cavallo del nero · e6 re del nero · f4 donna del bianco · d3 re del bianco | 7 |
| 6 | e7 cavallo del nero · a6 croce nera · b6 croce nera · d6 cavallo del nero · e6 re del nero · f4 donna del bianco · d3 re del bianco | e7 cavallo del nero · a6 croce nera · b6 croce nera · d6 cavallo del nero · e6 re del nero · f4 donna del bianco · d3 re del bianco | e7 cavallo del nero · a6 croce nera · b6 croce nera · d6 cavallo del nero · e6 re del nero · f4 donna del bianco · d3 re del bianco | e7 cavallo del nero · a6 croce nera · b6 croce nera · d6 cavallo del nero · e6 re del nero · f4 donna del bianco · d3 re del bianco | e7 cavallo del nero · a6 croce nera · b6 croce nera · d6 cavallo del nero · e6 re del nero · f4 donna del bianco · d3 re del bianco | e7 cavallo del nero · a6 croce nera · b6 croce nera · d6 cavallo del nero · e6 re del nero · f4 donna del bianco · d3 re del bianco | e7 cavallo del nero · a6 croce nera · b6 croce nera · d6 cavallo del nero · e6 re del nero · f4 donna del bianco · d3 re del bianco | e7 cavallo del nero · a6 croce nera · b6 croce nera · d6 cavallo del nero · e6 re del nero · f4 donna del bianco · d3 re del bianco | 6 |
| 5 | e7 cavallo del nero · a6 croce nera · b6 croce nera · d6 cavallo del nero · e6 re del nero · f4 donna del bianco · d3 re del bianco | e7 cavallo del nero · a6 croce nera · b6 croce nera · d6 cavallo del nero · e6 re del nero · f4 donna del bianco · d3 re del bianco | e7 cavallo del nero · a6 croce nera · b6 croce nera · d6 cavallo del nero · e6 re del nero · f4 donna del bianco · d3 re del bianco | e7 cavallo del nero · a6 croce nera · b6 croce nera · d6 cavallo del nero · e6 re del nero · f4 donna del bianco · d3 re del bianco | e7 cavallo del nero · a6 croce nera · b6 croce nera · d6 cavallo del nero · e6 re del nero · f4 donna del bianco · d3 re del bianco | e7 cavallo del nero · a6 croce nera · b6 croce nera · d6 cavallo del nero · e6 re del nero · f4 donna del bianco · d3 re del bianco | e7 cavallo del nero · a6 croce nera · b6 croce nera · d6 cavallo del nero · e6 re del nero · f4 donna del bianco · d3 re del bianco | e7 cavallo del nero · a6 croce nera · b6 croce nera · d6 cavallo del nero · e6 re del nero · f4 donna del bianco · d3 re del bianco | 5 |
| 4 | e7 cavallo del nero · a6 croce nera · b6 croce nera · d6 cavallo del nero · e6 re del nero · f4 donna del bianco · d3 re del bianco | e7 cavallo del nero · a6 croce nera · b6 croce nera · d6 cavallo del nero · e6 re del nero · f4 donna del bianco · d3 re del bianco | e7 cavallo del nero · a6 croce nera · b6 croce nera · d6 cavallo del nero · e6 re del nero · f4 donna del bianco · d3 re del bianco | e7 cavallo del nero · a6 croce nera · b6 croce nera · d6 cavallo del nero · e6 re del nero · f4 donna del bianco · d3 re del bianco | e7 cavallo del nero · a6 croce nera · b6 croce nera · d6 cavallo del nero · e6 re del nero · f4 donna del bianco · d3 re del bianco | e7 cavallo del nero · a6 croce nera · b6 croce nera · d6 cavallo del nero · e6 re del nero · f4 donna del bianco · d3 re del bianco | e7 cavallo del nero · a6 croce nera · b6 croce nera · d6 cavallo del nero · e6 re del nero · f4 donna del bianco · d3 re del bianco | e7 cavallo del nero · a6 croce nera · b6 croce nera · d6 cavallo del nero · e6 re del nero · f4 donna del bianco · d3 re del bianco | 4 |
| 3 | e7 cavallo del nero · a6 croce nera · b6 croce nera · d6 cavallo del nero · e6 re del nero · f4 donna del bianco · d3 re del bianco | e7 cavallo del nero · a6 croce nera · b6 croce nera · d6 cavallo del nero · e6 re del nero · f4 donna del bianco · d3 re del bianco | e7 cavallo del nero · a6 croce nera · b6 croce nera · d6 cavallo del nero · e6 re del nero · f4 donna del bianco · d3 re del bianco | e7 cavallo del nero · a6 croce nera · b6 croce nera · d6 cavallo del nero · e6 re del nero · f4 donna del bianco · d3 re del bianco | e7 cavallo del nero · a6 croce nera · b6 croce nera · d6 cavallo del nero · e6 re del nero · f4 donna del bianco · d3 re del bianco | e7 cavallo del nero · a6 croce nera · b6 croce nera · d6 cavallo del nero · e6 re del nero · f4 donna del bianco · d3 re del bianco | e7 cavallo del nero · a6 croce nera · b6 croce nera · d6 cavallo del nero · e6 re del nero · f4 donna del bianco · d3 re del bianco | e7 cavallo del nero · a6 croce nera · b6 croce nera · d6 cavallo del nero · e6 re del nero · f4 donna del bianco · d3 re del bianco | 3 |
| 2 | e7 cavallo del nero · a6 croce nera · b6 croce nera · d6 cavallo del nero · e6 re del nero · f4 donna del bianco · d3 re del bianco | e7 cavallo del nero · a6 croce nera · b6 croce nera · d6 cavallo del nero · e6 re del nero · f4 donna del bianco · d3 re del bianco | e7 cavallo del nero · a6 croce nera · b6 croce nera · d6 cavallo del nero · e6 re del nero · f4 donna del bianco · d3 re del bianco | e7 cavallo del nero · a6 croce nera · b6 croce nera · d6 cavallo del nero · e6 re del nero · f4 donna del bianco · d3 re del bianco | e7 cavallo del nero · a6 croce nera · b6 croce nera · d6 cavallo del nero · e6 re del nero · f4 donna del bianco · d3 re del bianco | e7 cavallo del nero · a6 croce nera · b6 croce nera · d6 cavallo del nero · e6 re del nero · f4 donna del bianco · d3 re del bianco | e7 cavallo del nero · a6 croce nera · b6 croce nera · d6 cavallo del nero · e6 re del nero · f4 donna del bianco · d3 re del bianco | e7 cavallo del nero · a6 croce nera · b6 croce nera · d6 cavallo del nero · e6 re del nero · f4 donna del bianco · d3 re del bianco | 2 |
| 1 | e7 cavallo del nero · a6 croce nera · b6 croce nera · d6 cavallo del nero · e6 re del nero · f4 donna del bianco · d3 re del bianco | e7 cavallo del nero · a6 croce nera · b6 croce nera · d6 cavallo del nero · e6 re del nero · f4 donna del bianco · d3 re del bianco | e7 cavallo del nero · a6 croce nera · b6 croce nera · d6 cavallo del nero · e6 re del nero · f4 donna del bianco · d3 re del bianco | e7 cavallo del nero · a6 croce nera · b6 croce nera · d6 cavallo del nero · e6 re del nero · f4 donna del bianco · d3 re del bianco | e7 cavallo del nero · a6 croce nera · b6 croce nera · d6 cavallo del nero · e6 re del nero · f4 donna del bianco · d3 re del bianco | e7 cavallo del nero · a6 croce nera · b6 croce nera · d6 cavallo del nero · e6 re del nero · f4 donna del bianco · d3 re del bianco | e7 cavallo del nero · a6 croce nera · b6 croce nera · d6 cavallo del nero · e6 re del nero · f4 donna del bianco · d3 re del bianco | e7 cavallo del nero · a6 croce nera · b6 croce nera · d6 cavallo del nero · e6 re del nero · f4 donna del bianco · d3 re del bianco | 1 |
|   | a | b | c | d | e | f | g | h |   |

|   | a                                                                                                   | b                                                                                                   | c                                                                                                   | d                                                                                                   | e                                                                                                   | f                                                                                                   | g                                                                                                   | h                                                                                                   |   |
| 8 | d7 cavallo del nero · e6 re del nero · f6 cavallo del nero · e3 re del bianco · f3 donna del bianco | d7 cavallo del nero · e6 re del nero · f6 cavallo del nero · e3 re del bianco · f3 donna del bianco | d7 cavallo del nero · e6 re del nero · f6 cavallo del nero · e3 re del bianco · f3 donna del bianco | d7 cavallo del nero · e6 re del nero · f6 cavallo del nero · e3 re del bianco · f3 donna del bianco | d7 cavallo del nero · e6 re del nero · f6 cavallo del nero · e3 re del bianco · f3 donna del bianco | d7 cavallo del nero · e6 re del nero · f6 cavallo del nero · e3 re del bianco · f3 donna del bianco | d7 cavallo del nero · e6 re del nero · f6 cavallo del nero · e3 re del bianco · f3 donna del bianco | d7 cavallo del nero · e6 re del nero · f6 cavallo del nero · e3 re del bianco · f3 donna del bianco | 8 |
| 7 | d7 cavallo del nero · e6 re del nero · f6 cavallo del nero · e3 re del bianco · f3 donna del bianco | d7 cavallo del nero · e6 re del nero · f6 cavallo del nero · e3 re del bianco · f3 donna del bianco | d7 cavallo del nero · e6 re del nero · f6 cavallo del nero · e3 re del bianco · f3 donna del bianco | d7 cavallo del nero · e6 re del nero · f6 cavallo del nero · e3 re del bianco · f3 donna del bianco | d7 cavallo del nero · e6 re del nero · f6 cavallo del nero · e3 re del bianco · f3 donna del bianco | d7 cavallo del nero · e6 re del nero · f6 cavallo del nero · e3 re del bianco · f3 donna del bianco | d7 cavallo del nero · e6 re del nero · f6 cavallo del nero · e3 re del bianco · f3 donna del bianco | d7 cavallo del nero · e6 re del nero · f6 cavallo del nero · e3 re del bianco · f3 donna del bianco | 7 |
| 6 | d7 cavallo del nero · e6 re del nero · f6 cavallo del nero · e3 re del bianco · f3 donna del bianco | d7 cavallo del nero · e6 re del nero · f6 cavallo del nero · e3 re del bianco · f3 donna del bianco | d7 cavallo del nero · e6 re del nero · f6 cavallo del nero · e3 re del bianco · f3 donna del bianco | d7 cavallo del nero · e6 re del nero · f6 cavallo del nero · e3 re del bianco · f3 donna del bianco | d7 cavallo del nero · e6 re del nero · f6 cavallo del nero · e3 re del bianco · f3 donna del bianco | d7 cavallo del nero · e6 re del nero · f6 cavallo del nero · e3 re del bianco · f3 donna del bianco | d7 cavallo del nero · e6 re del nero · f6 cavallo del nero · e3 re del bianco · f3 donna del bianco | d7 cavallo del nero · e6 re del nero · f6 cavallo del nero · e3 re del bianco · f3 donna del bianco | 6 |
| 5 | d7 cavallo del nero · e6 re del nero · f6 cavallo del nero · e3 re del bianco · f3 donna del bianco | d7 cavallo del nero · e6 re del nero · f6 cavallo del nero · e3 re del bianco · f3 donna del bianco | d7 cavallo del nero · e6 re del nero · f6 cavallo del nero · e3 re del bianco · f3 donna del bianco | d7 cavallo del nero · e6 re del nero · f6 cavallo del nero · e3 re del bianco · f3 donna del bianco | d7 cavallo del nero · e6 re del nero · f6 cavallo del nero · e3 re del bianco · f3 donna del bianco | d7 cavallo del nero · e6 re del nero · f6 cavallo del nero · e3 re del bianco · f3 donna del bianco | d7 cavallo del nero · e6 re del nero · f6 cavallo del nero · e3 re del bianco · f3 donna del bianco | d7 cavallo del nero · e6 re del nero · f6 cavallo del nero · e3 re del bianco · f3 donna del bianco | 5 |
| 4 | d7 cavallo del nero · e6 re del nero · f6 cavallo del nero · e3 re del bianco · f3 donna del bianco | d7 cavallo del nero · e6 re del nero · f6 cavallo del nero · e3 re del bianco · f3 donna del bianco | d7 cavallo del nero · e6 re del nero · f6 cavallo del nero · e3 re del bianco · f3 donna del bianco | d7 cavallo del nero · e6 re del nero · f6 cavallo del nero · e3 re del bianco · f3 donna del bianco | d7 cavallo del nero · e6 re del nero · f6 cavallo del nero · e3 re del bianco · f3 donna del bianco | d7 cavallo del nero · e6 re del nero · f6 cavallo del nero · e3 re del bianco · f3 donna del bianco | d7 cavallo del nero · e6 re del nero · f6 cavallo del nero · e3 re del bianco · f3 donna del bianco | d7 cavallo del nero · e6 re del nero · f6 cavallo del nero · e3 re del bianco · f3 donna del bianco | 4 |
| 3 | d7 cavallo del nero · e6 re del nero · f6 cavallo del nero · e3 re del bianco · f3 donna del bianco | d7 cavallo del nero · e6 re del nero · f6 cavallo del nero · e3 re del bianco · f3 donna del bianco | d7 cavallo del nero · e6 re del nero · f6 cavallo del nero · e3 re del bianco · f3 donna del bianco | d7 cavallo del nero · e6 re del nero · f6 cavallo del nero · e3 re del bianco · f3 donna del bianco | d7 cavallo del nero · e6 re del nero · f6 cavallo del nero · e3 re del bianco · f3 donna del bianco | d7 cavallo del nero · e6 re del nero · f6 cavallo del nero · e3 re del bianco · f3 donna del bianco | d7 cavallo del nero · e6 re del nero · f6 cavallo del nero · e3 re del bianco · f3 donna del bianco | d7 cavallo del nero · e6 re del nero · f6 cavallo del nero · e3 re del bianco · f3 donna del bianco | 3 |
| 2 | d7 cavallo del nero · e6 re del nero · f6 cavallo del nero · e3 re del bianco · f3 donna del bianco | d7 cavallo del nero · e6 re del nero · f6 cavallo del nero · e3 re del bianco · f3 donna del bianco | d7 cavallo del nero · e6 re del nero · f6 cavallo del nero · e3 re del bianco · f3 donna del bianco | d7 cavallo del nero · e6 re del nero · f6 cavallo del nero · e3 re del bianco · f3 donna del bianco | d7 cavallo del nero · e6 re del nero · f6 cavallo del nero · e3 re del bianco · f3 donna del bianco | d7 cavallo del nero · e6 re del nero · f6 cavallo del nero · e3 re del bianco · f3 donna del bianco | d7 cavallo del nero · e6 re del nero · f6 cavallo del nero · e3 re del bianco · f3 donna del bianco | d7 cavallo del nero · e6 re del nero · f6 cavallo del nero · e3 re del bianco · f3 donna del bianco | 2 |
| 1 | d7 cavallo del nero · e6 re del nero · f6 cavallo del nero · e3 re del bianco · f3 donna del bianco | d7 cavallo del nero · e6 re del nero · f6 cavallo del nero · e3 re del bianco · f3 donna del bianco | d7 cavallo del nero · e6 re del nero · f6 cavallo del nero · e3 re del bianco · f3 donna del bianco | d7 cavallo del nero · e6 re del nero · f6 cavallo del nero · e3 re del bianco · f3 donna del bianco | d7 cavallo del nero · e6 re del nero · f6 cavallo del nero · e3 re del bianco · f3 donna del bianco | d7 cavallo del nero · e6 re del nero · f6 cavallo del nero · e3 re del bianco · f3 donna del bianco | d7 cavallo del nero · e6 re del nero · f6 cavallo del nero · e3 re del bianco · f3 donna del bianco | d7 cavallo del nero · e6 re del nero · f6 cavallo del nero · e3 re del bianco · f3 donna del bianco | 1 |
|   | a                                                                                                   | b                                                                                                   | c                                                                                                   | d                                                                                                   | e                                                                                                   | f                                                                                                   | g                                                                                                   | h                                                                                                   |   |

### Pedoni
A volte i pezzi minori riescono a costruire una fortezza contro la donna anche in presenza di pedoni. Nella partita Ree-Hort (Wijk aan Zee 1986), il Nero era in svantaggio di materiale di una torre e un alfiere contro la donna. Nella posizione del diagramma 1, Mark Dvoreckij scrive che il Nero avrebbe probabilmente perso dopo la naturale 1…Af2+? 2.Rxf2 Txh4 per via di 3.Rg3 Th7 4.Rf3 seguita dal trasferimento del re in c6, oppure 3.Dg7!? Txf4+ 4.Rg3 Tg4+ 5.Rf3 minacciando 6.Df6 o 6.Dc7. Invece Hort forzò la patta con 1…Txh4!! 2.Rxh4 Ad4! (imprigionando la donna bianca) 3.Rg3 Re7 4.Rf3 Aa1 (diagramma 2) e i giocatori si accordarono per la patta. La donna del Bianco non ha mosse disponibili, tutti i pedoni neri sono protetti ed il suo alfiere continuerebbe a fare la spola tra a1, b2, c3 e d4.
|   | a | b | c | d | e | f | g | h |   |
| 8 | e8 re del nero · f8 cavallo del nero · g8 donna del bianco · h7 torre del nero · d6 pedone del nero · g6 pedone del nero · c5 alfiere del nero · d5 pedone del bianco · f5 pedone del nero · g5 pedone del bianco · f4 pedone del bianco · h4 cavallo del bianco · g3 re del bianco | e8 re del nero · f8 cavallo del nero · g8 donna del bianco · h7 torre del nero · d6 pedone del nero · g6 pedone del nero · c5 alfiere del nero · d5 pedone del bianco · f5 pedone del nero · g5 pedone del bianco · f4 pedone del bianco · h4 cavallo del bianco · g3 re del bianco | e8 re del nero · f8 cavallo del nero · g8 donna del bianco · h7 torre del nero · d6 pedone del nero · g6 pedone del nero · c5 alfiere del nero · d5 pedone del bianco · f5 pedone del nero · g5 pedone del bianco · f4 pedone del bianco · h4 cavallo del bianco · g3 re del bianco | e8 re del nero · f8 cavallo del nero · g8 donna del bianco · h7 torre del nero · d6 pedone del nero · g6 pedone del nero · c5 alfiere del nero · d5 pedone del bianco · f5 pedone del nero · g5 pedone del bianco · f4 pedone del bianco · h4 cavallo del bianco · g3 re del bianco | e8 re del nero · f8 cavallo del nero · g8 donna del bianco · h7 torre del nero · d6 pedone del nero · g6 pedone del nero · c5 alfiere del nero · d5 pedone del bianco · f5 pedone del nero · g5 pedone del bianco · f4 pedone del bianco · h4 cavallo del bianco · g3 re del bianco | e8 re del nero · f8 cavallo del nero · g8 donna del bianco · h7 torre del nero · d6 pedone del nero · g6 pedone del nero · c5 alfiere del nero · d5 pedone del bianco · f5 pedone del nero · g5 pedone del bianco · f4 pedone del bianco · h4 cavallo del bianco · g3 re del bianco | e8 re del nero · f8 cavallo del nero · g8 donna del bianco · h7 torre del nero · d6 pedone del nero · g6 pedone del nero · c5 alfiere del nero · d5 pedone del bianco · f5 pedone del nero · g5 pedone del bianco · f4 pedone del bianco · h4 cavallo del bianco · g3 re del bianco | e8 re del nero · f8 cavallo del nero · g8 donna del bianco · h7 torre del nero · d6 pedone del nero · g6 pedone del nero · c5 alfiere del nero · d5 pedone del bianco · f5 pedone del nero · g5 pedone del bianco · f4 pedone del bianco · h4 cavallo del bianco · g3 re del bianco | 8 |
| 7 | e8 re del nero · f8 cavallo del nero · g8 donna del bianco · h7 torre del nero · d6 pedone del nero · g6 pedone del nero · c5 alfiere del nero · d5 pedone del bianco · f5 pedone del nero · g5 pedone del bianco · f4 pedone del bianco · h4 cavallo del bianco · g3 re del bianco | e8 re del nero · f8 cavallo del nero · g8 donna del bianco · h7 torre del nero · d6 pedone del nero · g6 pedone del nero · c5 alfiere del nero · d5 pedone del bianco · f5 pedone del nero · g5 pedone del bianco · f4 pedone del bianco · h4 cavallo del bianco · g3 re del bianco | e8 re del nero · f8 cavallo del nero · g8 donna del bianco · h7 torre del nero · d6 pedone del nero · g6 pedone del nero · c5 alfiere del nero · d5 pedone del bianco · f5 pedone del nero · g5 pedone del bianco · f4 pedone del bianco · h4 cavallo del bianco · g3 re del bianco | e8 re del nero · f8 cavallo del nero · g8 donna del bianco · h7 torre del nero · d6 pedone del nero · g6 pedone del nero · c5 alfiere del nero · d5 pedone del bianco · f5 pedone del nero · g5 pedone del bianco · f4 pedone del bianco · h4 cavallo del bianco · g3 re del bianco | e8 re del nero · f8 cavallo del nero · g8 donna del bianco · h7 torre del nero · d6 pedone del nero · g6 pedone del nero · c5 alfiere del nero · d5 pedone del bianco · f5 pedone del nero · g5 pedone del bianco · f4 pedone del bianco · h4 cavallo del bianco · g3 re del bianco | e8 re del nero · f8 cavallo del nero · g8 donna del bianco · h7 torre del nero · d6 pedone del nero · g6 pedone del nero · c5 alfiere del nero · d5 pedone del bianco · f5 pedone del nero · g5 pedone del bianco · f4 pedone del bianco · h4 cavallo del bianco · g3 re del bianco | e8 re del nero · f8 cavallo del nero · g8 donna del bianco · h7 torre del nero · d6 pedone del nero · g6 pedone del nero · c5 alfiere del nero · d5 pedone del bianco · f5 pedone del nero · g5 pedone del bianco · f4 pedone del bianco · h4 cavallo del bianco · g3 re del bianco | e8 re del nero · f8 cavallo del nero · g8 donna del bianco · h7 torre del nero · d6 pedone del nero · g6 pedone del nero · c5 alfiere del nero · d5 pedone del bianco · f5 pedone del nero · g5 pedone del bianco · f4 pedone del bianco · h4 cavallo del bianco · g3 re del bianco | 7 |
| 6 | e8 re del nero · f8 cavallo del nero · g8 donna del bianco · h7 torre del nero · d6 pedone del nero · g6 pedone del nero · c5 alfiere del nero · d5 pedone del bianco · f5 pedone del nero · g5 pedone del bianco · f4 pedone del bianco · h4 cavallo del bianco · g3 re del bianco | e8 re del nero · f8 cavallo del nero · g8 donna del bianco · h7 torre del nero · d6 pedone del nero · g6 pedone del nero · c5 alfiere del nero · d5 pedone del bianco · f5 pedone del nero · g5 pedone del bianco · f4 pedone del bianco · h4 cavallo del bianco · g3 re del bianco | e8 re del nero · f8 cavallo del nero · g8 donna del bianco · h7 torre del nero · d6 pedone del nero · g6 pedone del nero · c5 alfiere del nero · d5 pedone del bianco · f5 pedone del nero · g5 pedone del bianco · f4 pedone del bianco · h4 cavallo del bianco · g3 re del bianco | e8 re del nero · f8 cavallo del nero · g8 donna del bianco · h7 torre del nero · d6 pedone del nero · g6 pedone del nero · c5 alfiere del nero · d5 pedone del bianco · f5 pedone del nero · g5 pedone del bianco · f4 pedone del bianco · h4 cavallo del bianco · g3 re del bianco | e8 re del nero · f8 cavallo del nero · g8 donna del bianco · h7 torre del nero · d6 pedone del nero · g6 pedone del nero · c5 alfiere del nero · d5 pedone del bianco · f5 pedone del nero · g5 pedone del bianco · f4 pedone del bianco · h4 cavallo del bianco · g3 re del bianco | e8 re del nero · f8 cavallo del nero · g8 donna del bianco · h7 torre del nero · d6 pedone del nero · g6 pedone del nero · c5 alfiere del nero · d5 pedone del bianco · f5 pedone del nero · g5 pedone del bianco · f4 pedone del bianco · h4 cavallo del bianco · g3 re del bianco | e8 re del nero · f8 cavallo del nero · g8 donna del bianco · h7 torre del nero · d6 pedone del nero · g6 pedone del nero · c5 alfiere del nero · d5 pedone del bianco · f5 pedone del nero · g5 pedone del bianco · f4 pedone del bianco · h4 cavallo del bianco · g3 re del bianco | e8 re del nero · f8 cavallo del nero · g8 donna del bianco · h7 torre del nero · d6 pedone del nero · g6 pedone del nero · c5 alfiere del nero · d5 pedone del bianco · f5 pedone del nero · g5 pedone del bianco · f4 pedone del bianco · h4 cavallo del bianco · g3 re del bianco | 6 |
| 5 | e8 re del nero · f8 cavallo del nero · g8 donna del bianco · h7 torre del nero · d6 pedone del nero · g6 pedone del nero · c5 alfiere del nero · d5 pedone del bianco · f5 pedone del nero · g5 pedone del bianco · f4 pedone del bianco · h4 cavallo del bianco · g3 re del bianco | e8 re del nero · f8 cavallo del nero · g8 donna del bianco · h7 torre del nero · d6 pedone del nero · g6 pedone del nero · c5 alfiere del nero · d5 pedone del bianco · f5 pedone del nero · g5 pedone del bianco · f4 pedone del bianco · h4 cavallo del bianco · g3 re del bianco | e8 re del nero · f8 cavallo del nero · g8 donna del bianco · h7 torre del nero · d6 pedone del nero · g6 pedone del nero · c5 alfiere del nero · d5 pedone del bianco · f5 pedone del nero · g5 pedone del bianco · f4 pedone del bianco · h4 cavallo del bianco · g3 re del bianco | e8 re del nero · f8 cavallo del nero · g8 donna del bianco · h7 torre del nero · d6 pedone del nero · g6 pedone del nero · c5 alfiere del nero · d5 pedone del bianco · f5 pedone del nero · g5 pedone del bianco · f4 pedone del bianco · h4 cavallo del bianco · g3 re del bianco | e8 re del nero · f8 cavallo del nero · g8 donna del bianco · h7 torre del nero · d6 pedone del nero · g6 pedone del nero · c5 alfiere del nero · d5 pedone del bianco · f5 pedone del nero · g5 pedone del bianco · f4 pedone del bianco · h4 cavallo del bianco · g3 re del bianco | e8 re del nero · f8 cavallo del nero · g8 donna del bianco · h7 torre del nero · d6 pedone del nero · g6 pedone del nero · c5 alfiere del nero · d5 pedone del bianco · f5 pedone del nero · g5 pedone del bianco · f4 pedone del bianco · h4 cavallo del bianco · g3 re del bianco | e8 re del nero · f8 cavallo del nero · g8 donna del bianco · h7 torre del nero · d6 pedone del nero · g6 pedone del nero · c5 alfiere del nero · d5 pedone del bianco · f5 pedone del nero · g5 pedone del bianco · f4 pedone del bianco · h4 cavallo del bianco · g3 re del bianco | e8 re del nero · f8 cavallo del nero · g8 donna del bianco · h7 torre del nero · d6 pedone del nero · g6 pedone del nero · c5 alfiere del nero · d5 pedone del bianco · f5 pedone del nero · g5 pedone del bianco · f4 pedone del bianco · h4 cavallo del bianco · g3 re del bianco | 5 |
| 4 | e8 re del nero · f8 cavallo del nero · g8 donna del bianco · h7 torre del nero · d6 pedone del nero · g6 pedone del nero · c5 alfiere del nero · d5 pedone del bianco · f5 pedone del nero · g5 pedone del bianco · f4 pedone del bianco · h4 cavallo del bianco · g3 re del bianco | e8 re del nero · f8 cavallo del nero · g8 donna del bianco · h7 torre del nero · d6 pedone del nero · g6 pedone del nero · c5 alfiere del nero · d5 pedone del bianco · f5 pedone del nero · g5 pedone del bianco · f4 pedone del bianco · h4 cavallo del bianco · g3 re del bianco | e8 re del nero · f8 cavallo del nero · g8 donna del bianco · h7 torre del nero · d6 pedone del nero · g6 pedone del nero · c5 alfiere del nero · d5 pedone del bianco · f5 pedone del nero · g5 pedone del bianco · f4 pedone del bianco · h4 cavallo del bianco · g3 re del bianco | e8 re del nero · f8 cavallo del nero · g8 donna del bianco · h7 torre del nero · d6 pedone del nero · g6 pedone del nero · c5 alfiere del nero · d5 pedone del bianco · f5 pedone del nero · g5 pedone del bianco · f4 pedone del bianco · h4 cavallo del bianco · g3 re del bianco | e8 re del nero · f8 cavallo del nero · g8 donna del bianco · h7 torre del nero · d6 pedone del nero · g6 pedone del nero · c5 alfiere del nero · d5 pedone del bianco · f5 pedone del nero · g5 pedone del bianco · f4 pedone del bianco · h4 cavallo del bianco · g3 re del bianco | e8 re del nero · f8 cavallo del nero · g8 donna del bianco · h7 torre del nero · d6 pedone del nero · g6 pedone del nero · c5 alfiere del nero · d5 pedone del bianco · f5 pedone del nero · g5 pedone del bianco · f4 pedone del bianco · h4 cavallo del bianco · g3 re del bianco | e8 re del nero · f8 cavallo del nero · g8 donna del bianco · h7 torre del nero · d6 pedone del nero · g6 pedone del nero · c5 alfiere del nero · d5 pedone del bianco · f5 pedone del nero · g5 pedone del bianco · f4 pedone del bianco · h4 cavallo del bianco · g3 re del bianco | e8 re del nero · f8 cavallo del nero · g8 donna del bianco · h7 torre del nero · d6 pedone del nero · g6 pedone del nero · c5 alfiere del nero · d5 pedone del bianco · f5 pedone del nero · g5 pedone del bianco · f4 pedone del bianco · h4 cavallo del bianco · g3 re del bianco | 4 |
| 3 | e8 re del nero · f8 cavallo del nero · g8 donna del bianco · h7 torre del nero · d6 pedone del nero · g6 pedone del nero · c5 alfiere del nero · d5 pedone del bianco · f5 pedone del nero · g5 pedone del bianco · f4 pedone del bianco · h4 cavallo del bianco · g3 re del bianco | e8 re del nero · f8 cavallo del nero · g8 donna del bianco · h7 torre del nero · d6 pedone del nero · g6 pedone del nero · c5 alfiere del nero · d5 pedone del bianco · f5 pedone del nero · g5 pedone del bianco · f4 pedone del bianco · h4 cavallo del bianco · g3 re del bianco | e8 re del nero · f8 cavallo del nero · g8 donna del bianco · h7 torre del nero · d6 pedone del nero · g6 pedone del nero · c5 alfiere del nero · d5 pedone del bianco · f5 pedone del nero · g5 pedone del bianco · f4 pedone del bianco · h4 cavallo del bianco · g3 re del bianco | e8 re del nero · f8 cavallo del nero · g8 donna del bianco · h7 torre del nero · d6 pedone del nero · g6 pedone del nero · c5 alfiere del nero · d5 pedone del bianco · f5 pedone del nero · g5 pedone del bianco · f4 pedone del bianco · h4 cavallo del bianco · g3 re del bianco | e8 re del nero · f8 cavallo del nero · g8 donna del bianco · h7 torre del nero · d6 pedone del nero · g6 pedone del nero · c5 alfiere del nero · d5 pedone del bianco · f5 pedone del nero · g5 pedone del bianco · f4 pedone del bianco · h4 cavallo del bianco · g3 re del bianco | e8 re del nero · f8 cavallo del nero · g8 donna del bianco · h7 torre del nero · d6 pedone del nero · g6 pedone del nero · c5 alfiere del nero · d5 pedone del bianco · f5 pedone del nero · g5 pedone del bianco · f4 pedone del bianco · h4 cavallo del bianco · g3 re del bianco | e8 re del nero · f8 cavallo del nero · g8 donna del bianco · h7 torre del nero · d6 pedone del nero · g6 pedone del nero · c5 alfiere del nero · d5 pedone del bianco · f5 pedone del nero · g5 pedone del bianco · f4 pedone del bianco · h4 cavallo del bianco · g3 re del bianco | e8 re del nero · f8 cavallo del nero · g8 donna del bianco · h7 torre del nero · d6 pedone del nero · g6 pedone del nero · c5 alfiere del nero · d5 pedone del bianco · f5 pedone del nero · g5 pedone del bianco · f4 pedone del bianco · h4 cavallo del bianco · g3 re del bianco | 3 |
| 2 | e8 re del nero · f8 cavallo del nero · g8 donna del bianco · h7 torre del nero · d6 pedone del nero · g6 pedone del nero · c5 alfiere del nero · d5 pedone del bianco · f5 pedone del nero · g5 pedone del bianco · f4 pedone del bianco · h4 cavallo del bianco · g3 re del bianco | e8 re del nero · f8 cavallo del nero · g8 donna del bianco · h7 torre del nero · d6 pedone del nero · g6 pedone del nero · c5 alfiere del nero · d5 pedone del bianco · f5 pedone del nero · g5 pedone del bianco · f4 pedone del bianco · h4 cavallo del bianco · g3 re del bianco | e8 re del nero · f8 cavallo del nero · g8 donna del bianco · h7 torre del nero · d6 pedone del nero · g6 pedone del nero · c5 alfiere del nero · d5 pedone del bianco · f5 pedone del nero · g5 pedone del bianco · f4 pedone del bianco · h4 cavallo del bianco · g3 re del bianco | e8 re del nero · f8 cavallo del nero · g8 donna del bianco · h7 torre del nero · d6 pedone del nero · g6 pedone del nero · c5 alfiere del nero · d5 pedone del bianco · f5 pedone del nero · g5 pedone del bianco · f4 pedone del bianco · h4 cavallo del bianco · g3 re del bianco | e8 re del nero · f8 cavallo del nero · g8 donna del bianco · h7 torre del nero · d6 pedone del nero · g6 pedone del nero · c5 alfiere del nero · d5 pedone del bianco · f5 pedone del nero · g5 pedone del bianco · f4 pedone del bianco · h4 cavallo del bianco · g3 re del bianco | e8 re del nero · f8 cavallo del nero · g8 donna del bianco · h7 torre del nero · d6 pedone del nero · g6 pedone del nero · c5 alfiere del nero · d5 pedone del bianco · f5 pedone del nero · g5 pedone del bianco · f4 pedone del bianco · h4 cavallo del bianco · g3 re del bianco | e8 re del nero · f8 cavallo del nero · g8 donna del bianco · h7 torre del nero · d6 pedone del nero · g6 pedone del nero · c5 alfiere del nero · d5 pedone del bianco · f5 pedone del nero · g5 pedone del bianco · f4 pedone del bianco · h4 cavallo del bianco · g3 re del bianco | e8 re del nero · f8 cavallo del nero · g8 donna del bianco · h7 torre del nero · d6 pedone del nero · g6 pedone del nero · c5 alfiere del nero · d5 pedone del bianco · f5 pedone del nero · g5 pedone del bianco · f4 pedone del bianco · h4 cavallo del bianco · g3 re del bianco | 2 |
| 1 | e8 re del nero · f8 cavallo del nero · g8 donna del bianco · h7 torre del nero · d6 pedone del nero · g6 pedone del nero · c5 alfiere del nero · d5 pedone del bianco · f5 pedone del nero · g5 pedone del bianco · f4 pedone del bianco · h4 cavallo del bianco · g3 re del bianco | e8 re del nero · f8 cavallo del nero · g8 donna del bianco · h7 torre del nero · d6 pedone del nero · g6 pedone del nero · c5 alfiere del nero · d5 pedone del bianco · f5 pedone del nero · g5 pedone del bianco · f4 pedone del bianco · h4 cavallo del bianco · g3 re del bianco | e8 re del nero · f8 cavallo del nero · g8 donna del bianco · h7 torre del nero · d6 pedone del nero · g6 pedone del nero · c5 alfiere del nero · d5 pedone del bianco · f5 pedone del nero · g5 pedone del bianco · f4 pedone del bianco · h4 cavallo del bianco · g3 re del bianco | e8 re del nero · f8 cavallo del nero · g8 donna del bianco · h7 torre del nero · d6 pedone del nero · g6 pedone del nero · c5 alfiere del nero · d5 pedone del bianco · f5 pedone del nero · g5 pedone del bianco · f4 pedone del bianco · h4 cavallo del bianco · g3 re del bianco | e8 re del nero · f8 cavallo del nero · g8 donna del bianco · h7 torre del nero · d6 pedone del nero · g6 pedone del nero · c5 alfiere del nero · d5 pedone del bianco · f5 pedone del nero · g5 pedone del bianco · f4 pedone del bianco · h4 cavallo del bianco · g3 re del bianco | e8 re del nero · f8 cavallo del nero · g8 donna del bianco · h7 torre del nero · d6 pedone del nero · g6 pedone del nero · c5 alfiere del nero · d5 pedone del bianco · f5 pedone del nero · g5 pedone del bianco · f4 pedone del bianco · h4 cavallo del bianco · g3 re del bianco | e8 re del nero · f8 cavallo del nero · g8 donna del bianco · h7 torre del nero · d6 pedone del nero · g6 pedone del nero · c5 alfiere del nero · d5 pedone del bianco · f5 pedone del nero · g5 pedone del bianco · f4 pedone del bianco · h4 cavallo del bianco · g3 re del bianco | e8 re del nero · f8 cavallo del nero · g8 donna del bianco · h7 torre del nero · d6 pedone del nero · g6 pedone del nero · c5 alfiere del nero · d5 pedone del bianco · f5 pedone del nero · g5 pedone del bianco · f4 pedone del bianco · h4 cavallo del bianco · g3 re del bianco | 1 |
|   | a | b | c | d | e | f | g | h |   |

|   | a | b | c | d | e | f | g | h |   |
| 8 | f8 cavallo del nero · g8 donna del bianco · e7 re del nero · d6 pedone del nero · g6 pedone del nero · d5 pedone del bianco · f5 pedone del nero · g5 pedone del bianco · f4 pedone del bianco · f3 re del bianco · a1 alfiere del nero | f8 cavallo del nero · g8 donna del bianco · e7 re del nero · d6 pedone del nero · g6 pedone del nero · d5 pedone del bianco · f5 pedone del nero · g5 pedone del bianco · f4 pedone del bianco · f3 re del bianco · a1 alfiere del nero | f8 cavallo del nero · g8 donna del bianco · e7 re del nero · d6 pedone del nero · g6 pedone del nero · d5 pedone del bianco · f5 pedone del nero · g5 pedone del bianco · f4 pedone del bianco · f3 re del bianco · a1 alfiere del nero | f8 cavallo del nero · g8 donna del bianco · e7 re del nero · d6 pedone del nero · g6 pedone del nero · d5 pedone del bianco · f5 pedone del nero · g5 pedone del bianco · f4 pedone del bianco · f3 re del bianco · a1 alfiere del nero | f8 cavallo del nero · g8 donna del bianco · e7 re del nero · d6 pedone del nero · g6 pedone del nero · d5 pedone del bianco · f5 pedone del nero · g5 pedone del bianco · f4 pedone del bianco · f3 re del bianco · a1 alfiere del nero | f8 cavallo del nero · g8 donna del bianco · e7 re del nero · d6 pedone del nero · g6 pedone del nero · d5 pedone del bianco · f5 pedone del nero · g5 pedone del bianco · f4 pedone del bianco · f3 re del bianco · a1 alfiere del nero | f8 cavallo del nero · g8 donna del bianco · e7 re del nero · d6 pedone del nero · g6 pedone del nero · d5 pedone del bianco · f5 pedone del nero · g5 pedone del bianco · f4 pedone del bianco · f3 re del bianco · a1 alfiere del nero | f8 cavallo del nero · g8 donna del bianco · e7 re del nero · d6 pedone del nero · g6 pedone del nero · d5 pedone del bianco · f5 pedone del nero · g5 pedone del bianco · f4 pedone del bianco · f3 re del bianco · a1 alfiere del nero | 8 |
| 7 | f8 cavallo del nero · g8 donna del bianco · e7 re del nero · d6 pedone del nero · g6 pedone del nero · d5 pedone del bianco · f5 pedone del nero · g5 pedone del bianco · f4 pedone del bianco · f3 re del bianco · a1 alfiere del nero | f8 cavallo del nero · g8 donna del bianco · e7 re del nero · d6 pedone del nero · g6 pedone del nero · d5 pedone del bianco · f5 pedone del nero · g5 pedone del bianco · f4 pedone del bianco · f3 re del bianco · a1 alfiere del nero | f8 cavallo del nero · g8 donna del bianco · e7 re del nero · d6 pedone del nero · g6 pedone del nero · d5 pedone del bianco · f5 pedone del nero · g5 pedone del bianco · f4 pedone del bianco · f3 re del bianco · a1 alfiere del nero | f8 cavallo del nero · g8 donna del bianco · e7 re del nero · d6 pedone del nero · g6 pedone del nero · d5 pedone del bianco · f5 pedone del nero · g5 pedone del bianco · f4 pedone del bianco · f3 re del bianco · a1 alfiere del nero | f8 cavallo del nero · g8 donna del bianco · e7 re del nero · d6 pedone del nero · g6 pedone del nero · d5 pedone del bianco · f5 pedone del nero · g5 pedone del bianco · f4 pedone del bianco · f3 re del bianco · a1 alfiere del nero | f8 cavallo del nero · g8 donna del bianco · e7 re del nero · d6 pedone del nero · g6 pedone del nero · d5 pedone del bianco · f5 pedone del nero · g5 pedone del bianco · f4 pedone del bianco · f3 re del bianco · a1 alfiere del nero | f8 cavallo del nero · g8 donna del bianco · e7 re del nero · d6 pedone del nero · g6 pedone del nero · d5 pedone del bianco · f5 pedone del nero · g5 pedone del bianco · f4 pedone del bianco · f3 re del bianco · a1 alfiere del nero | f8 cavallo del nero · g8 donna del bianco · e7 re del nero · d6 pedone del nero · g6 pedone del nero · d5 pedone del bianco · f5 pedone del nero · g5 pedone del bianco · f4 pedone del bianco · f3 re del bianco · a1 alfiere del nero | 7 |
| 6 | f8 cavallo del nero · g8 donna del bianco · e7 re del nero · d6 pedone del nero · g6 pedone del nero · d5 pedone del bianco · f5 pedone del nero · g5 pedone del bianco · f4 pedone del bianco · f3 re del bianco · a1 alfiere del nero | f8 cavallo del nero · g8 donna del bianco · e7 re del nero · d6 pedone del nero · g6 pedone del nero · d5 pedone del bianco · f5 pedone del nero · g5 pedone del bianco · f4 pedone del bianco · f3 re del bianco · a1 alfiere del nero | f8 cavallo del nero · g8 donna del bianco · e7 re del nero · d6 pedone del nero · g6 pedone del nero · d5 pedone del bianco · f5 pedone del nero · g5 pedone del bianco · f4 pedone del bianco · f3 re del bianco · a1 alfiere del nero | f8 cavallo del nero · g8 donna del bianco · e7 re del nero · d6 pedone del nero · g6 pedone del nero · d5 pedone del bianco · f5 pedone del nero · g5 pedone del bianco · f4 pedone del bianco · f3 re del bianco · a1 alfiere del nero | f8 cavallo del nero · g8 donna del bianco · e7 re del nero · d6 pedone del nero · g6 pedone del nero · d5 pedone del bianco · f5 pedone del nero · g5 pedone del bianco · f4 pedone del bianco · f3 re del bianco · a1 alfiere del nero | f8 cavallo del nero · g8 donna del bianco · e7 re del nero · d6 pedone del nero · g6 pedone del nero · d5 pedone del bianco · f5 pedone del nero · g5 pedone del bianco · f4 pedone del bianco · f3 re del bianco · a1 alfiere del nero | f8 cavallo del nero · g8 donna del bianco · e7 re del nero · d6 pedone del nero · g6 pedone del nero · d5 pedone del bianco · f5 pedone del nero · g5 pedone del bianco · f4 pedone del bianco · f3 re del bianco · a1 alfiere del nero | f8 cavallo del nero · g8 donna del bianco · e7 re del nero · d6 pedone del nero · g6 pedone del nero · d5 pedone del bianco · f5 pedone del nero · g5 pedone del bianco · f4 pedone del bianco · f3 re del bianco · a1 alfiere del nero | 6 |
| 5 | f8 cavallo del nero · g8 donna del bianco · e7 re del nero · d6 pedone del nero · g6 pedone del nero · d5 pedone del bianco · f5 pedone del nero · g5 pedone del bianco · f4 pedone del bianco · f3 re del bianco · a1 alfiere del nero | f8 cavallo del nero · g8 donna del bianco · e7 re del nero · d6 pedone del nero · g6 pedone del nero · d5 pedone del bianco · f5 pedone del nero · g5 pedone del bianco · f4 pedone del bianco · f3 re del bianco · a1 alfiere del nero | f8 cavallo del nero · g8 donna del bianco · e7 re del nero · d6 pedone del nero · g6 pedone del nero · d5 pedone del bianco · f5 pedone del nero · g5 pedone del bianco · f4 pedone del bianco · f3 re del bianco · a1 alfiere del nero | f8 cavallo del nero · g8 donna del bianco · e7 re del nero · d6 pedone del nero · g6 pedone del nero · d5 pedone del bianco · f5 pedone del nero · g5 pedone del bianco · f4 pedone del bianco · f3 re del bianco · a1 alfiere del nero | f8 cavallo del nero · g8 donna del bianco · e7 re del nero · d6 pedone del nero · g6 pedone del nero · d5 pedone del bianco · f5 pedone del nero · g5 pedone del bianco · f4 pedone del bianco · f3 re del bianco · a1 alfiere del nero | f8 cavallo del nero · g8 donna del bianco · e7 re del nero · d6 pedone del nero · g6 pedone del nero · d5 pedone del bianco · f5 pedone del nero · g5 pedone del bianco · f4 pedone del bianco · f3 re del bianco · a1 alfiere del nero | f8 cavallo del nero · g8 donna del bianco · e7 re del nero · d6 pedone del nero · g6 pedone del nero · d5 pedone del bianco · f5 pedone del nero · g5 pedone del bianco · f4 pedone del bianco · f3 re del bianco · a1 alfiere del nero | f8 cavallo del nero · g8 donna del bianco · e7 re del nero · d6 pedone del nero · g6 pedone del nero · d5 pedone del bianco · f5 pedone del nero · g5 pedone del bianco · f4 pedone del bianco · f3 re del bianco · a1 alfiere del nero | 5 |
| 4 | f8 cavallo del nero · g8 donna del bianco · e7 re del nero · d6 pedone del nero · g6 pedone del nero · d5 pedone del bianco · f5 pedone del nero · g5 pedone del bianco · f4 pedone del bianco · f3 re del bianco · a1 alfiere del nero | f8 cavallo del nero · g8 donna del bianco · e7 re del nero · d6 pedone del nero · g6 pedone del nero · d5 pedone del bianco · f5 pedone del nero · g5 pedone del bianco · f4 pedone del bianco · f3 re del bianco · a1 alfiere del nero | f8 cavallo del nero · g8 donna del bianco · e7 re del nero · d6 pedone del nero · g6 pedone del nero · d5 pedone del bianco · f5 pedone del nero · g5 pedone del bianco · f4 pedone del bianco · f3 re del bianco · a1 alfiere del nero | f8 cavallo del nero · g8 donna del bianco · e7 re del nero · d6 pedone del nero · g6 pedone del nero · d5 pedone del bianco · f5 pedone del nero · g5 pedone del bianco · f4 pedone del bianco · f3 re del bianco · a1 alfiere del nero | f8 cavallo del nero · g8 donna del bianco · e7 re del nero · d6 pedone del nero · g6 pedone del nero · d5 pedone del bianco · f5 pedone del nero · g5 pedone del bianco · f4 pedone del bianco · f3 re del bianco · a1 alfiere del nero | f8 cavallo del nero · g8 donna del bianco · e7 re del nero · d6 pedone del nero · g6 pedone del nero · d5 pedone del bianco · f5 pedone del nero · g5 pedone del bianco · f4 pedone del bianco · f3 re del bianco · a1 alfiere del nero | f8 cavallo del nero · g8 donna del bianco · e7 re del nero · d6 pedone del nero · g6 pedone del nero · d5 pedone del bianco · f5 pedone del nero · g5 pedone del bianco · f4 pedone del bianco · f3 re del bianco · a1 alfiere del nero | f8 cavallo del nero · g8 donna del bianco · e7 re del nero · d6 pedone del nero · g6 pedone del nero · d5 pedone del bianco · f5 pedone del nero · g5 pedone del bianco · f4 pedone del bianco · f3 re del bianco · a1 alfiere del nero | 4 |
| 3 | f8 cavallo del nero · g8 donna del bianco · e7 re del nero · d6 pedone del nero · g6 pedone del nero · d5 pedone del bianco · f5 pedone del nero · g5 pedone del bianco · f4 pedone del bianco · f3 re del bianco · a1 alfiere del nero | f8 cavallo del nero · g8 donna del bianco · e7 re del nero · d6 pedone del nero · g6 pedone del nero · d5 pedone del bianco · f5 pedone del nero · g5 pedone del bianco · f4 pedone del bianco · f3 re del bianco · a1 alfiere del nero | f8 cavallo del nero · g8 donna del bianco · e7 re del nero · d6 pedone del nero · g6 pedone del nero · d5 pedone del bianco · f5 pedone del nero · g5 pedone del bianco · f4 pedone del bianco · f3 re del bianco · a1 alfiere del nero | f8 cavallo del nero · g8 donna del bianco · e7 re del nero · d6 pedone del nero · g6 pedone del nero · d5 pedone del bianco · f5 pedone del nero · g5 pedone del bianco · f4 pedone del bianco · f3 re del bianco · a1 alfiere del nero | f8 cavallo del nero · g8 donna del bianco · e7 re del nero · d6 pedone del nero · g6 pedone del nero · d5 pedone del bianco · f5 pedone del nero · g5 pedone del bianco · f4 pedone del bianco · f3 re del bianco · a1 alfiere del nero | f8 cavallo del nero · g8 donna del bianco · e7 re del nero · d6 pedone del nero · g6 pedone del nero · d5 pedone del bianco · f5 pedone del nero · g5 pedone del bianco · f4 pedone del bianco · f3 re del bianco · a1 alfiere del nero | f8 cavallo del nero · g8 donna del bianco · e7 re del nero · d6 pedone del nero · g6 pedone del nero · d5 pedone del bianco · f5 pedone del nero · g5 pedone del bianco · f4 pedone del bianco · f3 re del bianco · a1 alfiere del nero | f8 cavallo del nero · g8 donna del bianco · e7 re del nero · d6 pedone del nero · g6 pedone del nero · d5 pedone del bianco · f5 pedone del nero · g5 pedone del bianco · f4 pedone del bianco · f3 re del bianco · a1 alfiere del nero | 3 |
| 2 | f8 cavallo del nero · g8 donna del bianco · e7 re del nero · d6 pedone del nero · g6 pedone del nero · d5 pedone del bianco · f5 pedone del nero · g5 pedone del bianco · f4 pedone del bianco · f3 re del bianco · a1 alfiere del nero | f8 cavallo del nero · g8 donna del bianco · e7 re del nero · d6 pedone del nero · g6 pedone del nero · d5 pedone del bianco · f5 pedone del nero · g5 pedone del bianco · f4 pedone del bianco · f3 re del bianco · a1 alfiere del nero | f8 cavallo del nero · g8 donna del bianco · e7 re del nero · d6 pedone del nero · g6 pedone del nero · d5 pedone del bianco · f5 pedone del nero · g5 pedone del bianco · f4 pedone del bianco · f3 re del bianco · a1 alfiere del nero | f8 cavallo del nero · g8 donna del bianco · e7 re del nero · d6 pedone del nero · g6 pedone del nero · d5 pedone del bianco · f5 pedone del nero · g5 pedone del bianco · f4 pedone del bianco · f3 re del bianco · a1 alfiere del nero | f8 cavallo del nero · g8 donna del bianco · e7 re del nero · d6 pedone del nero · g6 pedone del nero · d5 pedone del bianco · f5 pedone del nero · g5 pedone del bianco · f4 pedone del bianco · f3 re del bianco · a1 alfiere del nero | f8 cavallo del nero · g8 donna del bianco · e7 re del nero · d6 pedone del nero · g6 pedone del nero · d5 pedone del bianco · f5 pedone del nero · g5 pedone del bianco · f4 pedone del bianco · f3 re del bianco · a1 alfiere del nero | f8 cavallo del nero · g8 donna del bianco · e7 re del nero · d6 pedone del nero · g6 pedone del nero · d5 pedone del bianco · f5 pedone del nero · g5 pedone del bianco · f4 pedone del bianco · f3 re del bianco · a1 alfiere del nero | f8 cavallo del nero · g8 donna del bianco · e7 re del nero · d6 pedone del nero · g6 pedone del nero · d5 pedone del bianco · f5 pedone del nero · g5 pedone del bianco · f4 pedone del bianco · f3 re del bianco · a1 alfiere del nero | 2 |
| 1 | f8 cavallo del nero · g8 donna del bianco · e7 re del nero · d6 pedone del nero · g6 pedone del nero · d5 pedone del bianco · f5 pedone del nero · g5 pedone del bianco · f4 pedone del bianco · f3 re del bianco · a1 alfiere del nero | f8 cavallo del nero · g8 donna del bianco · e7 re del nero · d6 pedone del nero · g6 pedone del nero · d5 pedone del bianco · f5 pedone del nero · g5 pedone del bianco · f4 pedone del bianco · f3 re del bianco · a1 alfiere del nero | f8 cavallo del nero · g8 donna del bianco · e7 re del nero · d6 pedone del nero · g6 pedone del nero · d5 pedone del bianco · f5 pedone del nero · g5 pedone del bianco · f4 pedone del bianco · f3 re del bianco · a1 alfiere del nero | f8 cavallo del nero · g8 donna del bianco · e7 re del nero · d6 pedone del nero · g6 pedone del nero · d5 pedone del bianco · f5 pedone del nero · g5 pedone del bianco · f4 pedone del bianco · f3 re del bianco · a1 alfiere del nero | f8 cavallo del nero · g8 donna del bianco · e7 re del nero · d6 pedone del nero · g6 pedone del nero · d5 pedone del bianco · f5 pedone del nero · g5 pedone del bianco · f4 pedone del bianco · f3 re del bianco · a1 alfiere del nero | f8 cavallo del nero · g8 donna del bianco · e7 re del nero · d6 pedone del nero · g6 pedone del nero · d5 pedone del bianco · f5 pedone del nero · g5 pedone del bianco · f4 pedone del bianco · f3 re del bianco · a1 alfiere del nero | f8 cavallo del nero · g8 donna del bianco · e7 re del nero · d6 pedone del nero · g6 pedone del nero · d5 pedone del bianco · f5 pedone del nero · g5 pedone del bianco · f4 pedone del bianco · f3 re del bianco · a1 alfiere del nero | f8 cavallo del nero · g8 donna del bianco · e7 re del nero · d6 pedone del nero · g6 pedone del nero · d5 pedone del bianco · f5 pedone del nero · g5 pedone del bianco · f4 pedone del bianco · f3 re del bianco · a1 alfiere del nero | 1 |
|   | a | b | c | d | e | f | g | h |   |

## Cavallo contro torre e pedone
|   | a                                                                                                  | b                                                                                                  | c                                                                                                  | d                                                                                                  | e                                                                                                  | f                                                                                                  | g                                                                                                  | h                                                                                                  |   |
| 8 | a4 cavallo del bianco · b4 re del bianco · f4 re del nero · b3 pedone del nero · g3 torre del nero | a4 cavallo del bianco · b4 re del bianco · f4 re del nero · b3 pedone del nero · g3 torre del nero | a4 cavallo del bianco · b4 re del bianco · f4 re del nero · b3 pedone del nero · g3 torre del nero | a4 cavallo del bianco · b4 re del bianco · f4 re del nero · b3 pedone del nero · g3 torre del nero | a4 cavallo del bianco · b4 re del bianco · f4 re del nero · b3 pedone del nero · g3 torre del nero | a4 cavallo del bianco · b4 re del bianco · f4 re del nero · b3 pedone del nero · g3 torre del nero | a4 cavallo del bianco · b4 re del bianco · f4 re del nero · b3 pedone del nero · g3 torre del nero | a4 cavallo del bianco · b4 re del bianco · f4 re del nero · b3 pedone del nero · g3 torre del nero | 8 |
| 7 | a4 cavallo del bianco · b4 re del bianco · f4 re del nero · b3 pedone del nero · g3 torre del nero | a4 cavallo del bianco · b4 re del bianco · f4 re del nero · b3 pedone del nero · g3 torre del nero | a4 cavallo del bianco · b4 re del bianco · f4 re del nero · b3 pedone del nero · g3 torre del nero | a4 cavallo del bianco · b4 re del bianco · f4 re del nero · b3 pedone del nero · g3 torre del nero | a4 cavallo del bianco · b4 re del bianco · f4 re del nero · b3 pedone del nero · g3 torre del nero | a4 cavallo del bianco · b4 re del bianco · f4 re del nero · b3 pedone del nero · g3 torre del nero | a4 cavallo del bianco · b4 re del bianco · f4 re del nero · b3 pedone del nero · g3 torre del nero | a4 cavallo del bianco · b4 re del bianco · f4 re del nero · b3 pedone del nero · g3 torre del nero | 7 |
| 6 | a4 cavallo del bianco · b4 re del bianco · f4 re del nero · b3 pedone del nero · g3 torre del nero | a4 cavallo del bianco · b4 re del bianco · f4 re del nero · b3 pedone del nero · g3 torre del nero | a4 cavallo del bianco · b4 re del bianco · f4 re del nero · b3 pedone del nero · g3 torre del nero | a4 cavallo del bianco · b4 re del bianco · f4 re del nero · b3 pedone del nero · g3 torre del nero | a4 cavallo del bianco · b4 re del bianco · f4 re del nero · b3 pedone del nero · g3 torre del nero | a4 cavallo del bianco · b4 re del bianco · f4 re del nero · b3 pedone del nero · g3 torre del nero | a4 cavallo del bianco · b4 re del bianco · f4 re del nero · b3 pedone del nero · g3 torre del nero | a4 cavallo del bianco · b4 re del bianco · f4 re del nero · b3 pedone del nero · g3 torre del nero | 6 |
| 5 | a4 cavallo del bianco · b4 re del bianco · f4 re del nero · b3 pedone del nero · g3 torre del nero | a4 cavallo del bianco · b4 re del bianco · f4 re del nero · b3 pedone del nero · g3 torre del nero | a4 cavallo del bianco · b4 re del bianco · f4 re del nero · b3 pedone del nero · g3 torre del nero | a4 cavallo del bianco · b4 re del bianco · f4 re del nero · b3 pedone del nero · g3 torre del nero | a4 cavallo del bianco · b4 re del bianco · f4 re del nero · b3 pedone del nero · g3 torre del nero | a4 cavallo del bianco · b4 re del bianco · f4 re del nero · b3 pedone del nero · g3 torre del nero | a4 cavallo del bianco · b4 re del bianco · f4 re del nero · b3 pedone del nero · g3 torre del nero | a4 cavallo del bianco · b4 re del bianco · f4 re del nero · b3 pedone del nero · g3 torre del nero | 5 |
| 4 | a4 cavallo del bianco · b4 re del bianco · f4 re del nero · b3 pedone del nero · g3 torre del nero | a4 cavallo del bianco · b4 re del bianco · f4 re del nero · b3 pedone del nero · g3 torre del nero | a4 cavallo del bianco · b4 re del bianco · f4 re del nero · b3 pedone del nero · g3 torre del nero | a4 cavallo del bianco · b4 re del bianco · f4 re del nero · b3 pedone del nero · g3 torre del nero | a4 cavallo del bianco · b4 re del bianco · f4 re del nero · b3 pedone del nero · g3 torre del nero | a4 cavallo del bianco · b4 re del bianco · f4 re del nero · b3 pedone del nero · g3 torre del nero | a4 cavallo del bianco · b4 re del bianco · f4 re del nero · b3 pedone del nero · g3 torre del nero | a4 cavallo del bianco · b4 re del bianco · f4 re del nero · b3 pedone del nero · g3 torre del nero | 4 |
| 3 | a4 cavallo del bianco · b4 re del bianco · f4 re del nero · b3 pedone del nero · g3 torre del nero | a4 cavallo del bianco · b4 re del bianco · f4 re del nero · b3 pedone del nero · g3 torre del nero | a4 cavallo del bianco · b4 re del bianco · f4 re del nero · b3 pedone del nero · g3 torre del nero | a4 cavallo del bianco · b4 re del bianco · f4 re del nero · b3 pedone del nero · g3 torre del nero | a4 cavallo del bianco · b4 re del bianco · f4 re del nero · b3 pedone del nero · g3 torre del nero | a4 cavallo del bianco · b4 re del bianco · f4 re del nero · b3 pedone del nero · g3 torre del nero | a4 cavallo del bianco · b4 re del bianco · f4 re del nero · b3 pedone del nero · g3 torre del nero | a4 cavallo del bianco · b4 re del bianco · f4 re del nero · b3 pedone del nero · g3 torre del nero | 3 |
| 2 | a4 cavallo del bianco · b4 re del bianco · f4 re del nero · b3 pedone del nero · g3 torre del nero | a4 cavallo del bianco · b4 re del bianco · f4 re del nero · b3 pedone del nero · g3 torre del nero | a4 cavallo del bianco · b4 re del bianco · f4 re del nero · b3 pedone del nero · g3 torre del nero | a4 cavallo del bianco · b4 re del bianco · f4 re del nero · b3 pedone del nero · g3 torre del nero | a4 cavallo del bianco · b4 re del bianco · f4 re del nero · b3 pedone del nero · g3 torre del nero | a4 cavallo del bianco · b4 re del bianco · f4 re del nero · b3 pedone del nero · g3 torre del nero | a4 cavallo del bianco · b4 re del bianco · f4 re del nero · b3 pedone del nero · g3 torre del nero | a4 cavallo del bianco · b4 re del bianco · f4 re del nero · b3 pedone del nero · g3 torre del nero | 2 |
| 1 | a4 cavallo del bianco · b4 re del bianco · f4 re del nero · b3 pedone del nero · g3 torre del nero | a4 cavallo del bianco · b4 re del bianco · f4 re del nero · b3 pedone del nero · g3 torre del nero | a4 cavallo del bianco · b4 re del bianco · f4 re del nero · b3 pedone del nero · g3 torre del nero | a4 cavallo del bianco · b4 re del bianco · f4 re del nero · b3 pedone del nero · g3 torre del nero | a4 cavallo del bianco · b4 re del bianco · f4 re del nero · b3 pedone del nero · g3 torre del nero | a4 cavallo del bianco · b4 re del bianco · f4 re del nero · b3 pedone del nero · g3 torre del nero | a4 cavallo del bianco · b4 re del bianco · f4 re del nero · b3 pedone del nero · g3 torre del nero | a4 cavallo del bianco · b4 re del bianco · f4 re del nero · b3 pedone del nero · g3 torre del nero | 1 |
|   | a                                                                                                  | b                                                                                                  | c                                                                                                  | d                                                                                                  | e                                                                                                  | f                                                                                                  | g                                                                                                  | h                                                                                                  |   |

Al grande torneo di New York, il campione del mondo Emanuel Lasker era in difficoltà contro il suo omonimo Edward Lasker, ma sorprese tutti scoprendo una nuova fortezza Il Bianco patta nonostante abbia solo un cavallo per una torre e un pedone, muovendo il suo cavallo avanti e indietro da b2 ad a4. L'unico tentativo per il nero di vincere è di portare il re in c2. Per farlo il Nero deve muovere il re così distante dal pedone che il Bianco può giocare Ra3-b2 e Cc5xb3, e il finale torre contro cavallo è una facile patta. La partita si concluse con:
93.Cb2 Re4 94.Ca4 Rd4 95.Cb2 Tf3 96.Ca4 Te3 97.Cb2 Re4 98.Ca4 Rf3 99.Ra3! Re4
Se 99…Re2, 100.Cc5 Rd2 101.Rb2! (101.Cxb3+?? Rc2 e il Nero vince) e 102.Cxb3 patta.
100.Rb4 Rd4 101.Cb2 Th3 102.Ca4 Rd3 103.Rxb3 Rd4+ patta.

## Alfiere contro torre e pedone d'alfiere sulla sesta traversa
|   | a | b | c | d | e | f | g | h |   |
| 8 | f8 re del nero · b7 torre del bianco · e6 cerchio nero · f6 pedone del bianco · d5 cerchio nero · e5 re del bianco · c4 alfiere del nero · b3 cerchio nero · a2 cerchio nero | f8 re del nero · b7 torre del bianco · e6 cerchio nero · f6 pedone del bianco · d5 cerchio nero · e5 re del bianco · c4 alfiere del nero · b3 cerchio nero · a2 cerchio nero | f8 re del nero · b7 torre del bianco · e6 cerchio nero · f6 pedone del bianco · d5 cerchio nero · e5 re del bianco · c4 alfiere del nero · b3 cerchio nero · a2 cerchio nero | f8 re del nero · b7 torre del bianco · e6 cerchio nero · f6 pedone del bianco · d5 cerchio nero · e5 re del bianco · c4 alfiere del nero · b3 cerchio nero · a2 cerchio nero | f8 re del nero · b7 torre del bianco · e6 cerchio nero · f6 pedone del bianco · d5 cerchio nero · e5 re del bianco · c4 alfiere del nero · b3 cerchio nero · a2 cerchio nero | f8 re del nero · b7 torre del bianco · e6 cerchio nero · f6 pedone del bianco · d5 cerchio nero · e5 re del bianco · c4 alfiere del nero · b3 cerchio nero · a2 cerchio nero | f8 re del nero · b7 torre del bianco · e6 cerchio nero · f6 pedone del bianco · d5 cerchio nero · e5 re del bianco · c4 alfiere del nero · b3 cerchio nero · a2 cerchio nero | f8 re del nero · b7 torre del bianco · e6 cerchio nero · f6 pedone del bianco · d5 cerchio nero · e5 re del bianco · c4 alfiere del nero · b3 cerchio nero · a2 cerchio nero | 8 |
| 7 | f8 re del nero · b7 torre del bianco · e6 cerchio nero · f6 pedone del bianco · d5 cerchio nero · e5 re del bianco · c4 alfiere del nero · b3 cerchio nero · a2 cerchio nero | f8 re del nero · b7 torre del bianco · e6 cerchio nero · f6 pedone del bianco · d5 cerchio nero · e5 re del bianco · c4 alfiere del nero · b3 cerchio nero · a2 cerchio nero | f8 re del nero · b7 torre del bianco · e6 cerchio nero · f6 pedone del bianco · d5 cerchio nero · e5 re del bianco · c4 alfiere del nero · b3 cerchio nero · a2 cerchio nero | f8 re del nero · b7 torre del bianco · e6 cerchio nero · f6 pedone del bianco · d5 cerchio nero · e5 re del bianco · c4 alfiere del nero · b3 cerchio nero · a2 cerchio nero | f8 re del nero · b7 torre del bianco · e6 cerchio nero · f6 pedone del bianco · d5 cerchio nero · e5 re del bianco · c4 alfiere del nero · b3 cerchio nero · a2 cerchio nero | f8 re del nero · b7 torre del bianco · e6 cerchio nero · f6 pedone del bianco · d5 cerchio nero · e5 re del bianco · c4 alfiere del nero · b3 cerchio nero · a2 cerchio nero | f8 re del nero · b7 torre del bianco · e6 cerchio nero · f6 pedone del bianco · d5 cerchio nero · e5 re del bianco · c4 alfiere del nero · b3 cerchio nero · a2 cerchio nero | f8 re del nero · b7 torre del bianco · e6 cerchio nero · f6 pedone del bianco · d5 cerchio nero · e5 re del bianco · c4 alfiere del nero · b3 cerchio nero · a2 cerchio nero | 7 |
| 6 | f8 re del nero · b7 torre del bianco · e6 cerchio nero · f6 pedone del bianco · d5 cerchio nero · e5 re del bianco · c4 alfiere del nero · b3 cerchio nero · a2 cerchio nero | f8 re del nero · b7 torre del bianco · e6 cerchio nero · f6 pedone del bianco · d5 cerchio nero · e5 re del bianco · c4 alfiere del nero · b3 cerchio nero · a2 cerchio nero | f8 re del nero · b7 torre del bianco · e6 cerchio nero · f6 pedone del bianco · d5 cerchio nero · e5 re del bianco · c4 alfiere del nero · b3 cerchio nero · a2 cerchio nero | f8 re del nero · b7 torre del bianco · e6 cerchio nero · f6 pedone del bianco · d5 cerchio nero · e5 re del bianco · c4 alfiere del nero · b3 cerchio nero · a2 cerchio nero | f8 re del nero · b7 torre del bianco · e6 cerchio nero · f6 pedone del bianco · d5 cerchio nero · e5 re del bianco · c4 alfiere del nero · b3 cerchio nero · a2 cerchio nero | f8 re del nero · b7 torre del bianco · e6 cerchio nero · f6 pedone del bianco · d5 cerchio nero · e5 re del bianco · c4 alfiere del nero · b3 cerchio nero · a2 cerchio nero | f8 re del nero · b7 torre del bianco · e6 cerchio nero · f6 pedone del bianco · d5 cerchio nero · e5 re del bianco · c4 alfiere del nero · b3 cerchio nero · a2 cerchio nero | f8 re del nero · b7 torre del bianco · e6 cerchio nero · f6 pedone del bianco · d5 cerchio nero · e5 re del bianco · c4 alfiere del nero · b3 cerchio nero · a2 cerchio nero | 6 |
| 5 | f8 re del nero · b7 torre del bianco · e6 cerchio nero · f6 pedone del bianco · d5 cerchio nero · e5 re del bianco · c4 alfiere del nero · b3 cerchio nero · a2 cerchio nero | f8 re del nero · b7 torre del bianco · e6 cerchio nero · f6 pedone del bianco · d5 cerchio nero · e5 re del bianco · c4 alfiere del nero · b3 cerchio nero · a2 cerchio nero | f8 re del nero · b7 torre del bianco · e6 cerchio nero · f6 pedone del bianco · d5 cerchio nero · e5 re del bianco · c4 alfiere del nero · b3 cerchio nero · a2 cerchio nero | f8 re del nero · b7 torre del bianco · e6 cerchio nero · f6 pedone del bianco · d5 cerchio nero · e5 re del bianco · c4 alfiere del nero · b3 cerchio nero · a2 cerchio nero | f8 re del nero · b7 torre del bianco · e6 cerchio nero · f6 pedone del bianco · d5 cerchio nero · e5 re del bianco · c4 alfiere del nero · b3 cerchio nero · a2 cerchio nero | f8 re del nero · b7 torre del bianco · e6 cerchio nero · f6 pedone del bianco · d5 cerchio nero · e5 re del bianco · c4 alfiere del nero · b3 cerchio nero · a2 cerchio nero | f8 re del nero · b7 torre del bianco · e6 cerchio nero · f6 pedone del bianco · d5 cerchio nero · e5 re del bianco · c4 alfiere del nero · b3 cerchio nero · a2 cerchio nero | f8 re del nero · b7 torre del bianco · e6 cerchio nero · f6 pedone del bianco · d5 cerchio nero · e5 re del bianco · c4 alfiere del nero · b3 cerchio nero · a2 cerchio nero | 5 |
| 4 | f8 re del nero · b7 torre del bianco · e6 cerchio nero · f6 pedone del bianco · d5 cerchio nero · e5 re del bianco · c4 alfiere del nero · b3 cerchio nero · a2 cerchio nero | f8 re del nero · b7 torre del bianco · e6 cerchio nero · f6 pedone del bianco · d5 cerchio nero · e5 re del bianco · c4 alfiere del nero · b3 cerchio nero · a2 cerchio nero | f8 re del nero · b7 torre del bianco · e6 cerchio nero · f6 pedone del bianco · d5 cerchio nero · e5 re del bianco · c4 alfiere del nero · b3 cerchio nero · a2 cerchio nero | f8 re del nero · b7 torre del bianco · e6 cerchio nero · f6 pedone del bianco · d5 cerchio nero · e5 re del bianco · c4 alfiere del nero · b3 cerchio nero · a2 cerchio nero | f8 re del nero · b7 torre del bianco · e6 cerchio nero · f6 pedone del bianco · d5 cerchio nero · e5 re del bianco · c4 alfiere del nero · b3 cerchio nero · a2 cerchio nero | f8 re del nero · b7 torre del bianco · e6 cerchio nero · f6 pedone del bianco · d5 cerchio nero · e5 re del bianco · c4 alfiere del nero · b3 cerchio nero · a2 cerchio nero | f8 re del nero · b7 torre del bianco · e6 cerchio nero · f6 pedone del bianco · d5 cerchio nero · e5 re del bianco · c4 alfiere del nero · b3 cerchio nero · a2 cerchio nero | f8 re del nero · b7 torre del bianco · e6 cerchio nero · f6 pedone del bianco · d5 cerchio nero · e5 re del bianco · c4 alfiere del nero · b3 cerchio nero · a2 cerchio nero | 4 |
| 3 | f8 re del nero · b7 torre del bianco · e6 cerchio nero · f6 pedone del bianco · d5 cerchio nero · e5 re del bianco · c4 alfiere del nero · b3 cerchio nero · a2 cerchio nero | f8 re del nero · b7 torre del bianco · e6 cerchio nero · f6 pedone del bianco · d5 cerchio nero · e5 re del bianco · c4 alfiere del nero · b3 cerchio nero · a2 cerchio nero | f8 re del nero · b7 torre del bianco · e6 cerchio nero · f6 pedone del bianco · d5 cerchio nero · e5 re del bianco · c4 alfiere del nero · b3 cerchio nero · a2 cerchio nero | f8 re del nero · b7 torre del bianco · e6 cerchio nero · f6 pedone del bianco · d5 cerchio nero · e5 re del bianco · c4 alfiere del nero · b3 cerchio nero · a2 cerchio nero | f8 re del nero · b7 torre del bianco · e6 cerchio nero · f6 pedone del bianco · d5 cerchio nero · e5 re del bianco · c4 alfiere del nero · b3 cerchio nero · a2 cerchio nero | f8 re del nero · b7 torre del bianco · e6 cerchio nero · f6 pedone del bianco · d5 cerchio nero · e5 re del bianco · c4 alfiere del nero · b3 cerchio nero · a2 cerchio nero | f8 re del nero · b7 torre del bianco · e6 cerchio nero · f6 pedone del bianco · d5 cerchio nero · e5 re del bianco · c4 alfiere del nero · b3 cerchio nero · a2 cerchio nero | f8 re del nero · b7 torre del bianco · e6 cerchio nero · f6 pedone del bianco · d5 cerchio nero · e5 re del bianco · c4 alfiere del nero · b3 cerchio nero · a2 cerchio nero | 3 |
| 2 | f8 re del nero · b7 torre del bianco · e6 cerchio nero · f6 pedone del bianco · d5 cerchio nero · e5 re del bianco · c4 alfiere del nero · b3 cerchio nero · a2 cerchio nero | f8 re del nero · b7 torre del bianco · e6 cerchio nero · f6 pedone del bianco · d5 cerchio nero · e5 re del bianco · c4 alfiere del nero · b3 cerchio nero · a2 cerchio nero | f8 re del nero · b7 torre del bianco · e6 cerchio nero · f6 pedone del bianco · d5 cerchio nero · e5 re del bianco · c4 alfiere del nero · b3 cerchio nero · a2 cerchio nero | f8 re del nero · b7 torre del bianco · e6 cerchio nero · f6 pedone del bianco · d5 cerchio nero · e5 re del bianco · c4 alfiere del nero · b3 cerchio nero · a2 cerchio nero | f8 re del nero · b7 torre del bianco · e6 cerchio nero · f6 pedone del bianco · d5 cerchio nero · e5 re del bianco · c4 alfiere del nero · b3 cerchio nero · a2 cerchio nero | f8 re del nero · b7 torre del bianco · e6 cerchio nero · f6 pedone del bianco · d5 cerchio nero · e5 re del bianco · c4 alfiere del nero · b3 cerchio nero · a2 cerchio nero | f8 re del nero · b7 torre del bianco · e6 cerchio nero · f6 pedone del bianco · d5 cerchio nero · e5 re del bianco · c4 alfiere del nero · b3 cerchio nero · a2 cerchio nero | f8 re del nero · b7 torre del bianco · e6 cerchio nero · f6 pedone del bianco · d5 cerchio nero · e5 re del bianco · c4 alfiere del nero · b3 cerchio nero · a2 cerchio nero | 2 |
| 1 | f8 re del nero · b7 torre del bianco · e6 cerchio nero · f6 pedone del bianco · d5 cerchio nero · e5 re del bianco · c4 alfiere del nero · b3 cerchio nero · a2 cerchio nero | f8 re del nero · b7 torre del bianco · e6 cerchio nero · f6 pedone del bianco · d5 cerchio nero · e5 re del bianco · c4 alfiere del nero · b3 cerchio nero · a2 cerchio nero | f8 re del nero · b7 torre del bianco · e6 cerchio nero · f6 pedone del bianco · d5 cerchio nero · e5 re del bianco · c4 alfiere del nero · b3 cerchio nero · a2 cerchio nero | f8 re del nero · b7 torre del bianco · e6 cerchio nero · f6 pedone del bianco · d5 cerchio nero · e5 re del bianco · c4 alfiere del nero · b3 cerchio nero · a2 cerchio nero | f8 re del nero · b7 torre del bianco · e6 cerchio nero · f6 pedone del bianco · d5 cerchio nero · e5 re del bianco · c4 alfiere del nero · b3 cerchio nero · a2 cerchio nero | f8 re del nero · b7 torre del bianco · e6 cerchio nero · f6 pedone del bianco · d5 cerchio nero · e5 re del bianco · c4 alfiere del nero · b3 cerchio nero · a2 cerchio nero | f8 re del nero · b7 torre del bianco · e6 cerchio nero · f6 pedone del bianco · d5 cerchio nero · e5 re del bianco · c4 alfiere del nero · b3 cerchio nero · a2 cerchio nero | f8 re del nero · b7 torre del bianco · e6 cerchio nero · f6 pedone del bianco · d5 cerchio nero · e5 re del bianco · c4 alfiere del nero · b3 cerchio nero · a2 cerchio nero | 1 |
|   | a | b | c | d | e | f | g | h |   |

Un alfiere può creare una fortezza contro una torre e un pedone d'alfiere sulla sesta traversa, se l'alfiere è del colore opposto alla casa in cui si trova il pedone e il re del difensore è di fronte al pedone. In questa posizione, il Bianco vincerebbe se riuscisse a posizionare il re sulla sesta traversa davanti al pedone. Il Nero patta mantenendo l'alfiere sulla diagonale a2-e6, tranne quando dà scacco. L'alfiere tiene il re bianco lontano da e6 e gli dà scacco se va in g6, per mandarlo via. Una possibile continuazione è:
1…Aa2
2. Rf4
2. f7 è un buon tentativo, ma il Nero gioca 2…Rg7! e quindi 3…Axf7, con patta.  2…Rg7 previene 3. Rf6, che vincerebbe.
2…Ac4
3. Rg5 Ad5!
l'unica mossa per pattare, l'alfiere deve dare scacco al re quando si porta in g6.
4. Tc7 Aa2!
5. Rg6 Ab1+!
6. Rh6 Aa2!
7. Ta7
se 7. f7 Axf7!, il pedone può essere catturato senza rischi quando il re bianco è in h6.
7…Ac4
patta perché il Bianco non può fare progressi.

## Perimetro difensivo (Fortezza di pedoni)
Un perimetro difensivo è una tecnica di patta in cui il giocatore in svantaggio di materiale o comunque in posizione svantaggiosa crea un perimetro in gran parte o completamente composto da una catena di pedoni, attraverso cui l'avversario non può penetrare. A differenza delle altre forme di fortezza, un perimetro difensivo può spesso essere formato nel mediogioco con diversi pezzi rimasti sulla scacchiera.
|   | a | b | c | d | e | f | g | h |   |
| 8 | d8 alfiere del bianco · b7 torre del nero · e7 pedone del nero · a6 torre del nero · d6 pedone del nero · f6 pedone del nero · a5 alfiere del nero · b5 re del nero · c5 pedone del nero · e5 pedone del bianco · g5 pedone del nero · b4 pedone del nero · d4 pedone del bianco · f4 pedone del bianco · g4 pedone del bianco · h4 pedone del nero · a3 pedone del nero · c3 pedone del bianco · h3 pedone del bianco · a2 pedone del bianco · b2 pedone del bianco · c2 alfiere del bianco · e2 re del bianco | d8 alfiere del bianco · b7 torre del nero · e7 pedone del nero · a6 torre del nero · d6 pedone del nero · f6 pedone del nero · a5 alfiere del nero · b5 re del nero · c5 pedone del nero · e5 pedone del bianco · g5 pedone del nero · b4 pedone del nero · d4 pedone del bianco · f4 pedone del bianco · g4 pedone del bianco · h4 pedone del nero · a3 pedone del nero · c3 pedone del bianco · h3 pedone del bianco · a2 pedone del bianco · b2 pedone del bianco · c2 alfiere del bianco · e2 re del bianco | d8 alfiere del bianco · b7 torre del nero · e7 pedone del nero · a6 torre del nero · d6 pedone del nero · f6 pedone del nero · a5 alfiere del nero · b5 re del nero · c5 pedone del nero · e5 pedone del bianco · g5 pedone del nero · b4 pedone del nero · d4 pedone del bianco · f4 pedone del bianco · g4 pedone del bianco · h4 pedone del nero · a3 pedone del nero · c3 pedone del bianco · h3 pedone del bianco · a2 pedone del bianco · b2 pedone del bianco · c2 alfiere del bianco · e2 re del bianco | d8 alfiere del bianco · b7 torre del nero · e7 pedone del nero · a6 torre del nero · d6 pedone del nero · f6 pedone del nero · a5 alfiere del nero · b5 re del nero · c5 pedone del nero · e5 pedone del bianco · g5 pedone del nero · b4 pedone del nero · d4 pedone del bianco · f4 pedone del bianco · g4 pedone del bianco · h4 pedone del nero · a3 pedone del nero · c3 pedone del bianco · h3 pedone del bianco · a2 pedone del bianco · b2 pedone del bianco · c2 alfiere del bianco · e2 re del bianco | d8 alfiere del bianco · b7 torre del nero · e7 pedone del nero · a6 torre del nero · d6 pedone del nero · f6 pedone del nero · a5 alfiere del nero · b5 re del nero · c5 pedone del nero · e5 pedone del bianco · g5 pedone del nero · b4 pedone del nero · d4 pedone del bianco · f4 pedone del bianco · g4 pedone del bianco · h4 pedone del nero · a3 pedone del nero · c3 pedone del bianco · h3 pedone del bianco · a2 pedone del bianco · b2 pedone del bianco · c2 alfiere del bianco · e2 re del bianco | d8 alfiere del bianco · b7 torre del nero · e7 pedone del nero · a6 torre del nero · d6 pedone del nero · f6 pedone del nero · a5 alfiere del nero · b5 re del nero · c5 pedone del nero · e5 pedone del bianco · g5 pedone del nero · b4 pedone del nero · d4 pedone del bianco · f4 pedone del bianco · g4 pedone del bianco · h4 pedone del nero · a3 pedone del nero · c3 pedone del bianco · h3 pedone del bianco · a2 pedone del bianco · b2 pedone del bianco · c2 alfiere del bianco · e2 re del bianco | d8 alfiere del bianco · b7 torre del nero · e7 pedone del nero · a6 torre del nero · d6 pedone del nero · f6 pedone del nero · a5 alfiere del nero · b5 re del nero · c5 pedone del nero · e5 pedone del bianco · g5 pedone del nero · b4 pedone del nero · d4 pedone del bianco · f4 pedone del bianco · g4 pedone del bianco · h4 pedone del nero · a3 pedone del nero · c3 pedone del bianco · h3 pedone del bianco · a2 pedone del bianco · b2 pedone del bianco · c2 alfiere del bianco · e2 re del bianco | d8 alfiere del bianco · b7 torre del nero · e7 pedone del nero · a6 torre del nero · d6 pedone del nero · f6 pedone del nero · a5 alfiere del nero · b5 re del nero · c5 pedone del nero · e5 pedone del bianco · g5 pedone del nero · b4 pedone del nero · d4 pedone del bianco · f4 pedone del bianco · g4 pedone del bianco · h4 pedone del nero · a3 pedone del nero · c3 pedone del bianco · h3 pedone del bianco · a2 pedone del bianco · b2 pedone del bianco · c2 alfiere del bianco · e2 re del bianco | 8 |
| 7 | d8 alfiere del bianco · b7 torre del nero · e7 pedone del nero · a6 torre del nero · d6 pedone del nero · f6 pedone del nero · a5 alfiere del nero · b5 re del nero · c5 pedone del nero · e5 pedone del bianco · g5 pedone del nero · b4 pedone del nero · d4 pedone del bianco · f4 pedone del bianco · g4 pedone del bianco · h4 pedone del nero · a3 pedone del nero · c3 pedone del bianco · h3 pedone del bianco · a2 pedone del bianco · b2 pedone del bianco · c2 alfiere del bianco · e2 re del bianco | d8 alfiere del bianco · b7 torre del nero · e7 pedone del nero · a6 torre del nero · d6 pedone del nero · f6 pedone del nero · a5 alfiere del nero · b5 re del nero · c5 pedone del nero · e5 pedone del bianco · g5 pedone del nero · b4 pedone del nero · d4 pedone del bianco · f4 pedone del bianco · g4 pedone del bianco · h4 pedone del nero · a3 pedone del nero · c3 pedone del bianco · h3 pedone del bianco · a2 pedone del bianco · b2 pedone del bianco · c2 alfiere del bianco · e2 re del bianco | d8 alfiere del bianco · b7 torre del nero · e7 pedone del nero · a6 torre del nero · d6 pedone del nero · f6 pedone del nero · a5 alfiere del nero · b5 re del nero · c5 pedone del nero · e5 pedone del bianco · g5 pedone del nero · b4 pedone del nero · d4 pedone del bianco · f4 pedone del bianco · g4 pedone del bianco · h4 pedone del nero · a3 pedone del nero · c3 pedone del bianco · h3 pedone del bianco · a2 pedone del bianco · b2 pedone del bianco · c2 alfiere del bianco · e2 re del bianco | d8 alfiere del bianco · b7 torre del nero · e7 pedone del nero · a6 torre del nero · d6 pedone del nero · f6 pedone del nero · a5 alfiere del nero · b5 re del nero · c5 pedone del nero · e5 pedone del bianco · g5 pedone del nero · b4 pedone del nero · d4 pedone del bianco · f4 pedone del bianco · g4 pedone del bianco · h4 pedone del nero · a3 pedone del nero · c3 pedone del bianco · h3 pedone del bianco · a2 pedone del bianco · b2 pedone del bianco · c2 alfiere del bianco · e2 re del bianco | d8 alfiere del bianco · b7 torre del nero · e7 pedone del nero · a6 torre del nero · d6 pedone del nero · f6 pedone del nero · a5 alfiere del nero · b5 re del nero · c5 pedone del nero · e5 pedone del bianco · g5 pedone del nero · b4 pedone del nero · d4 pedone del bianco · f4 pedone del bianco · g4 pedone del bianco · h4 pedone del nero · a3 pedone del nero · c3 pedone del bianco · h3 pedone del bianco · a2 pedone del bianco · b2 pedone del bianco · c2 alfiere del bianco · e2 re del bianco | d8 alfiere del bianco · b7 torre del nero · e7 pedone del nero · a6 torre del nero · d6 pedone del nero · f6 pedone del nero · a5 alfiere del nero · b5 re del nero · c5 pedone del nero · e5 pedone del bianco · g5 pedone del nero · b4 pedone del nero · d4 pedone del bianco · f4 pedone del bianco · g4 pedone del bianco · h4 pedone del nero · a3 pedone del nero · c3 pedone del bianco · h3 pedone del bianco · a2 pedone del bianco · b2 pedone del bianco · c2 alfiere del bianco · e2 re del bianco | d8 alfiere del bianco · b7 torre del nero · e7 pedone del nero · a6 torre del nero · d6 pedone del nero · f6 pedone del nero · a5 alfiere del nero · b5 re del nero · c5 pedone del nero · e5 pedone del bianco · g5 pedone del nero · b4 pedone del nero · d4 pedone del bianco · f4 pedone del bianco · g4 pedone del bianco · h4 pedone del nero · a3 pedone del nero · c3 pedone del bianco · h3 pedone del bianco · a2 pedone del bianco · b2 pedone del bianco · c2 alfiere del bianco · e2 re del bianco | d8 alfiere del bianco · b7 torre del nero · e7 pedone del nero · a6 torre del nero · d6 pedone del nero · f6 pedone del nero · a5 alfiere del nero · b5 re del nero · c5 pedone del nero · e5 pedone del bianco · g5 pedone del nero · b4 pedone del nero · d4 pedone del bianco · f4 pedone del bianco · g4 pedone del bianco · h4 pedone del nero · a3 pedone del nero · c3 pedone del bianco · h3 pedone del bianco · a2 pedone del bianco · b2 pedone del bianco · c2 alfiere del bianco · e2 re del bianco | 7 |
| 6 | d8 alfiere del bianco · b7 torre del nero · e7 pedone del nero · a6 torre del nero · d6 pedone del nero · f6 pedone del nero · a5 alfiere del nero · b5 re del nero · c5 pedone del nero · e5 pedone del bianco · g5 pedone del nero · b4 pedone del nero · d4 pedone del bianco · f4 pedone del bianco · g4 pedone del bianco · h4 pedone del nero · a3 pedone del nero · c3 pedone del bianco · h3 pedone del bianco · a2 pedone del bianco · b2 pedone del bianco · c2 alfiere del bianco · e2 re del bianco | d8 alfiere del bianco · b7 torre del nero · e7 pedone del nero · a6 torre del nero · d6 pedone del nero · f6 pedone del nero · a5 alfiere del nero · b5 re del nero · c5 pedone del nero · e5 pedone del bianco · g5 pedone del nero · b4 pedone del nero · d4 pedone del bianco · f4 pedone del bianco · g4 pedone del bianco · h4 pedone del nero · a3 pedone del nero · c3 pedone del bianco · h3 pedone del bianco · a2 pedone del bianco · b2 pedone del bianco · c2 alfiere del bianco · e2 re del bianco | d8 alfiere del bianco · b7 torre del nero · e7 pedone del nero · a6 torre del nero · d6 pedone del nero · f6 pedone del nero · a5 alfiere del nero · b5 re del nero · c5 pedone del nero · e5 pedone del bianco · g5 pedone del nero · b4 pedone del nero · d4 pedone del bianco · f4 pedone del bianco · g4 pedone del bianco · h4 pedone del nero · a3 pedone del nero · c3 pedone del bianco · h3 pedone del bianco · a2 pedone del bianco · b2 pedone del bianco · c2 alfiere del bianco · e2 re del bianco | d8 alfiere del bianco · b7 torre del nero · e7 pedone del nero · a6 torre del nero · d6 pedone del nero · f6 pedone del nero · a5 alfiere del nero · b5 re del nero · c5 pedone del nero · e5 pedone del bianco · g5 pedone del nero · b4 pedone del nero · d4 pedone del bianco · f4 pedone del bianco · g4 pedone del bianco · h4 pedone del nero · a3 pedone del nero · c3 pedone del bianco · h3 pedone del bianco · a2 pedone del bianco · b2 pedone del bianco · c2 alfiere del bianco · e2 re del bianco | d8 alfiere del bianco · b7 torre del nero · e7 pedone del nero · a6 torre del nero · d6 pedone del nero · f6 pedone del nero · a5 alfiere del nero · b5 re del nero · c5 pedone del nero · e5 pedone del bianco · g5 pedone del nero · b4 pedone del nero · d4 pedone del bianco · f4 pedone del bianco · g4 pedone del bianco · h4 pedone del nero · a3 pedone del nero · c3 pedone del bianco · h3 pedone del bianco · a2 pedone del bianco · b2 pedone del bianco · c2 alfiere del bianco · e2 re del bianco | d8 alfiere del bianco · b7 torre del nero · e7 pedone del nero · a6 torre del nero · d6 pedone del nero · f6 pedone del nero · a5 alfiere del nero · b5 re del nero · c5 pedone del nero · e5 pedone del bianco · g5 pedone del nero · b4 pedone del nero · d4 pedone del bianco · f4 pedone del bianco · g4 pedone del bianco · h4 pedone del nero · a3 pedone del nero · c3 pedone del bianco · h3 pedone del bianco · a2 pedone del bianco · b2 pedone del bianco · c2 alfiere del bianco · e2 re del bianco | d8 alfiere del bianco · b7 torre del nero · e7 pedone del nero · a6 torre del nero · d6 pedone del nero · f6 pedone del nero · a5 alfiere del nero · b5 re del nero · c5 pedone del nero · e5 pedone del bianco · g5 pedone del nero · b4 pedone del nero · d4 pedone del bianco · f4 pedone del bianco · g4 pedone del bianco · h4 pedone del nero · a3 pedone del nero · c3 pedone del bianco · h3 pedone del bianco · a2 pedone del bianco · b2 pedone del bianco · c2 alfiere del bianco · e2 re del bianco | d8 alfiere del bianco · b7 torre del nero · e7 pedone del nero · a6 torre del nero · d6 pedone del nero · f6 pedone del nero · a5 alfiere del nero · b5 re del nero · c5 pedone del nero · e5 pedone del bianco · g5 pedone del nero · b4 pedone del nero · d4 pedone del bianco · f4 pedone del bianco · g4 pedone del bianco · h4 pedone del nero · a3 pedone del nero · c3 pedone del bianco · h3 pedone del bianco · a2 pedone del bianco · b2 pedone del bianco · c2 alfiere del bianco · e2 re del bianco | 6 |
| 5 | d8 alfiere del bianco · b7 torre del nero · e7 pedone del nero · a6 torre del nero · d6 pedone del nero · f6 pedone del nero · a5 alfiere del nero · b5 re del nero · c5 pedone del nero · e5 pedone del bianco · g5 pedone del nero · b4 pedone del nero · d4 pedone del bianco · f4 pedone del bianco · g4 pedone del bianco · h4 pedone del nero · a3 pedone del nero · c3 pedone del bianco · h3 pedone del bianco · a2 pedone del bianco · b2 pedone del bianco · c2 alfiere del bianco · e2 re del bianco | d8 alfiere del bianco · b7 torre del nero · e7 pedone del nero · a6 torre del nero · d6 pedone del nero · f6 pedone del nero · a5 alfiere del nero · b5 re del nero · c5 pedone del nero · e5 pedone del bianco · g5 pedone del nero · b4 pedone del nero · d4 pedone del bianco · f4 pedone del bianco · g4 pedone del bianco · h4 pedone del nero · a3 pedone del nero · c3 pedone del bianco · h3 pedone del bianco · a2 pedone del bianco · b2 pedone del bianco · c2 alfiere del bianco · e2 re del bianco | d8 alfiere del bianco · b7 torre del nero · e7 pedone del nero · a6 torre del nero · d6 pedone del nero · f6 pedone del nero · a5 alfiere del nero · b5 re del nero · c5 pedone del nero · e5 pedone del bianco · g5 pedone del nero · b4 pedone del nero · d4 pedone del bianco · f4 pedone del bianco · g4 pedone del bianco · h4 pedone del nero · a3 pedone del nero · c3 pedone del bianco · h3 pedone del bianco · a2 pedone del bianco · b2 pedone del bianco · c2 alfiere del bianco · e2 re del bianco | d8 alfiere del bianco · b7 torre del nero · e7 pedone del nero · a6 torre del nero · d6 pedone del nero · f6 pedone del nero · a5 alfiere del nero · b5 re del nero · c5 pedone del nero · e5 pedone del bianco · g5 pedone del nero · b4 pedone del nero · d4 pedone del bianco · f4 pedone del bianco · g4 pedone del bianco · h4 pedone del nero · a3 pedone del nero · c3 pedone del bianco · h3 pedone del bianco · a2 pedone del bianco · b2 pedone del bianco · c2 alfiere del bianco · e2 re del bianco | d8 alfiere del bianco · b7 torre del nero · e7 pedone del nero · a6 torre del nero · d6 pedone del nero · f6 pedone del nero · a5 alfiere del nero · b5 re del nero · c5 pedone del nero · e5 pedone del bianco · g5 pedone del nero · b4 pedone del nero · d4 pedone del bianco · f4 pedone del bianco · g4 pedone del bianco · h4 pedone del nero · a3 pedone del nero · c3 pedone del bianco · h3 pedone del bianco · a2 pedone del bianco · b2 pedone del bianco · c2 alfiere del bianco · e2 re del bianco | d8 alfiere del bianco · b7 torre del nero · e7 pedone del nero · a6 torre del nero · d6 pedone del nero · f6 pedone del nero · a5 alfiere del nero · b5 re del nero · c5 pedone del nero · e5 pedone del bianco · g5 pedone del nero · b4 pedone del nero · d4 pedone del bianco · f4 pedone del bianco · g4 pedone del bianco · h4 pedone del nero · a3 pedone del nero · c3 pedone del bianco · h3 pedone del bianco · a2 pedone del bianco · b2 pedone del bianco · c2 alfiere del bianco · e2 re del bianco | d8 alfiere del bianco · b7 torre del nero · e7 pedone del nero · a6 torre del nero · d6 pedone del nero · f6 pedone del nero · a5 alfiere del nero · b5 re del nero · c5 pedone del nero · e5 pedone del bianco · g5 pedone del nero · b4 pedone del nero · d4 pedone del bianco · f4 pedone del bianco · g4 pedone del bianco · h4 pedone del nero · a3 pedone del nero · c3 pedone del bianco · h3 pedone del bianco · a2 pedone del bianco · b2 pedone del bianco · c2 alfiere del bianco · e2 re del bianco | d8 alfiere del bianco · b7 torre del nero · e7 pedone del nero · a6 torre del nero · d6 pedone del nero · f6 pedone del nero · a5 alfiere del nero · b5 re del nero · c5 pedone del nero · e5 pedone del bianco · g5 pedone del nero · b4 pedone del nero · d4 pedone del bianco · f4 pedone del bianco · g4 pedone del bianco · h4 pedone del nero · a3 pedone del nero · c3 pedone del bianco · h3 pedone del bianco · a2 pedone del bianco · b2 pedone del bianco · c2 alfiere del bianco · e2 re del bianco | 5 |
| 4 | d8 alfiere del bianco · b7 torre del nero · e7 pedone del nero · a6 torre del nero · d6 pedone del nero · f6 pedone del nero · a5 alfiere del nero · b5 re del nero · c5 pedone del nero · e5 pedone del bianco · g5 pedone del nero · b4 pedone del nero · d4 pedone del bianco · f4 pedone del bianco · g4 pedone del bianco · h4 pedone del nero · a3 pedone del nero · c3 pedone del bianco · h3 pedone del bianco · a2 pedone del bianco · b2 pedone del bianco · c2 alfiere del bianco · e2 re del bianco | d8 alfiere del bianco · b7 torre del nero · e7 pedone del nero · a6 torre del nero · d6 pedone del nero · f6 pedone del nero · a5 alfiere del nero · b5 re del nero · c5 pedone del nero · e5 pedone del bianco · g5 pedone del nero · b4 pedone del nero · d4 pedone del bianco · f4 pedone del bianco · g4 pedone del bianco · h4 pedone del nero · a3 pedone del nero · c3 pedone del bianco · h3 pedone del bianco · a2 pedone del bianco · b2 pedone del bianco · c2 alfiere del bianco · e2 re del bianco | d8 alfiere del bianco · b7 torre del nero · e7 pedone del nero · a6 torre del nero · d6 pedone del nero · f6 pedone del nero · a5 alfiere del nero · b5 re del nero · c5 pedone del nero · e5 pedone del bianco · g5 pedone del nero · b4 pedone del nero · d4 pedone del bianco · f4 pedone del bianco · g4 pedone del bianco · h4 pedone del nero · a3 pedone del nero · c3 pedone del bianco · h3 pedone del bianco · a2 pedone del bianco · b2 pedone del bianco · c2 alfiere del bianco · e2 re del bianco | d8 alfiere del bianco · b7 torre del nero · e7 pedone del nero · a6 torre del nero · d6 pedone del nero · f6 pedone del nero · a5 alfiere del nero · b5 re del nero · c5 pedone del nero · e5 pedone del bianco · g5 pedone del nero · b4 pedone del nero · d4 pedone del bianco · f4 pedone del bianco · g4 pedone del bianco · h4 pedone del nero · a3 pedone del nero · c3 pedone del bianco · h3 pedone del bianco · a2 pedone del bianco · b2 pedone del bianco · c2 alfiere del bianco · e2 re del bianco | d8 alfiere del bianco · b7 torre del nero · e7 pedone del nero · a6 torre del nero · d6 pedone del nero · f6 pedone del nero · a5 alfiere del nero · b5 re del nero · c5 pedone del nero · e5 pedone del bianco · g5 pedone del nero · b4 pedone del nero · d4 pedone del bianco · f4 pedone del bianco · g4 pedone del bianco · h4 pedone del nero · a3 pedone del nero · c3 pedone del bianco · h3 pedone del bianco · a2 pedone del bianco · b2 pedone del bianco · c2 alfiere del bianco · e2 re del bianco | d8 alfiere del bianco · b7 torre del nero · e7 pedone del nero · a6 torre del nero · d6 pedone del nero · f6 pedone del nero · a5 alfiere del nero · b5 re del nero · c5 pedone del nero · e5 pedone del bianco · g5 pedone del nero · b4 pedone del nero · d4 pedone del bianco · f4 pedone del bianco · g4 pedone del bianco · h4 pedone del nero · a3 pedone del nero · c3 pedone del bianco · h3 pedone del bianco · a2 pedone del bianco · b2 pedone del bianco · c2 alfiere del bianco · e2 re del bianco | d8 alfiere del bianco · b7 torre del nero · e7 pedone del nero · a6 torre del nero · d6 pedone del nero · f6 pedone del nero · a5 alfiere del nero · b5 re del nero · c5 pedone del nero · e5 pedone del bianco · g5 pedone del nero · b4 pedone del nero · d4 pedone del bianco · f4 pedone del bianco · g4 pedone del bianco · h4 pedone del nero · a3 pedone del nero · c3 pedone del bianco · h3 pedone del bianco · a2 pedone del bianco · b2 pedone del bianco · c2 alfiere del bianco · e2 re del bianco | d8 alfiere del bianco · b7 torre del nero · e7 pedone del nero · a6 torre del nero · d6 pedone del nero · f6 pedone del nero · a5 alfiere del nero · b5 re del nero · c5 pedone del nero · e5 pedone del bianco · g5 pedone del nero · b4 pedone del nero · d4 pedone del bianco · f4 pedone del bianco · g4 pedone del bianco · h4 pedone del nero · a3 pedone del nero · c3 pedone del bianco · h3 pedone del bianco · a2 pedone del bianco · b2 pedone del bianco · c2 alfiere del bianco · e2 re del bianco | 4 |
| 3 | d8 alfiere del bianco · b7 torre del nero · e7 pedone del nero · a6 torre del nero · d6 pedone del nero · f6 pedone del nero · a5 alfiere del nero · b5 re del nero · c5 pedone del nero · e5 pedone del bianco · g5 pedone del nero · b4 pedone del nero · d4 pedone del bianco · f4 pedone del bianco · g4 pedone del bianco · h4 pedone del nero · a3 pedone del nero · c3 pedone del bianco · h3 pedone del bianco · a2 pedone del bianco · b2 pedone del bianco · c2 alfiere del bianco · e2 re del bianco | d8 alfiere del bianco · b7 torre del nero · e7 pedone del nero · a6 torre del nero · d6 pedone del nero · f6 pedone del nero · a5 alfiere del nero · b5 re del nero · c5 pedone del nero · e5 pedone del bianco · g5 pedone del nero · b4 pedone del nero · d4 pedone del bianco · f4 pedone del bianco · g4 pedone del bianco · h4 pedone del nero · a3 pedone del nero · c3 pedone del bianco · h3 pedone del bianco · a2 pedone del bianco · b2 pedone del bianco · c2 alfiere del bianco · e2 re del bianco | d8 alfiere del bianco · b7 torre del nero · e7 pedone del nero · a6 torre del nero · d6 pedone del nero · f6 pedone del nero · a5 alfiere del nero · b5 re del nero · c5 pedone del nero · e5 pedone del bianco · g5 pedone del nero · b4 pedone del nero · d4 pedone del bianco · f4 pedone del bianco · g4 pedone del bianco · h4 pedone del nero · a3 pedone del nero · c3 pedone del bianco · h3 pedone del bianco · a2 pedone del bianco · b2 pedone del bianco · c2 alfiere del bianco · e2 re del bianco | d8 alfiere del bianco · b7 torre del nero · e7 pedone del nero · a6 torre del nero · d6 pedone del nero · f6 pedone del nero · a5 alfiere del nero · b5 re del nero · c5 pedone del nero · e5 pedone del bianco · g5 pedone del nero · b4 pedone del nero · d4 pedone del bianco · f4 pedone del bianco · g4 pedone del bianco · h4 pedone del nero · a3 pedone del nero · c3 pedone del bianco · h3 pedone del bianco · a2 pedone del bianco · b2 pedone del bianco · c2 alfiere del bianco · e2 re del bianco | d8 alfiere del bianco · b7 torre del nero · e7 pedone del nero · a6 torre del nero · d6 pedone del nero · f6 pedone del nero · a5 alfiere del nero · b5 re del nero · c5 pedone del nero · e5 pedone del bianco · g5 pedone del nero · b4 pedone del nero · d4 pedone del bianco · f4 pedone del bianco · g4 pedone del bianco · h4 pedone del nero · a3 pedone del nero · c3 pedone del bianco · h3 pedone del bianco · a2 pedone del bianco · b2 pedone del bianco · c2 alfiere del bianco · e2 re del bianco | d8 alfiere del bianco · b7 torre del nero · e7 pedone del nero · a6 torre del nero · d6 pedone del nero · f6 pedone del nero · a5 alfiere del nero · b5 re del nero · c5 pedone del nero · e5 pedone del bianco · g5 pedone del nero · b4 pedone del nero · d4 pedone del bianco · f4 pedone del bianco · g4 pedone del bianco · h4 pedone del nero · a3 pedone del nero · c3 pedone del bianco · h3 pedone del bianco · a2 pedone del bianco · b2 pedone del bianco · c2 alfiere del bianco · e2 re del bianco | d8 alfiere del bianco · b7 torre del nero · e7 pedone del nero · a6 torre del nero · d6 pedone del nero · f6 pedone del nero · a5 alfiere del nero · b5 re del nero · c5 pedone del nero · e5 pedone del bianco · g5 pedone del nero · b4 pedone del nero · d4 pedone del bianco · f4 pedone del bianco · g4 pedone del bianco · h4 pedone del nero · a3 pedone del nero · c3 pedone del bianco · h3 pedone del bianco · a2 pedone del bianco · b2 pedone del bianco · c2 alfiere del bianco · e2 re del bianco | d8 alfiere del bianco · b7 torre del nero · e7 pedone del nero · a6 torre del nero · d6 pedone del nero · f6 pedone del nero · a5 alfiere del nero · b5 re del nero · c5 pedone del nero · e5 pedone del bianco · g5 pedone del nero · b4 pedone del nero · d4 pedone del bianco · f4 pedone del bianco · g4 pedone del bianco · h4 pedone del nero · a3 pedone del nero · c3 pedone del bianco · h3 pedone del bianco · a2 pedone del bianco · b2 pedone del bianco · c2 alfiere del bianco · e2 re del bianco | 3 |
| 2 | d8 alfiere del bianco · b7 torre del nero · e7 pedone del nero · a6 torre del nero · d6 pedone del nero · f6 pedone del nero · a5 alfiere del nero · b5 re del nero · c5 pedone del nero · e5 pedone del bianco · g5 pedone del nero · b4 pedone del nero · d4 pedone del bianco · f4 pedone del bianco · g4 pedone del bianco · h4 pedone del nero · a3 pedone del nero · c3 pedone del bianco · h3 pedone del bianco · a2 pedone del bianco · b2 pedone del bianco · c2 alfiere del bianco · e2 re del bianco | d8 alfiere del bianco · b7 torre del nero · e7 pedone del nero · a6 torre del nero · d6 pedone del nero · f6 pedone del nero · a5 alfiere del nero · b5 re del nero · c5 pedone del nero · e5 pedone del bianco · g5 pedone del nero · b4 pedone del nero · d4 pedone del bianco · f4 pedone del bianco · g4 pedone del bianco · h4 pedone del nero · a3 pedone del nero · c3 pedone del bianco · h3 pedone del bianco · a2 pedone del bianco · b2 pedone del bianco · c2 alfiere del bianco · e2 re del bianco | d8 alfiere del bianco · b7 torre del nero · e7 pedone del nero · a6 torre del nero · d6 pedone del nero · f6 pedone del nero · a5 alfiere del nero · b5 re del nero · c5 pedone del nero · e5 pedone del bianco · g5 pedone del nero · b4 pedone del nero · d4 pedone del bianco · f4 pedone del bianco · g4 pedone del bianco · h4 pedone del nero · a3 pedone del nero · c3 pedone del bianco · h3 pedone del bianco · a2 pedone del bianco · b2 pedone del bianco · c2 alfiere del bianco · e2 re del bianco | d8 alfiere del bianco · b7 torre del nero · e7 pedone del nero · a6 torre del nero · d6 pedone del nero · f6 pedone del nero · a5 alfiere del nero · b5 re del nero · c5 pedone del nero · e5 pedone del bianco · g5 pedone del nero · b4 pedone del nero · d4 pedone del bianco · f4 pedone del bianco · g4 pedone del bianco · h4 pedone del nero · a3 pedone del nero · c3 pedone del bianco · h3 pedone del bianco · a2 pedone del bianco · b2 pedone del bianco · c2 alfiere del bianco · e2 re del bianco | d8 alfiere del bianco · b7 torre del nero · e7 pedone del nero · a6 torre del nero · d6 pedone del nero · f6 pedone del nero · a5 alfiere del nero · b5 re del nero · c5 pedone del nero · e5 pedone del bianco · g5 pedone del nero · b4 pedone del nero · d4 pedone del bianco · f4 pedone del bianco · g4 pedone del bianco · h4 pedone del nero · a3 pedone del nero · c3 pedone del bianco · h3 pedone del bianco · a2 pedone del bianco · b2 pedone del bianco · c2 alfiere del bianco · e2 re del bianco | d8 alfiere del bianco · b7 torre del nero · e7 pedone del nero · a6 torre del nero · d6 pedone del nero · f6 pedone del nero · a5 alfiere del nero · b5 re del nero · c5 pedone del nero · e5 pedone del bianco · g5 pedone del nero · b4 pedone del nero · d4 pedone del bianco · f4 pedone del bianco · g4 pedone del bianco · h4 pedone del nero · a3 pedone del nero · c3 pedone del bianco · h3 pedone del bianco · a2 pedone del bianco · b2 pedone del bianco · c2 alfiere del bianco · e2 re del bianco | d8 alfiere del bianco · b7 torre del nero · e7 pedone del nero · a6 torre del nero · d6 pedone del nero · f6 pedone del nero · a5 alfiere del nero · b5 re del nero · c5 pedone del nero · e5 pedone del bianco · g5 pedone del nero · b4 pedone del nero · d4 pedone del bianco · f4 pedone del bianco · g4 pedone del bianco · h4 pedone del nero · a3 pedone del nero · c3 pedone del bianco · h3 pedone del bianco · a2 pedone del bianco · b2 pedone del bianco · c2 alfiere del bianco · e2 re del bianco | d8 alfiere del bianco · b7 torre del nero · e7 pedone del nero · a6 torre del nero · d6 pedone del nero · f6 pedone del nero · a5 alfiere del nero · b5 re del nero · c5 pedone del nero · e5 pedone del bianco · g5 pedone del nero · b4 pedone del nero · d4 pedone del bianco · f4 pedone del bianco · g4 pedone del bianco · h4 pedone del nero · a3 pedone del nero · c3 pedone del bianco · h3 pedone del bianco · a2 pedone del bianco · b2 pedone del bianco · c2 alfiere del bianco · e2 re del bianco | 2 |
| 1 | d8 alfiere del bianco · b7 torre del nero · e7 pedone del nero · a6 torre del nero · d6 pedone del nero · f6 pedone del nero · a5 alfiere del nero · b5 re del nero · c5 pedone del nero · e5 pedone del bianco · g5 pedone del nero · b4 pedone del nero · d4 pedone del bianco · f4 pedone del bianco · g4 pedone del bianco · h4 pedone del nero · a3 pedone del nero · c3 pedone del bianco · h3 pedone del bianco · a2 pedone del bianco · b2 pedone del bianco · c2 alfiere del bianco · e2 re del bianco | d8 alfiere del bianco · b7 torre del nero · e7 pedone del nero · a6 torre del nero · d6 pedone del nero · f6 pedone del nero · a5 alfiere del nero · b5 re del nero · c5 pedone del nero · e5 pedone del bianco · g5 pedone del nero · b4 pedone del nero · d4 pedone del bianco · f4 pedone del bianco · g4 pedone del bianco · h4 pedone del nero · a3 pedone del nero · c3 pedone del bianco · h3 pedone del bianco · a2 pedone del bianco · b2 pedone del bianco · c2 alfiere del bianco · e2 re del bianco | d8 alfiere del bianco · b7 torre del nero · e7 pedone del nero · a6 torre del nero · d6 pedone del nero · f6 pedone del nero · a5 alfiere del nero · b5 re del nero · c5 pedone del nero · e5 pedone del bianco · g5 pedone del nero · b4 pedone del nero · d4 pedone del bianco · f4 pedone del bianco · g4 pedone del bianco · h4 pedone del nero · a3 pedone del nero · c3 pedone del bianco · h3 pedone del bianco · a2 pedone del bianco · b2 pedone del bianco · c2 alfiere del bianco · e2 re del bianco | d8 alfiere del bianco · b7 torre del nero · e7 pedone del nero · a6 torre del nero · d6 pedone del nero · f6 pedone del nero · a5 alfiere del nero · b5 re del nero · c5 pedone del nero · e5 pedone del bianco · g5 pedone del nero · b4 pedone del nero · d4 pedone del bianco · f4 pedone del bianco · g4 pedone del bianco · h4 pedone del nero · a3 pedone del nero · c3 pedone del bianco · h3 pedone del bianco · a2 pedone del bianco · b2 pedone del bianco · c2 alfiere del bianco · e2 re del bianco | d8 alfiere del bianco · b7 torre del nero · e7 pedone del nero · a6 torre del nero · d6 pedone del nero · f6 pedone del nero · a5 alfiere del nero · b5 re del nero · c5 pedone del nero · e5 pedone del bianco · g5 pedone del nero · b4 pedone del nero · d4 pedone del bianco · f4 pedone del bianco · g4 pedone del bianco · h4 pedone del nero · a3 pedone del nero · c3 pedone del bianco · h3 pedone del bianco · a2 pedone del bianco · b2 pedone del bianco · c2 alfiere del bianco · e2 re del bianco | d8 alfiere del bianco · b7 torre del nero · e7 pedone del nero · a6 torre del nero · d6 pedone del nero · f6 pedone del nero · a5 alfiere del nero · b5 re del nero · c5 pedone del nero · e5 pedone del bianco · g5 pedone del nero · b4 pedone del nero · d4 pedone del bianco · f4 pedone del bianco · g4 pedone del bianco · h4 pedone del nero · a3 pedone del nero · c3 pedone del bianco · h3 pedone del bianco · a2 pedone del bianco · b2 pedone del bianco · c2 alfiere del bianco · e2 re del bianco | d8 alfiere del bianco · b7 torre del nero · e7 pedone del nero · a6 torre del nero · d6 pedone del nero · f6 pedone del nero · a5 alfiere del nero · b5 re del nero · c5 pedone del nero · e5 pedone del bianco · g5 pedone del nero · b4 pedone del nero · d4 pedone del bianco · f4 pedone del bianco · g4 pedone del bianco · h4 pedone del nero · a3 pedone del nero · c3 pedone del bianco · h3 pedone del bianco · a2 pedone del bianco · b2 pedone del bianco · c2 alfiere del bianco · e2 re del bianco | d8 alfiere del bianco · b7 torre del nero · e7 pedone del nero · a6 torre del nero · d6 pedone del nero · f6 pedone del nero · a5 alfiere del nero · b5 re del nero · c5 pedone del nero · e5 pedone del bianco · g5 pedone del nero · b4 pedone del nero · d4 pedone del bianco · f4 pedone del bianco · g4 pedone del bianco · h4 pedone del nero · a3 pedone del nero · c3 pedone del bianco · h3 pedone del bianco · a2 pedone del bianco · b2 pedone del bianco · c2 alfiere del bianco · e2 re del bianco | 1 |
|   | a | b | c | d | e | f | g | h |   |

|   | a | b | c | d | e | f | g | h |   |
| 8 | d8 re del nero · b7 torre del nero · e7 pedone del nero · a6 torre del nero · d6 pedone del nero · e6 pedone del bianco · f6 pedone del nero · a5 alfiere del nero · c5 pedone del nero · d5 pedone del bianco · f5 pedone del bianco · g5 pedone del nero · b4 pedone del nero · c4 pedone del bianco · g4 pedone del bianco · h4 pedone del nero · a3 pedone del nero · b3 pedone del bianco · h3 pedone del bianco · a2 pedone del bianco · e2 re del bianco | d8 re del nero · b7 torre del nero · e7 pedone del nero · a6 torre del nero · d6 pedone del nero · e6 pedone del bianco · f6 pedone del nero · a5 alfiere del nero · c5 pedone del nero · d5 pedone del bianco · f5 pedone del bianco · g5 pedone del nero · b4 pedone del nero · c4 pedone del bianco · g4 pedone del bianco · h4 pedone del nero · a3 pedone del nero · b3 pedone del bianco · h3 pedone del bianco · a2 pedone del bianco · e2 re del bianco | d8 re del nero · b7 torre del nero · e7 pedone del nero · a6 torre del nero · d6 pedone del nero · e6 pedone del bianco · f6 pedone del nero · a5 alfiere del nero · c5 pedone del nero · d5 pedone del bianco · f5 pedone del bianco · g5 pedone del nero · b4 pedone del nero · c4 pedone del bianco · g4 pedone del bianco · h4 pedone del nero · a3 pedone del nero · b3 pedone del bianco · h3 pedone del bianco · a2 pedone del bianco · e2 re del bianco | d8 re del nero · b7 torre del nero · e7 pedone del nero · a6 torre del nero · d6 pedone del nero · e6 pedone del bianco · f6 pedone del nero · a5 alfiere del nero · c5 pedone del nero · d5 pedone del bianco · f5 pedone del bianco · g5 pedone del nero · b4 pedone del nero · c4 pedone del bianco · g4 pedone del bianco · h4 pedone del nero · a3 pedone del nero · b3 pedone del bianco · h3 pedone del bianco · a2 pedone del bianco · e2 re del bianco | d8 re del nero · b7 torre del nero · e7 pedone del nero · a6 torre del nero · d6 pedone del nero · e6 pedone del bianco · f6 pedone del nero · a5 alfiere del nero · c5 pedone del nero · d5 pedone del bianco · f5 pedone del bianco · g5 pedone del nero · b4 pedone del nero · c4 pedone del bianco · g4 pedone del bianco · h4 pedone del nero · a3 pedone del nero · b3 pedone del bianco · h3 pedone del bianco · a2 pedone del bianco · e2 re del bianco | d8 re del nero · b7 torre del nero · e7 pedone del nero · a6 torre del nero · d6 pedone del nero · e6 pedone del bianco · f6 pedone del nero · a5 alfiere del nero · c5 pedone del nero · d5 pedone del bianco · f5 pedone del bianco · g5 pedone del nero · b4 pedone del nero · c4 pedone del bianco · g4 pedone del bianco · h4 pedone del nero · a3 pedone del nero · b3 pedone del bianco · h3 pedone del bianco · a2 pedone del bianco · e2 re del bianco | d8 re del nero · b7 torre del nero · e7 pedone del nero · a6 torre del nero · d6 pedone del nero · e6 pedone del bianco · f6 pedone del nero · a5 alfiere del nero · c5 pedone del nero · d5 pedone del bianco · f5 pedone del bianco · g5 pedone del nero · b4 pedone del nero · c4 pedone del bianco · g4 pedone del bianco · h4 pedone del nero · a3 pedone del nero · b3 pedone del bianco · h3 pedone del bianco · a2 pedone del bianco · e2 re del bianco | d8 re del nero · b7 torre del nero · e7 pedone del nero · a6 torre del nero · d6 pedone del nero · e6 pedone del bianco · f6 pedone del nero · a5 alfiere del nero · c5 pedone del nero · d5 pedone del bianco · f5 pedone del bianco · g5 pedone del nero · b4 pedone del nero · c4 pedone del bianco · g4 pedone del bianco · h4 pedone del nero · a3 pedone del nero · b3 pedone del bianco · h3 pedone del bianco · a2 pedone del bianco · e2 re del bianco | 8 |
| 7 | d8 re del nero · b7 torre del nero · e7 pedone del nero · a6 torre del nero · d6 pedone del nero · e6 pedone del bianco · f6 pedone del nero · a5 alfiere del nero · c5 pedone del nero · d5 pedone del bianco · f5 pedone del bianco · g5 pedone del nero · b4 pedone del nero · c4 pedone del bianco · g4 pedone del bianco · h4 pedone del nero · a3 pedone del nero · b3 pedone del bianco · h3 pedone del bianco · a2 pedone del bianco · e2 re del bianco | d8 re del nero · b7 torre del nero · e7 pedone del nero · a6 torre del nero · d6 pedone del nero · e6 pedone del bianco · f6 pedone del nero · a5 alfiere del nero · c5 pedone del nero · d5 pedone del bianco · f5 pedone del bianco · g5 pedone del nero · b4 pedone del nero · c4 pedone del bianco · g4 pedone del bianco · h4 pedone del nero · a3 pedone del nero · b3 pedone del bianco · h3 pedone del bianco · a2 pedone del bianco · e2 re del bianco | d8 re del nero · b7 torre del nero · e7 pedone del nero · a6 torre del nero · d6 pedone del nero · e6 pedone del bianco · f6 pedone del nero · a5 alfiere del nero · c5 pedone del nero · d5 pedone del bianco · f5 pedone del bianco · g5 pedone del nero · b4 pedone del nero · c4 pedone del bianco · g4 pedone del bianco · h4 pedone del nero · a3 pedone del nero · b3 pedone del bianco · h3 pedone del bianco · a2 pedone del bianco · e2 re del bianco | d8 re del nero · b7 torre del nero · e7 pedone del nero · a6 torre del nero · d6 pedone del nero · e6 pedone del bianco · f6 pedone del nero · a5 alfiere del nero · c5 pedone del nero · d5 pedone del bianco · f5 pedone del bianco · g5 pedone del nero · b4 pedone del nero · c4 pedone del bianco · g4 pedone del bianco · h4 pedone del nero · a3 pedone del nero · b3 pedone del bianco · h3 pedone del bianco · a2 pedone del bianco · e2 re del bianco | d8 re del nero · b7 torre del nero · e7 pedone del nero · a6 torre del nero · d6 pedone del nero · e6 pedone del bianco · f6 pedone del nero · a5 alfiere del nero · c5 pedone del nero · d5 pedone del bianco · f5 pedone del bianco · g5 pedone del nero · b4 pedone del nero · c4 pedone del bianco · g4 pedone del bianco · h4 pedone del nero · a3 pedone del nero · b3 pedone del bianco · h3 pedone del bianco · a2 pedone del bianco · e2 re del bianco | d8 re del nero · b7 torre del nero · e7 pedone del nero · a6 torre del nero · d6 pedone del nero · e6 pedone del bianco · f6 pedone del nero · a5 alfiere del nero · c5 pedone del nero · d5 pedone del bianco · f5 pedone del bianco · g5 pedone del nero · b4 pedone del nero · c4 pedone del bianco · g4 pedone del bianco · h4 pedone del nero · a3 pedone del nero · b3 pedone del bianco · h3 pedone del bianco · a2 pedone del bianco · e2 re del bianco | d8 re del nero · b7 torre del nero · e7 pedone del nero · a6 torre del nero · d6 pedone del nero · e6 pedone del bianco · f6 pedone del nero · a5 alfiere del nero · c5 pedone del nero · d5 pedone del bianco · f5 pedone del bianco · g5 pedone del nero · b4 pedone del nero · c4 pedone del bianco · g4 pedone del bianco · h4 pedone del nero · a3 pedone del nero · b3 pedone del bianco · h3 pedone del bianco · a2 pedone del bianco · e2 re del bianco | d8 re del nero · b7 torre del nero · e7 pedone del nero · a6 torre del nero · d6 pedone del nero · e6 pedone del bianco · f6 pedone del nero · a5 alfiere del nero · c5 pedone del nero · d5 pedone del bianco · f5 pedone del bianco · g5 pedone del nero · b4 pedone del nero · c4 pedone del bianco · g4 pedone del bianco · h4 pedone del nero · a3 pedone del nero · b3 pedone del bianco · h3 pedone del bianco · a2 pedone del bianco · e2 re del bianco | 7 |
| 6 | d8 re del nero · b7 torre del nero · e7 pedone del nero · a6 torre del nero · d6 pedone del nero · e6 pedone del bianco · f6 pedone del nero · a5 alfiere del nero · c5 pedone del nero · d5 pedone del bianco · f5 pedone del bianco · g5 pedone del nero · b4 pedone del nero · c4 pedone del bianco · g4 pedone del bianco · h4 pedone del nero · a3 pedone del nero · b3 pedone del bianco · h3 pedone del bianco · a2 pedone del bianco · e2 re del bianco | d8 re del nero · b7 torre del nero · e7 pedone del nero · a6 torre del nero · d6 pedone del nero · e6 pedone del bianco · f6 pedone del nero · a5 alfiere del nero · c5 pedone del nero · d5 pedone del bianco · f5 pedone del bianco · g5 pedone del nero · b4 pedone del nero · c4 pedone del bianco · g4 pedone del bianco · h4 pedone del nero · a3 pedone del nero · b3 pedone del bianco · h3 pedone del bianco · a2 pedone del bianco · e2 re del bianco | d8 re del nero · b7 torre del nero · e7 pedone del nero · a6 torre del nero · d6 pedone del nero · e6 pedone del bianco · f6 pedone del nero · a5 alfiere del nero · c5 pedone del nero · d5 pedone del bianco · f5 pedone del bianco · g5 pedone del nero · b4 pedone del nero · c4 pedone del bianco · g4 pedone del bianco · h4 pedone del nero · a3 pedone del nero · b3 pedone del bianco · h3 pedone del bianco · a2 pedone del bianco · e2 re del bianco | d8 re del nero · b7 torre del nero · e7 pedone del nero · a6 torre del nero · d6 pedone del nero · e6 pedone del bianco · f6 pedone del nero · a5 alfiere del nero · c5 pedone del nero · d5 pedone del bianco · f5 pedone del bianco · g5 pedone del nero · b4 pedone del nero · c4 pedone del bianco · g4 pedone del bianco · h4 pedone del nero · a3 pedone del nero · b3 pedone del bianco · h3 pedone del bianco · a2 pedone del bianco · e2 re del bianco | d8 re del nero · b7 torre del nero · e7 pedone del nero · a6 torre del nero · d6 pedone del nero · e6 pedone del bianco · f6 pedone del nero · a5 alfiere del nero · c5 pedone del nero · d5 pedone del bianco · f5 pedone del bianco · g5 pedone del nero · b4 pedone del nero · c4 pedone del bianco · g4 pedone del bianco · h4 pedone del nero · a3 pedone del nero · b3 pedone del bianco · h3 pedone del bianco · a2 pedone del bianco · e2 re del bianco | d8 re del nero · b7 torre del nero · e7 pedone del nero · a6 torre del nero · d6 pedone del nero · e6 pedone del bianco · f6 pedone del nero · a5 alfiere del nero · c5 pedone del nero · d5 pedone del bianco · f5 pedone del bianco · g5 pedone del nero · b4 pedone del nero · c4 pedone del bianco · g4 pedone del bianco · h4 pedone del nero · a3 pedone del nero · b3 pedone del bianco · h3 pedone del bianco · a2 pedone del bianco · e2 re del bianco | d8 re del nero · b7 torre del nero · e7 pedone del nero · a6 torre del nero · d6 pedone del nero · e6 pedone del bianco · f6 pedone del nero · a5 alfiere del nero · c5 pedone del nero · d5 pedone del bianco · f5 pedone del bianco · g5 pedone del nero · b4 pedone del nero · c4 pedone del bianco · g4 pedone del bianco · h4 pedone del nero · a3 pedone del nero · b3 pedone del bianco · h3 pedone del bianco · a2 pedone del bianco · e2 re del bianco | d8 re del nero · b7 torre del nero · e7 pedone del nero · a6 torre del nero · d6 pedone del nero · e6 pedone del bianco · f6 pedone del nero · a5 alfiere del nero · c5 pedone del nero · d5 pedone del bianco · f5 pedone del bianco · g5 pedone del nero · b4 pedone del nero · c4 pedone del bianco · g4 pedone del bianco · h4 pedone del nero · a3 pedone del nero · b3 pedone del bianco · h3 pedone del bianco · a2 pedone del bianco · e2 re del bianco | 6 |
| 5 | d8 re del nero · b7 torre del nero · e7 pedone del nero · a6 torre del nero · d6 pedone del nero · e6 pedone del bianco · f6 pedone del nero · a5 alfiere del nero · c5 pedone del nero · d5 pedone del bianco · f5 pedone del bianco · g5 pedone del nero · b4 pedone del nero · c4 pedone del bianco · g4 pedone del bianco · h4 pedone del nero · a3 pedone del nero · b3 pedone del bianco · h3 pedone del bianco · a2 pedone del bianco · e2 re del bianco | d8 re del nero · b7 torre del nero · e7 pedone del nero · a6 torre del nero · d6 pedone del nero · e6 pedone del bianco · f6 pedone del nero · a5 alfiere del nero · c5 pedone del nero · d5 pedone del bianco · f5 pedone del bianco · g5 pedone del nero · b4 pedone del nero · c4 pedone del bianco · g4 pedone del bianco · h4 pedone del nero · a3 pedone del nero · b3 pedone del bianco · h3 pedone del bianco · a2 pedone del bianco · e2 re del bianco | d8 re del nero · b7 torre del nero · e7 pedone del nero · a6 torre del nero · d6 pedone del nero · e6 pedone del bianco · f6 pedone del nero · a5 alfiere del nero · c5 pedone del nero · d5 pedone del bianco · f5 pedone del bianco · g5 pedone del nero · b4 pedone del nero · c4 pedone del bianco · g4 pedone del bianco · h4 pedone del nero · a3 pedone del nero · b3 pedone del bianco · h3 pedone del bianco · a2 pedone del bianco · e2 re del bianco | d8 re del nero · b7 torre del nero · e7 pedone del nero · a6 torre del nero · d6 pedone del nero · e6 pedone del bianco · f6 pedone del nero · a5 alfiere del nero · c5 pedone del nero · d5 pedone del bianco · f5 pedone del bianco · g5 pedone del nero · b4 pedone del nero · c4 pedone del bianco · g4 pedone del bianco · h4 pedone del nero · a3 pedone del nero · b3 pedone del bianco · h3 pedone del bianco · a2 pedone del bianco · e2 re del bianco | d8 re del nero · b7 torre del nero · e7 pedone del nero · a6 torre del nero · d6 pedone del nero · e6 pedone del bianco · f6 pedone del nero · a5 alfiere del nero · c5 pedone del nero · d5 pedone del bianco · f5 pedone del bianco · g5 pedone del nero · b4 pedone del nero · c4 pedone del bianco · g4 pedone del bianco · h4 pedone del nero · a3 pedone del nero · b3 pedone del bianco · h3 pedone del bianco · a2 pedone del bianco · e2 re del bianco | d8 re del nero · b7 torre del nero · e7 pedone del nero · a6 torre del nero · d6 pedone del nero · e6 pedone del bianco · f6 pedone del nero · a5 alfiere del nero · c5 pedone del nero · d5 pedone del bianco · f5 pedone del bianco · g5 pedone del nero · b4 pedone del nero · c4 pedone del bianco · g4 pedone del bianco · h4 pedone del nero · a3 pedone del nero · b3 pedone del bianco · h3 pedone del bianco · a2 pedone del bianco · e2 re del bianco | d8 re del nero · b7 torre del nero · e7 pedone del nero · a6 torre del nero · d6 pedone del nero · e6 pedone del bianco · f6 pedone del nero · a5 alfiere del nero · c5 pedone del nero · d5 pedone del bianco · f5 pedone del bianco · g5 pedone del nero · b4 pedone del nero · c4 pedone del bianco · g4 pedone del bianco · h4 pedone del nero · a3 pedone del nero · b3 pedone del bianco · h3 pedone del bianco · a2 pedone del bianco · e2 re del bianco | d8 re del nero · b7 torre del nero · e7 pedone del nero · a6 torre del nero · d6 pedone del nero · e6 pedone del bianco · f6 pedone del nero · a5 alfiere del nero · c5 pedone del nero · d5 pedone del bianco · f5 pedone del bianco · g5 pedone del nero · b4 pedone del nero · c4 pedone del bianco · g4 pedone del bianco · h4 pedone del nero · a3 pedone del nero · b3 pedone del bianco · h3 pedone del bianco · a2 pedone del bianco · e2 re del bianco | 5 |
| 4 | d8 re del nero · b7 torre del nero · e7 pedone del nero · a6 torre del nero · d6 pedone del nero · e6 pedone del bianco · f6 pedone del nero · a5 alfiere del nero · c5 pedone del nero · d5 pedone del bianco · f5 pedone del bianco · g5 pedone del nero · b4 pedone del nero · c4 pedone del bianco · g4 pedone del bianco · h4 pedone del nero · a3 pedone del nero · b3 pedone del bianco · h3 pedone del bianco · a2 pedone del bianco · e2 re del bianco | d8 re del nero · b7 torre del nero · e7 pedone del nero · a6 torre del nero · d6 pedone del nero · e6 pedone del bianco · f6 pedone del nero · a5 alfiere del nero · c5 pedone del nero · d5 pedone del bianco · f5 pedone del bianco · g5 pedone del nero · b4 pedone del nero · c4 pedone del bianco · g4 pedone del bianco · h4 pedone del nero · a3 pedone del nero · b3 pedone del bianco · h3 pedone del bianco · a2 pedone del bianco · e2 re del bianco | d8 re del nero · b7 torre del nero · e7 pedone del nero · a6 torre del nero · d6 pedone del nero · e6 pedone del bianco · f6 pedone del nero · a5 alfiere del nero · c5 pedone del nero · d5 pedone del bianco · f5 pedone del bianco · g5 pedone del nero · b4 pedone del nero · c4 pedone del bianco · g4 pedone del bianco · h4 pedone del nero · a3 pedone del nero · b3 pedone del bianco · h3 pedone del bianco · a2 pedone del bianco · e2 re del bianco | d8 re del nero · b7 torre del nero · e7 pedone del nero · a6 torre del nero · d6 pedone del nero · e6 pedone del bianco · f6 pedone del nero · a5 alfiere del nero · c5 pedone del nero · d5 pedone del bianco · f5 pedone del bianco · g5 pedone del nero · b4 pedone del nero · c4 pedone del bianco · g4 pedone del bianco · h4 pedone del nero · a3 pedone del nero · b3 pedone del bianco · h3 pedone del bianco · a2 pedone del bianco · e2 re del bianco | d8 re del nero · b7 torre del nero · e7 pedone del nero · a6 torre del nero · d6 pedone del nero · e6 pedone del bianco · f6 pedone del nero · a5 alfiere del nero · c5 pedone del nero · d5 pedone del bianco · f5 pedone del bianco · g5 pedone del nero · b4 pedone del nero · c4 pedone del bianco · g4 pedone del bianco · h4 pedone del nero · a3 pedone del nero · b3 pedone del bianco · h3 pedone del bianco · a2 pedone del bianco · e2 re del bianco | d8 re del nero · b7 torre del nero · e7 pedone del nero · a6 torre del nero · d6 pedone del nero · e6 pedone del bianco · f6 pedone del nero · a5 alfiere del nero · c5 pedone del nero · d5 pedone del bianco · f5 pedone del bianco · g5 pedone del nero · b4 pedone del nero · c4 pedone del bianco · g4 pedone del bianco · h4 pedone del nero · a3 pedone del nero · b3 pedone del bianco · h3 pedone del bianco · a2 pedone del bianco · e2 re del bianco | d8 re del nero · b7 torre del nero · e7 pedone del nero · a6 torre del nero · d6 pedone del nero · e6 pedone del bianco · f6 pedone del nero · a5 alfiere del nero · c5 pedone del nero · d5 pedone del bianco · f5 pedone del bianco · g5 pedone del nero · b4 pedone del nero · c4 pedone del bianco · g4 pedone del bianco · h4 pedone del nero · a3 pedone del nero · b3 pedone del bianco · h3 pedone del bianco · a2 pedone del bianco · e2 re del bianco | d8 re del nero · b7 torre del nero · e7 pedone del nero · a6 torre del nero · d6 pedone del nero · e6 pedone del bianco · f6 pedone del nero · a5 alfiere del nero · c5 pedone del nero · d5 pedone del bianco · f5 pedone del bianco · g5 pedone del nero · b4 pedone del nero · c4 pedone del bianco · g4 pedone del bianco · h4 pedone del nero · a3 pedone del nero · b3 pedone del bianco · h3 pedone del bianco · a2 pedone del bianco · e2 re del bianco | 4 |
| 3 | d8 re del nero · b7 torre del nero · e7 pedone del nero · a6 torre del nero · d6 pedone del nero · e6 pedone del bianco · f6 pedone del nero · a5 alfiere del nero · c5 pedone del nero · d5 pedone del bianco · f5 pedone del bianco · g5 pedone del nero · b4 pedone del nero · c4 pedone del bianco · g4 pedone del bianco · h4 pedone del nero · a3 pedone del nero · b3 pedone del bianco · h3 pedone del bianco · a2 pedone del bianco · e2 re del bianco | d8 re del nero · b7 torre del nero · e7 pedone del nero · a6 torre del nero · d6 pedone del nero · e6 pedone del bianco · f6 pedone del nero · a5 alfiere del nero · c5 pedone del nero · d5 pedone del bianco · f5 pedone del bianco · g5 pedone del nero · b4 pedone del nero · c4 pedone del bianco · g4 pedone del bianco · h4 pedone del nero · a3 pedone del nero · b3 pedone del bianco · h3 pedone del bianco · a2 pedone del bianco · e2 re del bianco | d8 re del nero · b7 torre del nero · e7 pedone del nero · a6 torre del nero · d6 pedone del nero · e6 pedone del bianco · f6 pedone del nero · a5 alfiere del nero · c5 pedone del nero · d5 pedone del bianco · f5 pedone del bianco · g5 pedone del nero · b4 pedone del nero · c4 pedone del bianco · g4 pedone del bianco · h4 pedone del nero · a3 pedone del nero · b3 pedone del bianco · h3 pedone del bianco · a2 pedone del bianco · e2 re del bianco | d8 re del nero · b7 torre del nero · e7 pedone del nero · a6 torre del nero · d6 pedone del nero · e6 pedone del bianco · f6 pedone del nero · a5 alfiere del nero · c5 pedone del nero · d5 pedone del bianco · f5 pedone del bianco · g5 pedone del nero · b4 pedone del nero · c4 pedone del bianco · g4 pedone del bianco · h4 pedone del nero · a3 pedone del nero · b3 pedone del bianco · h3 pedone del bianco · a2 pedone del bianco · e2 re del bianco | d8 re del nero · b7 torre del nero · e7 pedone del nero · a6 torre del nero · d6 pedone del nero · e6 pedone del bianco · f6 pedone del nero · a5 alfiere del nero · c5 pedone del nero · d5 pedone del bianco · f5 pedone del bianco · g5 pedone del nero · b4 pedone del nero · c4 pedone del bianco · g4 pedone del bianco · h4 pedone del nero · a3 pedone del nero · b3 pedone del bianco · h3 pedone del bianco · a2 pedone del bianco · e2 re del bianco | d8 re del nero · b7 torre del nero · e7 pedone del nero · a6 torre del nero · d6 pedone del nero · e6 pedone del bianco · f6 pedone del nero · a5 alfiere del nero · c5 pedone del nero · d5 pedone del bianco · f5 pedone del bianco · g5 pedone del nero · b4 pedone del nero · c4 pedone del bianco · g4 pedone del bianco · h4 pedone del nero · a3 pedone del nero · b3 pedone del bianco · h3 pedone del bianco · a2 pedone del bianco · e2 re del bianco | d8 re del nero · b7 torre del nero · e7 pedone del nero · a6 torre del nero · d6 pedone del nero · e6 pedone del bianco · f6 pedone del nero · a5 alfiere del nero · c5 pedone del nero · d5 pedone del bianco · f5 pedone del bianco · g5 pedone del nero · b4 pedone del nero · c4 pedone del bianco · g4 pedone del bianco · h4 pedone del nero · a3 pedone del nero · b3 pedone del bianco · h3 pedone del bianco · a2 pedone del bianco · e2 re del bianco | d8 re del nero · b7 torre del nero · e7 pedone del nero · a6 torre del nero · d6 pedone del nero · e6 pedone del bianco · f6 pedone del nero · a5 alfiere del nero · c5 pedone del nero · d5 pedone del bianco · f5 pedone del bianco · g5 pedone del nero · b4 pedone del nero · c4 pedone del bianco · g4 pedone del bianco · h4 pedone del nero · a3 pedone del nero · b3 pedone del bianco · h3 pedone del bianco · a2 pedone del bianco · e2 re del bianco | 3 |
| 2 | d8 re del nero · b7 torre del nero · e7 pedone del nero · a6 torre del nero · d6 pedone del nero · e6 pedone del bianco · f6 pedone del nero · a5 alfiere del nero · c5 pedone del nero · d5 pedone del bianco · f5 pedone del bianco · g5 pedone del nero · b4 pedone del nero · c4 pedone del bianco · g4 pedone del bianco · h4 pedone del nero · a3 pedone del nero · b3 pedone del bianco · h3 pedone del bianco · a2 pedone del bianco · e2 re del bianco | d8 re del nero · b7 torre del nero · e7 pedone del nero · a6 torre del nero · d6 pedone del nero · e6 pedone del bianco · f6 pedone del nero · a5 alfiere del nero · c5 pedone del nero · d5 pedone del bianco · f5 pedone del bianco · g5 pedone del nero · b4 pedone del nero · c4 pedone del bianco · g4 pedone del bianco · h4 pedone del nero · a3 pedone del nero · b3 pedone del bianco · h3 pedone del bianco · a2 pedone del bianco · e2 re del bianco | d8 re del nero · b7 torre del nero · e7 pedone del nero · a6 torre del nero · d6 pedone del nero · e6 pedone del bianco · f6 pedone del nero · a5 alfiere del nero · c5 pedone del nero · d5 pedone del bianco · f5 pedone del bianco · g5 pedone del nero · b4 pedone del nero · c4 pedone del bianco · g4 pedone del bianco · h4 pedone del nero · a3 pedone del nero · b3 pedone del bianco · h3 pedone del bianco · a2 pedone del bianco · e2 re del bianco | d8 re del nero · b7 torre del nero · e7 pedone del nero · a6 torre del nero · d6 pedone del nero · e6 pedone del bianco · f6 pedone del nero · a5 alfiere del nero · c5 pedone del nero · d5 pedone del bianco · f5 pedone del bianco · g5 pedone del nero · b4 pedone del nero · c4 pedone del bianco · g4 pedone del bianco · h4 pedone del nero · a3 pedone del nero · b3 pedone del bianco · h3 pedone del bianco · a2 pedone del bianco · e2 re del bianco | d8 re del nero · b7 torre del nero · e7 pedone del nero · a6 torre del nero · d6 pedone del nero · e6 pedone del bianco · f6 pedone del nero · a5 alfiere del nero · c5 pedone del nero · d5 pedone del bianco · f5 pedone del bianco · g5 pedone del nero · b4 pedone del nero · c4 pedone del bianco · g4 pedone del bianco · h4 pedone del nero · a3 pedone del nero · b3 pedone del bianco · h3 pedone del bianco · a2 pedone del bianco · e2 re del bianco | d8 re del nero · b7 torre del nero · e7 pedone del nero · a6 torre del nero · d6 pedone del nero · e6 pedone del bianco · f6 pedone del nero · a5 alfiere del nero · c5 pedone del nero · d5 pedone del bianco · f5 pedone del bianco · g5 pedone del nero · b4 pedone del nero · c4 pedone del bianco · g4 pedone del bianco · h4 pedone del nero · a3 pedone del nero · b3 pedone del bianco · h3 pedone del bianco · a2 pedone del bianco · e2 re del bianco | d8 re del nero · b7 torre del nero · e7 pedone del nero · a6 torre del nero · d6 pedone del nero · e6 pedone del bianco · f6 pedone del nero · a5 alfiere del nero · c5 pedone del nero · d5 pedone del bianco · f5 pedone del bianco · g5 pedone del nero · b4 pedone del nero · c4 pedone del bianco · g4 pedone del bianco · h4 pedone del nero · a3 pedone del nero · b3 pedone del bianco · h3 pedone del bianco · a2 pedone del bianco · e2 re del bianco | d8 re del nero · b7 torre del nero · e7 pedone del nero · a6 torre del nero · d6 pedone del nero · e6 pedone del bianco · f6 pedone del nero · a5 alfiere del nero · c5 pedone del nero · d5 pedone del bianco · f5 pedone del bianco · g5 pedone del nero · b4 pedone del nero · c4 pedone del bianco · g4 pedone del bianco · h4 pedone del nero · a3 pedone del nero · b3 pedone del bianco · h3 pedone del bianco · a2 pedone del bianco · e2 re del bianco | 2 |
| 1 | d8 re del nero · b7 torre del nero · e7 pedone del nero · a6 torre del nero · d6 pedone del nero · e6 pedone del bianco · f6 pedone del nero · a5 alfiere del nero · c5 pedone del nero · d5 pedone del bianco · f5 pedone del bianco · g5 pedone del nero · b4 pedone del nero · c4 pedone del bianco · g4 pedone del bianco · h4 pedone del nero · a3 pedone del nero · b3 pedone del bianco · h3 pedone del bianco · a2 pedone del bianco · e2 re del bianco | d8 re del nero · b7 torre del nero · e7 pedone del nero · a6 torre del nero · d6 pedone del nero · e6 pedone del bianco · f6 pedone del nero · a5 alfiere del nero · c5 pedone del nero · d5 pedone del bianco · f5 pedone del bianco · g5 pedone del nero · b4 pedone del nero · c4 pedone del bianco · g4 pedone del bianco · h4 pedone del nero · a3 pedone del nero · b3 pedone del bianco · h3 pedone del bianco · a2 pedone del bianco · e2 re del bianco | d8 re del nero · b7 torre del nero · e7 pedone del nero · a6 torre del nero · d6 pedone del nero · e6 pedone del bianco · f6 pedone del nero · a5 alfiere del nero · c5 pedone del nero · d5 pedone del bianco · f5 pedone del bianco · g5 pedone del nero · b4 pedone del nero · c4 pedone del bianco · g4 pedone del bianco · h4 pedone del nero · a3 pedone del nero · b3 pedone del bianco · h3 pedone del bianco · a2 pedone del bianco · e2 re del bianco | d8 re del nero · b7 torre del nero · e7 pedone del nero · a6 torre del nero · d6 pedone del nero · e6 pedone del bianco · f6 pedone del nero · a5 alfiere del nero · c5 pedone del nero · d5 pedone del bianco · f5 pedone del bianco · g5 pedone del nero · b4 pedone del nero · c4 pedone del bianco · g4 pedone del bianco · h4 pedone del nero · a3 pedone del nero · b3 pedone del bianco · h3 pedone del bianco · a2 pedone del bianco · e2 re del bianco | d8 re del nero · b7 torre del nero · e7 pedone del nero · a6 torre del nero · d6 pedone del nero · e6 pedone del bianco · f6 pedone del nero · a5 alfiere del nero · c5 pedone del nero · d5 pedone del bianco · f5 pedone del bianco · g5 pedone del nero · b4 pedone del nero · c4 pedone del bianco · g4 pedone del bianco · h4 pedone del nero · a3 pedone del nero · b3 pedone del bianco · h3 pedone del bianco · a2 pedone del bianco · e2 re del bianco | d8 re del nero · b7 torre del nero · e7 pedone del nero · a6 torre del nero · d6 pedone del nero · e6 pedone del bianco · f6 pedone del nero · a5 alfiere del nero · c5 pedone del nero · d5 pedone del bianco · f5 pedone del bianco · g5 pedone del nero · b4 pedone del nero · c4 pedone del bianco · g4 pedone del bianco · h4 pedone del nero · a3 pedone del nero · b3 pedone del bianco · h3 pedone del bianco · a2 pedone del bianco · e2 re del bianco | d8 re del nero · b7 torre del nero · e7 pedone del nero · a6 torre del nero · d6 pedone del nero · e6 pedone del bianco · f6 pedone del nero · a5 alfiere del nero · c5 pedone del nero · d5 pedone del bianco · f5 pedone del bianco · g5 pedone del nero · b4 pedone del nero · c4 pedone del bianco · g4 pedone del bianco · h4 pedone del nero · a3 pedone del nero · b3 pedone del bianco · h3 pedone del bianco · a2 pedone del bianco · e2 re del bianco | d8 re del nero · b7 torre del nero · e7 pedone del nero · a6 torre del nero · d6 pedone del nero · e6 pedone del bianco · f6 pedone del nero · a5 alfiere del nero · c5 pedone del nero · d5 pedone del bianco · f5 pedone del bianco · g5 pedone del nero · b4 pedone del nero · c4 pedone del bianco · g4 pedone del bianco · h4 pedone del nero · a3 pedone del nero · b3 pedone del bianco · h3 pedone del bianco · a2 pedone del bianco · e2 re del bianco | 1 |
|   | a | b | c | d | e | f | g | h |   |

La posizione sulla sinistra, presa da un problema di scacchi, illustra il perimetro difensivo. Il Bianco ha già un grande svantaggio di materiale, ma forza la patta sacrificando i pezzi rimanenti per stabilire un impenetrabile perimetro difensivo con i suoi pedoni. Il Bianco patta con 1.Aa4+! Rxa4 (1...Rc4 2.Ab3+! Rb5 3.Aa4+ ripete la posizione) 2.b3+ Rb5 3.c4+ Rc6 4.d5+ Rd7 5.e6+! Rxd8 6.f5! (diagramma a destra). Ora il Nero è in vantaggio di due torri e un alfiere (normalmente un vantaggio di materiale schiacciante) ma non ha speranza di penetrare attraverso il perimetro difensivo del Bianco. L'unico tentativo di vincere per il Nero è di piazzare le torri in b5, c6, ecc. e sperare che il Bianco le catturi. Il Bianco patta ignorando tutte queste offerte e semplicemente continuando a muovere il re.
|   | a | b | c | d | e | f | g | h |   |
| 8 | c8 re del nero · a7 donna del nero · c7 pedone del nero · d6 pedone del nero · a5 pedone del nero · b5 pedone del bianco · c5 pedone del nero · d5 pedone del bianco · e5 pedone del nero · g5 pedone del nero · h5 pedone del nero · a4 cavallo del bianco · c4 pedone del bianco · e4 pedone del bianco · f4 pedone del nero · a3 pedone del bianco · f3 pedone del bianco · g3 alfiere del nero · h3 pedone del bianco · a2 re del bianco · b2 donna del bianco · g2 pedone del bianco | c8 re del nero · a7 donna del nero · c7 pedone del nero · d6 pedone del nero · a5 pedone del nero · b5 pedone del bianco · c5 pedone del nero · d5 pedone del bianco · e5 pedone del nero · g5 pedone del nero · h5 pedone del nero · a4 cavallo del bianco · c4 pedone del bianco · e4 pedone del bianco · f4 pedone del nero · a3 pedone del bianco · f3 pedone del bianco · g3 alfiere del nero · h3 pedone del bianco · a2 re del bianco · b2 donna del bianco · g2 pedone del bianco | c8 re del nero · a7 donna del nero · c7 pedone del nero · d6 pedone del nero · a5 pedone del nero · b5 pedone del bianco · c5 pedone del nero · d5 pedone del bianco · e5 pedone del nero · g5 pedone del nero · h5 pedone del nero · a4 cavallo del bianco · c4 pedone del bianco · e4 pedone del bianco · f4 pedone del nero · a3 pedone del bianco · f3 pedone del bianco · g3 alfiere del nero · h3 pedone del bianco · a2 re del bianco · b2 donna del bianco · g2 pedone del bianco | c8 re del nero · a7 donna del nero · c7 pedone del nero · d6 pedone del nero · a5 pedone del nero · b5 pedone del bianco · c5 pedone del nero · d5 pedone del bianco · e5 pedone del nero · g5 pedone del nero · h5 pedone del nero · a4 cavallo del bianco · c4 pedone del bianco · e4 pedone del bianco · f4 pedone del nero · a3 pedone del bianco · f3 pedone del bianco · g3 alfiere del nero · h3 pedone del bianco · a2 re del bianco · b2 donna del bianco · g2 pedone del bianco | c8 re del nero · a7 donna del nero · c7 pedone del nero · d6 pedone del nero · a5 pedone del nero · b5 pedone del bianco · c5 pedone del nero · d5 pedone del bianco · e5 pedone del nero · g5 pedone del nero · h5 pedone del nero · a4 cavallo del bianco · c4 pedone del bianco · e4 pedone del bianco · f4 pedone del nero · a3 pedone del bianco · f3 pedone del bianco · g3 alfiere del nero · h3 pedone del bianco · a2 re del bianco · b2 donna del bianco · g2 pedone del bianco | c8 re del nero · a7 donna del nero · c7 pedone del nero · d6 pedone del nero · a5 pedone del nero · b5 pedone del bianco · c5 pedone del nero · d5 pedone del bianco · e5 pedone del nero · g5 pedone del nero · h5 pedone del nero · a4 cavallo del bianco · c4 pedone del bianco · e4 pedone del bianco · f4 pedone del nero · a3 pedone del bianco · f3 pedone del bianco · g3 alfiere del nero · h3 pedone del bianco · a2 re del bianco · b2 donna del bianco · g2 pedone del bianco | c8 re del nero · a7 donna del nero · c7 pedone del nero · d6 pedone del nero · a5 pedone del nero · b5 pedone del bianco · c5 pedone del nero · d5 pedone del bianco · e5 pedone del nero · g5 pedone del nero · h5 pedone del nero · a4 cavallo del bianco · c4 pedone del bianco · e4 pedone del bianco · f4 pedone del nero · a3 pedone del bianco · f3 pedone del bianco · g3 alfiere del nero · h3 pedone del bianco · a2 re del bianco · b2 donna del bianco · g2 pedone del bianco | c8 re del nero · a7 donna del nero · c7 pedone del nero · d6 pedone del nero · a5 pedone del nero · b5 pedone del bianco · c5 pedone del nero · d5 pedone del bianco · e5 pedone del nero · g5 pedone del nero · h5 pedone del nero · a4 cavallo del bianco · c4 pedone del bianco · e4 pedone del bianco · f4 pedone del nero · a3 pedone del bianco · f3 pedone del bianco · g3 alfiere del nero · h3 pedone del bianco · a2 re del bianco · b2 donna del bianco · g2 pedone del bianco | 8 |
| 7 | c8 re del nero · a7 donna del nero · c7 pedone del nero · d6 pedone del nero · a5 pedone del nero · b5 pedone del bianco · c5 pedone del nero · d5 pedone del bianco · e5 pedone del nero · g5 pedone del nero · h5 pedone del nero · a4 cavallo del bianco · c4 pedone del bianco · e4 pedone del bianco · f4 pedone del nero · a3 pedone del bianco · f3 pedone del bianco · g3 alfiere del nero · h3 pedone del bianco · a2 re del bianco · b2 donna del bianco · g2 pedone del bianco | c8 re del nero · a7 donna del nero · c7 pedone del nero · d6 pedone del nero · a5 pedone del nero · b5 pedone del bianco · c5 pedone del nero · d5 pedone del bianco · e5 pedone del nero · g5 pedone del nero · h5 pedone del nero · a4 cavallo del bianco · c4 pedone del bianco · e4 pedone del bianco · f4 pedone del nero · a3 pedone del bianco · f3 pedone del bianco · g3 alfiere del nero · h3 pedone del bianco · a2 re del bianco · b2 donna del bianco · g2 pedone del bianco | c8 re del nero · a7 donna del nero · c7 pedone del nero · d6 pedone del nero · a5 pedone del nero · b5 pedone del bianco · c5 pedone del nero · d5 pedone del bianco · e5 pedone del nero · g5 pedone del nero · h5 pedone del nero · a4 cavallo del bianco · c4 pedone del bianco · e4 pedone del bianco · f4 pedone del nero · a3 pedone del bianco · f3 pedone del bianco · g3 alfiere del nero · h3 pedone del bianco · a2 re del bianco · b2 donna del bianco · g2 pedone del bianco | c8 re del nero · a7 donna del nero · c7 pedone del nero · d6 pedone del nero · a5 pedone del nero · b5 pedone del bianco · c5 pedone del nero · d5 pedone del bianco · e5 pedone del nero · g5 pedone del nero · h5 pedone del nero · a4 cavallo del bianco · c4 pedone del bianco · e4 pedone del bianco · f4 pedone del nero · a3 pedone del bianco · f3 pedone del bianco · g3 alfiere del nero · h3 pedone del bianco · a2 re del bianco · b2 donna del bianco · g2 pedone del bianco | c8 re del nero · a7 donna del nero · c7 pedone del nero · d6 pedone del nero · a5 pedone del nero · b5 pedone del bianco · c5 pedone del nero · d5 pedone del bianco · e5 pedone del nero · g5 pedone del nero · h5 pedone del nero · a4 cavallo del bianco · c4 pedone del bianco · e4 pedone del bianco · f4 pedone del nero · a3 pedone del bianco · f3 pedone del bianco · g3 alfiere del nero · h3 pedone del bianco · a2 re del bianco · b2 donna del bianco · g2 pedone del bianco | c8 re del nero · a7 donna del nero · c7 pedone del nero · d6 pedone del nero · a5 pedone del nero · b5 pedone del bianco · c5 pedone del nero · d5 pedone del bianco · e5 pedone del nero · g5 pedone del nero · h5 pedone del nero · a4 cavallo del bianco · c4 pedone del bianco · e4 pedone del bianco · f4 pedone del nero · a3 pedone del bianco · f3 pedone del bianco · g3 alfiere del nero · h3 pedone del bianco · a2 re del bianco · b2 donna del bianco · g2 pedone del bianco | c8 re del nero · a7 donna del nero · c7 pedone del nero · d6 pedone del nero · a5 pedone del nero · b5 pedone del bianco · c5 pedone del nero · d5 pedone del bianco · e5 pedone del nero · g5 pedone del nero · h5 pedone del nero · a4 cavallo del bianco · c4 pedone del bianco · e4 pedone del bianco · f4 pedone del nero · a3 pedone del bianco · f3 pedone del bianco · g3 alfiere del nero · h3 pedone del bianco · a2 re del bianco · b2 donna del bianco · g2 pedone del bianco | c8 re del nero · a7 donna del nero · c7 pedone del nero · d6 pedone del nero · a5 pedone del nero · b5 pedone del bianco · c5 pedone del nero · d5 pedone del bianco · e5 pedone del nero · g5 pedone del nero · h5 pedone del nero · a4 cavallo del bianco · c4 pedone del bianco · e4 pedone del bianco · f4 pedone del nero · a3 pedone del bianco · f3 pedone del bianco · g3 alfiere del nero · h3 pedone del bianco · a2 re del bianco · b2 donna del bianco · g2 pedone del bianco | 7 |
| 6 | c8 re del nero · a7 donna del nero · c7 pedone del nero · d6 pedone del nero · a5 pedone del nero · b5 pedone del bianco · c5 pedone del nero · d5 pedone del bianco · e5 pedone del nero · g5 pedone del nero · h5 pedone del nero · a4 cavallo del bianco · c4 pedone del bianco · e4 pedone del bianco · f4 pedone del nero · a3 pedone del bianco · f3 pedone del bianco · g3 alfiere del nero · h3 pedone del bianco · a2 re del bianco · b2 donna del bianco · g2 pedone del bianco | c8 re del nero · a7 donna del nero · c7 pedone del nero · d6 pedone del nero · a5 pedone del nero · b5 pedone del bianco · c5 pedone del nero · d5 pedone del bianco · e5 pedone del nero · g5 pedone del nero · h5 pedone del nero · a4 cavallo del bianco · c4 pedone del bianco · e4 pedone del bianco · f4 pedone del nero · a3 pedone del bianco · f3 pedone del bianco · g3 alfiere del nero · h3 pedone del bianco · a2 re del bianco · b2 donna del bianco · g2 pedone del bianco | c8 re del nero · a7 donna del nero · c7 pedone del nero · d6 pedone del nero · a5 pedone del nero · b5 pedone del bianco · c5 pedone del nero · d5 pedone del bianco · e5 pedone del nero · g5 pedone del nero · h5 pedone del nero · a4 cavallo del bianco · c4 pedone del bianco · e4 pedone del bianco · f4 pedone del nero · a3 pedone del bianco · f3 pedone del bianco · g3 alfiere del nero · h3 pedone del bianco · a2 re del bianco · b2 donna del bianco · g2 pedone del bianco | c8 re del nero · a7 donna del nero · c7 pedone del nero · d6 pedone del nero · a5 pedone del nero · b5 pedone del bianco · c5 pedone del nero · d5 pedone del bianco · e5 pedone del nero · g5 pedone del nero · h5 pedone del nero · a4 cavallo del bianco · c4 pedone del bianco · e4 pedone del bianco · f4 pedone del nero · a3 pedone del bianco · f3 pedone del bianco · g3 alfiere del nero · h3 pedone del bianco · a2 re del bianco · b2 donna del bianco · g2 pedone del bianco | c8 re del nero · a7 donna del nero · c7 pedone del nero · d6 pedone del nero · a5 pedone del nero · b5 pedone del bianco · c5 pedone del nero · d5 pedone del bianco · e5 pedone del nero · g5 pedone del nero · h5 pedone del nero · a4 cavallo del bianco · c4 pedone del bianco · e4 pedone del bianco · f4 pedone del nero · a3 pedone del bianco · f3 pedone del bianco · g3 alfiere del nero · h3 pedone del bianco · a2 re del bianco · b2 donna del bianco · g2 pedone del bianco | c8 re del nero · a7 donna del nero · c7 pedone del nero · d6 pedone del nero · a5 pedone del nero · b5 pedone del bianco · c5 pedone del nero · d5 pedone del bianco · e5 pedone del nero · g5 pedone del nero · h5 pedone del nero · a4 cavallo del bianco · c4 pedone del bianco · e4 pedone del bianco · f4 pedone del nero · a3 pedone del bianco · f3 pedone del bianco · g3 alfiere del nero · h3 pedone del bianco · a2 re del bianco · b2 donna del bianco · g2 pedone del bianco | c8 re del nero · a7 donna del nero · c7 pedone del nero · d6 pedone del nero · a5 pedone del nero · b5 pedone del bianco · c5 pedone del nero · d5 pedone del bianco · e5 pedone del nero · g5 pedone del nero · h5 pedone del nero · a4 cavallo del bianco · c4 pedone del bianco · e4 pedone del bianco · f4 pedone del nero · a3 pedone del bianco · f3 pedone del bianco · g3 alfiere del nero · h3 pedone del bianco · a2 re del bianco · b2 donna del bianco · g2 pedone del bianco | c8 re del nero · a7 donna del nero · c7 pedone del nero · d6 pedone del nero · a5 pedone del nero · b5 pedone del bianco · c5 pedone del nero · d5 pedone del bianco · e5 pedone del nero · g5 pedone del nero · h5 pedone del nero · a4 cavallo del bianco · c4 pedone del bianco · e4 pedone del bianco · f4 pedone del nero · a3 pedone del bianco · f3 pedone del bianco · g3 alfiere del nero · h3 pedone del bianco · a2 re del bianco · b2 donna del bianco · g2 pedone del bianco | 6 |
| 5 | c8 re del nero · a7 donna del nero · c7 pedone del nero · d6 pedone del nero · a5 pedone del nero · b5 pedone del bianco · c5 pedone del nero · d5 pedone del bianco · e5 pedone del nero · g5 pedone del nero · h5 pedone del nero · a4 cavallo del bianco · c4 pedone del bianco · e4 pedone del bianco · f4 pedone del nero · a3 pedone del bianco · f3 pedone del bianco · g3 alfiere del nero · h3 pedone del bianco · a2 re del bianco · b2 donna del bianco · g2 pedone del bianco | c8 re del nero · a7 donna del nero · c7 pedone del nero · d6 pedone del nero · a5 pedone del nero · b5 pedone del bianco · c5 pedone del nero · d5 pedone del bianco · e5 pedone del nero · g5 pedone del nero · h5 pedone del nero · a4 cavallo del bianco · c4 pedone del bianco · e4 pedone del bianco · f4 pedone del nero · a3 pedone del bianco · f3 pedone del bianco · g3 alfiere del nero · h3 pedone del bianco · a2 re del bianco · b2 donna del bianco · g2 pedone del bianco | c8 re del nero · a7 donna del nero · c7 pedone del nero · d6 pedone del nero · a5 pedone del nero · b5 pedone del bianco · c5 pedone del nero · d5 pedone del bianco · e5 pedone del nero · g5 pedone del nero · h5 pedone del nero · a4 cavallo del bianco · c4 pedone del bianco · e4 pedone del bianco · f4 pedone del nero · a3 pedone del bianco · f3 pedone del bianco · g3 alfiere del nero · h3 pedone del bianco · a2 re del bianco · b2 donna del bianco · g2 pedone del bianco | c8 re del nero · a7 donna del nero · c7 pedone del nero · d6 pedone del nero · a5 pedone del nero · b5 pedone del bianco · c5 pedone del nero · d5 pedone del bianco · e5 pedone del nero · g5 pedone del nero · h5 pedone del nero · a4 cavallo del bianco · c4 pedone del bianco · e4 pedone del bianco · f4 pedone del nero · a3 pedone del bianco · f3 pedone del bianco · g3 alfiere del nero · h3 pedone del bianco · a2 re del bianco · b2 donna del bianco · g2 pedone del bianco | c8 re del nero · a7 donna del nero · c7 pedone del nero · d6 pedone del nero · a5 pedone del nero · b5 pedone del bianco · c5 pedone del nero · d5 pedone del bianco · e5 pedone del nero · g5 pedone del nero · h5 pedone del nero · a4 cavallo del bianco · c4 pedone del bianco · e4 pedone del bianco · f4 pedone del nero · a3 pedone del bianco · f3 pedone del bianco · g3 alfiere del nero · h3 pedone del bianco · a2 re del bianco · b2 donna del bianco · g2 pedone del bianco | c8 re del nero · a7 donna del nero · c7 pedone del nero · d6 pedone del nero · a5 pedone del nero · b5 pedone del bianco · c5 pedone del nero · d5 pedone del bianco · e5 pedone del nero · g5 pedone del nero · h5 pedone del nero · a4 cavallo del bianco · c4 pedone del bianco · e4 pedone del bianco · f4 pedone del nero · a3 pedone del bianco · f3 pedone del bianco · g3 alfiere del nero · h3 pedone del bianco · a2 re del bianco · b2 donna del bianco · g2 pedone del bianco | c8 re del nero · a7 donna del nero · c7 pedone del nero · d6 pedone del nero · a5 pedone del nero · b5 pedone del bianco · c5 pedone del nero · d5 pedone del bianco · e5 pedone del nero · g5 pedone del nero · h5 pedone del nero · a4 cavallo del bianco · c4 pedone del bianco · e4 pedone del bianco · f4 pedone del nero · a3 pedone del bianco · f3 pedone del bianco · g3 alfiere del nero · h3 pedone del bianco · a2 re del bianco · b2 donna del bianco · g2 pedone del bianco | c8 re del nero · a7 donna del nero · c7 pedone del nero · d6 pedone del nero · a5 pedone del nero · b5 pedone del bianco · c5 pedone del nero · d5 pedone del bianco · e5 pedone del nero · g5 pedone del nero · h5 pedone del nero · a4 cavallo del bianco · c4 pedone del bianco · e4 pedone del bianco · f4 pedone del nero · a3 pedone del bianco · f3 pedone del bianco · g3 alfiere del nero · h3 pedone del bianco · a2 re del bianco · b2 donna del bianco · g2 pedone del bianco | 5 |
| 4 | c8 re del nero · a7 donna del nero · c7 pedone del nero · d6 pedone del nero · a5 pedone del nero · b5 pedone del bianco · c5 pedone del nero · d5 pedone del bianco · e5 pedone del nero · g5 pedone del nero · h5 pedone del nero · a4 cavallo del bianco · c4 pedone del bianco · e4 pedone del bianco · f4 pedone del nero · a3 pedone del bianco · f3 pedone del bianco · g3 alfiere del nero · h3 pedone del bianco · a2 re del bianco · b2 donna del bianco · g2 pedone del bianco | c8 re del nero · a7 donna del nero · c7 pedone del nero · d6 pedone del nero · a5 pedone del nero · b5 pedone del bianco · c5 pedone del nero · d5 pedone del bianco · e5 pedone del nero · g5 pedone del nero · h5 pedone del nero · a4 cavallo del bianco · c4 pedone del bianco · e4 pedone del bianco · f4 pedone del nero · a3 pedone del bianco · f3 pedone del bianco · g3 alfiere del nero · h3 pedone del bianco · a2 re del bianco · b2 donna del bianco · g2 pedone del bianco | c8 re del nero · a7 donna del nero · c7 pedone del nero · d6 pedone del nero · a5 pedone del nero · b5 pedone del bianco · c5 pedone del nero · d5 pedone del bianco · e5 pedone del nero · g5 pedone del nero · h5 pedone del nero · a4 cavallo del bianco · c4 pedone del bianco · e4 pedone del bianco · f4 pedone del nero · a3 pedone del bianco · f3 pedone del bianco · g3 alfiere del nero · h3 pedone del bianco · a2 re del bianco · b2 donna del bianco · g2 pedone del bianco | c8 re del nero · a7 donna del nero · c7 pedone del nero · d6 pedone del nero · a5 pedone del nero · b5 pedone del bianco · c5 pedone del nero · d5 pedone del bianco · e5 pedone del nero · g5 pedone del nero · h5 pedone del nero · a4 cavallo del bianco · c4 pedone del bianco · e4 pedone del bianco · f4 pedone del nero · a3 pedone del bianco · f3 pedone del bianco · g3 alfiere del nero · h3 pedone del bianco · a2 re del bianco · b2 donna del bianco · g2 pedone del bianco | c8 re del nero · a7 donna del nero · c7 pedone del nero · d6 pedone del nero · a5 pedone del nero · b5 pedone del bianco · c5 pedone del nero · d5 pedone del bianco · e5 pedone del nero · g5 pedone del nero · h5 pedone del nero · a4 cavallo del bianco · c4 pedone del bianco · e4 pedone del bianco · f4 pedone del nero · a3 pedone del bianco · f3 pedone del bianco · g3 alfiere del nero · h3 pedone del bianco · a2 re del bianco · b2 donna del bianco · g2 pedone del bianco | c8 re del nero · a7 donna del nero · c7 pedone del nero · d6 pedone del nero · a5 pedone del nero · b5 pedone del bianco · c5 pedone del nero · d5 pedone del bianco · e5 pedone del nero · g5 pedone del nero · h5 pedone del nero · a4 cavallo del bianco · c4 pedone del bianco · e4 pedone del bianco · f4 pedone del nero · a3 pedone del bianco · f3 pedone del bianco · g3 alfiere del nero · h3 pedone del bianco · a2 re del bianco · b2 donna del bianco · g2 pedone del bianco | c8 re del nero · a7 donna del nero · c7 pedone del nero · d6 pedone del nero · a5 pedone del nero · b5 pedone del bianco · c5 pedone del nero · d5 pedone del bianco · e5 pedone del nero · g5 pedone del nero · h5 pedone del nero · a4 cavallo del bianco · c4 pedone del bianco · e4 pedone del bianco · f4 pedone del nero · a3 pedone del bianco · f3 pedone del bianco · g3 alfiere del nero · h3 pedone del bianco · a2 re del bianco · b2 donna del bianco · g2 pedone del bianco | c8 re del nero · a7 donna del nero · c7 pedone del nero · d6 pedone del nero · a5 pedone del nero · b5 pedone del bianco · c5 pedone del nero · d5 pedone del bianco · e5 pedone del nero · g5 pedone del nero · h5 pedone del nero · a4 cavallo del bianco · c4 pedone del bianco · e4 pedone del bianco · f4 pedone del nero · a3 pedone del bianco · f3 pedone del bianco · g3 alfiere del nero · h3 pedone del bianco · a2 re del bianco · b2 donna del bianco · g2 pedone del bianco | 4 |
| 3 | c8 re del nero · a7 donna del nero · c7 pedone del nero · d6 pedone del nero · a5 pedone del nero · b5 pedone del bianco · c5 pedone del nero · d5 pedone del bianco · e5 pedone del nero · g5 pedone del nero · h5 pedone del nero · a4 cavallo del bianco · c4 pedone del bianco · e4 pedone del bianco · f4 pedone del nero · a3 pedone del bianco · f3 pedone del bianco · g3 alfiere del nero · h3 pedone del bianco · a2 re del bianco · b2 donna del bianco · g2 pedone del bianco | c8 re del nero · a7 donna del nero · c7 pedone del nero · d6 pedone del nero · a5 pedone del nero · b5 pedone del bianco · c5 pedone del nero · d5 pedone del bianco · e5 pedone del nero · g5 pedone del nero · h5 pedone del nero · a4 cavallo del bianco · c4 pedone del bianco · e4 pedone del bianco · f4 pedone del nero · a3 pedone del bianco · f3 pedone del bianco · g3 alfiere del nero · h3 pedone del bianco · a2 re del bianco · b2 donna del bianco · g2 pedone del bianco | c8 re del nero · a7 donna del nero · c7 pedone del nero · d6 pedone del nero · a5 pedone del nero · b5 pedone del bianco · c5 pedone del nero · d5 pedone del bianco · e5 pedone del nero · g5 pedone del nero · h5 pedone del nero · a4 cavallo del bianco · c4 pedone del bianco · e4 pedone del bianco · f4 pedone del nero · a3 pedone del bianco · f3 pedone del bianco · g3 alfiere del nero · h3 pedone del bianco · a2 re del bianco · b2 donna del bianco · g2 pedone del bianco | c8 re del nero · a7 donna del nero · c7 pedone del nero · d6 pedone del nero · a5 pedone del nero · b5 pedone del bianco · c5 pedone del nero · d5 pedone del bianco · e5 pedone del nero · g5 pedone del nero · h5 pedone del nero · a4 cavallo del bianco · c4 pedone del bianco · e4 pedone del bianco · f4 pedone del nero · a3 pedone del bianco · f3 pedone del bianco · g3 alfiere del nero · h3 pedone del bianco · a2 re del bianco · b2 donna del bianco · g2 pedone del bianco | c8 re del nero · a7 donna del nero · c7 pedone del nero · d6 pedone del nero · a5 pedone del nero · b5 pedone del bianco · c5 pedone del nero · d5 pedone del bianco · e5 pedone del nero · g5 pedone del nero · h5 pedone del nero · a4 cavallo del bianco · c4 pedone del bianco · e4 pedone del bianco · f4 pedone del nero · a3 pedone del bianco · f3 pedone del bianco · g3 alfiere del nero · h3 pedone del bianco · a2 re del bianco · b2 donna del bianco · g2 pedone del bianco | c8 re del nero · a7 donna del nero · c7 pedone del nero · d6 pedone del nero · a5 pedone del nero · b5 pedone del bianco · c5 pedone del nero · d5 pedone del bianco · e5 pedone del nero · g5 pedone del nero · h5 pedone del nero · a4 cavallo del bianco · c4 pedone del bianco · e4 pedone del bianco · f4 pedone del nero · a3 pedone del bianco · f3 pedone del bianco · g3 alfiere del nero · h3 pedone del bianco · a2 re del bianco · b2 donna del bianco · g2 pedone del bianco | c8 re del nero · a7 donna del nero · c7 pedone del nero · d6 pedone del nero · a5 pedone del nero · b5 pedone del bianco · c5 pedone del nero · d5 pedone del bianco · e5 pedone del nero · g5 pedone del nero · h5 pedone del nero · a4 cavallo del bianco · c4 pedone del bianco · e4 pedone del bianco · f4 pedone del nero · a3 pedone del bianco · f3 pedone del bianco · g3 alfiere del nero · h3 pedone del bianco · a2 re del bianco · b2 donna del bianco · g2 pedone del bianco | c8 re del nero · a7 donna del nero · c7 pedone del nero · d6 pedone del nero · a5 pedone del nero · b5 pedone del bianco · c5 pedone del nero · d5 pedone del bianco · e5 pedone del nero · g5 pedone del nero · h5 pedone del nero · a4 cavallo del bianco · c4 pedone del bianco · e4 pedone del bianco · f4 pedone del nero · a3 pedone del bianco · f3 pedone del bianco · g3 alfiere del nero · h3 pedone del bianco · a2 re del bianco · b2 donna del bianco · g2 pedone del bianco | 3 |
| 2 | c8 re del nero · a7 donna del nero · c7 pedone del nero · d6 pedone del nero · a5 pedone del nero · b5 pedone del bianco · c5 pedone del nero · d5 pedone del bianco · e5 pedone del nero · g5 pedone del nero · h5 pedone del nero · a4 cavallo del bianco · c4 pedone del bianco · e4 pedone del bianco · f4 pedone del nero · a3 pedone del bianco · f3 pedone del bianco · g3 alfiere del nero · h3 pedone del bianco · a2 re del bianco · b2 donna del bianco · g2 pedone del bianco | c8 re del nero · a7 donna del nero · c7 pedone del nero · d6 pedone del nero · a5 pedone del nero · b5 pedone del bianco · c5 pedone del nero · d5 pedone del bianco · e5 pedone del nero · g5 pedone del nero · h5 pedone del nero · a4 cavallo del bianco · c4 pedone del bianco · e4 pedone del bianco · f4 pedone del nero · a3 pedone del bianco · f3 pedone del bianco · g3 alfiere del nero · h3 pedone del bianco · a2 re del bianco · b2 donna del bianco · g2 pedone del bianco | c8 re del nero · a7 donna del nero · c7 pedone del nero · d6 pedone del nero · a5 pedone del nero · b5 pedone del bianco · c5 pedone del nero · d5 pedone del bianco · e5 pedone del nero · g5 pedone del nero · h5 pedone del nero · a4 cavallo del bianco · c4 pedone del bianco · e4 pedone del bianco · f4 pedone del nero · a3 pedone del bianco · f3 pedone del bianco · g3 alfiere del nero · h3 pedone del bianco · a2 re del bianco · b2 donna del bianco · g2 pedone del bianco | c8 re del nero · a7 donna del nero · c7 pedone del nero · d6 pedone del nero · a5 pedone del nero · b5 pedone del bianco · c5 pedone del nero · d5 pedone del bianco · e5 pedone del nero · g5 pedone del nero · h5 pedone del nero · a4 cavallo del bianco · c4 pedone del bianco · e4 pedone del bianco · f4 pedone del nero · a3 pedone del bianco · f3 pedone del bianco · g3 alfiere del nero · h3 pedone del bianco · a2 re del bianco · b2 donna del bianco · g2 pedone del bianco | c8 re del nero · a7 donna del nero · c7 pedone del nero · d6 pedone del nero · a5 pedone del nero · b5 pedone del bianco · c5 pedone del nero · d5 pedone del bianco · e5 pedone del nero · g5 pedone del nero · h5 pedone del nero · a4 cavallo del bianco · c4 pedone del bianco · e4 pedone del bianco · f4 pedone del nero · a3 pedone del bianco · f3 pedone del bianco · g3 alfiere del nero · h3 pedone del bianco · a2 re del bianco · b2 donna del bianco · g2 pedone del bianco | c8 re del nero · a7 donna del nero · c7 pedone del nero · d6 pedone del nero · a5 pedone del nero · b5 pedone del bianco · c5 pedone del nero · d5 pedone del bianco · e5 pedone del nero · g5 pedone del nero · h5 pedone del nero · a4 cavallo del bianco · c4 pedone del bianco · e4 pedone del bianco · f4 pedone del nero · a3 pedone del bianco · f3 pedone del bianco · g3 alfiere del nero · h3 pedone del bianco · a2 re del bianco · b2 donna del bianco · g2 pedone del bianco | c8 re del nero · a7 donna del nero · c7 pedone del nero · d6 pedone del nero · a5 pedone del nero · b5 pedone del bianco · c5 pedone del nero · d5 pedone del bianco · e5 pedone del nero · g5 pedone del nero · h5 pedone del nero · a4 cavallo del bianco · c4 pedone del bianco · e4 pedone del bianco · f4 pedone del nero · a3 pedone del bianco · f3 pedone del bianco · g3 alfiere del nero · h3 pedone del bianco · a2 re del bianco · b2 donna del bianco · g2 pedone del bianco | c8 re del nero · a7 donna del nero · c7 pedone del nero · d6 pedone del nero · a5 pedone del nero · b5 pedone del bianco · c5 pedone del nero · d5 pedone del bianco · e5 pedone del nero · g5 pedone del nero · h5 pedone del nero · a4 cavallo del bianco · c4 pedone del bianco · e4 pedone del bianco · f4 pedone del nero · a3 pedone del bianco · f3 pedone del bianco · g3 alfiere del nero · h3 pedone del bianco · a2 re del bianco · b2 donna del bianco · g2 pedone del bianco | 2 |
| 1 | c8 re del nero · a7 donna del nero · c7 pedone del nero · d6 pedone del nero · a5 pedone del nero · b5 pedone del bianco · c5 pedone del nero · d5 pedone del bianco · e5 pedone del nero · g5 pedone del nero · h5 pedone del nero · a4 cavallo del bianco · c4 pedone del bianco · e4 pedone del bianco · f4 pedone del nero · a3 pedone del bianco · f3 pedone del bianco · g3 alfiere del nero · h3 pedone del bianco · a2 re del bianco · b2 donna del bianco · g2 pedone del bianco | c8 re del nero · a7 donna del nero · c7 pedone del nero · d6 pedone del nero · a5 pedone del nero · b5 pedone del bianco · c5 pedone del nero · d5 pedone del bianco · e5 pedone del nero · g5 pedone del nero · h5 pedone del nero · a4 cavallo del bianco · c4 pedone del bianco · e4 pedone del bianco · f4 pedone del nero · a3 pedone del bianco · f3 pedone del bianco · g3 alfiere del nero · h3 pedone del bianco · a2 re del bianco · b2 donna del bianco · g2 pedone del bianco | c8 re del nero · a7 donna del nero · c7 pedone del nero · d6 pedone del nero · a5 pedone del nero · b5 pedone del bianco · c5 pedone del nero · d5 pedone del bianco · e5 pedone del nero · g5 pedone del nero · h5 pedone del nero · a4 cavallo del bianco · c4 pedone del bianco · e4 pedone del bianco · f4 pedone del nero · a3 pedone del bianco · f3 pedone del bianco · g3 alfiere del nero · h3 pedone del bianco · a2 re del bianco · b2 donna del bianco · g2 pedone del bianco | c8 re del nero · a7 donna del nero · c7 pedone del nero · d6 pedone del nero · a5 pedone del nero · b5 pedone del bianco · c5 pedone del nero · d5 pedone del bianco · e5 pedone del nero · g5 pedone del nero · h5 pedone del nero · a4 cavallo del bianco · c4 pedone del bianco · e4 pedone del bianco · f4 pedone del nero · a3 pedone del bianco · f3 pedone del bianco · g3 alfiere del nero · h3 pedone del bianco · a2 re del bianco · b2 donna del bianco · g2 pedone del bianco | c8 re del nero · a7 donna del nero · c7 pedone del nero · d6 pedone del nero · a5 pedone del nero · b5 pedone del bianco · c5 pedone del nero · d5 pedone del bianco · e5 pedone del nero · g5 pedone del nero · h5 pedone del nero · a4 cavallo del bianco · c4 pedone del bianco · e4 pedone del bianco · f4 pedone del nero · a3 pedone del bianco · f3 pedone del bianco · g3 alfiere del nero · h3 pedone del bianco · a2 re del bianco · b2 donna del bianco · g2 pedone del bianco | c8 re del nero · a7 donna del nero · c7 pedone del nero · d6 pedone del nero · a5 pedone del nero · b5 pedone del bianco · c5 pedone del nero · d5 pedone del bianco · e5 pedone del nero · g5 pedone del nero · h5 pedone del nero · a4 cavallo del bianco · c4 pedone del bianco · e4 pedone del bianco · f4 pedone del nero · a3 pedone del bianco · f3 pedone del bianco · g3 alfiere del nero · h3 pedone del bianco · a2 re del bianco · b2 donna del bianco · g2 pedone del bianco | c8 re del nero · a7 donna del nero · c7 pedone del nero · d6 pedone del nero · a5 pedone del nero · b5 pedone del bianco · c5 pedone del nero · d5 pedone del bianco · e5 pedone del nero · g5 pedone del nero · h5 pedone del nero · a4 cavallo del bianco · c4 pedone del bianco · e4 pedone del bianco · f4 pedone del nero · a3 pedone del bianco · f3 pedone del bianco · g3 alfiere del nero · h3 pedone del bianco · a2 re del bianco · b2 donna del bianco · g2 pedone del bianco | c8 re del nero · a7 donna del nero · c7 pedone del nero · d6 pedone del nero · a5 pedone del nero · b5 pedone del bianco · c5 pedone del nero · d5 pedone del bianco · e5 pedone del nero · g5 pedone del nero · h5 pedone del nero · a4 cavallo del bianco · c4 pedone del bianco · e4 pedone del bianco · f4 pedone del nero · a3 pedone del bianco · f3 pedone del bianco · g3 alfiere del nero · h3 pedone del bianco · a2 re del bianco · b2 donna del bianco · g2 pedone del bianco | 1 |
|   | a | b | c | d | e | f | g | h |   |

|   | a | b | c | d | e | f | g | h |   |
| 8 | c8 re del nero · b6 pedone del nero · d6 pedone del nero · a5 pedone del nero · b5 pedone del bianco · c5 pedone del nero · d5 pedone del bianco · e5 pedone del nero · c4 pedone del bianco · e4 pedone del bianco · f4 pedone del nero · h4 pedone del nero · a3 pedone del bianco · f3 pedone del bianco · g3 alfiere del nero · h3 pedone del bianco · a2 re del bianco · d2 donna del bianco | c8 re del nero · b6 pedone del nero · d6 pedone del nero · a5 pedone del nero · b5 pedone del bianco · c5 pedone del nero · d5 pedone del bianco · e5 pedone del nero · c4 pedone del bianco · e4 pedone del bianco · f4 pedone del nero · h4 pedone del nero · a3 pedone del bianco · f3 pedone del bianco · g3 alfiere del nero · h3 pedone del bianco · a2 re del bianco · d2 donna del bianco | c8 re del nero · b6 pedone del nero · d6 pedone del nero · a5 pedone del nero · b5 pedone del bianco · c5 pedone del nero · d5 pedone del bianco · e5 pedone del nero · c4 pedone del bianco · e4 pedone del bianco · f4 pedone del nero · h4 pedone del nero · a3 pedone del bianco · f3 pedone del bianco · g3 alfiere del nero · h3 pedone del bianco · a2 re del bianco · d2 donna del bianco | c8 re del nero · b6 pedone del nero · d6 pedone del nero · a5 pedone del nero · b5 pedone del bianco · c5 pedone del nero · d5 pedone del bianco · e5 pedone del nero · c4 pedone del bianco · e4 pedone del bianco · f4 pedone del nero · h4 pedone del nero · a3 pedone del bianco · f3 pedone del bianco · g3 alfiere del nero · h3 pedone del bianco · a2 re del bianco · d2 donna del bianco | c8 re del nero · b6 pedone del nero · d6 pedone del nero · a5 pedone del nero · b5 pedone del bianco · c5 pedone del nero · d5 pedone del bianco · e5 pedone del nero · c4 pedone del bianco · e4 pedone del bianco · f4 pedone del nero · h4 pedone del nero · a3 pedone del bianco · f3 pedone del bianco · g3 alfiere del nero · h3 pedone del bianco · a2 re del bianco · d2 donna del bianco | c8 re del nero · b6 pedone del nero · d6 pedone del nero · a5 pedone del nero · b5 pedone del bianco · c5 pedone del nero · d5 pedone del bianco · e5 pedone del nero · c4 pedone del bianco · e4 pedone del bianco · f4 pedone del nero · h4 pedone del nero · a3 pedone del bianco · f3 pedone del bianco · g3 alfiere del nero · h3 pedone del bianco · a2 re del bianco · d2 donna del bianco | c8 re del nero · b6 pedone del nero · d6 pedone del nero · a5 pedone del nero · b5 pedone del bianco · c5 pedone del nero · d5 pedone del bianco · e5 pedone del nero · c4 pedone del bianco · e4 pedone del bianco · f4 pedone del nero · h4 pedone del nero · a3 pedone del bianco · f3 pedone del bianco · g3 alfiere del nero · h3 pedone del bianco · a2 re del bianco · d2 donna del bianco | c8 re del nero · b6 pedone del nero · d6 pedone del nero · a5 pedone del nero · b5 pedone del bianco · c5 pedone del nero · d5 pedone del bianco · e5 pedone del nero · c4 pedone del bianco · e4 pedone del bianco · f4 pedone del nero · h4 pedone del nero · a3 pedone del bianco · f3 pedone del bianco · g3 alfiere del nero · h3 pedone del bianco · a2 re del bianco · d2 donna del bianco | 8 |
| 7 | c8 re del nero · b6 pedone del nero · d6 pedone del nero · a5 pedone del nero · b5 pedone del bianco · c5 pedone del nero · d5 pedone del bianco · e5 pedone del nero · c4 pedone del bianco · e4 pedone del bianco · f4 pedone del nero · h4 pedone del nero · a3 pedone del bianco · f3 pedone del bianco · g3 alfiere del nero · h3 pedone del bianco · a2 re del bianco · d2 donna del bianco | c8 re del nero · b6 pedone del nero · d6 pedone del nero · a5 pedone del nero · b5 pedone del bianco · c5 pedone del nero · d5 pedone del bianco · e5 pedone del nero · c4 pedone del bianco · e4 pedone del bianco · f4 pedone del nero · h4 pedone del nero · a3 pedone del bianco · f3 pedone del bianco · g3 alfiere del nero · h3 pedone del bianco · a2 re del bianco · d2 donna del bianco | c8 re del nero · b6 pedone del nero · d6 pedone del nero · a5 pedone del nero · b5 pedone del bianco · c5 pedone del nero · d5 pedone del bianco · e5 pedone del nero · c4 pedone del bianco · e4 pedone del bianco · f4 pedone del nero · h4 pedone del nero · a3 pedone del bianco · f3 pedone del bianco · g3 alfiere del nero · h3 pedone del bianco · a2 re del bianco · d2 donna del bianco | c8 re del nero · b6 pedone del nero · d6 pedone del nero · a5 pedone del nero · b5 pedone del bianco · c5 pedone del nero · d5 pedone del bianco · e5 pedone del nero · c4 pedone del bianco · e4 pedone del bianco · f4 pedone del nero · h4 pedone del nero · a3 pedone del bianco · f3 pedone del bianco · g3 alfiere del nero · h3 pedone del bianco · a2 re del bianco · d2 donna del bianco | c8 re del nero · b6 pedone del nero · d6 pedone del nero · a5 pedone del nero · b5 pedone del bianco · c5 pedone del nero · d5 pedone del bianco · e5 pedone del nero · c4 pedone del bianco · e4 pedone del bianco · f4 pedone del nero · h4 pedone del nero · a3 pedone del bianco · f3 pedone del bianco · g3 alfiere del nero · h3 pedone del bianco · a2 re del bianco · d2 donna del bianco | c8 re del nero · b6 pedone del nero · d6 pedone del nero · a5 pedone del nero · b5 pedone del bianco · c5 pedone del nero · d5 pedone del bianco · e5 pedone del nero · c4 pedone del bianco · e4 pedone del bianco · f4 pedone del nero · h4 pedone del nero · a3 pedone del bianco · f3 pedone del bianco · g3 alfiere del nero · h3 pedone del bianco · a2 re del bianco · d2 donna del bianco | c8 re del nero · b6 pedone del nero · d6 pedone del nero · a5 pedone del nero · b5 pedone del bianco · c5 pedone del nero · d5 pedone del bianco · e5 pedone del nero · c4 pedone del bianco · e4 pedone del bianco · f4 pedone del nero · h4 pedone del nero · a3 pedone del bianco · f3 pedone del bianco · g3 alfiere del nero · h3 pedone del bianco · a2 re del bianco · d2 donna del bianco | c8 re del nero · b6 pedone del nero · d6 pedone del nero · a5 pedone del nero · b5 pedone del bianco · c5 pedone del nero · d5 pedone del bianco · e5 pedone del nero · c4 pedone del bianco · e4 pedone del bianco · f4 pedone del nero · h4 pedone del nero · a3 pedone del bianco · f3 pedone del bianco · g3 alfiere del nero · h3 pedone del bianco · a2 re del bianco · d2 donna del bianco | 7 |
| 6 | c8 re del nero · b6 pedone del nero · d6 pedone del nero · a5 pedone del nero · b5 pedone del bianco · c5 pedone del nero · d5 pedone del bianco · e5 pedone del nero · c4 pedone del bianco · e4 pedone del bianco · f4 pedone del nero · h4 pedone del nero · a3 pedone del bianco · f3 pedone del bianco · g3 alfiere del nero · h3 pedone del bianco · a2 re del bianco · d2 donna del bianco | c8 re del nero · b6 pedone del nero · d6 pedone del nero · a5 pedone del nero · b5 pedone del bianco · c5 pedone del nero · d5 pedone del bianco · e5 pedone del nero · c4 pedone del bianco · e4 pedone del bianco · f4 pedone del nero · h4 pedone del nero · a3 pedone del bianco · f3 pedone del bianco · g3 alfiere del nero · h3 pedone del bianco · a2 re del bianco · d2 donna del bianco | c8 re del nero · b6 pedone del nero · d6 pedone del nero · a5 pedone del nero · b5 pedone del bianco · c5 pedone del nero · d5 pedone del bianco · e5 pedone del nero · c4 pedone del bianco · e4 pedone del bianco · f4 pedone del nero · h4 pedone del nero · a3 pedone del bianco · f3 pedone del bianco · g3 alfiere del nero · h3 pedone del bianco · a2 re del bianco · d2 donna del bianco | c8 re del nero · b6 pedone del nero · d6 pedone del nero · a5 pedone del nero · b5 pedone del bianco · c5 pedone del nero · d5 pedone del bianco · e5 pedone del nero · c4 pedone del bianco · e4 pedone del bianco · f4 pedone del nero · h4 pedone del nero · a3 pedone del bianco · f3 pedone del bianco · g3 alfiere del nero · h3 pedone del bianco · a2 re del bianco · d2 donna del bianco | c8 re del nero · b6 pedone del nero · d6 pedone del nero · a5 pedone del nero · b5 pedone del bianco · c5 pedone del nero · d5 pedone del bianco · e5 pedone del nero · c4 pedone del bianco · e4 pedone del bianco · f4 pedone del nero · h4 pedone del nero · a3 pedone del bianco · f3 pedone del bianco · g3 alfiere del nero · h3 pedone del bianco · a2 re del bianco · d2 donna del bianco | c8 re del nero · b6 pedone del nero · d6 pedone del nero · a5 pedone del nero · b5 pedone del bianco · c5 pedone del nero · d5 pedone del bianco · e5 pedone del nero · c4 pedone del bianco · e4 pedone del bianco · f4 pedone del nero · h4 pedone del nero · a3 pedone del bianco · f3 pedone del bianco · g3 alfiere del nero · h3 pedone del bianco · a2 re del bianco · d2 donna del bianco | c8 re del nero · b6 pedone del nero · d6 pedone del nero · a5 pedone del nero · b5 pedone del bianco · c5 pedone del nero · d5 pedone del bianco · e5 pedone del nero · c4 pedone del bianco · e4 pedone del bianco · f4 pedone del nero · h4 pedone del nero · a3 pedone del bianco · f3 pedone del bianco · g3 alfiere del nero · h3 pedone del bianco · a2 re del bianco · d2 donna del bianco | c8 re del nero · b6 pedone del nero · d6 pedone del nero · a5 pedone del nero · b5 pedone del bianco · c5 pedone del nero · d5 pedone del bianco · e5 pedone del nero · c4 pedone del bianco · e4 pedone del bianco · f4 pedone del nero · h4 pedone del nero · a3 pedone del bianco · f3 pedone del bianco · g3 alfiere del nero · h3 pedone del bianco · a2 re del bianco · d2 donna del bianco | 6 |
| 5 | c8 re del nero · b6 pedone del nero · d6 pedone del nero · a5 pedone del nero · b5 pedone del bianco · c5 pedone del nero · d5 pedone del bianco · e5 pedone del nero · c4 pedone del bianco · e4 pedone del bianco · f4 pedone del nero · h4 pedone del nero · a3 pedone del bianco · f3 pedone del bianco · g3 alfiere del nero · h3 pedone del bianco · a2 re del bianco · d2 donna del bianco | c8 re del nero · b6 pedone del nero · d6 pedone del nero · a5 pedone del nero · b5 pedone del bianco · c5 pedone del nero · d5 pedone del bianco · e5 pedone del nero · c4 pedone del bianco · e4 pedone del bianco · f4 pedone del nero · h4 pedone del nero · a3 pedone del bianco · f3 pedone del bianco · g3 alfiere del nero · h3 pedone del bianco · a2 re del bianco · d2 donna del bianco | c8 re del nero · b6 pedone del nero · d6 pedone del nero · a5 pedone del nero · b5 pedone del bianco · c5 pedone del nero · d5 pedone del bianco · e5 pedone del nero · c4 pedone del bianco · e4 pedone del bianco · f4 pedone del nero · h4 pedone del nero · a3 pedone del bianco · f3 pedone del bianco · g3 alfiere del nero · h3 pedone del bianco · a2 re del bianco · d2 donna del bianco | c8 re del nero · b6 pedone del nero · d6 pedone del nero · a5 pedone del nero · b5 pedone del bianco · c5 pedone del nero · d5 pedone del bianco · e5 pedone del nero · c4 pedone del bianco · e4 pedone del bianco · f4 pedone del nero · h4 pedone del nero · a3 pedone del bianco · f3 pedone del bianco · g3 alfiere del nero · h3 pedone del bianco · a2 re del bianco · d2 donna del bianco | c8 re del nero · b6 pedone del nero · d6 pedone del nero · a5 pedone del nero · b5 pedone del bianco · c5 pedone del nero · d5 pedone del bianco · e5 pedone del nero · c4 pedone del bianco · e4 pedone del bianco · f4 pedone del nero · h4 pedone del nero · a3 pedone del bianco · f3 pedone del bianco · g3 alfiere del nero · h3 pedone del bianco · a2 re del bianco · d2 donna del bianco | c8 re del nero · b6 pedone del nero · d6 pedone del nero · a5 pedone del nero · b5 pedone del bianco · c5 pedone del nero · d5 pedone del bianco · e5 pedone del nero · c4 pedone del bianco · e4 pedone del bianco · f4 pedone del nero · h4 pedone del nero · a3 pedone del bianco · f3 pedone del bianco · g3 alfiere del nero · h3 pedone del bianco · a2 re del bianco · d2 donna del bianco | c8 re del nero · b6 pedone del nero · d6 pedone del nero · a5 pedone del nero · b5 pedone del bianco · c5 pedone del nero · d5 pedone del bianco · e5 pedone del nero · c4 pedone del bianco · e4 pedone del bianco · f4 pedone del nero · h4 pedone del nero · a3 pedone del bianco · f3 pedone del bianco · g3 alfiere del nero · h3 pedone del bianco · a2 re del bianco · d2 donna del bianco | c8 re del nero · b6 pedone del nero · d6 pedone del nero · a5 pedone del nero · b5 pedone del bianco · c5 pedone del nero · d5 pedone del bianco · e5 pedone del nero · c4 pedone del bianco · e4 pedone del bianco · f4 pedone del nero · h4 pedone del nero · a3 pedone del bianco · f3 pedone del bianco · g3 alfiere del nero · h3 pedone del bianco · a2 re del bianco · d2 donna del bianco | 5 |
| 4 | c8 re del nero · b6 pedone del nero · d6 pedone del nero · a5 pedone del nero · b5 pedone del bianco · c5 pedone del nero · d5 pedone del bianco · e5 pedone del nero · c4 pedone del bianco · e4 pedone del bianco · f4 pedone del nero · h4 pedone del nero · a3 pedone del bianco · f3 pedone del bianco · g3 alfiere del nero · h3 pedone del bianco · a2 re del bianco · d2 donna del bianco | c8 re del nero · b6 pedone del nero · d6 pedone del nero · a5 pedone del nero · b5 pedone del bianco · c5 pedone del nero · d5 pedone del bianco · e5 pedone del nero · c4 pedone del bianco · e4 pedone del bianco · f4 pedone del nero · h4 pedone del nero · a3 pedone del bianco · f3 pedone del bianco · g3 alfiere del nero · h3 pedone del bianco · a2 re del bianco · d2 donna del bianco | c8 re del nero · b6 pedone del nero · d6 pedone del nero · a5 pedone del nero · b5 pedone del bianco · c5 pedone del nero · d5 pedone del bianco · e5 pedone del nero · c4 pedone del bianco · e4 pedone del bianco · f4 pedone del nero · h4 pedone del nero · a3 pedone del bianco · f3 pedone del bianco · g3 alfiere del nero · h3 pedone del bianco · a2 re del bianco · d2 donna del bianco | c8 re del nero · b6 pedone del nero · d6 pedone del nero · a5 pedone del nero · b5 pedone del bianco · c5 pedone del nero · d5 pedone del bianco · e5 pedone del nero · c4 pedone del bianco · e4 pedone del bianco · f4 pedone del nero · h4 pedone del nero · a3 pedone del bianco · f3 pedone del bianco · g3 alfiere del nero · h3 pedone del bianco · a2 re del bianco · d2 donna del bianco | c8 re del nero · b6 pedone del nero · d6 pedone del nero · a5 pedone del nero · b5 pedone del bianco · c5 pedone del nero · d5 pedone del bianco · e5 pedone del nero · c4 pedone del bianco · e4 pedone del bianco · f4 pedone del nero · h4 pedone del nero · a3 pedone del bianco · f3 pedone del bianco · g3 alfiere del nero · h3 pedone del bianco · a2 re del bianco · d2 donna del bianco | c8 re del nero · b6 pedone del nero · d6 pedone del nero · a5 pedone del nero · b5 pedone del bianco · c5 pedone del nero · d5 pedone del bianco · e5 pedone del nero · c4 pedone del bianco · e4 pedone del bianco · f4 pedone del nero · h4 pedone del nero · a3 pedone del bianco · f3 pedone del bianco · g3 alfiere del nero · h3 pedone del bianco · a2 re del bianco · d2 donna del bianco | c8 re del nero · b6 pedone del nero · d6 pedone del nero · a5 pedone del nero · b5 pedone del bianco · c5 pedone del nero · d5 pedone del bianco · e5 pedone del nero · c4 pedone del bianco · e4 pedone del bianco · f4 pedone del nero · h4 pedone del nero · a3 pedone del bianco · f3 pedone del bianco · g3 alfiere del nero · h3 pedone del bianco · a2 re del bianco · d2 donna del bianco | c8 re del nero · b6 pedone del nero · d6 pedone del nero · a5 pedone del nero · b5 pedone del bianco · c5 pedone del nero · d5 pedone del bianco · e5 pedone del nero · c4 pedone del bianco · e4 pedone del bianco · f4 pedone del nero · h4 pedone del nero · a3 pedone del bianco · f3 pedone del bianco · g3 alfiere del nero · h3 pedone del bianco · a2 re del bianco · d2 donna del bianco | 4 |
| 3 | c8 re del nero · b6 pedone del nero · d6 pedone del nero · a5 pedone del nero · b5 pedone del bianco · c5 pedone del nero · d5 pedone del bianco · e5 pedone del nero · c4 pedone del bianco · e4 pedone del bianco · f4 pedone del nero · h4 pedone del nero · a3 pedone del bianco · f3 pedone del bianco · g3 alfiere del nero · h3 pedone del bianco · a2 re del bianco · d2 donna del bianco | c8 re del nero · b6 pedone del nero · d6 pedone del nero · a5 pedone del nero · b5 pedone del bianco · c5 pedone del nero · d5 pedone del bianco · e5 pedone del nero · c4 pedone del bianco · e4 pedone del bianco · f4 pedone del nero · h4 pedone del nero · a3 pedone del bianco · f3 pedone del bianco · g3 alfiere del nero · h3 pedone del bianco · a2 re del bianco · d2 donna del bianco | c8 re del nero · b6 pedone del nero · d6 pedone del nero · a5 pedone del nero · b5 pedone del bianco · c5 pedone del nero · d5 pedone del bianco · e5 pedone del nero · c4 pedone del bianco · e4 pedone del bianco · f4 pedone del nero · h4 pedone del nero · a3 pedone del bianco · f3 pedone del bianco · g3 alfiere del nero · h3 pedone del bianco · a2 re del bianco · d2 donna del bianco | c8 re del nero · b6 pedone del nero · d6 pedone del nero · a5 pedone del nero · b5 pedone del bianco · c5 pedone del nero · d5 pedone del bianco · e5 pedone del nero · c4 pedone del bianco · e4 pedone del bianco · f4 pedone del nero · h4 pedone del nero · a3 pedone del bianco · f3 pedone del bianco · g3 alfiere del nero · h3 pedone del bianco · a2 re del bianco · d2 donna del bianco | c8 re del nero · b6 pedone del nero · d6 pedone del nero · a5 pedone del nero · b5 pedone del bianco · c5 pedone del nero · d5 pedone del bianco · e5 pedone del nero · c4 pedone del bianco · e4 pedone del bianco · f4 pedone del nero · h4 pedone del nero · a3 pedone del bianco · f3 pedone del bianco · g3 alfiere del nero · h3 pedone del bianco · a2 re del bianco · d2 donna del bianco | c8 re del nero · b6 pedone del nero · d6 pedone del nero · a5 pedone del nero · b5 pedone del bianco · c5 pedone del nero · d5 pedone del bianco · e5 pedone del nero · c4 pedone del bianco · e4 pedone del bianco · f4 pedone del nero · h4 pedone del nero · a3 pedone del bianco · f3 pedone del bianco · g3 alfiere del nero · h3 pedone del bianco · a2 re del bianco · d2 donna del bianco | c8 re del nero · b6 pedone del nero · d6 pedone del nero · a5 pedone del nero · b5 pedone del bianco · c5 pedone del nero · d5 pedone del bianco · e5 pedone del nero · c4 pedone del bianco · e4 pedone del bianco · f4 pedone del nero · h4 pedone del nero · a3 pedone del bianco · f3 pedone del bianco · g3 alfiere del nero · h3 pedone del bianco · a2 re del bianco · d2 donna del bianco | c8 re del nero · b6 pedone del nero · d6 pedone del nero · a5 pedone del nero · b5 pedone del bianco · c5 pedone del nero · d5 pedone del bianco · e5 pedone del nero · c4 pedone del bianco · e4 pedone del bianco · f4 pedone del nero · h4 pedone del nero · a3 pedone del bianco · f3 pedone del bianco · g3 alfiere del nero · h3 pedone del bianco · a2 re del bianco · d2 donna del bianco | 3 |
| 2 | c8 re del nero · b6 pedone del nero · d6 pedone del nero · a5 pedone del nero · b5 pedone del bianco · c5 pedone del nero · d5 pedone del bianco · e5 pedone del nero · c4 pedone del bianco · e4 pedone del bianco · f4 pedone del nero · h4 pedone del nero · a3 pedone del bianco · f3 pedone del bianco · g3 alfiere del nero · h3 pedone del bianco · a2 re del bianco · d2 donna del bianco | c8 re del nero · b6 pedone del nero · d6 pedone del nero · a5 pedone del nero · b5 pedone del bianco · c5 pedone del nero · d5 pedone del bianco · e5 pedone del nero · c4 pedone del bianco · e4 pedone del bianco · f4 pedone del nero · h4 pedone del nero · a3 pedone del bianco · f3 pedone del bianco · g3 alfiere del nero · h3 pedone del bianco · a2 re del bianco · d2 donna del bianco | c8 re del nero · b6 pedone del nero · d6 pedone del nero · a5 pedone del nero · b5 pedone del bianco · c5 pedone del nero · d5 pedone del bianco · e5 pedone del nero · c4 pedone del bianco · e4 pedone del bianco · f4 pedone del nero · h4 pedone del nero · a3 pedone del bianco · f3 pedone del bianco · g3 alfiere del nero · h3 pedone del bianco · a2 re del bianco · d2 donna del bianco | c8 re del nero · b6 pedone del nero · d6 pedone del nero · a5 pedone del nero · b5 pedone del bianco · c5 pedone del nero · d5 pedone del bianco · e5 pedone del nero · c4 pedone del bianco · e4 pedone del bianco · f4 pedone del nero · h4 pedone del nero · a3 pedone del bianco · f3 pedone del bianco · g3 alfiere del nero · h3 pedone del bianco · a2 re del bianco · d2 donna del bianco | c8 re del nero · b6 pedone del nero · d6 pedone del nero · a5 pedone del nero · b5 pedone del bianco · c5 pedone del nero · d5 pedone del bianco · e5 pedone del nero · c4 pedone del bianco · e4 pedone del bianco · f4 pedone del nero · h4 pedone del nero · a3 pedone del bianco · f3 pedone del bianco · g3 alfiere del nero · h3 pedone del bianco · a2 re del bianco · d2 donna del bianco | c8 re del nero · b6 pedone del nero · d6 pedone del nero · a5 pedone del nero · b5 pedone del bianco · c5 pedone del nero · d5 pedone del bianco · e5 pedone del nero · c4 pedone del bianco · e4 pedone del bianco · f4 pedone del nero · h4 pedone del nero · a3 pedone del bianco · f3 pedone del bianco · g3 alfiere del nero · h3 pedone del bianco · a2 re del bianco · d2 donna del bianco | c8 re del nero · b6 pedone del nero · d6 pedone del nero · a5 pedone del nero · b5 pedone del bianco · c5 pedone del nero · d5 pedone del bianco · e5 pedone del nero · c4 pedone del bianco · e4 pedone del bianco · f4 pedone del nero · h4 pedone del nero · a3 pedone del bianco · f3 pedone del bianco · g3 alfiere del nero · h3 pedone del bianco · a2 re del bianco · d2 donna del bianco | c8 re del nero · b6 pedone del nero · d6 pedone del nero · a5 pedone del nero · b5 pedone del bianco · c5 pedone del nero · d5 pedone del bianco · e5 pedone del nero · c4 pedone del bianco · e4 pedone del bianco · f4 pedone del nero · h4 pedone del nero · a3 pedone del bianco · f3 pedone del bianco · g3 alfiere del nero · h3 pedone del bianco · a2 re del bianco · d2 donna del bianco | 2 |
| 1 | c8 re del nero · b6 pedone del nero · d6 pedone del nero · a5 pedone del nero · b5 pedone del bianco · c5 pedone del nero · d5 pedone del bianco · e5 pedone del nero · c4 pedone del bianco · e4 pedone del bianco · f4 pedone del nero · h4 pedone del nero · a3 pedone del bianco · f3 pedone del bianco · g3 alfiere del nero · h3 pedone del bianco · a2 re del bianco · d2 donna del bianco | c8 re del nero · b6 pedone del nero · d6 pedone del nero · a5 pedone del nero · b5 pedone del bianco · c5 pedone del nero · d5 pedone del bianco · e5 pedone del nero · c4 pedone del bianco · e4 pedone del bianco · f4 pedone del nero · h4 pedone del nero · a3 pedone del bianco · f3 pedone del bianco · g3 alfiere del nero · h3 pedone del bianco · a2 re del bianco · d2 donna del bianco | c8 re del nero · b6 pedone del nero · d6 pedone del nero · a5 pedone del nero · b5 pedone del bianco · c5 pedone del nero · d5 pedone del bianco · e5 pedone del nero · c4 pedone del bianco · e4 pedone del bianco · f4 pedone del nero · h4 pedone del nero · a3 pedone del bianco · f3 pedone del bianco · g3 alfiere del nero · h3 pedone del bianco · a2 re del bianco · d2 donna del bianco | c8 re del nero · b6 pedone del nero · d6 pedone del nero · a5 pedone del nero · b5 pedone del bianco · c5 pedone del nero · d5 pedone del bianco · e5 pedone del nero · c4 pedone del bianco · e4 pedone del bianco · f4 pedone del nero · h4 pedone del nero · a3 pedone del bianco · f3 pedone del bianco · g3 alfiere del nero · h3 pedone del bianco · a2 re del bianco · d2 donna del bianco | c8 re del nero · b6 pedone del nero · d6 pedone del nero · a5 pedone del nero · b5 pedone del bianco · c5 pedone del nero · d5 pedone del bianco · e5 pedone del nero · c4 pedone del bianco · e4 pedone del bianco · f4 pedone del nero · h4 pedone del nero · a3 pedone del bianco · f3 pedone del bianco · g3 alfiere del nero · h3 pedone del bianco · a2 re del bianco · d2 donna del bianco | c8 re del nero · b6 pedone del nero · d6 pedone del nero · a5 pedone del nero · b5 pedone del bianco · c5 pedone del nero · d5 pedone del bianco · e5 pedone del nero · c4 pedone del bianco · e4 pedone del bianco · f4 pedone del nero · h4 pedone del nero · a3 pedone del bianco · f3 pedone del bianco · g3 alfiere del nero · h3 pedone del bianco · a2 re del bianco · d2 donna del bianco | c8 re del nero · b6 pedone del nero · d6 pedone del nero · a5 pedone del nero · b5 pedone del bianco · c5 pedone del nero · d5 pedone del bianco · e5 pedone del nero · c4 pedone del bianco · e4 pedone del bianco · f4 pedone del nero · h4 pedone del nero · a3 pedone del bianco · f3 pedone del bianco · g3 alfiere del nero · h3 pedone del bianco · a2 re del bianco · d2 donna del bianco | c8 re del nero · b6 pedone del nero · d6 pedone del nero · a5 pedone del nero · b5 pedone del bianco · c5 pedone del nero · d5 pedone del bianco · e5 pedone del nero · c4 pedone del bianco · e4 pedone del bianco · f4 pedone del nero · h4 pedone del nero · a3 pedone del bianco · f3 pedone del bianco · g3 alfiere del nero · h3 pedone del bianco · a2 re del bianco · d2 donna del bianco | 1 |
|   | a | b | c | d | e | f | g | h |   |

L'esempio qui sopra potrebbe sembrare inventato, ma il Nero ha raggiunto un simile perimetro difensivo in Aršak Petrosyan-Hazai, Schilde 1970  (diagramma a destra), che Soltis discusse nel suo libro The Art of Defense in Chess (L'arte della difesa negli scacchi). Nella posizione a sinistra, il Nero ha un finale difficile, dato che il Bianco può attaccare e guadagnare il suo pedone in a5, e non ha controgioco. Il Nero provò a giocare la straordinaria 45...Db6!?, a cui il Bianco replicò con l'ovvia 46.Cxb6+? Questo è un errore decisivo, che permette al Nero di formare un'impenetrabile fortezza. Il Bianco avrebbe dovuto concludere il suo piano catturando il pedone Nero, per esempio con 46.Dc1 (minacciando 47.Cxb6+ cxb6 48.h4! gxh4 49.Dh1 e Dh3, vincendo) Da7 47.Dd2 seguita da Rb3, Cc3, Ra4, e Ca2-c1-b3. 46...cxb6 Ora il Nero minaccia 47...h4, bloccando l'intera scacchiera con il suo pedone, perciò il Bianco prova ad aprire la posizione. 47.h4 gxh4 48.Dd2 h3! 49.gxh3 altrimenti 49...h2 patta. 49...h4! (diagramma a destra) il Nero ha formato la sua fortezza, e ora può pattare semplicemente continuando a muovere il re. L'unico tentativo di vittoria per il Bianco sarebbe un sacrificio di donna (per esempio Dxa5 o Dxe5), ma nessuno di questi darebbe al Bianco chance finché il Nero tiene il suo re al centro. I giocatori mossero i loro re, e la donna bianca, per altre sei mosse prima di accordarsi per la patta.
|   | a | b | c | d | e | f | g | h |   |
| 8 | b7 pedone del nero · e7 alfiere del nero · g6 re del nero · f5 pedone del nero · a4 pedone del nero · d4 cavallo del bianco · e4 alfiere del nero · f4 pedone del bianco · g4 pedone del nero · h4 pedone del nero · a3 pedone del bianco · c3 alfiere del bianco · e3 pedone del bianco · b2 pedone del bianco · h2 pedone del bianco · g1 re del bianco | b7 pedone del nero · e7 alfiere del nero · g6 re del nero · f5 pedone del nero · a4 pedone del nero · d4 cavallo del bianco · e4 alfiere del nero · f4 pedone del bianco · g4 pedone del nero · h4 pedone del nero · a3 pedone del bianco · c3 alfiere del bianco · e3 pedone del bianco · b2 pedone del bianco · h2 pedone del bianco · g1 re del bianco | b7 pedone del nero · e7 alfiere del nero · g6 re del nero · f5 pedone del nero · a4 pedone del nero · d4 cavallo del bianco · e4 alfiere del nero · f4 pedone del bianco · g4 pedone del nero · h4 pedone del nero · a3 pedone del bianco · c3 alfiere del bianco · e3 pedone del bianco · b2 pedone del bianco · h2 pedone del bianco · g1 re del bianco | b7 pedone del nero · e7 alfiere del nero · g6 re del nero · f5 pedone del nero · a4 pedone del nero · d4 cavallo del bianco · e4 alfiere del nero · f4 pedone del bianco · g4 pedone del nero · h4 pedone del nero · a3 pedone del bianco · c3 alfiere del bianco · e3 pedone del bianco · b2 pedone del bianco · h2 pedone del bianco · g1 re del bianco | b7 pedone del nero · e7 alfiere del nero · g6 re del nero · f5 pedone del nero · a4 pedone del nero · d4 cavallo del bianco · e4 alfiere del nero · f4 pedone del bianco · g4 pedone del nero · h4 pedone del nero · a3 pedone del bianco · c3 alfiere del bianco · e3 pedone del bianco · b2 pedone del bianco · h2 pedone del bianco · g1 re del bianco | b7 pedone del nero · e7 alfiere del nero · g6 re del nero · f5 pedone del nero · a4 pedone del nero · d4 cavallo del bianco · e4 alfiere del nero · f4 pedone del bianco · g4 pedone del nero · h4 pedone del nero · a3 pedone del bianco · c3 alfiere del bianco · e3 pedone del bianco · b2 pedone del bianco · h2 pedone del bianco · g1 re del bianco | b7 pedone del nero · e7 alfiere del nero · g6 re del nero · f5 pedone del nero · a4 pedone del nero · d4 cavallo del bianco · e4 alfiere del nero · f4 pedone del bianco · g4 pedone del nero · h4 pedone del nero · a3 pedone del bianco · c3 alfiere del bianco · e3 pedone del bianco · b2 pedone del bianco · h2 pedone del bianco · g1 re del bianco | b7 pedone del nero · e7 alfiere del nero · g6 re del nero · f5 pedone del nero · a4 pedone del nero · d4 cavallo del bianco · e4 alfiere del nero · f4 pedone del bianco · g4 pedone del nero · h4 pedone del nero · a3 pedone del bianco · c3 alfiere del bianco · e3 pedone del bianco · b2 pedone del bianco · h2 pedone del bianco · g1 re del bianco | 8 |
| 7 | b7 pedone del nero · e7 alfiere del nero · g6 re del nero · f5 pedone del nero · a4 pedone del nero · d4 cavallo del bianco · e4 alfiere del nero · f4 pedone del bianco · g4 pedone del nero · h4 pedone del nero · a3 pedone del bianco · c3 alfiere del bianco · e3 pedone del bianco · b2 pedone del bianco · h2 pedone del bianco · g1 re del bianco | b7 pedone del nero · e7 alfiere del nero · g6 re del nero · f5 pedone del nero · a4 pedone del nero · d4 cavallo del bianco · e4 alfiere del nero · f4 pedone del bianco · g4 pedone del nero · h4 pedone del nero · a3 pedone del bianco · c3 alfiere del bianco · e3 pedone del bianco · b2 pedone del bianco · h2 pedone del bianco · g1 re del bianco | b7 pedone del nero · e7 alfiere del nero · g6 re del nero · f5 pedone del nero · a4 pedone del nero · d4 cavallo del bianco · e4 alfiere del nero · f4 pedone del bianco · g4 pedone del nero · h4 pedone del nero · a3 pedone del bianco · c3 alfiere del bianco · e3 pedone del bianco · b2 pedone del bianco · h2 pedone del bianco · g1 re del bianco | b7 pedone del nero · e7 alfiere del nero · g6 re del nero · f5 pedone del nero · a4 pedone del nero · d4 cavallo del bianco · e4 alfiere del nero · f4 pedone del bianco · g4 pedone del nero · h4 pedone del nero · a3 pedone del bianco · c3 alfiere del bianco · e3 pedone del bianco · b2 pedone del bianco · h2 pedone del bianco · g1 re del bianco | b7 pedone del nero · e7 alfiere del nero · g6 re del nero · f5 pedone del nero · a4 pedone del nero · d4 cavallo del bianco · e4 alfiere del nero · f4 pedone del bianco · g4 pedone del nero · h4 pedone del nero · a3 pedone del bianco · c3 alfiere del bianco · e3 pedone del bianco · b2 pedone del bianco · h2 pedone del bianco · g1 re del bianco | b7 pedone del nero · e7 alfiere del nero · g6 re del nero · f5 pedone del nero · a4 pedone del nero · d4 cavallo del bianco · e4 alfiere del nero · f4 pedone del bianco · g4 pedone del nero · h4 pedone del nero · a3 pedone del bianco · c3 alfiere del bianco · e3 pedone del bianco · b2 pedone del bianco · h2 pedone del bianco · g1 re del bianco | b7 pedone del nero · e7 alfiere del nero · g6 re del nero · f5 pedone del nero · a4 pedone del nero · d4 cavallo del bianco · e4 alfiere del nero · f4 pedone del bianco · g4 pedone del nero · h4 pedone del nero · a3 pedone del bianco · c3 alfiere del bianco · e3 pedone del bianco · b2 pedone del bianco · h2 pedone del bianco · g1 re del bianco | b7 pedone del nero · e7 alfiere del nero · g6 re del nero · f5 pedone del nero · a4 pedone del nero · d4 cavallo del bianco · e4 alfiere del nero · f4 pedone del bianco · g4 pedone del nero · h4 pedone del nero · a3 pedone del bianco · c3 alfiere del bianco · e3 pedone del bianco · b2 pedone del bianco · h2 pedone del bianco · g1 re del bianco | 7 |
| 6 | b7 pedone del nero · e7 alfiere del nero · g6 re del nero · f5 pedone del nero · a4 pedone del nero · d4 cavallo del bianco · e4 alfiere del nero · f4 pedone del bianco · g4 pedone del nero · h4 pedone del nero · a3 pedone del bianco · c3 alfiere del bianco · e3 pedone del bianco · b2 pedone del bianco · h2 pedone del bianco · g1 re del bianco | b7 pedone del nero · e7 alfiere del nero · g6 re del nero · f5 pedone del nero · a4 pedone del nero · d4 cavallo del bianco · e4 alfiere del nero · f4 pedone del bianco · g4 pedone del nero · h4 pedone del nero · a3 pedone del bianco · c3 alfiere del bianco · e3 pedone del bianco · b2 pedone del bianco · h2 pedone del bianco · g1 re del bianco | b7 pedone del nero · e7 alfiere del nero · g6 re del nero · f5 pedone del nero · a4 pedone del nero · d4 cavallo del bianco · e4 alfiere del nero · f4 pedone del bianco · g4 pedone del nero · h4 pedone del nero · a3 pedone del bianco · c3 alfiere del bianco · e3 pedone del bianco · b2 pedone del bianco · h2 pedone del bianco · g1 re del bianco | b7 pedone del nero · e7 alfiere del nero · g6 re del nero · f5 pedone del nero · a4 pedone del nero · d4 cavallo del bianco · e4 alfiere del nero · f4 pedone del bianco · g4 pedone del nero · h4 pedone del nero · a3 pedone del bianco · c3 alfiere del bianco · e3 pedone del bianco · b2 pedone del bianco · h2 pedone del bianco · g1 re del bianco | b7 pedone del nero · e7 alfiere del nero · g6 re del nero · f5 pedone del nero · a4 pedone del nero · d4 cavallo del bianco · e4 alfiere del nero · f4 pedone del bianco · g4 pedone del nero · h4 pedone del nero · a3 pedone del bianco · c3 alfiere del bianco · e3 pedone del bianco · b2 pedone del bianco · h2 pedone del bianco · g1 re del bianco | b7 pedone del nero · e7 alfiere del nero · g6 re del nero · f5 pedone del nero · a4 pedone del nero · d4 cavallo del bianco · e4 alfiere del nero · f4 pedone del bianco · g4 pedone del nero · h4 pedone del nero · a3 pedone del bianco · c3 alfiere del bianco · e3 pedone del bianco · b2 pedone del bianco · h2 pedone del bianco · g1 re del bianco | b7 pedone del nero · e7 alfiere del nero · g6 re del nero · f5 pedone del nero · a4 pedone del nero · d4 cavallo del bianco · e4 alfiere del nero · f4 pedone del bianco · g4 pedone del nero · h4 pedone del nero · a3 pedone del bianco · c3 alfiere del bianco · e3 pedone del bianco · b2 pedone del bianco · h2 pedone del bianco · g1 re del bianco | b7 pedone del nero · e7 alfiere del nero · g6 re del nero · f5 pedone del nero · a4 pedone del nero · d4 cavallo del bianco · e4 alfiere del nero · f4 pedone del bianco · g4 pedone del nero · h4 pedone del nero · a3 pedone del bianco · c3 alfiere del bianco · e3 pedone del bianco · b2 pedone del bianco · h2 pedone del bianco · g1 re del bianco | 6 |
| 5 | b7 pedone del nero · e7 alfiere del nero · g6 re del nero · f5 pedone del nero · a4 pedone del nero · d4 cavallo del bianco · e4 alfiere del nero · f4 pedone del bianco · g4 pedone del nero · h4 pedone del nero · a3 pedone del bianco · c3 alfiere del bianco · e3 pedone del bianco · b2 pedone del bianco · h2 pedone del bianco · g1 re del bianco | b7 pedone del nero · e7 alfiere del nero · g6 re del nero · f5 pedone del nero · a4 pedone del nero · d4 cavallo del bianco · e4 alfiere del nero · f4 pedone del bianco · g4 pedone del nero · h4 pedone del nero · a3 pedone del bianco · c3 alfiere del bianco · e3 pedone del bianco · b2 pedone del bianco · h2 pedone del bianco · g1 re del bianco | b7 pedone del nero · e7 alfiere del nero · g6 re del nero · f5 pedone del nero · a4 pedone del nero · d4 cavallo del bianco · e4 alfiere del nero · f4 pedone del bianco · g4 pedone del nero · h4 pedone del nero · a3 pedone del bianco · c3 alfiere del bianco · e3 pedone del bianco · b2 pedone del bianco · h2 pedone del bianco · g1 re del bianco | b7 pedone del nero · e7 alfiere del nero · g6 re del nero · f5 pedone del nero · a4 pedone del nero · d4 cavallo del bianco · e4 alfiere del nero · f4 pedone del bianco · g4 pedone del nero · h4 pedone del nero · a3 pedone del bianco · c3 alfiere del bianco · e3 pedone del bianco · b2 pedone del bianco · h2 pedone del bianco · g1 re del bianco | b7 pedone del nero · e7 alfiere del nero · g6 re del nero · f5 pedone del nero · a4 pedone del nero · d4 cavallo del bianco · e4 alfiere del nero · f4 pedone del bianco · g4 pedone del nero · h4 pedone del nero · a3 pedone del bianco · c3 alfiere del bianco · e3 pedone del bianco · b2 pedone del bianco · h2 pedone del bianco · g1 re del bianco | b7 pedone del nero · e7 alfiere del nero · g6 re del nero · f5 pedone del nero · a4 pedone del nero · d4 cavallo del bianco · e4 alfiere del nero · f4 pedone del bianco · g4 pedone del nero · h4 pedone del nero · a3 pedone del bianco · c3 alfiere del bianco · e3 pedone del bianco · b2 pedone del bianco · h2 pedone del bianco · g1 re del bianco | b7 pedone del nero · e7 alfiere del nero · g6 re del nero · f5 pedone del nero · a4 pedone del nero · d4 cavallo del bianco · e4 alfiere del nero · f4 pedone del bianco · g4 pedone del nero · h4 pedone del nero · a3 pedone del bianco · c3 alfiere del bianco · e3 pedone del bianco · b2 pedone del bianco · h2 pedone del bianco · g1 re del bianco | b7 pedone del nero · e7 alfiere del nero · g6 re del nero · f5 pedone del nero · a4 pedone del nero · d4 cavallo del bianco · e4 alfiere del nero · f4 pedone del bianco · g4 pedone del nero · h4 pedone del nero · a3 pedone del bianco · c3 alfiere del bianco · e3 pedone del bianco · b2 pedone del bianco · h2 pedone del bianco · g1 re del bianco | 5 |
| 4 | b7 pedone del nero · e7 alfiere del nero · g6 re del nero · f5 pedone del nero · a4 pedone del nero · d4 cavallo del bianco · e4 alfiere del nero · f4 pedone del bianco · g4 pedone del nero · h4 pedone del nero · a3 pedone del bianco · c3 alfiere del bianco · e3 pedone del bianco · b2 pedone del bianco · h2 pedone del bianco · g1 re del bianco | b7 pedone del nero · e7 alfiere del nero · g6 re del nero · f5 pedone del nero · a4 pedone del nero · d4 cavallo del bianco · e4 alfiere del nero · f4 pedone del bianco · g4 pedone del nero · h4 pedone del nero · a3 pedone del bianco · c3 alfiere del bianco · e3 pedone del bianco · b2 pedone del bianco · h2 pedone del bianco · g1 re del bianco | b7 pedone del nero · e7 alfiere del nero · g6 re del nero · f5 pedone del nero · a4 pedone del nero · d4 cavallo del bianco · e4 alfiere del nero · f4 pedone del bianco · g4 pedone del nero · h4 pedone del nero · a3 pedone del bianco · c3 alfiere del bianco · e3 pedone del bianco · b2 pedone del bianco · h2 pedone del bianco · g1 re del bianco | b7 pedone del nero · e7 alfiere del nero · g6 re del nero · f5 pedone del nero · a4 pedone del nero · d4 cavallo del bianco · e4 alfiere del nero · f4 pedone del bianco · g4 pedone del nero · h4 pedone del nero · a3 pedone del bianco · c3 alfiere del bianco · e3 pedone del bianco · b2 pedone del bianco · h2 pedone del bianco · g1 re del bianco | b7 pedone del nero · e7 alfiere del nero · g6 re del nero · f5 pedone del nero · a4 pedone del nero · d4 cavallo del bianco · e4 alfiere del nero · f4 pedone del bianco · g4 pedone del nero · h4 pedone del nero · a3 pedone del bianco · c3 alfiere del bianco · e3 pedone del bianco · b2 pedone del bianco · h2 pedone del bianco · g1 re del bianco | b7 pedone del nero · e7 alfiere del nero · g6 re del nero · f5 pedone del nero · a4 pedone del nero · d4 cavallo del bianco · e4 alfiere del nero · f4 pedone del bianco · g4 pedone del nero · h4 pedone del nero · a3 pedone del bianco · c3 alfiere del bianco · e3 pedone del bianco · b2 pedone del bianco · h2 pedone del bianco · g1 re del bianco | b7 pedone del nero · e7 alfiere del nero · g6 re del nero · f5 pedone del nero · a4 pedone del nero · d4 cavallo del bianco · e4 alfiere del nero · f4 pedone del bianco · g4 pedone del nero · h4 pedone del nero · a3 pedone del bianco · c3 alfiere del bianco · e3 pedone del bianco · b2 pedone del bianco · h2 pedone del bianco · g1 re del bianco | b7 pedone del nero · e7 alfiere del nero · g6 re del nero · f5 pedone del nero · a4 pedone del nero · d4 cavallo del bianco · e4 alfiere del nero · f4 pedone del bianco · g4 pedone del nero · h4 pedone del nero · a3 pedone del bianco · c3 alfiere del bianco · e3 pedone del bianco · b2 pedone del bianco · h2 pedone del bianco · g1 re del bianco | 4 |
| 3 | b7 pedone del nero · e7 alfiere del nero · g6 re del nero · f5 pedone del nero · a4 pedone del nero · d4 cavallo del bianco · e4 alfiere del nero · f4 pedone del bianco · g4 pedone del nero · h4 pedone del nero · a3 pedone del bianco · c3 alfiere del bianco · e3 pedone del bianco · b2 pedone del bianco · h2 pedone del bianco · g1 re del bianco | b7 pedone del nero · e7 alfiere del nero · g6 re del nero · f5 pedone del nero · a4 pedone del nero · d4 cavallo del bianco · e4 alfiere del nero · f4 pedone del bianco · g4 pedone del nero · h4 pedone del nero · a3 pedone del bianco · c3 alfiere del bianco · e3 pedone del bianco · b2 pedone del bianco · h2 pedone del bianco · g1 re del bianco | b7 pedone del nero · e7 alfiere del nero · g6 re del nero · f5 pedone del nero · a4 pedone del nero · d4 cavallo del bianco · e4 alfiere del nero · f4 pedone del bianco · g4 pedone del nero · h4 pedone del nero · a3 pedone del bianco · c3 alfiere del bianco · e3 pedone del bianco · b2 pedone del bianco · h2 pedone del bianco · g1 re del bianco | b7 pedone del nero · e7 alfiere del nero · g6 re del nero · f5 pedone del nero · a4 pedone del nero · d4 cavallo del bianco · e4 alfiere del nero · f4 pedone del bianco · g4 pedone del nero · h4 pedone del nero · a3 pedone del bianco · c3 alfiere del bianco · e3 pedone del bianco · b2 pedone del bianco · h2 pedone del bianco · g1 re del bianco | b7 pedone del nero · e7 alfiere del nero · g6 re del nero · f5 pedone del nero · a4 pedone del nero · d4 cavallo del bianco · e4 alfiere del nero · f4 pedone del bianco · g4 pedone del nero · h4 pedone del nero · a3 pedone del bianco · c3 alfiere del bianco · e3 pedone del bianco · b2 pedone del bianco · h2 pedone del bianco · g1 re del bianco | b7 pedone del nero · e7 alfiere del nero · g6 re del nero · f5 pedone del nero · a4 pedone del nero · d4 cavallo del bianco · e4 alfiere del nero · f4 pedone del bianco · g4 pedone del nero · h4 pedone del nero · a3 pedone del bianco · c3 alfiere del bianco · e3 pedone del bianco · b2 pedone del bianco · h2 pedone del bianco · g1 re del bianco | b7 pedone del nero · e7 alfiere del nero · g6 re del nero · f5 pedone del nero · a4 pedone del nero · d4 cavallo del bianco · e4 alfiere del nero · f4 pedone del bianco · g4 pedone del nero · h4 pedone del nero · a3 pedone del bianco · c3 alfiere del bianco · e3 pedone del bianco · b2 pedone del bianco · h2 pedone del bianco · g1 re del bianco | b7 pedone del nero · e7 alfiere del nero · g6 re del nero · f5 pedone del nero · a4 pedone del nero · d4 cavallo del bianco · e4 alfiere del nero · f4 pedone del bianco · g4 pedone del nero · h4 pedone del nero · a3 pedone del bianco · c3 alfiere del bianco · e3 pedone del bianco · b2 pedone del bianco · h2 pedone del bianco · g1 re del bianco | 3 |
| 2 | b7 pedone del nero · e7 alfiere del nero · g6 re del nero · f5 pedone del nero · a4 pedone del nero · d4 cavallo del bianco · e4 alfiere del nero · f4 pedone del bianco · g4 pedone del nero · h4 pedone del nero · a3 pedone del bianco · c3 alfiere del bianco · e3 pedone del bianco · b2 pedone del bianco · h2 pedone del bianco · g1 re del bianco | b7 pedone del nero · e7 alfiere del nero · g6 re del nero · f5 pedone del nero · a4 pedone del nero · d4 cavallo del bianco · e4 alfiere del nero · f4 pedone del bianco · g4 pedone del nero · h4 pedone del nero · a3 pedone del bianco · c3 alfiere del bianco · e3 pedone del bianco · b2 pedone del bianco · h2 pedone del bianco · g1 re del bianco | b7 pedone del nero · e7 alfiere del nero · g6 re del nero · f5 pedone del nero · a4 pedone del nero · d4 cavallo del bianco · e4 alfiere del nero · f4 pedone del bianco · g4 pedone del nero · h4 pedone del nero · a3 pedone del bianco · c3 alfiere del bianco · e3 pedone del bianco · b2 pedone del bianco · h2 pedone del bianco · g1 re del bianco | b7 pedone del nero · e7 alfiere del nero · g6 re del nero · f5 pedone del nero · a4 pedone del nero · d4 cavallo del bianco · e4 alfiere del nero · f4 pedone del bianco · g4 pedone del nero · h4 pedone del nero · a3 pedone del bianco · c3 alfiere del bianco · e3 pedone del bianco · b2 pedone del bianco · h2 pedone del bianco · g1 re del bianco | b7 pedone del nero · e7 alfiere del nero · g6 re del nero · f5 pedone del nero · a4 pedone del nero · d4 cavallo del bianco · e4 alfiere del nero · f4 pedone del bianco · g4 pedone del nero · h4 pedone del nero · a3 pedone del bianco · c3 alfiere del bianco · e3 pedone del bianco · b2 pedone del bianco · h2 pedone del bianco · g1 re del bianco | b7 pedone del nero · e7 alfiere del nero · g6 re del nero · f5 pedone del nero · a4 pedone del nero · d4 cavallo del bianco · e4 alfiere del nero · f4 pedone del bianco · g4 pedone del nero · h4 pedone del nero · a3 pedone del bianco · c3 alfiere del bianco · e3 pedone del bianco · b2 pedone del bianco · h2 pedone del bianco · g1 re del bianco | b7 pedone del nero · e7 alfiere del nero · g6 re del nero · f5 pedone del nero · a4 pedone del nero · d4 cavallo del bianco · e4 alfiere del nero · f4 pedone del bianco · g4 pedone del nero · h4 pedone del nero · a3 pedone del bianco · c3 alfiere del bianco · e3 pedone del bianco · b2 pedone del bianco · h2 pedone del bianco · g1 re del bianco | b7 pedone del nero · e7 alfiere del nero · g6 re del nero · f5 pedone del nero · a4 pedone del nero · d4 cavallo del bianco · e4 alfiere del nero · f4 pedone del bianco · g4 pedone del nero · h4 pedone del nero · a3 pedone del bianco · c3 alfiere del bianco · e3 pedone del bianco · b2 pedone del bianco · h2 pedone del bianco · g1 re del bianco | 2 |
| 1 | b7 pedone del nero · e7 alfiere del nero · g6 re del nero · f5 pedone del nero · a4 pedone del nero · d4 cavallo del bianco · e4 alfiere del nero · f4 pedone del bianco · g4 pedone del nero · h4 pedone del nero · a3 pedone del bianco · c3 alfiere del bianco · e3 pedone del bianco · b2 pedone del bianco · h2 pedone del bianco · g1 re del bianco | b7 pedone del nero · e7 alfiere del nero · g6 re del nero · f5 pedone del nero · a4 pedone del nero · d4 cavallo del bianco · e4 alfiere del nero · f4 pedone del bianco · g4 pedone del nero · h4 pedone del nero · a3 pedone del bianco · c3 alfiere del bianco · e3 pedone del bianco · b2 pedone del bianco · h2 pedone del bianco · g1 re del bianco | b7 pedone del nero · e7 alfiere del nero · g6 re del nero · f5 pedone del nero · a4 pedone del nero · d4 cavallo del bianco · e4 alfiere del nero · f4 pedone del bianco · g4 pedone del nero · h4 pedone del nero · a3 pedone del bianco · c3 alfiere del bianco · e3 pedone del bianco · b2 pedone del bianco · h2 pedone del bianco · g1 re del bianco | b7 pedone del nero · e7 alfiere del nero · g6 re del nero · f5 pedone del nero · a4 pedone del nero · d4 cavallo del bianco · e4 alfiere del nero · f4 pedone del bianco · g4 pedone del nero · h4 pedone del nero · a3 pedone del bianco · c3 alfiere del bianco · e3 pedone del bianco · b2 pedone del bianco · h2 pedone del bianco · g1 re del bianco | b7 pedone del nero · e7 alfiere del nero · g6 re del nero · f5 pedone del nero · a4 pedone del nero · d4 cavallo del bianco · e4 alfiere del nero · f4 pedone del bianco · g4 pedone del nero · h4 pedone del nero · a3 pedone del bianco · c3 alfiere del bianco · e3 pedone del bianco · b2 pedone del bianco · h2 pedone del bianco · g1 re del bianco | b7 pedone del nero · e7 alfiere del nero · g6 re del nero · f5 pedone del nero · a4 pedone del nero · d4 cavallo del bianco · e4 alfiere del nero · f4 pedone del bianco · g4 pedone del nero · h4 pedone del nero · a3 pedone del bianco · c3 alfiere del bianco · e3 pedone del bianco · b2 pedone del bianco · h2 pedone del bianco · g1 re del bianco | b7 pedone del nero · e7 alfiere del nero · g6 re del nero · f5 pedone del nero · a4 pedone del nero · d4 cavallo del bianco · e4 alfiere del nero · f4 pedone del bianco · g4 pedone del nero · h4 pedone del nero · a3 pedone del bianco · c3 alfiere del bianco · e3 pedone del bianco · b2 pedone del bianco · h2 pedone del bianco · g1 re del bianco | b7 pedone del nero · e7 alfiere del nero · g6 re del nero · f5 pedone del nero · a4 pedone del nero · d4 cavallo del bianco · e4 alfiere del nero · f4 pedone del bianco · g4 pedone del nero · h4 pedone del nero · a3 pedone del bianco · c3 alfiere del bianco · e3 pedone del bianco · b2 pedone del bianco · h2 pedone del bianco · g1 re del bianco | 1 |
|   | a | b | c | d | e | f | g | h |   |

|   | a | b | c | d | e | f | g | h |   |
| 8 | b7 pedone del nero · e6 re del nero · f5 pedone del nero · a4 pedone del nero · b4 pedone del bianco · e4 alfiere del nero · f4 pedone del bianco · h4 pedone del nero · c3 cavallo del bianco · e3 pedone del bianco · g3 pedone del nero · h3 pedone del bianco · b2 pedone del bianco · g1 re del bianco | b7 pedone del nero · e6 re del nero · f5 pedone del nero · a4 pedone del nero · b4 pedone del bianco · e4 alfiere del nero · f4 pedone del bianco · h4 pedone del nero · c3 cavallo del bianco · e3 pedone del bianco · g3 pedone del nero · h3 pedone del bianco · b2 pedone del bianco · g1 re del bianco | b7 pedone del nero · e6 re del nero · f5 pedone del nero · a4 pedone del nero · b4 pedone del bianco · e4 alfiere del nero · f4 pedone del bianco · h4 pedone del nero · c3 cavallo del bianco · e3 pedone del bianco · g3 pedone del nero · h3 pedone del bianco · b2 pedone del bianco · g1 re del bianco | b7 pedone del nero · e6 re del nero · f5 pedone del nero · a4 pedone del nero · b4 pedone del bianco · e4 alfiere del nero · f4 pedone del bianco · h4 pedone del nero · c3 cavallo del bianco · e3 pedone del bianco · g3 pedone del nero · h3 pedone del bianco · b2 pedone del bianco · g1 re del bianco | b7 pedone del nero · e6 re del nero · f5 pedone del nero · a4 pedone del nero · b4 pedone del bianco · e4 alfiere del nero · f4 pedone del bianco · h4 pedone del nero · c3 cavallo del bianco · e3 pedone del bianco · g3 pedone del nero · h3 pedone del bianco · b2 pedone del bianco · g1 re del bianco | b7 pedone del nero · e6 re del nero · f5 pedone del nero · a4 pedone del nero · b4 pedone del bianco · e4 alfiere del nero · f4 pedone del bianco · h4 pedone del nero · c3 cavallo del bianco · e3 pedone del bianco · g3 pedone del nero · h3 pedone del bianco · b2 pedone del bianco · g1 re del bianco | b7 pedone del nero · e6 re del nero · f5 pedone del nero · a4 pedone del nero · b4 pedone del bianco · e4 alfiere del nero · f4 pedone del bianco · h4 pedone del nero · c3 cavallo del bianco · e3 pedone del bianco · g3 pedone del nero · h3 pedone del bianco · b2 pedone del bianco · g1 re del bianco | b7 pedone del nero · e6 re del nero · f5 pedone del nero · a4 pedone del nero · b4 pedone del bianco · e4 alfiere del nero · f4 pedone del bianco · h4 pedone del nero · c3 cavallo del bianco · e3 pedone del bianco · g3 pedone del nero · h3 pedone del bianco · b2 pedone del bianco · g1 re del bianco | 8 |
| 7 | b7 pedone del nero · e6 re del nero · f5 pedone del nero · a4 pedone del nero · b4 pedone del bianco · e4 alfiere del nero · f4 pedone del bianco · h4 pedone del nero · c3 cavallo del bianco · e3 pedone del bianco · g3 pedone del nero · h3 pedone del bianco · b2 pedone del bianco · g1 re del bianco | b7 pedone del nero · e6 re del nero · f5 pedone del nero · a4 pedone del nero · b4 pedone del bianco · e4 alfiere del nero · f4 pedone del bianco · h4 pedone del nero · c3 cavallo del bianco · e3 pedone del bianco · g3 pedone del nero · h3 pedone del bianco · b2 pedone del bianco · g1 re del bianco | b7 pedone del nero · e6 re del nero · f5 pedone del nero · a4 pedone del nero · b4 pedone del bianco · e4 alfiere del nero · f4 pedone del bianco · h4 pedone del nero · c3 cavallo del bianco · e3 pedone del bianco · g3 pedone del nero · h3 pedone del bianco · b2 pedone del bianco · g1 re del bianco | b7 pedone del nero · e6 re del nero · f5 pedone del nero · a4 pedone del nero · b4 pedone del bianco · e4 alfiere del nero · f4 pedone del bianco · h4 pedone del nero · c3 cavallo del bianco · e3 pedone del bianco · g3 pedone del nero · h3 pedone del bianco · b2 pedone del bianco · g1 re del bianco | b7 pedone del nero · e6 re del nero · f5 pedone del nero · a4 pedone del nero · b4 pedone del bianco · e4 alfiere del nero · f4 pedone del bianco · h4 pedone del nero · c3 cavallo del bianco · e3 pedone del bianco · g3 pedone del nero · h3 pedone del bianco · b2 pedone del bianco · g1 re del bianco | b7 pedone del nero · e6 re del nero · f5 pedone del nero · a4 pedone del nero · b4 pedone del bianco · e4 alfiere del nero · f4 pedone del bianco · h4 pedone del nero · c3 cavallo del bianco · e3 pedone del bianco · g3 pedone del nero · h3 pedone del bianco · b2 pedone del bianco · g1 re del bianco | b7 pedone del nero · e6 re del nero · f5 pedone del nero · a4 pedone del nero · b4 pedone del bianco · e4 alfiere del nero · f4 pedone del bianco · h4 pedone del nero · c3 cavallo del bianco · e3 pedone del bianco · g3 pedone del nero · h3 pedone del bianco · b2 pedone del bianco · g1 re del bianco | b7 pedone del nero · e6 re del nero · f5 pedone del nero · a4 pedone del nero · b4 pedone del bianco · e4 alfiere del nero · f4 pedone del bianco · h4 pedone del nero · c3 cavallo del bianco · e3 pedone del bianco · g3 pedone del nero · h3 pedone del bianco · b2 pedone del bianco · g1 re del bianco | 7 |
| 6 | b7 pedone del nero · e6 re del nero · f5 pedone del nero · a4 pedone del nero · b4 pedone del bianco · e4 alfiere del nero · f4 pedone del bianco · h4 pedone del nero · c3 cavallo del bianco · e3 pedone del bianco · g3 pedone del nero · h3 pedone del bianco · b2 pedone del bianco · g1 re del bianco | b7 pedone del nero · e6 re del nero · f5 pedone del nero · a4 pedone del nero · b4 pedone del bianco · e4 alfiere del nero · f4 pedone del bianco · h4 pedone del nero · c3 cavallo del bianco · e3 pedone del bianco · g3 pedone del nero · h3 pedone del bianco · b2 pedone del bianco · g1 re del bianco | b7 pedone del nero · e6 re del nero · f5 pedone del nero · a4 pedone del nero · b4 pedone del bianco · e4 alfiere del nero · f4 pedone del bianco · h4 pedone del nero · c3 cavallo del bianco · e3 pedone del bianco · g3 pedone del nero · h3 pedone del bianco · b2 pedone del bianco · g1 re del bianco | b7 pedone del nero · e6 re del nero · f5 pedone del nero · a4 pedone del nero · b4 pedone del bianco · e4 alfiere del nero · f4 pedone del bianco · h4 pedone del nero · c3 cavallo del bianco · e3 pedone del bianco · g3 pedone del nero · h3 pedone del bianco · b2 pedone del bianco · g1 re del bianco | b7 pedone del nero · e6 re del nero · f5 pedone del nero · a4 pedone del nero · b4 pedone del bianco · e4 alfiere del nero · f4 pedone del bianco · h4 pedone del nero · c3 cavallo del bianco · e3 pedone del bianco · g3 pedone del nero · h3 pedone del bianco · b2 pedone del bianco · g1 re del bianco | b7 pedone del nero · e6 re del nero · f5 pedone del nero · a4 pedone del nero · b4 pedone del bianco · e4 alfiere del nero · f4 pedone del bianco · h4 pedone del nero · c3 cavallo del bianco · e3 pedone del bianco · g3 pedone del nero · h3 pedone del bianco · b2 pedone del bianco · g1 re del bianco | b7 pedone del nero · e6 re del nero · f5 pedone del nero · a4 pedone del nero · b4 pedone del bianco · e4 alfiere del nero · f4 pedone del bianco · h4 pedone del nero · c3 cavallo del bianco · e3 pedone del bianco · g3 pedone del nero · h3 pedone del bianco · b2 pedone del bianco · g1 re del bianco | b7 pedone del nero · e6 re del nero · f5 pedone del nero · a4 pedone del nero · b4 pedone del bianco · e4 alfiere del nero · f4 pedone del bianco · h4 pedone del nero · c3 cavallo del bianco · e3 pedone del bianco · g3 pedone del nero · h3 pedone del bianco · b2 pedone del bianco · g1 re del bianco | 6 |
| 5 | b7 pedone del nero · e6 re del nero · f5 pedone del nero · a4 pedone del nero · b4 pedone del bianco · e4 alfiere del nero · f4 pedone del bianco · h4 pedone del nero · c3 cavallo del bianco · e3 pedone del bianco · g3 pedone del nero · h3 pedone del bianco · b2 pedone del bianco · g1 re del bianco | b7 pedone del nero · e6 re del nero · f5 pedone del nero · a4 pedone del nero · b4 pedone del bianco · e4 alfiere del nero · f4 pedone del bianco · h4 pedone del nero · c3 cavallo del bianco · e3 pedone del bianco · g3 pedone del nero · h3 pedone del bianco · b2 pedone del bianco · g1 re del bianco | b7 pedone del nero · e6 re del nero · f5 pedone del nero · a4 pedone del nero · b4 pedone del bianco · e4 alfiere del nero · f4 pedone del bianco · h4 pedone del nero · c3 cavallo del bianco · e3 pedone del bianco · g3 pedone del nero · h3 pedone del bianco · b2 pedone del bianco · g1 re del bianco | b7 pedone del nero · e6 re del nero · f5 pedone del nero · a4 pedone del nero · b4 pedone del bianco · e4 alfiere del nero · f4 pedone del bianco · h4 pedone del nero · c3 cavallo del bianco · e3 pedone del bianco · g3 pedone del nero · h3 pedone del bianco · b2 pedone del bianco · g1 re del bianco | b7 pedone del nero · e6 re del nero · f5 pedone del nero · a4 pedone del nero · b4 pedone del bianco · e4 alfiere del nero · f4 pedone del bianco · h4 pedone del nero · c3 cavallo del bianco · e3 pedone del bianco · g3 pedone del nero · h3 pedone del bianco · b2 pedone del bianco · g1 re del bianco | b7 pedone del nero · e6 re del nero · f5 pedone del nero · a4 pedone del nero · b4 pedone del bianco · e4 alfiere del nero · f4 pedone del bianco · h4 pedone del nero · c3 cavallo del bianco · e3 pedone del bianco · g3 pedone del nero · h3 pedone del bianco · b2 pedone del bianco · g1 re del bianco | b7 pedone del nero · e6 re del nero · f5 pedone del nero · a4 pedone del nero · b4 pedone del bianco · e4 alfiere del nero · f4 pedone del bianco · h4 pedone del nero · c3 cavallo del bianco · e3 pedone del bianco · g3 pedone del nero · h3 pedone del bianco · b2 pedone del bianco · g1 re del bianco | b7 pedone del nero · e6 re del nero · f5 pedone del nero · a4 pedone del nero · b4 pedone del bianco · e4 alfiere del nero · f4 pedone del bianco · h4 pedone del nero · c3 cavallo del bianco · e3 pedone del bianco · g3 pedone del nero · h3 pedone del bianco · b2 pedone del bianco · g1 re del bianco | 5 |
| 4 | b7 pedone del nero · e6 re del nero · f5 pedone del nero · a4 pedone del nero · b4 pedone del bianco · e4 alfiere del nero · f4 pedone del bianco · h4 pedone del nero · c3 cavallo del bianco · e3 pedone del bianco · g3 pedone del nero · h3 pedone del bianco · b2 pedone del bianco · g1 re del bianco | b7 pedone del nero · e6 re del nero · f5 pedone del nero · a4 pedone del nero · b4 pedone del bianco · e4 alfiere del nero · f4 pedone del bianco · h4 pedone del nero · c3 cavallo del bianco · e3 pedone del bianco · g3 pedone del nero · h3 pedone del bianco · b2 pedone del bianco · g1 re del bianco | b7 pedone del nero · e6 re del nero · f5 pedone del nero · a4 pedone del nero · b4 pedone del bianco · e4 alfiere del nero · f4 pedone del bianco · h4 pedone del nero · c3 cavallo del bianco · e3 pedone del bianco · g3 pedone del nero · h3 pedone del bianco · b2 pedone del bianco · g1 re del bianco | b7 pedone del nero · e6 re del nero · f5 pedone del nero · a4 pedone del nero · b4 pedone del bianco · e4 alfiere del nero · f4 pedone del bianco · h4 pedone del nero · c3 cavallo del bianco · e3 pedone del bianco · g3 pedone del nero · h3 pedone del bianco · b2 pedone del bianco · g1 re del bianco | b7 pedone del nero · e6 re del nero · f5 pedone del nero · a4 pedone del nero · b4 pedone del bianco · e4 alfiere del nero · f4 pedone del bianco · h4 pedone del nero · c3 cavallo del bianco · e3 pedone del bianco · g3 pedone del nero · h3 pedone del bianco · b2 pedone del bianco · g1 re del bianco | b7 pedone del nero · e6 re del nero · f5 pedone del nero · a4 pedone del nero · b4 pedone del bianco · e4 alfiere del nero · f4 pedone del bianco · h4 pedone del nero · c3 cavallo del bianco · e3 pedone del bianco · g3 pedone del nero · h3 pedone del bianco · b2 pedone del bianco · g1 re del bianco | b7 pedone del nero · e6 re del nero · f5 pedone del nero · a4 pedone del nero · b4 pedone del bianco · e4 alfiere del nero · f4 pedone del bianco · h4 pedone del nero · c3 cavallo del bianco · e3 pedone del bianco · g3 pedone del nero · h3 pedone del bianco · b2 pedone del bianco · g1 re del bianco | b7 pedone del nero · e6 re del nero · f5 pedone del nero · a4 pedone del nero · b4 pedone del bianco · e4 alfiere del nero · f4 pedone del bianco · h4 pedone del nero · c3 cavallo del bianco · e3 pedone del bianco · g3 pedone del nero · h3 pedone del bianco · b2 pedone del bianco · g1 re del bianco | 4 |
| 3 | b7 pedone del nero · e6 re del nero · f5 pedone del nero · a4 pedone del nero · b4 pedone del bianco · e4 alfiere del nero · f4 pedone del bianco · h4 pedone del nero · c3 cavallo del bianco · e3 pedone del bianco · g3 pedone del nero · h3 pedone del bianco · b2 pedone del bianco · g1 re del bianco | b7 pedone del nero · e6 re del nero · f5 pedone del nero · a4 pedone del nero · b4 pedone del bianco · e4 alfiere del nero · f4 pedone del bianco · h4 pedone del nero · c3 cavallo del bianco · e3 pedone del bianco · g3 pedone del nero · h3 pedone del bianco · b2 pedone del bianco · g1 re del bianco | b7 pedone del nero · e6 re del nero · f5 pedone del nero · a4 pedone del nero · b4 pedone del bianco · e4 alfiere del nero · f4 pedone del bianco · h4 pedone del nero · c3 cavallo del bianco · e3 pedone del bianco · g3 pedone del nero · h3 pedone del bianco · b2 pedone del bianco · g1 re del bianco | b7 pedone del nero · e6 re del nero · f5 pedone del nero · a4 pedone del nero · b4 pedone del bianco · e4 alfiere del nero · f4 pedone del bianco · h4 pedone del nero · c3 cavallo del bianco · e3 pedone del bianco · g3 pedone del nero · h3 pedone del bianco · b2 pedone del bianco · g1 re del bianco | b7 pedone del nero · e6 re del nero · f5 pedone del nero · a4 pedone del nero · b4 pedone del bianco · e4 alfiere del nero · f4 pedone del bianco · h4 pedone del nero · c3 cavallo del bianco · e3 pedone del bianco · g3 pedone del nero · h3 pedone del bianco · b2 pedone del bianco · g1 re del bianco | b7 pedone del nero · e6 re del nero · f5 pedone del nero · a4 pedone del nero · b4 pedone del bianco · e4 alfiere del nero · f4 pedone del bianco · h4 pedone del nero · c3 cavallo del bianco · e3 pedone del bianco · g3 pedone del nero · h3 pedone del bianco · b2 pedone del bianco · g1 re del bianco | b7 pedone del nero · e6 re del nero · f5 pedone del nero · a4 pedone del nero · b4 pedone del bianco · e4 alfiere del nero · f4 pedone del bianco · h4 pedone del nero · c3 cavallo del bianco · e3 pedone del bianco · g3 pedone del nero · h3 pedone del bianco · b2 pedone del bianco · g1 re del bianco | b7 pedone del nero · e6 re del nero · f5 pedone del nero · a4 pedone del nero · b4 pedone del bianco · e4 alfiere del nero · f4 pedone del bianco · h4 pedone del nero · c3 cavallo del bianco · e3 pedone del bianco · g3 pedone del nero · h3 pedone del bianco · b2 pedone del bianco · g1 re del bianco | 3 |
| 2 | b7 pedone del nero · e6 re del nero · f5 pedone del nero · a4 pedone del nero · b4 pedone del bianco · e4 alfiere del nero · f4 pedone del bianco · h4 pedone del nero · c3 cavallo del bianco · e3 pedone del bianco · g3 pedone del nero · h3 pedone del bianco · b2 pedone del bianco · g1 re del bianco | b7 pedone del nero · e6 re del nero · f5 pedone del nero · a4 pedone del nero · b4 pedone del bianco · e4 alfiere del nero · f4 pedone del bianco · h4 pedone del nero · c3 cavallo del bianco · e3 pedone del bianco · g3 pedone del nero · h3 pedone del bianco · b2 pedone del bianco · g1 re del bianco | b7 pedone del nero · e6 re del nero · f5 pedone del nero · a4 pedone del nero · b4 pedone del bianco · e4 alfiere del nero · f4 pedone del bianco · h4 pedone del nero · c3 cavallo del bianco · e3 pedone del bianco · g3 pedone del nero · h3 pedone del bianco · b2 pedone del bianco · g1 re del bianco | b7 pedone del nero · e6 re del nero · f5 pedone del nero · a4 pedone del nero · b4 pedone del bianco · e4 alfiere del nero · f4 pedone del bianco · h4 pedone del nero · c3 cavallo del bianco · e3 pedone del bianco · g3 pedone del nero · h3 pedone del bianco · b2 pedone del bianco · g1 re del bianco | b7 pedone del nero · e6 re del nero · f5 pedone del nero · a4 pedone del nero · b4 pedone del bianco · e4 alfiere del nero · f4 pedone del bianco · h4 pedone del nero · c3 cavallo del bianco · e3 pedone del bianco · g3 pedone del nero · h3 pedone del bianco · b2 pedone del bianco · g1 re del bianco | b7 pedone del nero · e6 re del nero · f5 pedone del nero · a4 pedone del nero · b4 pedone del bianco · e4 alfiere del nero · f4 pedone del bianco · h4 pedone del nero · c3 cavallo del bianco · e3 pedone del bianco · g3 pedone del nero · h3 pedone del bianco · b2 pedone del bianco · g1 re del bianco | b7 pedone del nero · e6 re del nero · f5 pedone del nero · a4 pedone del nero · b4 pedone del bianco · e4 alfiere del nero · f4 pedone del bianco · h4 pedone del nero · c3 cavallo del bianco · e3 pedone del bianco · g3 pedone del nero · h3 pedone del bianco · b2 pedone del bianco · g1 re del bianco | b7 pedone del nero · e6 re del nero · f5 pedone del nero · a4 pedone del nero · b4 pedone del bianco · e4 alfiere del nero · f4 pedone del bianco · h4 pedone del nero · c3 cavallo del bianco · e3 pedone del bianco · g3 pedone del nero · h3 pedone del bianco · b2 pedone del bianco · g1 re del bianco | 2 |
| 1 | b7 pedone del nero · e6 re del nero · f5 pedone del nero · a4 pedone del nero · b4 pedone del bianco · e4 alfiere del nero · f4 pedone del bianco · h4 pedone del nero · c3 cavallo del bianco · e3 pedone del bianco · g3 pedone del nero · h3 pedone del bianco · b2 pedone del bianco · g1 re del bianco | b7 pedone del nero · e6 re del nero · f5 pedone del nero · a4 pedone del nero · b4 pedone del bianco · e4 alfiere del nero · f4 pedone del bianco · h4 pedone del nero · c3 cavallo del bianco · e3 pedone del bianco · g3 pedone del nero · h3 pedone del bianco · b2 pedone del bianco · g1 re del bianco | b7 pedone del nero · e6 re del nero · f5 pedone del nero · a4 pedone del nero · b4 pedone del bianco · e4 alfiere del nero · f4 pedone del bianco · h4 pedone del nero · c3 cavallo del bianco · e3 pedone del bianco · g3 pedone del nero · h3 pedone del bianco · b2 pedone del bianco · g1 re del bianco | b7 pedone del nero · e6 re del nero · f5 pedone del nero · a4 pedone del nero · b4 pedone del bianco · e4 alfiere del nero · f4 pedone del bianco · h4 pedone del nero · c3 cavallo del bianco · e3 pedone del bianco · g3 pedone del nero · h3 pedone del bianco · b2 pedone del bianco · g1 re del bianco | b7 pedone del nero · e6 re del nero · f5 pedone del nero · a4 pedone del nero · b4 pedone del bianco · e4 alfiere del nero · f4 pedone del bianco · h4 pedone del nero · c3 cavallo del bianco · e3 pedone del bianco · g3 pedone del nero · h3 pedone del bianco · b2 pedone del bianco · g1 re del bianco | b7 pedone del nero · e6 re del nero · f5 pedone del nero · a4 pedone del nero · b4 pedone del bianco · e4 alfiere del nero · f4 pedone del bianco · h4 pedone del nero · c3 cavallo del bianco · e3 pedone del bianco · g3 pedone del nero · h3 pedone del bianco · b2 pedone del bianco · g1 re del bianco | b7 pedone del nero · e6 re del nero · f5 pedone del nero · a4 pedone del nero · b4 pedone del bianco · e4 alfiere del nero · f4 pedone del bianco · h4 pedone del nero · c3 cavallo del bianco · e3 pedone del bianco · g3 pedone del nero · h3 pedone del bianco · b2 pedone del bianco · g1 re del bianco | b7 pedone del nero · e6 re del nero · f5 pedone del nero · a4 pedone del nero · b4 pedone del bianco · e4 alfiere del nero · f4 pedone del bianco · h4 pedone del nero · c3 cavallo del bianco · e3 pedone del bianco · g3 pedone del nero · h3 pedone del bianco · b2 pedone del bianco · g1 re del bianco | 1 |
|   | a | b | c | d | e | f | g | h |   |

In Smiryn-HIARCS, Smirin-Computers match 2002, il GM sembrava essere in difficoltà contro il computer, che ha la coppia degli alfieri, e può bloccare il re bianco con...g3, e minaccia di passare con il suo re sulle case chiare. Smiryn vide che poteva costruire una fortezza con i suoi pedoni. La partita continuò con 46...g3 47.h3! Una mossa sorprendente, che dà al Nero un formidabile pedone passato protetto sulla sesta traversa, ma che comincia la formazione della fortezza del Bianco, impedendo al re nero di andare in g4.47...Ac5 48.Ab4! Adesso Smiryn dà a HIARCS la scelta tra un finale con alfieri di colore contrario (nel quale, per giunta, il Bianco giocherà Ae7 e guadagnerà il pedone h del Nero se il re si sposta verso il centro) e un finale di alfiere contro cavallo nel quale Smiryn ha previsto la fortezza. 48...Axb4 49.axb4 Rf7 il Nero potrebbe provare a prevenire la manovra di entrata del Bianco con 49...Ad3, ma allora il Bianco potrebbe giocare 50.Cf3 Rh5 (forzata) 51.Cd4. 50.Cb5! Re6 51.Cc3! completando la fortezza. Ora il re del Nero non ha modo di penetrare, e il suo alfiere non può fare nulla, dato che il re bianco può prevenire...Af1, attaccando l'unico pedone bianco su una casa bianca. La partita si concluse con:51...Ac2 52.Rg2 Rd6 53.Rg1 Rc6 54.Rg2 b5 55.Rg1 Ad3 56.Rg2 Ae4+ 57.Rg1 Ac2 58.Rg2 Ad3 59.Rg1 Ae4 60.Rf1 1/2-1/2

## Altri esempi
Ecco alcuni altri esempi di fortezza.

### Fortezza contro un alfiere
|   | a                                                                                | b                                                                                | c                                                                                | d                                                                                | e                                                                                | f                                                                                | g                                                                                | h                                                                                |   |
| 8 | a7 alfiere del bianco · b7 re del nero · b6 pedone del bianco · c5 re del bianco | a7 alfiere del bianco · b7 re del nero · b6 pedone del bianco · c5 re del bianco | a7 alfiere del bianco · b7 re del nero · b6 pedone del bianco · c5 re del bianco | a7 alfiere del bianco · b7 re del nero · b6 pedone del bianco · c5 re del bianco | a7 alfiere del bianco · b7 re del nero · b6 pedone del bianco · c5 re del bianco | a7 alfiere del bianco · b7 re del nero · b6 pedone del bianco · c5 re del bianco | a7 alfiere del bianco · b7 re del nero · b6 pedone del bianco · c5 re del bianco | a7 alfiere del bianco · b7 re del nero · b6 pedone del bianco · c5 re del bianco | 8 |
| 7 | a7 alfiere del bianco · b7 re del nero · b6 pedone del bianco · c5 re del bianco | a7 alfiere del bianco · b7 re del nero · b6 pedone del bianco · c5 re del bianco | a7 alfiere del bianco · b7 re del nero · b6 pedone del bianco · c5 re del bianco | a7 alfiere del bianco · b7 re del nero · b6 pedone del bianco · c5 re del bianco | a7 alfiere del bianco · b7 re del nero · b6 pedone del bianco · c5 re del bianco | a7 alfiere del bianco · b7 re del nero · b6 pedone del bianco · c5 re del bianco | a7 alfiere del bianco · b7 re del nero · b6 pedone del bianco · c5 re del bianco | a7 alfiere del bianco · b7 re del nero · b6 pedone del bianco · c5 re del bianco | 7 |
| 6 | a7 alfiere del bianco · b7 re del nero · b6 pedone del bianco · c5 re del bianco | a7 alfiere del bianco · b7 re del nero · b6 pedone del bianco · c5 re del bianco | a7 alfiere del bianco · b7 re del nero · b6 pedone del bianco · c5 re del bianco | a7 alfiere del bianco · b7 re del nero · b6 pedone del bianco · c5 re del bianco | a7 alfiere del bianco · b7 re del nero · b6 pedone del bianco · c5 re del bianco | a7 alfiere del bianco · b7 re del nero · b6 pedone del bianco · c5 re del bianco | a7 alfiere del bianco · b7 re del nero · b6 pedone del bianco · c5 re del bianco | a7 alfiere del bianco · b7 re del nero · b6 pedone del bianco · c5 re del bianco | 6 |
| 5 | a7 alfiere del bianco · b7 re del nero · b6 pedone del bianco · c5 re del bianco | a7 alfiere del bianco · b7 re del nero · b6 pedone del bianco · c5 re del bianco | a7 alfiere del bianco · b7 re del nero · b6 pedone del bianco · c5 re del bianco | a7 alfiere del bianco · b7 re del nero · b6 pedone del bianco · c5 re del bianco | a7 alfiere del bianco · b7 re del nero · b6 pedone del bianco · c5 re del bianco | a7 alfiere del bianco · b7 re del nero · b6 pedone del bianco · c5 re del bianco | a7 alfiere del bianco · b7 re del nero · b6 pedone del bianco · c5 re del bianco | a7 alfiere del bianco · b7 re del nero · b6 pedone del bianco · c5 re del bianco | 5 |
| 4 | a7 alfiere del bianco · b7 re del nero · b6 pedone del bianco · c5 re del bianco | a7 alfiere del bianco · b7 re del nero · b6 pedone del bianco · c5 re del bianco | a7 alfiere del bianco · b7 re del nero · b6 pedone del bianco · c5 re del bianco | a7 alfiere del bianco · b7 re del nero · b6 pedone del bianco · c5 re del bianco | a7 alfiere del bianco · b7 re del nero · b6 pedone del bianco · c5 re del bianco | a7 alfiere del bianco · b7 re del nero · b6 pedone del bianco · c5 re del bianco | a7 alfiere del bianco · b7 re del nero · b6 pedone del bianco · c5 re del bianco | a7 alfiere del bianco · b7 re del nero · b6 pedone del bianco · c5 re del bianco | 4 |
| 3 | a7 alfiere del bianco · b7 re del nero · b6 pedone del bianco · c5 re del bianco | a7 alfiere del bianco · b7 re del nero · b6 pedone del bianco · c5 re del bianco | a7 alfiere del bianco · b7 re del nero · b6 pedone del bianco · c5 re del bianco | a7 alfiere del bianco · b7 re del nero · b6 pedone del bianco · c5 re del bianco | a7 alfiere del bianco · b7 re del nero · b6 pedone del bianco · c5 re del bianco | a7 alfiere del bianco · b7 re del nero · b6 pedone del bianco · c5 re del bianco | a7 alfiere del bianco · b7 re del nero · b6 pedone del bianco · c5 re del bianco | a7 alfiere del bianco · b7 re del nero · b6 pedone del bianco · c5 re del bianco | 3 |
| 2 | a7 alfiere del bianco · b7 re del nero · b6 pedone del bianco · c5 re del bianco | a7 alfiere del bianco · b7 re del nero · b6 pedone del bianco · c5 re del bianco | a7 alfiere del bianco · b7 re del nero · b6 pedone del bianco · c5 re del bianco | a7 alfiere del bianco · b7 re del nero · b6 pedone del bianco · c5 re del bianco | a7 alfiere del bianco · b7 re del nero · b6 pedone del bianco · c5 re del bianco | a7 alfiere del bianco · b7 re del nero · b6 pedone del bianco · c5 re del bianco | a7 alfiere del bianco · b7 re del nero · b6 pedone del bianco · c5 re del bianco | a7 alfiere del bianco · b7 re del nero · b6 pedone del bianco · c5 re del bianco | 2 |
| 1 | a7 alfiere del bianco · b7 re del nero · b6 pedone del bianco · c5 re del bianco | a7 alfiere del bianco · b7 re del nero · b6 pedone del bianco · c5 re del bianco | a7 alfiere del bianco · b7 re del nero · b6 pedone del bianco · c5 re del bianco | a7 alfiere del bianco · b7 re del nero · b6 pedone del bianco · c5 re del bianco | a7 alfiere del bianco · b7 re del nero · b6 pedone del bianco · c5 re del bianco | a7 alfiere del bianco · b7 re del nero · b6 pedone del bianco · c5 re del bianco | a7 alfiere del bianco · b7 re del nero · b6 pedone del bianco · c5 re del bianco | a7 alfiere del bianco · b7 re del nero · b6 pedone del bianco · c5 re del bianco | 1 |
|   | a                                                                                | b                                                                                | c                                                                                | d                                                                                | e                                                                                | f                                                                                | g                                                                                | h                                                                                |   |

|   | a | b | c | d | e | f | g | h |   |
| 8 | b8 re del nero · a7 pedone del nero · a6 pedone del bianco · b5 re del bianco · d5 alfiere del bianco | b8 re del nero · a7 pedone del nero · a6 pedone del bianco · b5 re del bianco · d5 alfiere del bianco | b8 re del nero · a7 pedone del nero · a6 pedone del bianco · b5 re del bianco · d5 alfiere del bianco | b8 re del nero · a7 pedone del nero · a6 pedone del bianco · b5 re del bianco · d5 alfiere del bianco | b8 re del nero · a7 pedone del nero · a6 pedone del bianco · b5 re del bianco · d5 alfiere del bianco | b8 re del nero · a7 pedone del nero · a6 pedone del bianco · b5 re del bianco · d5 alfiere del bianco | b8 re del nero · a7 pedone del nero · a6 pedone del bianco · b5 re del bianco · d5 alfiere del bianco | b8 re del nero · a7 pedone del nero · a6 pedone del bianco · b5 re del bianco · d5 alfiere del bianco | 8 |
| 7 | b8 re del nero · a7 pedone del nero · a6 pedone del bianco · b5 re del bianco · d5 alfiere del bianco | b8 re del nero · a7 pedone del nero · a6 pedone del bianco · b5 re del bianco · d5 alfiere del bianco | b8 re del nero · a7 pedone del nero · a6 pedone del bianco · b5 re del bianco · d5 alfiere del bianco | b8 re del nero · a7 pedone del nero · a6 pedone del bianco · b5 re del bianco · d5 alfiere del bianco | b8 re del nero · a7 pedone del nero · a6 pedone del bianco · b5 re del bianco · d5 alfiere del bianco | b8 re del nero · a7 pedone del nero · a6 pedone del bianco · b5 re del bianco · d5 alfiere del bianco | b8 re del nero · a7 pedone del nero · a6 pedone del bianco · b5 re del bianco · d5 alfiere del bianco | b8 re del nero · a7 pedone del nero · a6 pedone del bianco · b5 re del bianco · d5 alfiere del bianco | 7 |
| 6 | b8 re del nero · a7 pedone del nero · a6 pedone del bianco · b5 re del bianco · d5 alfiere del bianco | b8 re del nero · a7 pedone del nero · a6 pedone del bianco · b5 re del bianco · d5 alfiere del bianco | b8 re del nero · a7 pedone del nero · a6 pedone del bianco · b5 re del bianco · d5 alfiere del bianco | b8 re del nero · a7 pedone del nero · a6 pedone del bianco · b5 re del bianco · d5 alfiere del bianco | b8 re del nero · a7 pedone del nero · a6 pedone del bianco · b5 re del bianco · d5 alfiere del bianco | b8 re del nero · a7 pedone del nero · a6 pedone del bianco · b5 re del bianco · d5 alfiere del bianco | b8 re del nero · a7 pedone del nero · a6 pedone del bianco · b5 re del bianco · d5 alfiere del bianco | b8 re del nero · a7 pedone del nero · a6 pedone del bianco · b5 re del bianco · d5 alfiere del bianco | 6 |
| 5 | b8 re del nero · a7 pedone del nero · a6 pedone del bianco · b5 re del bianco · d5 alfiere del bianco | b8 re del nero · a7 pedone del nero · a6 pedone del bianco · b5 re del bianco · d5 alfiere del bianco | b8 re del nero · a7 pedone del nero · a6 pedone del bianco · b5 re del bianco · d5 alfiere del bianco | b8 re del nero · a7 pedone del nero · a6 pedone del bianco · b5 re del bianco · d5 alfiere del bianco | b8 re del nero · a7 pedone del nero · a6 pedone del bianco · b5 re del bianco · d5 alfiere del bianco | b8 re del nero · a7 pedone del nero · a6 pedone del bianco · b5 re del bianco · d5 alfiere del bianco | b8 re del nero · a7 pedone del nero · a6 pedone del bianco · b5 re del bianco · d5 alfiere del bianco | b8 re del nero · a7 pedone del nero · a6 pedone del bianco · b5 re del bianco · d5 alfiere del bianco | 5 |
| 4 | b8 re del nero · a7 pedone del nero · a6 pedone del bianco · b5 re del bianco · d5 alfiere del bianco | b8 re del nero · a7 pedone del nero · a6 pedone del bianco · b5 re del bianco · d5 alfiere del bianco | b8 re del nero · a7 pedone del nero · a6 pedone del bianco · b5 re del bianco · d5 alfiere del bianco | b8 re del nero · a7 pedone del nero · a6 pedone del bianco · b5 re del bianco · d5 alfiere del bianco | b8 re del nero · a7 pedone del nero · a6 pedone del bianco · b5 re del bianco · d5 alfiere del bianco | b8 re del nero · a7 pedone del nero · a6 pedone del bianco · b5 re del bianco · d5 alfiere del bianco | b8 re del nero · a7 pedone del nero · a6 pedone del bianco · b5 re del bianco · d5 alfiere del bianco | b8 re del nero · a7 pedone del nero · a6 pedone del bianco · b5 re del bianco · d5 alfiere del bianco | 4 |
| 3 | b8 re del nero · a7 pedone del nero · a6 pedone del bianco · b5 re del bianco · d5 alfiere del bianco | b8 re del nero · a7 pedone del nero · a6 pedone del bianco · b5 re del bianco · d5 alfiere del bianco | b8 re del nero · a7 pedone del nero · a6 pedone del bianco · b5 re del bianco · d5 alfiere del bianco | b8 re del nero · a7 pedone del nero · a6 pedone del bianco · b5 re del bianco · d5 alfiere del bianco | b8 re del nero · a7 pedone del nero · a6 pedone del bianco · b5 re del bianco · d5 alfiere del bianco | b8 re del nero · a7 pedone del nero · a6 pedone del bianco · b5 re del bianco · d5 alfiere del bianco | b8 re del nero · a7 pedone del nero · a6 pedone del bianco · b5 re del bianco · d5 alfiere del bianco | b8 re del nero · a7 pedone del nero · a6 pedone del bianco · b5 re del bianco · d5 alfiere del bianco | 3 |
| 2 | b8 re del nero · a7 pedone del nero · a6 pedone del bianco · b5 re del bianco · d5 alfiere del bianco | b8 re del nero · a7 pedone del nero · a6 pedone del bianco · b5 re del bianco · d5 alfiere del bianco | b8 re del nero · a7 pedone del nero · a6 pedone del bianco · b5 re del bianco · d5 alfiere del bianco | b8 re del nero · a7 pedone del nero · a6 pedone del bianco · b5 re del bianco · d5 alfiere del bianco | b8 re del nero · a7 pedone del nero · a6 pedone del bianco · b5 re del bianco · d5 alfiere del bianco | b8 re del nero · a7 pedone del nero · a6 pedone del bianco · b5 re del bianco · d5 alfiere del bianco | b8 re del nero · a7 pedone del nero · a6 pedone del bianco · b5 re del bianco · d5 alfiere del bianco | b8 re del nero · a7 pedone del nero · a6 pedone del bianco · b5 re del bianco · d5 alfiere del bianco | 2 |
| 1 | b8 re del nero · a7 pedone del nero · a6 pedone del bianco · b5 re del bianco · d5 alfiere del bianco | b8 re del nero · a7 pedone del nero · a6 pedone del bianco · b5 re del bianco · d5 alfiere del bianco | b8 re del nero · a7 pedone del nero · a6 pedone del bianco · b5 re del bianco · d5 alfiere del bianco | b8 re del nero · a7 pedone del nero · a6 pedone del bianco · b5 re del bianco · d5 alfiere del bianco | b8 re del nero · a7 pedone del nero · a6 pedone del bianco · b5 re del bianco · d5 alfiere del bianco | b8 re del nero · a7 pedone del nero · a6 pedone del bianco · b5 re del bianco · d5 alfiere del bianco | b8 re del nero · a7 pedone del nero · a6 pedone del bianco · b5 re del bianco · d5 alfiere del bianco | b8 re del nero · a7 pedone del nero · a6 pedone del bianco · b5 re del bianco · d5 alfiere del bianco | 1 |
|   | a | b | c | d | e | f | g | h |   |

### Fortezza contro un cavallo
|   | a                                                                            | b                                                                            | c                                                                            | d                                                                            | e                                                                            | f                                                                            | g                                                                            | h                                                                            |   |
| 8 | a7 cavallo del nero · e2 re del bianco · h2 pedone del nero · h1 re del nero | a7 cavallo del nero · e2 re del bianco · h2 pedone del nero · h1 re del nero | a7 cavallo del nero · e2 re del bianco · h2 pedone del nero · h1 re del nero | a7 cavallo del nero · e2 re del bianco · h2 pedone del nero · h1 re del nero | a7 cavallo del nero · e2 re del bianco · h2 pedone del nero · h1 re del nero | a7 cavallo del nero · e2 re del bianco · h2 pedone del nero · h1 re del nero | a7 cavallo del nero · e2 re del bianco · h2 pedone del nero · h1 re del nero | a7 cavallo del nero · e2 re del bianco · h2 pedone del nero · h1 re del nero | 8 |
| 7 | a7 cavallo del nero · e2 re del bianco · h2 pedone del nero · h1 re del nero | a7 cavallo del nero · e2 re del bianco · h2 pedone del nero · h1 re del nero | a7 cavallo del nero · e2 re del bianco · h2 pedone del nero · h1 re del nero | a7 cavallo del nero · e2 re del bianco · h2 pedone del nero · h1 re del nero | a7 cavallo del nero · e2 re del bianco · h2 pedone del nero · h1 re del nero | a7 cavallo del nero · e2 re del bianco · h2 pedone del nero · h1 re del nero | a7 cavallo del nero · e2 re del bianco · h2 pedone del nero · h1 re del nero | a7 cavallo del nero · e2 re del bianco · h2 pedone del nero · h1 re del nero | 7 |
| 6 | a7 cavallo del nero · e2 re del bianco · h2 pedone del nero · h1 re del nero | a7 cavallo del nero · e2 re del bianco · h2 pedone del nero · h1 re del nero | a7 cavallo del nero · e2 re del bianco · h2 pedone del nero · h1 re del nero | a7 cavallo del nero · e2 re del bianco · h2 pedone del nero · h1 re del nero | a7 cavallo del nero · e2 re del bianco · h2 pedone del nero · h1 re del nero | a7 cavallo del nero · e2 re del bianco · h2 pedone del nero · h1 re del nero | a7 cavallo del nero · e2 re del bianco · h2 pedone del nero · h1 re del nero | a7 cavallo del nero · e2 re del bianco · h2 pedone del nero · h1 re del nero | 6 |
| 5 | a7 cavallo del nero · e2 re del bianco · h2 pedone del nero · h1 re del nero | a7 cavallo del nero · e2 re del bianco · h2 pedone del nero · h1 re del nero | a7 cavallo del nero · e2 re del bianco · h2 pedone del nero · h1 re del nero | a7 cavallo del nero · e2 re del bianco · h2 pedone del nero · h1 re del nero | a7 cavallo del nero · e2 re del bianco · h2 pedone del nero · h1 re del nero | a7 cavallo del nero · e2 re del bianco · h2 pedone del nero · h1 re del nero | a7 cavallo del nero · e2 re del bianco · h2 pedone del nero · h1 re del nero | a7 cavallo del nero · e2 re del bianco · h2 pedone del nero · h1 re del nero | 5 |
| 4 | a7 cavallo del nero · e2 re del bianco · h2 pedone del nero · h1 re del nero | a7 cavallo del nero · e2 re del bianco · h2 pedone del nero · h1 re del nero | a7 cavallo del nero · e2 re del bianco · h2 pedone del nero · h1 re del nero | a7 cavallo del nero · e2 re del bianco · h2 pedone del nero · h1 re del nero | a7 cavallo del nero · e2 re del bianco · h2 pedone del nero · h1 re del nero | a7 cavallo del nero · e2 re del bianco · h2 pedone del nero · h1 re del nero | a7 cavallo del nero · e2 re del bianco · h2 pedone del nero · h1 re del nero | a7 cavallo del nero · e2 re del bianco · h2 pedone del nero · h1 re del nero | 4 |
| 3 | a7 cavallo del nero · e2 re del bianco · h2 pedone del nero · h1 re del nero | a7 cavallo del nero · e2 re del bianco · h2 pedone del nero · h1 re del nero | a7 cavallo del nero · e2 re del bianco · h2 pedone del nero · h1 re del nero | a7 cavallo del nero · e2 re del bianco · h2 pedone del nero · h1 re del nero | a7 cavallo del nero · e2 re del bianco · h2 pedone del nero · h1 re del nero | a7 cavallo del nero · e2 re del bianco · h2 pedone del nero · h1 re del nero | a7 cavallo del nero · e2 re del bianco · h2 pedone del nero · h1 re del nero | a7 cavallo del nero · e2 re del bianco · h2 pedone del nero · h1 re del nero | 3 |
| 2 | a7 cavallo del nero · e2 re del bianco · h2 pedone del nero · h1 re del nero | a7 cavallo del nero · e2 re del bianco · h2 pedone del nero · h1 re del nero | a7 cavallo del nero · e2 re del bianco · h2 pedone del nero · h1 re del nero | a7 cavallo del nero · e2 re del bianco · h2 pedone del nero · h1 re del nero | a7 cavallo del nero · e2 re del bianco · h2 pedone del nero · h1 re del nero | a7 cavallo del nero · e2 re del bianco · h2 pedone del nero · h1 re del nero | a7 cavallo del nero · e2 re del bianco · h2 pedone del nero · h1 re del nero | a7 cavallo del nero · e2 re del bianco · h2 pedone del nero · h1 re del nero | 2 |
| 1 | a7 cavallo del nero · e2 re del bianco · h2 pedone del nero · h1 re del nero | a7 cavallo del nero · e2 re del bianco · h2 pedone del nero · h1 re del nero | a7 cavallo del nero · e2 re del bianco · h2 pedone del nero · h1 re del nero | a7 cavallo del nero · e2 re del bianco · h2 pedone del nero · h1 re del nero | a7 cavallo del nero · e2 re del bianco · h2 pedone del nero · h1 re del nero | a7 cavallo del nero · e2 re del bianco · h2 pedone del nero · h1 re del nero | a7 cavallo del nero · e2 re del bianco · h2 pedone del nero · h1 re del nero | a7 cavallo del nero · e2 re del bianco · h2 pedone del nero · h1 re del nero | 1 |
|   | a                                                                            | b                                                                            | c                                                                            | d                                                                            | e                                                                            | f                                                                            | g                                                                            | h                                                                            |   |

|   | a | b | c | d | e | f | g | h |   |
| 8 | b8 re del nero · a7 pedone del nero · a6 pedone del bianco · c6 re del bianco · b5 cavallo del bianco | b8 re del nero · a7 pedone del nero · a6 pedone del bianco · c6 re del bianco · b5 cavallo del bianco | b8 re del nero · a7 pedone del nero · a6 pedone del bianco · c6 re del bianco · b5 cavallo del bianco | b8 re del nero · a7 pedone del nero · a6 pedone del bianco · c6 re del bianco · b5 cavallo del bianco | b8 re del nero · a7 pedone del nero · a6 pedone del bianco · c6 re del bianco · b5 cavallo del bianco | b8 re del nero · a7 pedone del nero · a6 pedone del bianco · c6 re del bianco · b5 cavallo del bianco | b8 re del nero · a7 pedone del nero · a6 pedone del bianco · c6 re del bianco · b5 cavallo del bianco | b8 re del nero · a7 pedone del nero · a6 pedone del bianco · c6 re del bianco · b5 cavallo del bianco | 8 |
| 7 | b8 re del nero · a7 pedone del nero · a6 pedone del bianco · c6 re del bianco · b5 cavallo del bianco | b8 re del nero · a7 pedone del nero · a6 pedone del bianco · c6 re del bianco · b5 cavallo del bianco | b8 re del nero · a7 pedone del nero · a6 pedone del bianco · c6 re del bianco · b5 cavallo del bianco | b8 re del nero · a7 pedone del nero · a6 pedone del bianco · c6 re del bianco · b5 cavallo del bianco | b8 re del nero · a7 pedone del nero · a6 pedone del bianco · c6 re del bianco · b5 cavallo del bianco | b8 re del nero · a7 pedone del nero · a6 pedone del bianco · c6 re del bianco · b5 cavallo del bianco | b8 re del nero · a7 pedone del nero · a6 pedone del bianco · c6 re del bianco · b5 cavallo del bianco | b8 re del nero · a7 pedone del nero · a6 pedone del bianco · c6 re del bianco · b5 cavallo del bianco | 7 |
| 6 | b8 re del nero · a7 pedone del nero · a6 pedone del bianco · c6 re del bianco · b5 cavallo del bianco | b8 re del nero · a7 pedone del nero · a6 pedone del bianco · c6 re del bianco · b5 cavallo del bianco | b8 re del nero · a7 pedone del nero · a6 pedone del bianco · c6 re del bianco · b5 cavallo del bianco | b8 re del nero · a7 pedone del nero · a6 pedone del bianco · c6 re del bianco · b5 cavallo del bianco | b8 re del nero · a7 pedone del nero · a6 pedone del bianco · c6 re del bianco · b5 cavallo del bianco | b8 re del nero · a7 pedone del nero · a6 pedone del bianco · c6 re del bianco · b5 cavallo del bianco | b8 re del nero · a7 pedone del nero · a6 pedone del bianco · c6 re del bianco · b5 cavallo del bianco | b8 re del nero · a7 pedone del nero · a6 pedone del bianco · c6 re del bianco · b5 cavallo del bianco | 6 |
| 5 | b8 re del nero · a7 pedone del nero · a6 pedone del bianco · c6 re del bianco · b5 cavallo del bianco | b8 re del nero · a7 pedone del nero · a6 pedone del bianco · c6 re del bianco · b5 cavallo del bianco | b8 re del nero · a7 pedone del nero · a6 pedone del bianco · c6 re del bianco · b5 cavallo del bianco | b8 re del nero · a7 pedone del nero · a6 pedone del bianco · c6 re del bianco · b5 cavallo del bianco | b8 re del nero · a7 pedone del nero · a6 pedone del bianco · c6 re del bianco · b5 cavallo del bianco | b8 re del nero · a7 pedone del nero · a6 pedone del bianco · c6 re del bianco · b5 cavallo del bianco | b8 re del nero · a7 pedone del nero · a6 pedone del bianco · c6 re del bianco · b5 cavallo del bianco | b8 re del nero · a7 pedone del nero · a6 pedone del bianco · c6 re del bianco · b5 cavallo del bianco | 5 |
| 4 | b8 re del nero · a7 pedone del nero · a6 pedone del bianco · c6 re del bianco · b5 cavallo del bianco | b8 re del nero · a7 pedone del nero · a6 pedone del bianco · c6 re del bianco · b5 cavallo del bianco | b8 re del nero · a7 pedone del nero · a6 pedone del bianco · c6 re del bianco · b5 cavallo del bianco | b8 re del nero · a7 pedone del nero · a6 pedone del bianco · c6 re del bianco · b5 cavallo del bianco | b8 re del nero · a7 pedone del nero · a6 pedone del bianco · c6 re del bianco · b5 cavallo del bianco | b8 re del nero · a7 pedone del nero · a6 pedone del bianco · c6 re del bianco · b5 cavallo del bianco | b8 re del nero · a7 pedone del nero · a6 pedone del bianco · c6 re del bianco · b5 cavallo del bianco | b8 re del nero · a7 pedone del nero · a6 pedone del bianco · c6 re del bianco · b5 cavallo del bianco | 4 |
| 3 | b8 re del nero · a7 pedone del nero · a6 pedone del bianco · c6 re del bianco · b5 cavallo del bianco | b8 re del nero · a7 pedone del nero · a6 pedone del bianco · c6 re del bianco · b5 cavallo del bianco | b8 re del nero · a7 pedone del nero · a6 pedone del bianco · c6 re del bianco · b5 cavallo del bianco | b8 re del nero · a7 pedone del nero · a6 pedone del bianco · c6 re del bianco · b5 cavallo del bianco | b8 re del nero · a7 pedone del nero · a6 pedone del bianco · c6 re del bianco · b5 cavallo del bianco | b8 re del nero · a7 pedone del nero · a6 pedone del bianco · c6 re del bianco · b5 cavallo del bianco | b8 re del nero · a7 pedone del nero · a6 pedone del bianco · c6 re del bianco · b5 cavallo del bianco | b8 re del nero · a7 pedone del nero · a6 pedone del bianco · c6 re del bianco · b5 cavallo del bianco | 3 |
| 2 | b8 re del nero · a7 pedone del nero · a6 pedone del bianco · c6 re del bianco · b5 cavallo del bianco | b8 re del nero · a7 pedone del nero · a6 pedone del bianco · c6 re del bianco · b5 cavallo del bianco | b8 re del nero · a7 pedone del nero · a6 pedone del bianco · c6 re del bianco · b5 cavallo del bianco | b8 re del nero · a7 pedone del nero · a6 pedone del bianco · c6 re del bianco · b5 cavallo del bianco | b8 re del nero · a7 pedone del nero · a6 pedone del bianco · c6 re del bianco · b5 cavallo del bianco | b8 re del nero · a7 pedone del nero · a6 pedone del bianco · c6 re del bianco · b5 cavallo del bianco | b8 re del nero · a7 pedone del nero · a6 pedone del bianco · c6 re del bianco · b5 cavallo del bianco | b8 re del nero · a7 pedone del nero · a6 pedone del bianco · c6 re del bianco · b5 cavallo del bianco | 2 |
| 1 | b8 re del nero · a7 pedone del nero · a6 pedone del bianco · c6 re del bianco · b5 cavallo del bianco | b8 re del nero · a7 pedone del nero · a6 pedone del bianco · c6 re del bianco · b5 cavallo del bianco | b8 re del nero · a7 pedone del nero · a6 pedone del bianco · c6 re del bianco · b5 cavallo del bianco | b8 re del nero · a7 pedone del nero · a6 pedone del bianco · c6 re del bianco · b5 cavallo del bianco | b8 re del nero · a7 pedone del nero · a6 pedone del bianco · c6 re del bianco · b5 cavallo del bianco | b8 re del nero · a7 pedone del nero · a6 pedone del bianco · c6 re del bianco · b5 cavallo del bianco | b8 re del nero · a7 pedone del nero · a6 pedone del bianco · c6 re del bianco · b5 cavallo del bianco | b8 re del nero · a7 pedone del nero · a6 pedone del bianco · c6 re del bianco · b5 cavallo del bianco | 1 |
|   | a | b | c | d | e | f | g | h |   |

### Fortezza contro una torre
| \| \| a \| b \| c \| d \| e \| f \| g \| h \| \| \| 8 \| g8 re del nero · b7 torre del bianco · h7 pedone del nero · e6 re del bianco · g6 pedone del nero · c3 alfiere del nero · g3 pedone del bianco · h2 pedone del bianco \| g8 re del nero · b7 torre del bianco · h7 pedone del nero · e6 re del bianco · g6 pedone del nero · c3 alfiere del nero · g3 pedone del bianco · h2 pedone del bianco \| g8 re del nero · b7 torre del bianco · h7 pedone del nero · e6 re del bianco · g6 pedone del nero · c3 alfiere del nero · g3 pedone del bianco · h2 pedone del bianco \| g8 re del nero · b7 torre del bianco · h7 pedone del nero · e6 re del bianco · g6 pedone del nero · c3 alfiere del nero · g3 pedone del bianco · h2 pedone del bianco \| g8 re del nero · b7 torre del bianco · h7 pedone del nero · e6 re del bianco · g6 pedone del nero · c3 alfiere del nero · g3 pedone del bianco · h2 pedone del bianco \| g8 re del nero · b7 torre del bianco · h7 pedone del nero · e6 re del bianco · g6 pedone del nero · c3 alfiere del nero · g3 pedone del bianco · h2 pedone del bianco \| g8 re del nero · b7 torre del bianco · h7 pedone del nero · e6 re del bianco · g6 pedone del nero · c3 alfiere del nero · g3 pedone del bianco · h2 pedone del bianco \| g8 re del nero · b7 torre del bianco · h7 pedone del nero · e6 re del bianco · g6 pedone del nero · c3 alfiere del nero · g3 pedone del bianco · h2 pedone del bianco \| 8 \| \| 7 \| g8 re del nero · b7 torre del bianco · h7 pedone del nero · e6 re del bianco · g6 pedone del nero · c3 alfiere del nero · g3 pedone del bianco · h2 pedone del bianco \| g8 re del nero · b7 torre del bianco · h7 pedone del nero · e6 re del bianco · g6 pedone del nero · c3 alfiere del nero · g3 pedone del bianco · h2 pedone del bianco \| g8 re del nero · b7 torre del bianco · h7 pedone del nero · e6 re del bianco · g6 pedone del nero · c3 alfiere del nero · g3 pedone del bianco · h2 pedone del bianco \| g8 re del nero · b7 torre del bianco · h7 pedone del nero · e6 re del bianco · g6 pedone del nero · c3 alfiere del nero · g3 pedone del bianco · h2 pedone del bianco \| g8 re del nero · b7 torre del bianco · h7 pedone del nero · e6 re del bianco · g6 pedone del nero · c3 alfiere del nero · g3 pedone del bianco · h2 pedone del bianco \| g8 re del nero · b7 torre del bianco · h7 pedone del nero · e6 re del bianco · g6 pedone del nero · c3 alfiere del nero · g3 pedone del bianco · h2 pedone del bianco \| g8 re del nero · b7 torre del bianco · h7 pedone del nero · e6 re del bianco · g6 pedone del nero · c3 alfiere del nero · g3 pedone del bianco · h2 pedone del bianco \| g8 re del nero · b7 torre del bianco · h7 pedone del nero · e6 re del bianco · g6 pedone del nero · c3 alfiere del nero · g3 pedone del bianco · h2 pedone del bianco \| 7 \| \| 6 \| g8 re del nero · b7 torre del bianco · h7 pedone del nero · e6 re del bianco · g6 pedone del nero · c3 alfiere del nero · g3 pedone del bianco · h2 pedone del bianco \| g8 re del nero · b7 torre del bianco · h7 pedone del nero · e6 re del bianco · g6 pedone del nero · c3 alfiere del nero · g3 pedone del bianco · h2 pedone del bianco \| g8 re del nero · b7 torre del bianco · h7 pedone del nero · e6 re del bianco · g6 pedone del nero · c3 alfiere del nero · g3 pedone del bianco · h2 pedone del bianco \| g8 re del nero · b7 torre del bianco · h7 pedone del nero · e6 re del bianco · g6 pedone del nero · c3 alfiere del nero · g3 pedone del bianco · h2 pedone del bianco \| g8 re del nero · b7 torre del bianco · h7 pedone del nero · e6 re del bianco · g6 pedone del nero · c3 alfiere del nero · g3 pedone del bianco · h2 pedone del bianco \| g8 re del nero · b7 torre del bianco · h7 pedone del nero · e6 re del bianco · g6 pedone del nero · c3 alfiere del nero · g3 pedone del bianco · h2 pedone del bianco \| g8 re del nero · b7 torre del bianco · h7 pedone del nero · e6 re del bianco · g6 pedone del nero · c3 alfiere del nero · g3 pedone del bianco · h2 pedone del bianco \| g8 re del nero · b7 torre del bianco · h7 pedone del nero · e6 re del bianco · g6 pedone del nero · c3 alfiere del nero · g3 pedone del bianco · h2 pedone del bianco \| 6 \| \| 5 \| g8 re del nero · b7 torre del bianco · h7 pedone del nero · e6 re del bianco · g6 pedone del nero · c3 alfiere del nero · g3 pedone del bianco · h2 pedone del bianco \| g8 re del nero · b7 torre del bianco · h7 pedone del nero · e6 re del bianco · g6 pedone del nero · c3 alfiere del nero · g3 pedone del bianco · h2 pedone del bianco \| g8 re del nero · b7 torre del bianco · h7 pedone del nero · e6 re del bianco · g6 pedone del nero · c3 alfiere del nero · g3 pedone del bianco · h2 pedone del bianco \| g8 re del nero · b7 torre del bianco · h7 pedone del nero · e6 re del bianco · g6 pedone del nero · c3 alfiere del nero · g3 pedone del bianco · h2 pedone del bianco \| g8 re del nero · b7 torre del bianco · h7 pedone del nero · e6 re del bianco · g6 pedone del nero · c3 alfiere del nero · g3 pedone del bianco · h2 pedone del bianco \| g8 re del nero · b7 torre del bianco · h7 pedone del nero · e6 re del bianco · g6 pedone del nero · c3 alfiere del nero · g3 pedone del bianco · h2 pedone del bianco \| g8 re del nero · b7 torre del bianco · h7 pedone del nero · e6 re del bianco · g6 pedone del nero · c3 alfiere del nero · g3 pedone del bianco · h2 pedone del bianco \| g8 re del nero · b7 torre del bianco · h7 pedone del nero · e6 re del bianco · g6 pedone del nero · c3 alfiere del nero · g3 pedone del bianco · h2 pedone del bianco \| 5 \| \| 4 \| g8 re del nero · b7 torre del bianco · h7 pedone del nero · e6 re del bianco · g6 pedone del nero · c3 alfiere del nero · g3 pedone del bianco · h2 pedone del bianco \| g8 re del nero · b7 torre del bianco · h7 pedone del nero · e6 re del bianco · g6 pedone del nero · c3 alfiere del nero · g3 pedone del bianco · h2 pedone del bianco \| g8 re del nero · b7 torre del bianco · h7 pedone del nero · e6 re del bianco · g6 pedone del nero · c3 alfiere del nero · g3 pedone del bianco · h2 pedone del bianco \| g8 re del nero · b7 torre del bianco · h7 pedone del nero · e6 re del bianco · g6 pedone del nero · c3 alfiere del nero · g3 pedone del bianco · h2 pedone del bianco \| g8 re del nero · b7 torre del bianco · h7 pedone del nero · e6 re del bianco · g6 pedone del nero · c3 alfiere del nero · g3 pedone del bianco · h2 pedone del bianco \| g8 re del nero · b7 torre del bianco · h7 pedone del nero · e6 re del bianco · g6 pedone del nero · c3 alfiere del nero · g3 pedone del bianco · h2 pedone del bianco \| g8 re del nero · b7 torre del bianco · h7 pedone del nero · e6 re del bianco · g6 pedone del nero · c3 alfiere del nero · g3 pedone del bianco · h2 pedone del bianco \| g8 re del nero · b7 torre del bianco · h7 pedone del nero · e6 re del bianco · g6 pedone del nero · c3 alfiere del nero · g3 pedone del bianco · h2 pedone del bianco \| 4 \| \| 3 \| g8 re del nero · b7 torre del bianco · h7 pedone del nero · e6 re del bianco · g6 pedone del nero · c3 alfiere del nero · g3 pedone del bianco · h2 pedone del bianco \| g8 re del nero · b7 torre del bianco · h7 pedone del nero · e6 re del bianco · g6 pedone del nero · c3 alfiere del nero · g3 pedone del bianco · h2 pedone del bianco \| g8 re del nero · b7 torre del bianco · h7 pedone del nero · e6 re del bianco · g6 pedone del nero · c3 alfiere del nero · g3 pedone del bianco · h2 pedone del bianco \| g8 re del nero · b7 torre del bianco · h7 pedone del nero · e6 re del bianco · g6 pedone del nero · c3 alfiere del nero · g3 pedone del bianco · h2 pedone del bianco \| g8 re del nero · b7 torre del bianco · h7 pedone del nero · e6 re del bianco · g6 pedone del nero · c3 alfiere del nero · g3 pedone del bianco · h2 pedone del bianco \| g8 re del nero · b7 torre del bianco · h7 pedone del nero · e6 re del bianco · g6 pedone del nero · c3 alfiere del nero · g3 pedone del bianco · h2 pedone del bianco \| g8 re del nero · b7 torre del bianco · h7 pedone del nero · e6 re del bianco · g6 pedone del nero · c3 alfiere del nero · g3 pedone del bianco · h2 pedone del bianco \| g8 re del nero · b7 torre del bianco · h7 pedone del nero · e6 re del bianco · g6 pedone del nero · c3 alfiere del nero · g3 pedone del bianco · h2 pedone del bianco \| 3 \| \| 2 \| g8 re del nero · b7 torre del bianco · h7 pedone del nero · e6 re del bianco · g6 pedone del nero · c3 alfiere del nero · g3 pedone del bianco · h2 pedone del bianco \| g8 re del nero · b7 torre del bianco · h7 pedone del nero · e6 re del bianco · g6 pedone del nero · c3 alfiere del nero · g3 pedone del bianco · h2 pedone del bianco \| g8 re del nero · b7 torre del bianco · h7 pedone del nero · e6 re del bianco · g6 pedone del nero · c3 alfiere del nero · g3 pedone del bianco · h2 pedone del bianco \| g8 re del nero · b7 torre del bianco · h7 pedone del nero · e6 re del bianco · g6 pedone del nero · c3 alfiere del nero · g3 pedone del bianco · h2 pedone del bianco \| g8 re del nero · b7 torre del bianco · h7 pedone del nero · e6 re del bianco · g6 pedone del nero · c3 alfiere del nero · g3 pedone del bianco · h2 pedone del bianco \| g8 re del nero · b7 torre del bianco · h7 pedone del nero · e6 re del bianco · g6 pedone del nero · c3 alfiere del nero · g3 pedone del bianco · h2 pedone del bianco \| g8 re del nero · b7 torre del bianco · h7 pedone del nero · e6 re del bianco · g6 pedone del nero · c3 alfiere del nero · g3 pedone del bianco · h2 pedone del bianco \| g8 re del nero · b7 torre del bianco · h7 pedone del nero · e6 re del bianco · g6 pedone del nero · c3 alfiere del nero · g3 pedone del bianco · h2 pedone del bianco \| 2 \| \| 1 \| g8 re del nero · b7 torre del bianco · h7 pedone del nero · e6 re del bianco · g6 pedone del nero · c3 alfiere del nero · g3 pedone del bianco · h2 pedone del bianco \| g8 re del nero · b7 torre del bianco · h7 pedone del nero · e6 re del bianco · g6 pedone del nero · c3 alfiere del nero · g3 pedone del bianco · h2 pedone del bianco \| g8 re del nero · b7 torre del bianco · h7 pedone del nero · e6 re del bianco · g6 pedone del nero · c3 alfiere del nero · g3 pedone del bianco · h2 pedone del bianco \| g8 re del nero · b7 torre del bianco · h7 pedone del nero · e6 re del bianco · g6 pedone del nero · c3 alfiere del nero · g3 pedone del bianco · h2 pedone del bianco \| g8 re del nero · b7 torre del bianco · h7 pedone del nero · e6 re del bianco · g6 pedone del nero · c3 alfiere del nero · g3 pedone del bianco · h2 pedone del bianco \| g8 re del nero · b7 torre del bianco · h7 pedone del nero · e6 re del bianco · g6 pedone del nero · c3 alfiere del nero · g3 pedone del bianco · h2 pedone del bianco \| g8 re del nero · b7 torre del bianco · h7 pedone del nero · e6 re del bianco · g6 pedone del nero · c3 alfiere del nero · g3 pedone del bianco · h2 pedone del bianco \| g8 re del nero · b7 torre del bianco · h7 pedone del nero · e6 re del bianco · g6 pedone del nero · c3 alfiere del nero · g3 pedone del bianco · h2 pedone del bianco \| 1 \| \| \| a \| b \| c \| d \| e \| f \| g \| h \| \|Il Nero muove e patta con 1…h5! | | | | | | | | |   |
| | a | b | c | d | e | f | g | h |   |
| 8 | g8 re del nero · b7 torre del bianco · h7 pedone del nero · e6 re del bianco · g6 pedone del nero · c3 alfiere del nero · g3 pedone del bianco · h2 pedone del bianco | g8 re del nero · b7 torre del bianco · h7 pedone del nero · e6 re del bianco · g6 pedone del nero · c3 alfiere del nero · g3 pedone del bianco · h2 pedone del bianco | g8 re del nero · b7 torre del bianco · h7 pedone del nero · e6 re del bianco · g6 pedone del nero · c3 alfiere del nero · g3 pedone del bianco · h2 pedone del bianco | g8 re del nero · b7 torre del bianco · h7 pedone del nero · e6 re del bianco · g6 pedone del nero · c3 alfiere del nero · g3 pedone del bianco · h2 pedone del bianco | g8 re del nero · b7 torre del bianco · h7 pedone del nero · e6 re del bianco · g6 pedone del nero · c3 alfiere del nero · g3 pedone del bianco · h2 pedone del bianco | g8 re del nero · b7 torre del bianco · h7 pedone del nero · e6 re del bianco · g6 pedone del nero · c3 alfiere del nero · g3 pedone del bianco · h2 pedone del bianco | g8 re del nero · b7 torre del bianco · h7 pedone del nero · e6 re del bianco · g6 pedone del nero · c3 alfiere del nero · g3 pedone del bianco · h2 pedone del bianco | g8 re del nero · b7 torre del bianco · h7 pedone del nero · e6 re del bianco · g6 pedone del nero · c3 alfiere del nero · g3 pedone del bianco · h2 pedone del bianco | 8 |
| 7 | g8 re del nero · b7 torre del bianco · h7 pedone del nero · e6 re del bianco · g6 pedone del nero · c3 alfiere del nero · g3 pedone del bianco · h2 pedone del bianco | g8 re del nero · b7 torre del bianco · h7 pedone del nero · e6 re del bianco · g6 pedone del nero · c3 alfiere del nero · g3 pedone del bianco · h2 pedone del bianco | g8 re del nero · b7 torre del bianco · h7 pedone del nero · e6 re del bianco · g6 pedone del nero · c3 alfiere del nero · g3 pedone del bianco · h2 pedone del bianco | g8 re del nero · b7 torre del bianco · h7 pedone del nero · e6 re del bianco · g6 pedone del nero · c3 alfiere del nero · g3 pedone del bianco · h2 pedone del bianco | g8 re del nero · b7 torre del bianco · h7 pedone del nero · e6 re del bianco · g6 pedone del nero · c3 alfiere del nero · g3 pedone del bianco · h2 pedone del bianco | g8 re del nero · b7 torre del bianco · h7 pedone del nero · e6 re del bianco · g6 pedone del nero · c3 alfiere del nero · g3 pedone del bianco · h2 pedone del bianco | g8 re del nero · b7 torre del bianco · h7 pedone del nero · e6 re del bianco · g6 pedone del nero · c3 alfiere del nero · g3 pedone del bianco · h2 pedone del bianco | g8 re del nero · b7 torre del bianco · h7 pedone del nero · e6 re del bianco · g6 pedone del nero · c3 alfiere del nero · g3 pedone del bianco · h2 pedone del bianco | 7 |
| 6 | g8 re del nero · b7 torre del bianco · h7 pedone del nero · e6 re del bianco · g6 pedone del nero · c3 alfiere del nero · g3 pedone del bianco · h2 pedone del bianco | g8 re del nero · b7 torre del bianco · h7 pedone del nero · e6 re del bianco · g6 pedone del nero · c3 alfiere del nero · g3 pedone del bianco · h2 pedone del bianco | g8 re del nero · b7 torre del bianco · h7 pedone del nero · e6 re del bianco · g6 pedone del nero · c3 alfiere del nero · g3 pedone del bianco · h2 pedone del bianco | g8 re del nero · b7 torre del bianco · h7 pedone del nero · e6 re del bianco · g6 pedone del nero · c3 alfiere del nero · g3 pedone del bianco · h2 pedone del bianco | g8 re del nero · b7 torre del bianco · h7 pedone del nero · e6 re del bianco · g6 pedone del nero · c3 alfiere del nero · g3 pedone del bianco · h2 pedone del bianco | g8 re del nero · b7 torre del bianco · h7 pedone del nero · e6 re del bianco · g6 pedone del nero · c3 alfiere del nero · g3 pedone del bianco · h2 pedone del bianco | g8 re del nero · b7 torre del bianco · h7 pedone del nero · e6 re del bianco · g6 pedone del nero · c3 alfiere del nero · g3 pedone del bianco · h2 pedone del bianco | g8 re del nero · b7 torre del bianco · h7 pedone del nero · e6 re del bianco · g6 pedone del nero · c3 alfiere del nero · g3 pedone del bianco · h2 pedone del bianco | 6 |
| 5 | g8 re del nero · b7 torre del bianco · h7 pedone del nero · e6 re del bianco · g6 pedone del nero · c3 alfiere del nero · g3 pedone del bianco · h2 pedone del bianco | g8 re del nero · b7 torre del bianco · h7 pedone del nero · e6 re del bianco · g6 pedone del nero · c3 alfiere del nero · g3 pedone del bianco · h2 pedone del bianco | g8 re del nero · b7 torre del bianco · h7 pedone del nero · e6 re del bianco · g6 pedone del nero · c3 alfiere del nero · g3 pedone del bianco · h2 pedone del bianco | g8 re del nero · b7 torre del bianco · h7 pedone del nero · e6 re del bianco · g6 pedone del nero · c3 alfiere del nero · g3 pedone del bianco · h2 pedone del bianco | g8 re del nero · b7 torre del bianco · h7 pedone del nero · e6 re del bianco · g6 pedone del nero · c3 alfiere del nero · g3 pedone del bianco · h2 pedone del bianco | g8 re del nero · b7 torre del bianco · h7 pedone del nero · e6 re del bianco · g6 pedone del nero · c3 alfiere del nero · g3 pedone del bianco · h2 pedone del bianco | g8 re del nero · b7 torre del bianco · h7 pedone del nero · e6 re del bianco · g6 pedone del nero · c3 alfiere del nero · g3 pedone del bianco · h2 pedone del bianco | g8 re del nero · b7 torre del bianco · h7 pedone del nero · e6 re del bianco · g6 pedone del nero · c3 alfiere del nero · g3 pedone del bianco · h2 pedone del bianco | 5 |
| 4 | g8 re del nero · b7 torre del bianco · h7 pedone del nero · e6 re del bianco · g6 pedone del nero · c3 alfiere del nero · g3 pedone del bianco · h2 pedone del bianco | g8 re del nero · b7 torre del bianco · h7 pedone del nero · e6 re del bianco · g6 pedone del nero · c3 alfiere del nero · g3 pedone del bianco · h2 pedone del bianco | g8 re del nero · b7 torre del bianco · h7 pedone del nero · e6 re del bianco · g6 pedone del nero · c3 alfiere del nero · g3 pedone del bianco · h2 pedone del bianco | g8 re del nero · b7 torre del bianco · h7 pedone del nero · e6 re del bianco · g6 pedone del nero · c3 alfiere del nero · g3 pedone del bianco · h2 pedone del bianco | g8 re del nero · b7 torre del bianco · h7 pedone del nero · e6 re del bianco · g6 pedone del nero · c3 alfiere del nero · g3 pedone del bianco · h2 pedone del bianco | g8 re del nero · b7 torre del bianco · h7 pedone del nero · e6 re del bianco · g6 pedone del nero · c3 alfiere del nero · g3 pedone del bianco · h2 pedone del bianco | g8 re del nero · b7 torre del bianco · h7 pedone del nero · e6 re del bianco · g6 pedone del nero · c3 alfiere del nero · g3 pedone del bianco · h2 pedone del bianco | g8 re del nero · b7 torre del bianco · h7 pedone del nero · e6 re del bianco · g6 pedone del nero · c3 alfiere del nero · g3 pedone del bianco · h2 pedone del bianco | 4 |
| 3 | g8 re del nero · b7 torre del bianco · h7 pedone del nero · e6 re del bianco · g6 pedone del nero · c3 alfiere del nero · g3 pedone del bianco · h2 pedone del bianco | g8 re del nero · b7 torre del bianco · h7 pedone del nero · e6 re del bianco · g6 pedone del nero · c3 alfiere del nero · g3 pedone del bianco · h2 pedone del bianco | g8 re del nero · b7 torre del bianco · h7 pedone del nero · e6 re del bianco · g6 pedone del nero · c3 alfiere del nero · g3 pedone del bianco · h2 pedone del bianco | g8 re del nero · b7 torre del bianco · h7 pedone del nero · e6 re del bianco · g6 pedone del nero · c3 alfiere del nero · g3 pedone del bianco · h2 pedone del bianco | g8 re del nero · b7 torre del bianco · h7 pedone del nero · e6 re del bianco · g6 pedone del nero · c3 alfiere del nero · g3 pedone del bianco · h2 pedone del bianco | g8 re del nero · b7 torre del bianco · h7 pedone del nero · e6 re del bianco · g6 pedone del nero · c3 alfiere del nero · g3 pedone del bianco · h2 pedone del bianco | g8 re del nero · b7 torre del bianco · h7 pedone del nero · e6 re del bianco · g6 pedone del nero · c3 alfiere del nero · g3 pedone del bianco · h2 pedone del bianco | g8 re del nero · b7 torre del bianco · h7 pedone del nero · e6 re del bianco · g6 pedone del nero · c3 alfiere del nero · g3 pedone del bianco · h2 pedone del bianco | 3 |
| 2 | g8 re del nero · b7 torre del bianco · h7 pedone del nero · e6 re del bianco · g6 pedone del nero · c3 alfiere del nero · g3 pedone del bianco · h2 pedone del bianco | g8 re del nero · b7 torre del bianco · h7 pedone del nero · e6 re del bianco · g6 pedone del nero · c3 alfiere del nero · g3 pedone del bianco · h2 pedone del bianco | g8 re del nero · b7 torre del bianco · h7 pedone del nero · e6 re del bianco · g6 pedone del nero · c3 alfiere del nero · g3 pedone del bianco · h2 pedone del bianco | g8 re del nero · b7 torre del bianco · h7 pedone del nero · e6 re del bianco · g6 pedone del nero · c3 alfiere del nero · g3 pedone del bianco · h2 pedone del bianco | g8 re del nero · b7 torre del bianco · h7 pedone del nero · e6 re del bianco · g6 pedone del nero · c3 alfiere del nero · g3 pedone del bianco · h2 pedone del bianco | g8 re del nero · b7 torre del bianco · h7 pedone del nero · e6 re del bianco · g6 pedone del nero · c3 alfiere del nero · g3 pedone del bianco · h2 pedone del bianco | g8 re del nero · b7 torre del bianco · h7 pedone del nero · e6 re del bianco · g6 pedone del nero · c3 alfiere del nero · g3 pedone del bianco · h2 pedone del bianco | g8 re del nero · b7 torre del bianco · h7 pedone del nero · e6 re del bianco · g6 pedone del nero · c3 alfiere del nero · g3 pedone del bianco · h2 pedone del bianco | 2 |
| 1 | g8 re del nero · b7 torre del bianco · h7 pedone del nero · e6 re del bianco · g6 pedone del nero · c3 alfiere del nero · g3 pedone del bianco · h2 pedone del bianco | g8 re del nero · b7 torre del bianco · h7 pedone del nero · e6 re del bianco · g6 pedone del nero · c3 alfiere del nero · g3 pedone del bianco · h2 pedone del bianco | g8 re del nero · b7 torre del bianco · h7 pedone del nero · e6 re del bianco · g6 pedone del nero · c3 alfiere del nero · g3 pedone del bianco · h2 pedone del bianco | g8 re del nero · b7 torre del bianco · h7 pedone del nero · e6 re del bianco · g6 pedone del nero · c3 alfiere del nero · g3 pedone del bianco · h2 pedone del bianco | g8 re del nero · b7 torre del bianco · h7 pedone del nero · e6 re del bianco · g6 pedone del nero · c3 alfiere del nero · g3 pedone del bianco · h2 pedone del bianco | g8 re del nero · b7 torre del bianco · h7 pedone del nero · e6 re del bianco · g6 pedone del nero · c3 alfiere del nero · g3 pedone del bianco · h2 pedone del bianco | g8 re del nero · b7 torre del bianco · h7 pedone del nero · e6 re del bianco · g6 pedone del nero · c3 alfiere del nero · g3 pedone del bianco · h2 pedone del bianco | g8 re del nero · b7 torre del bianco · h7 pedone del nero · e6 re del bianco · g6 pedone del nero · c3 alfiere del nero · g3 pedone del bianco · h2 pedone del bianco | 1 |
| | a | b | c | d | e | f | g | h |   |

## Patta posizionale
|   | a | b | c | d | e | f | g | h |   |
| 8 | d7 cavallo del nero · d6 re del nero · a5 alfiere del bianco · a4 pedone del bianco · d4 re del bianco · b3 pedone del bianco | d7 cavallo del nero · d6 re del nero · a5 alfiere del bianco · a4 pedone del bianco · d4 re del bianco · b3 pedone del bianco | d7 cavallo del nero · d6 re del nero · a5 alfiere del bianco · a4 pedone del bianco · d4 re del bianco · b3 pedone del bianco | d7 cavallo del nero · d6 re del nero · a5 alfiere del bianco · a4 pedone del bianco · d4 re del bianco · b3 pedone del bianco | d7 cavallo del nero · d6 re del nero · a5 alfiere del bianco · a4 pedone del bianco · d4 re del bianco · b3 pedone del bianco | d7 cavallo del nero · d6 re del nero · a5 alfiere del bianco · a4 pedone del bianco · d4 re del bianco · b3 pedone del bianco | d7 cavallo del nero · d6 re del nero · a5 alfiere del bianco · a4 pedone del bianco · d4 re del bianco · b3 pedone del bianco | d7 cavallo del nero · d6 re del nero · a5 alfiere del bianco · a4 pedone del bianco · d4 re del bianco · b3 pedone del bianco | 8 |
| 7 | d7 cavallo del nero · d6 re del nero · a5 alfiere del bianco · a4 pedone del bianco · d4 re del bianco · b3 pedone del bianco | d7 cavallo del nero · d6 re del nero · a5 alfiere del bianco · a4 pedone del bianco · d4 re del bianco · b3 pedone del bianco | d7 cavallo del nero · d6 re del nero · a5 alfiere del bianco · a4 pedone del bianco · d4 re del bianco · b3 pedone del bianco | d7 cavallo del nero · d6 re del nero · a5 alfiere del bianco · a4 pedone del bianco · d4 re del bianco · b3 pedone del bianco | d7 cavallo del nero · d6 re del nero · a5 alfiere del bianco · a4 pedone del bianco · d4 re del bianco · b3 pedone del bianco | d7 cavallo del nero · d6 re del nero · a5 alfiere del bianco · a4 pedone del bianco · d4 re del bianco · b3 pedone del bianco | d7 cavallo del nero · d6 re del nero · a5 alfiere del bianco · a4 pedone del bianco · d4 re del bianco · b3 pedone del bianco | d7 cavallo del nero · d6 re del nero · a5 alfiere del bianco · a4 pedone del bianco · d4 re del bianco · b3 pedone del bianco | 7 |
| 6 | d7 cavallo del nero · d6 re del nero · a5 alfiere del bianco · a4 pedone del bianco · d4 re del bianco · b3 pedone del bianco | d7 cavallo del nero · d6 re del nero · a5 alfiere del bianco · a4 pedone del bianco · d4 re del bianco · b3 pedone del bianco | d7 cavallo del nero · d6 re del nero · a5 alfiere del bianco · a4 pedone del bianco · d4 re del bianco · b3 pedone del bianco | d7 cavallo del nero · d6 re del nero · a5 alfiere del bianco · a4 pedone del bianco · d4 re del bianco · b3 pedone del bianco | d7 cavallo del nero · d6 re del nero · a5 alfiere del bianco · a4 pedone del bianco · d4 re del bianco · b3 pedone del bianco | d7 cavallo del nero · d6 re del nero · a5 alfiere del bianco · a4 pedone del bianco · d4 re del bianco · b3 pedone del bianco | d7 cavallo del nero · d6 re del nero · a5 alfiere del bianco · a4 pedone del bianco · d4 re del bianco · b3 pedone del bianco | d7 cavallo del nero · d6 re del nero · a5 alfiere del bianco · a4 pedone del bianco · d4 re del bianco · b3 pedone del bianco | 6 |
| 5 | d7 cavallo del nero · d6 re del nero · a5 alfiere del bianco · a4 pedone del bianco · d4 re del bianco · b3 pedone del bianco | d7 cavallo del nero · d6 re del nero · a5 alfiere del bianco · a4 pedone del bianco · d4 re del bianco · b3 pedone del bianco | d7 cavallo del nero · d6 re del nero · a5 alfiere del bianco · a4 pedone del bianco · d4 re del bianco · b3 pedone del bianco | d7 cavallo del nero · d6 re del nero · a5 alfiere del bianco · a4 pedone del bianco · d4 re del bianco · b3 pedone del bianco | d7 cavallo del nero · d6 re del nero · a5 alfiere del bianco · a4 pedone del bianco · d4 re del bianco · b3 pedone del bianco | d7 cavallo del nero · d6 re del nero · a5 alfiere del bianco · a4 pedone del bianco · d4 re del bianco · b3 pedone del bianco | d7 cavallo del nero · d6 re del nero · a5 alfiere del bianco · a4 pedone del bianco · d4 re del bianco · b3 pedone del bianco | d7 cavallo del nero · d6 re del nero · a5 alfiere del bianco · a4 pedone del bianco · d4 re del bianco · b3 pedone del bianco | 5 |
| 4 | d7 cavallo del nero · d6 re del nero · a5 alfiere del bianco · a4 pedone del bianco · d4 re del bianco · b3 pedone del bianco | d7 cavallo del nero · d6 re del nero · a5 alfiere del bianco · a4 pedone del bianco · d4 re del bianco · b3 pedone del bianco | d7 cavallo del nero · d6 re del nero · a5 alfiere del bianco · a4 pedone del bianco · d4 re del bianco · b3 pedone del bianco | d7 cavallo del nero · d6 re del nero · a5 alfiere del bianco · a4 pedone del bianco · d4 re del bianco · b3 pedone del bianco | d7 cavallo del nero · d6 re del nero · a5 alfiere del bianco · a4 pedone del bianco · d4 re del bianco · b3 pedone del bianco | d7 cavallo del nero · d6 re del nero · a5 alfiere del bianco · a4 pedone del bianco · d4 re del bianco · b3 pedone del bianco | d7 cavallo del nero · d6 re del nero · a5 alfiere del bianco · a4 pedone del bianco · d4 re del bianco · b3 pedone del bianco | d7 cavallo del nero · d6 re del nero · a5 alfiere del bianco · a4 pedone del bianco · d4 re del bianco · b3 pedone del bianco | 4 |
| 3 | d7 cavallo del nero · d6 re del nero · a5 alfiere del bianco · a4 pedone del bianco · d4 re del bianco · b3 pedone del bianco | d7 cavallo del nero · d6 re del nero · a5 alfiere del bianco · a4 pedone del bianco · d4 re del bianco · b3 pedone del bianco | d7 cavallo del nero · d6 re del nero · a5 alfiere del bianco · a4 pedone del bianco · d4 re del bianco · b3 pedone del bianco | d7 cavallo del nero · d6 re del nero · a5 alfiere del bianco · a4 pedone del bianco · d4 re del bianco · b3 pedone del bianco | d7 cavallo del nero · d6 re del nero · a5 alfiere del bianco · a4 pedone del bianco · d4 re del bianco · b3 pedone del bianco | d7 cavallo del nero · d6 re del nero · a5 alfiere del bianco · a4 pedone del bianco · d4 re del bianco · b3 pedone del bianco | d7 cavallo del nero · d6 re del nero · a5 alfiere del bianco · a4 pedone del bianco · d4 re del bianco · b3 pedone del bianco | d7 cavallo del nero · d6 re del nero · a5 alfiere del bianco · a4 pedone del bianco · d4 re del bianco · b3 pedone del bianco | 3 |
| 2 | d7 cavallo del nero · d6 re del nero · a5 alfiere del bianco · a4 pedone del bianco · d4 re del bianco · b3 pedone del bianco | d7 cavallo del nero · d6 re del nero · a5 alfiere del bianco · a4 pedone del bianco · d4 re del bianco · b3 pedone del bianco | d7 cavallo del nero · d6 re del nero · a5 alfiere del bianco · a4 pedone del bianco · d4 re del bianco · b3 pedone del bianco | d7 cavallo del nero · d6 re del nero · a5 alfiere del bianco · a4 pedone del bianco · d4 re del bianco · b3 pedone del bianco | d7 cavallo del nero · d6 re del nero · a5 alfiere del bianco · a4 pedone del bianco · d4 re del bianco · b3 pedone del bianco | d7 cavallo del nero · d6 re del nero · a5 alfiere del bianco · a4 pedone del bianco · d4 re del bianco · b3 pedone del bianco | d7 cavallo del nero · d6 re del nero · a5 alfiere del bianco · a4 pedone del bianco · d4 re del bianco · b3 pedone del bianco | d7 cavallo del nero · d6 re del nero · a5 alfiere del bianco · a4 pedone del bianco · d4 re del bianco · b3 pedone del bianco | 2 |
| 1 | d7 cavallo del nero · d6 re del nero · a5 alfiere del bianco · a4 pedone del bianco · d4 re del bianco · b3 pedone del bianco | d7 cavallo del nero · d6 re del nero · a5 alfiere del bianco · a4 pedone del bianco · d4 re del bianco · b3 pedone del bianco | d7 cavallo del nero · d6 re del nero · a5 alfiere del bianco · a4 pedone del bianco · d4 re del bianco · b3 pedone del bianco | d7 cavallo del nero · d6 re del nero · a5 alfiere del bianco · a4 pedone del bianco · d4 re del bianco · b3 pedone del bianco | d7 cavallo del nero · d6 re del nero · a5 alfiere del bianco · a4 pedone del bianco · d4 re del bianco · b3 pedone del bianco | d7 cavallo del nero · d6 re del nero · a5 alfiere del bianco · a4 pedone del bianco · d4 re del bianco · b3 pedone del bianco | d7 cavallo del nero · d6 re del nero · a5 alfiere del bianco · a4 pedone del bianco · d4 re del bianco · b3 pedone del bianco | d7 cavallo del nero · d6 re del nero · a5 alfiere del bianco · a4 pedone del bianco · d4 re del bianco · b3 pedone del bianco | 1 |
|   | a | b | c | d | e | f | g | h |   |

Una "patta posizionale" è un concetto usato più comunemente negli studi di finali e descrive un'impasse diversa dallo stallo. Spesso implica la ripetizione di mosse in cui nessuno dei due giocatori può fare progressi o può evitare di farla senza rischi. Generalmente un vantaggio materiale è bilanciato da un vantaggio posizionale. La fortezza e lo scacco perpetuo sono esempi di patta posizionale.  Alcune volte si riesce a ottenere la patta da una posizione che sembra persa a causa della differenza di materiale.
Un semplice esempio è mostrato nella partita tra Lajos Portisch e Lubomir Kavalek.  Il Bianco dovrebbe ottenere una facile vittoria con 1. Ae1 Rc6 2. b4, comunque, la partita continuò con 1. b4? Cb8 2. b5 Cc6+! e ora se 3. bxc6 Rxc6 e la posizione è patta perché l'alfiere è del colore sbagliato per forzare la promozione del pedone di torre.
|   | a | b | c | d | e | f | g | h |   |
| 8 | b7 torre del bianco · c7 pedone del bianco · f7 cavallo del nero · g7 re del nero · h7 pedone del nero · d6 pedone del nero · f6 pedone del nero · g6 pedone del nero · d5 pedone del bianco · e5 pedone del nero · e4 pedone del bianco · f4 pedone del bianco · c3 torre del nero · g3 pedone del bianco · h2 pedone del bianco · h1 re del bianco | b7 torre del bianco · c7 pedone del bianco · f7 cavallo del nero · g7 re del nero · h7 pedone del nero · d6 pedone del nero · f6 pedone del nero · g6 pedone del nero · d5 pedone del bianco · e5 pedone del nero · e4 pedone del bianco · f4 pedone del bianco · c3 torre del nero · g3 pedone del bianco · h2 pedone del bianco · h1 re del bianco | b7 torre del bianco · c7 pedone del bianco · f7 cavallo del nero · g7 re del nero · h7 pedone del nero · d6 pedone del nero · f6 pedone del nero · g6 pedone del nero · d5 pedone del bianco · e5 pedone del nero · e4 pedone del bianco · f4 pedone del bianco · c3 torre del nero · g3 pedone del bianco · h2 pedone del bianco · h1 re del bianco | b7 torre del bianco · c7 pedone del bianco · f7 cavallo del nero · g7 re del nero · h7 pedone del nero · d6 pedone del nero · f6 pedone del nero · g6 pedone del nero · d5 pedone del bianco · e5 pedone del nero · e4 pedone del bianco · f4 pedone del bianco · c3 torre del nero · g3 pedone del bianco · h2 pedone del bianco · h1 re del bianco | b7 torre del bianco · c7 pedone del bianco · f7 cavallo del nero · g7 re del nero · h7 pedone del nero · d6 pedone del nero · f6 pedone del nero · g6 pedone del nero · d5 pedone del bianco · e5 pedone del nero · e4 pedone del bianco · f4 pedone del bianco · c3 torre del nero · g3 pedone del bianco · h2 pedone del bianco · h1 re del bianco | b7 torre del bianco · c7 pedone del bianco · f7 cavallo del nero · g7 re del nero · h7 pedone del nero · d6 pedone del nero · f6 pedone del nero · g6 pedone del nero · d5 pedone del bianco · e5 pedone del nero · e4 pedone del bianco · f4 pedone del bianco · c3 torre del nero · g3 pedone del bianco · h2 pedone del bianco · h1 re del bianco | b7 torre del bianco · c7 pedone del bianco · f7 cavallo del nero · g7 re del nero · h7 pedone del nero · d6 pedone del nero · f6 pedone del nero · g6 pedone del nero · d5 pedone del bianco · e5 pedone del nero · e4 pedone del bianco · f4 pedone del bianco · c3 torre del nero · g3 pedone del bianco · h2 pedone del bianco · h1 re del bianco | b7 torre del bianco · c7 pedone del bianco · f7 cavallo del nero · g7 re del nero · h7 pedone del nero · d6 pedone del nero · f6 pedone del nero · g6 pedone del nero · d5 pedone del bianco · e5 pedone del nero · e4 pedone del bianco · f4 pedone del bianco · c3 torre del nero · g3 pedone del bianco · h2 pedone del bianco · h1 re del bianco | 8 |
| 7 | b7 torre del bianco · c7 pedone del bianco · f7 cavallo del nero · g7 re del nero · h7 pedone del nero · d6 pedone del nero · f6 pedone del nero · g6 pedone del nero · d5 pedone del bianco · e5 pedone del nero · e4 pedone del bianco · f4 pedone del bianco · c3 torre del nero · g3 pedone del bianco · h2 pedone del bianco · h1 re del bianco | b7 torre del bianco · c7 pedone del bianco · f7 cavallo del nero · g7 re del nero · h7 pedone del nero · d6 pedone del nero · f6 pedone del nero · g6 pedone del nero · d5 pedone del bianco · e5 pedone del nero · e4 pedone del bianco · f4 pedone del bianco · c3 torre del nero · g3 pedone del bianco · h2 pedone del bianco · h1 re del bianco | b7 torre del bianco · c7 pedone del bianco · f7 cavallo del nero · g7 re del nero · h7 pedone del nero · d6 pedone del nero · f6 pedone del nero · g6 pedone del nero · d5 pedone del bianco · e5 pedone del nero · e4 pedone del bianco · f4 pedone del bianco · c3 torre del nero · g3 pedone del bianco · h2 pedone del bianco · h1 re del bianco | b7 torre del bianco · c7 pedone del bianco · f7 cavallo del nero · g7 re del nero · h7 pedone del nero · d6 pedone del nero · f6 pedone del nero · g6 pedone del nero · d5 pedone del bianco · e5 pedone del nero · e4 pedone del bianco · f4 pedone del bianco · c3 torre del nero · g3 pedone del bianco · h2 pedone del bianco · h1 re del bianco | b7 torre del bianco · c7 pedone del bianco · f7 cavallo del nero · g7 re del nero · h7 pedone del nero · d6 pedone del nero · f6 pedone del nero · g6 pedone del nero · d5 pedone del bianco · e5 pedone del nero · e4 pedone del bianco · f4 pedone del bianco · c3 torre del nero · g3 pedone del bianco · h2 pedone del bianco · h1 re del bianco | b7 torre del bianco · c7 pedone del bianco · f7 cavallo del nero · g7 re del nero · h7 pedone del nero · d6 pedone del nero · f6 pedone del nero · g6 pedone del nero · d5 pedone del bianco · e5 pedone del nero · e4 pedone del bianco · f4 pedone del bianco · c3 torre del nero · g3 pedone del bianco · h2 pedone del bianco · h1 re del bianco | b7 torre del bianco · c7 pedone del bianco · f7 cavallo del nero · g7 re del nero · h7 pedone del nero · d6 pedone del nero · f6 pedone del nero · g6 pedone del nero · d5 pedone del bianco · e5 pedone del nero · e4 pedone del bianco · f4 pedone del bianco · c3 torre del nero · g3 pedone del bianco · h2 pedone del bianco · h1 re del bianco | b7 torre del bianco · c7 pedone del bianco · f7 cavallo del nero · g7 re del nero · h7 pedone del nero · d6 pedone del nero · f6 pedone del nero · g6 pedone del nero · d5 pedone del bianco · e5 pedone del nero · e4 pedone del bianco · f4 pedone del bianco · c3 torre del nero · g3 pedone del bianco · h2 pedone del bianco · h1 re del bianco | 7 |
| 6 | b7 torre del bianco · c7 pedone del bianco · f7 cavallo del nero · g7 re del nero · h7 pedone del nero · d6 pedone del nero · f6 pedone del nero · g6 pedone del nero · d5 pedone del bianco · e5 pedone del nero · e4 pedone del bianco · f4 pedone del bianco · c3 torre del nero · g3 pedone del bianco · h2 pedone del bianco · h1 re del bianco | b7 torre del bianco · c7 pedone del bianco · f7 cavallo del nero · g7 re del nero · h7 pedone del nero · d6 pedone del nero · f6 pedone del nero · g6 pedone del nero · d5 pedone del bianco · e5 pedone del nero · e4 pedone del bianco · f4 pedone del bianco · c3 torre del nero · g3 pedone del bianco · h2 pedone del bianco · h1 re del bianco | b7 torre del bianco · c7 pedone del bianco · f7 cavallo del nero · g7 re del nero · h7 pedone del nero · d6 pedone del nero · f6 pedone del nero · g6 pedone del nero · d5 pedone del bianco · e5 pedone del nero · e4 pedone del bianco · f4 pedone del bianco · c3 torre del nero · g3 pedone del bianco · h2 pedone del bianco · h1 re del bianco | b7 torre del bianco · c7 pedone del bianco · f7 cavallo del nero · g7 re del nero · h7 pedone del nero · d6 pedone del nero · f6 pedone del nero · g6 pedone del nero · d5 pedone del bianco · e5 pedone del nero · e4 pedone del bianco · f4 pedone del bianco · c3 torre del nero · g3 pedone del bianco · h2 pedone del bianco · h1 re del bianco | b7 torre del bianco · c7 pedone del bianco · f7 cavallo del nero · g7 re del nero · h7 pedone del nero · d6 pedone del nero · f6 pedone del nero · g6 pedone del nero · d5 pedone del bianco · e5 pedone del nero · e4 pedone del bianco · f4 pedone del bianco · c3 torre del nero · g3 pedone del bianco · h2 pedone del bianco · h1 re del bianco | b7 torre del bianco · c7 pedone del bianco · f7 cavallo del nero · g7 re del nero · h7 pedone del nero · d6 pedone del nero · f6 pedone del nero · g6 pedone del nero · d5 pedone del bianco · e5 pedone del nero · e4 pedone del bianco · f4 pedone del bianco · c3 torre del nero · g3 pedone del bianco · h2 pedone del bianco · h1 re del bianco | b7 torre del bianco · c7 pedone del bianco · f7 cavallo del nero · g7 re del nero · h7 pedone del nero · d6 pedone del nero · f6 pedone del nero · g6 pedone del nero · d5 pedone del bianco · e5 pedone del nero · e4 pedone del bianco · f4 pedone del bianco · c3 torre del nero · g3 pedone del bianco · h2 pedone del bianco · h1 re del bianco | b7 torre del bianco · c7 pedone del bianco · f7 cavallo del nero · g7 re del nero · h7 pedone del nero · d6 pedone del nero · f6 pedone del nero · g6 pedone del nero · d5 pedone del bianco · e5 pedone del nero · e4 pedone del bianco · f4 pedone del bianco · c3 torre del nero · g3 pedone del bianco · h2 pedone del bianco · h1 re del bianco | 6 |
| 5 | b7 torre del bianco · c7 pedone del bianco · f7 cavallo del nero · g7 re del nero · h7 pedone del nero · d6 pedone del nero · f6 pedone del nero · g6 pedone del nero · d5 pedone del bianco · e5 pedone del nero · e4 pedone del bianco · f4 pedone del bianco · c3 torre del nero · g3 pedone del bianco · h2 pedone del bianco · h1 re del bianco | b7 torre del bianco · c7 pedone del bianco · f7 cavallo del nero · g7 re del nero · h7 pedone del nero · d6 pedone del nero · f6 pedone del nero · g6 pedone del nero · d5 pedone del bianco · e5 pedone del nero · e4 pedone del bianco · f4 pedone del bianco · c3 torre del nero · g3 pedone del bianco · h2 pedone del bianco · h1 re del bianco | b7 torre del bianco · c7 pedone del bianco · f7 cavallo del nero · g7 re del nero · h7 pedone del nero · d6 pedone del nero · f6 pedone del nero · g6 pedone del nero · d5 pedone del bianco · e5 pedone del nero · e4 pedone del bianco · f4 pedone del bianco · c3 torre del nero · g3 pedone del bianco · h2 pedone del bianco · h1 re del bianco | b7 torre del bianco · c7 pedone del bianco · f7 cavallo del nero · g7 re del nero · h7 pedone del nero · d6 pedone del nero · f6 pedone del nero · g6 pedone del nero · d5 pedone del bianco · e5 pedone del nero · e4 pedone del bianco · f4 pedone del bianco · c3 torre del nero · g3 pedone del bianco · h2 pedone del bianco · h1 re del bianco | b7 torre del bianco · c7 pedone del bianco · f7 cavallo del nero · g7 re del nero · h7 pedone del nero · d6 pedone del nero · f6 pedone del nero · g6 pedone del nero · d5 pedone del bianco · e5 pedone del nero · e4 pedone del bianco · f4 pedone del bianco · c3 torre del nero · g3 pedone del bianco · h2 pedone del bianco · h1 re del bianco | b7 torre del bianco · c7 pedone del bianco · f7 cavallo del nero · g7 re del nero · h7 pedone del nero · d6 pedone del nero · f6 pedone del nero · g6 pedone del nero · d5 pedone del bianco · e5 pedone del nero · e4 pedone del bianco · f4 pedone del bianco · c3 torre del nero · g3 pedone del bianco · h2 pedone del bianco · h1 re del bianco | b7 torre del bianco · c7 pedone del bianco · f7 cavallo del nero · g7 re del nero · h7 pedone del nero · d6 pedone del nero · f6 pedone del nero · g6 pedone del nero · d5 pedone del bianco · e5 pedone del nero · e4 pedone del bianco · f4 pedone del bianco · c3 torre del nero · g3 pedone del bianco · h2 pedone del bianco · h1 re del bianco | b7 torre del bianco · c7 pedone del bianco · f7 cavallo del nero · g7 re del nero · h7 pedone del nero · d6 pedone del nero · f6 pedone del nero · g6 pedone del nero · d5 pedone del bianco · e5 pedone del nero · e4 pedone del bianco · f4 pedone del bianco · c3 torre del nero · g3 pedone del bianco · h2 pedone del bianco · h1 re del bianco | 5 |
| 4 | b7 torre del bianco · c7 pedone del bianco · f7 cavallo del nero · g7 re del nero · h7 pedone del nero · d6 pedone del nero · f6 pedone del nero · g6 pedone del nero · d5 pedone del bianco · e5 pedone del nero · e4 pedone del bianco · f4 pedone del bianco · c3 torre del nero · g3 pedone del bianco · h2 pedone del bianco · h1 re del bianco | b7 torre del bianco · c7 pedone del bianco · f7 cavallo del nero · g7 re del nero · h7 pedone del nero · d6 pedone del nero · f6 pedone del nero · g6 pedone del nero · d5 pedone del bianco · e5 pedone del nero · e4 pedone del bianco · f4 pedone del bianco · c3 torre del nero · g3 pedone del bianco · h2 pedone del bianco · h1 re del bianco | b7 torre del bianco · c7 pedone del bianco · f7 cavallo del nero · g7 re del nero · h7 pedone del nero · d6 pedone del nero · f6 pedone del nero · g6 pedone del nero · d5 pedone del bianco · e5 pedone del nero · e4 pedone del bianco · f4 pedone del bianco · c3 torre del nero · g3 pedone del bianco · h2 pedone del bianco · h1 re del bianco | b7 torre del bianco · c7 pedone del bianco · f7 cavallo del nero · g7 re del nero · h7 pedone del nero · d6 pedone del nero · f6 pedone del nero · g6 pedone del nero · d5 pedone del bianco · e5 pedone del nero · e4 pedone del bianco · f4 pedone del bianco · c3 torre del nero · g3 pedone del bianco · h2 pedone del bianco · h1 re del bianco | b7 torre del bianco · c7 pedone del bianco · f7 cavallo del nero · g7 re del nero · h7 pedone del nero · d6 pedone del nero · f6 pedone del nero · g6 pedone del nero · d5 pedone del bianco · e5 pedone del nero · e4 pedone del bianco · f4 pedone del bianco · c3 torre del nero · g3 pedone del bianco · h2 pedone del bianco · h1 re del bianco | b7 torre del bianco · c7 pedone del bianco · f7 cavallo del nero · g7 re del nero · h7 pedone del nero · d6 pedone del nero · f6 pedone del nero · g6 pedone del nero · d5 pedone del bianco · e5 pedone del nero · e4 pedone del bianco · f4 pedone del bianco · c3 torre del nero · g3 pedone del bianco · h2 pedone del bianco · h1 re del bianco | b7 torre del bianco · c7 pedone del bianco · f7 cavallo del nero · g7 re del nero · h7 pedone del nero · d6 pedone del nero · f6 pedone del nero · g6 pedone del nero · d5 pedone del bianco · e5 pedone del nero · e4 pedone del bianco · f4 pedone del bianco · c3 torre del nero · g3 pedone del bianco · h2 pedone del bianco · h1 re del bianco | b7 torre del bianco · c7 pedone del bianco · f7 cavallo del nero · g7 re del nero · h7 pedone del nero · d6 pedone del nero · f6 pedone del nero · g6 pedone del nero · d5 pedone del bianco · e5 pedone del nero · e4 pedone del bianco · f4 pedone del bianco · c3 torre del nero · g3 pedone del bianco · h2 pedone del bianco · h1 re del bianco | 4 |
| 3 | b7 torre del bianco · c7 pedone del bianco · f7 cavallo del nero · g7 re del nero · h7 pedone del nero · d6 pedone del nero · f6 pedone del nero · g6 pedone del nero · d5 pedone del bianco · e5 pedone del nero · e4 pedone del bianco · f4 pedone del bianco · c3 torre del nero · g3 pedone del bianco · h2 pedone del bianco · h1 re del bianco | b7 torre del bianco · c7 pedone del bianco · f7 cavallo del nero · g7 re del nero · h7 pedone del nero · d6 pedone del nero · f6 pedone del nero · g6 pedone del nero · d5 pedone del bianco · e5 pedone del nero · e4 pedone del bianco · f4 pedone del bianco · c3 torre del nero · g3 pedone del bianco · h2 pedone del bianco · h1 re del bianco | b7 torre del bianco · c7 pedone del bianco · f7 cavallo del nero · g7 re del nero · h7 pedone del nero · d6 pedone del nero · f6 pedone del nero · g6 pedone del nero · d5 pedone del bianco · e5 pedone del nero · e4 pedone del bianco · f4 pedone del bianco · c3 torre del nero · g3 pedone del bianco · h2 pedone del bianco · h1 re del bianco | b7 torre del bianco · c7 pedone del bianco · f7 cavallo del nero · g7 re del nero · h7 pedone del nero · d6 pedone del nero · f6 pedone del nero · g6 pedone del nero · d5 pedone del bianco · e5 pedone del nero · e4 pedone del bianco · f4 pedone del bianco · c3 torre del nero · g3 pedone del bianco · h2 pedone del bianco · h1 re del bianco | b7 torre del bianco · c7 pedone del bianco · f7 cavallo del nero · g7 re del nero · h7 pedone del nero · d6 pedone del nero · f6 pedone del nero · g6 pedone del nero · d5 pedone del bianco · e5 pedone del nero · e4 pedone del bianco · f4 pedone del bianco · c3 torre del nero · g3 pedone del bianco · h2 pedone del bianco · h1 re del bianco | b7 torre del bianco · c7 pedone del bianco · f7 cavallo del nero · g7 re del nero · h7 pedone del nero · d6 pedone del nero · f6 pedone del nero · g6 pedone del nero · d5 pedone del bianco · e5 pedone del nero · e4 pedone del bianco · f4 pedone del bianco · c3 torre del nero · g3 pedone del bianco · h2 pedone del bianco · h1 re del bianco | b7 torre del bianco · c7 pedone del bianco · f7 cavallo del nero · g7 re del nero · h7 pedone del nero · d6 pedone del nero · f6 pedone del nero · g6 pedone del nero · d5 pedone del bianco · e5 pedone del nero · e4 pedone del bianco · f4 pedone del bianco · c3 torre del nero · g3 pedone del bianco · h2 pedone del bianco · h1 re del bianco | b7 torre del bianco · c7 pedone del bianco · f7 cavallo del nero · g7 re del nero · h7 pedone del nero · d6 pedone del nero · f6 pedone del nero · g6 pedone del nero · d5 pedone del bianco · e5 pedone del nero · e4 pedone del bianco · f4 pedone del bianco · c3 torre del nero · g3 pedone del bianco · h2 pedone del bianco · h1 re del bianco | 3 |
| 2 | b7 torre del bianco · c7 pedone del bianco · f7 cavallo del nero · g7 re del nero · h7 pedone del nero · d6 pedone del nero · f6 pedone del nero · g6 pedone del nero · d5 pedone del bianco · e5 pedone del nero · e4 pedone del bianco · f4 pedone del bianco · c3 torre del nero · g3 pedone del bianco · h2 pedone del bianco · h1 re del bianco | b7 torre del bianco · c7 pedone del bianco · f7 cavallo del nero · g7 re del nero · h7 pedone del nero · d6 pedone del nero · f6 pedone del nero · g6 pedone del nero · d5 pedone del bianco · e5 pedone del nero · e4 pedone del bianco · f4 pedone del bianco · c3 torre del nero · g3 pedone del bianco · h2 pedone del bianco · h1 re del bianco | b7 torre del bianco · c7 pedone del bianco · f7 cavallo del nero · g7 re del nero · h7 pedone del nero · d6 pedone del nero · f6 pedone del nero · g6 pedone del nero · d5 pedone del bianco · e5 pedone del nero · e4 pedone del bianco · f4 pedone del bianco · c3 torre del nero · g3 pedone del bianco · h2 pedone del bianco · h1 re del bianco | b7 torre del bianco · c7 pedone del bianco · f7 cavallo del nero · g7 re del nero · h7 pedone del nero · d6 pedone del nero · f6 pedone del nero · g6 pedone del nero · d5 pedone del bianco · e5 pedone del nero · e4 pedone del bianco · f4 pedone del bianco · c3 torre del nero · g3 pedone del bianco · h2 pedone del bianco · h1 re del bianco | b7 torre del bianco · c7 pedone del bianco · f7 cavallo del nero · g7 re del nero · h7 pedone del nero · d6 pedone del nero · f6 pedone del nero · g6 pedone del nero · d5 pedone del bianco · e5 pedone del nero · e4 pedone del bianco · f4 pedone del bianco · c3 torre del nero · g3 pedone del bianco · h2 pedone del bianco · h1 re del bianco | b7 torre del bianco · c7 pedone del bianco · f7 cavallo del nero · g7 re del nero · h7 pedone del nero · d6 pedone del nero · f6 pedone del nero · g6 pedone del nero · d5 pedone del bianco · e5 pedone del nero · e4 pedone del bianco · f4 pedone del bianco · c3 torre del nero · g3 pedone del bianco · h2 pedone del bianco · h1 re del bianco | b7 torre del bianco · c7 pedone del bianco · f7 cavallo del nero · g7 re del nero · h7 pedone del nero · d6 pedone del nero · f6 pedone del nero · g6 pedone del nero · d5 pedone del bianco · e5 pedone del nero · e4 pedone del bianco · f4 pedone del bianco · c3 torre del nero · g3 pedone del bianco · h2 pedone del bianco · h1 re del bianco | b7 torre del bianco · c7 pedone del bianco · f7 cavallo del nero · g7 re del nero · h7 pedone del nero · d6 pedone del nero · f6 pedone del nero · g6 pedone del nero · d5 pedone del bianco · e5 pedone del nero · e4 pedone del bianco · f4 pedone del bianco · c3 torre del nero · g3 pedone del bianco · h2 pedone del bianco · h1 re del bianco | 2 |
| 1 | b7 torre del bianco · c7 pedone del bianco · f7 cavallo del nero · g7 re del nero · h7 pedone del nero · d6 pedone del nero · f6 pedone del nero · g6 pedone del nero · d5 pedone del bianco · e5 pedone del nero · e4 pedone del bianco · f4 pedone del bianco · c3 torre del nero · g3 pedone del bianco · h2 pedone del bianco · h1 re del bianco | b7 torre del bianco · c7 pedone del bianco · f7 cavallo del nero · g7 re del nero · h7 pedone del nero · d6 pedone del nero · f6 pedone del nero · g6 pedone del nero · d5 pedone del bianco · e5 pedone del nero · e4 pedone del bianco · f4 pedone del bianco · c3 torre del nero · g3 pedone del bianco · h2 pedone del bianco · h1 re del bianco | b7 torre del bianco · c7 pedone del bianco · f7 cavallo del nero · g7 re del nero · h7 pedone del nero · d6 pedone del nero · f6 pedone del nero · g6 pedone del nero · d5 pedone del bianco · e5 pedone del nero · e4 pedone del bianco · f4 pedone del bianco · c3 torre del nero · g3 pedone del bianco · h2 pedone del bianco · h1 re del bianco | b7 torre del bianco · c7 pedone del bianco · f7 cavallo del nero · g7 re del nero · h7 pedone del nero · d6 pedone del nero · f6 pedone del nero · g6 pedone del nero · d5 pedone del bianco · e5 pedone del nero · e4 pedone del bianco · f4 pedone del bianco · c3 torre del nero · g3 pedone del bianco · h2 pedone del bianco · h1 re del bianco | b7 torre del bianco · c7 pedone del bianco · f7 cavallo del nero · g7 re del nero · h7 pedone del nero · d6 pedone del nero · f6 pedone del nero · g6 pedone del nero · d5 pedone del bianco · e5 pedone del nero · e4 pedone del bianco · f4 pedone del bianco · c3 torre del nero · g3 pedone del bianco · h2 pedone del bianco · h1 re del bianco | b7 torre del bianco · c7 pedone del bianco · f7 cavallo del nero · g7 re del nero · h7 pedone del nero · d6 pedone del nero · f6 pedone del nero · g6 pedone del nero · d5 pedone del bianco · e5 pedone del nero · e4 pedone del bianco · f4 pedone del bianco · c3 torre del nero · g3 pedone del bianco · h2 pedone del bianco · h1 re del bianco | b7 torre del bianco · c7 pedone del bianco · f7 cavallo del nero · g7 re del nero · h7 pedone del nero · d6 pedone del nero · f6 pedone del nero · g6 pedone del nero · d5 pedone del bianco · e5 pedone del nero · e4 pedone del bianco · f4 pedone del bianco · c3 torre del nero · g3 pedone del bianco · h2 pedone del bianco · h1 re del bianco | b7 torre del bianco · c7 pedone del bianco · f7 cavallo del nero · g7 re del nero · h7 pedone del nero · d6 pedone del nero · f6 pedone del nero · g6 pedone del nero · d5 pedone del bianco · e5 pedone del nero · e4 pedone del bianco · f4 pedone del bianco · c3 torre del nero · g3 pedone del bianco · h2 pedone del bianco · h1 re del bianco | 1 |
|   | a | b | c | d | e | f | g | h |   |

Questa posizione da una partita del 1951 tra Michail Botvinnik e Paul Keres è patta perché il re nero non può liberarsi e la torre deve stare sulla colonna c. I giocatori si accordarono per la patta quattro mosse più tardi.